# Paul Cézanne
Ne doit pas être confondu avec Langlois de Sézanne.
Pour les articles ayant des titres homophones, voir Sézanne et Sézane.
Paul Cézanne ou Paul Cezanne, né le 19 janvier 1839 à Aix-en-Provence et mort le 22 octobre 1906 dans la même ville, est un peintre français provençal, membre un temps du mouvement impressionniste et considéré comme le précurseur du post-impressionnisme et du cubisme.
Par sa volonté de faire « du Poussin sur nature », il apparaît comme un continuateur de l'esprit classique français autant qu'un innovateur radical par l'utilisation de la géométrie dans les portraits, natures mortes et les nombreux paysages qu'il peint, d'Île-de-France et de Provence, particulièrement de la campagne d'Aix-en-Provence. Il a notamment réalisé une série de toiles ayant pour motif la montagne Sainte-Victoire. Il est considéré comme le « père de l'art moderne ».

## Nom
On a coutume d'écrire le nom de Cézanne avec un accent aigu. Plusieurs indications vont pourtant en sens contraire. Ni le peintre, ni son père, ni sa mère, ni sa sœur ne signaient de cette typographie, et la société Paul Cezanne respecte cette graphie. Les descendants du peintre y sont également attachés. On devrait donc écrire Paul Cezanne. En fait, les actes d'état-civil et notariés du Sud de la France écrivent « Paul Cezanne », ceux du nord et particulièrement parisien « Paul Cézanne ».
Le patronyme Cezanne dérive du toponyme « Cesana », du latin Caesiana rura (ou Caesiana villa, domus, turris, colonia). On peut donc supposer que l'origine du nom dériverait d'un adjectif latin obtenu par l'application du suffixe -ianus, -iana au nom noble romain Caesius, précisément Caesiana. Le toponyme Cesana est très courant dans toute l'Italie (Cesana Torinese (qui atteste l'origine dauphinoise), Cesana fraction de Varese Ligure, Cesana près de Feltre, mais aussi Cisano Bergamasco, etc.). Dans tous ces cas, les toponymes dérivent de diverses possessions de familles de la gens « Caesia », très nombreuses et puissantes surtout à l'époque impériale.

## Biographie

### Enfance et origines de la famille Cézanne

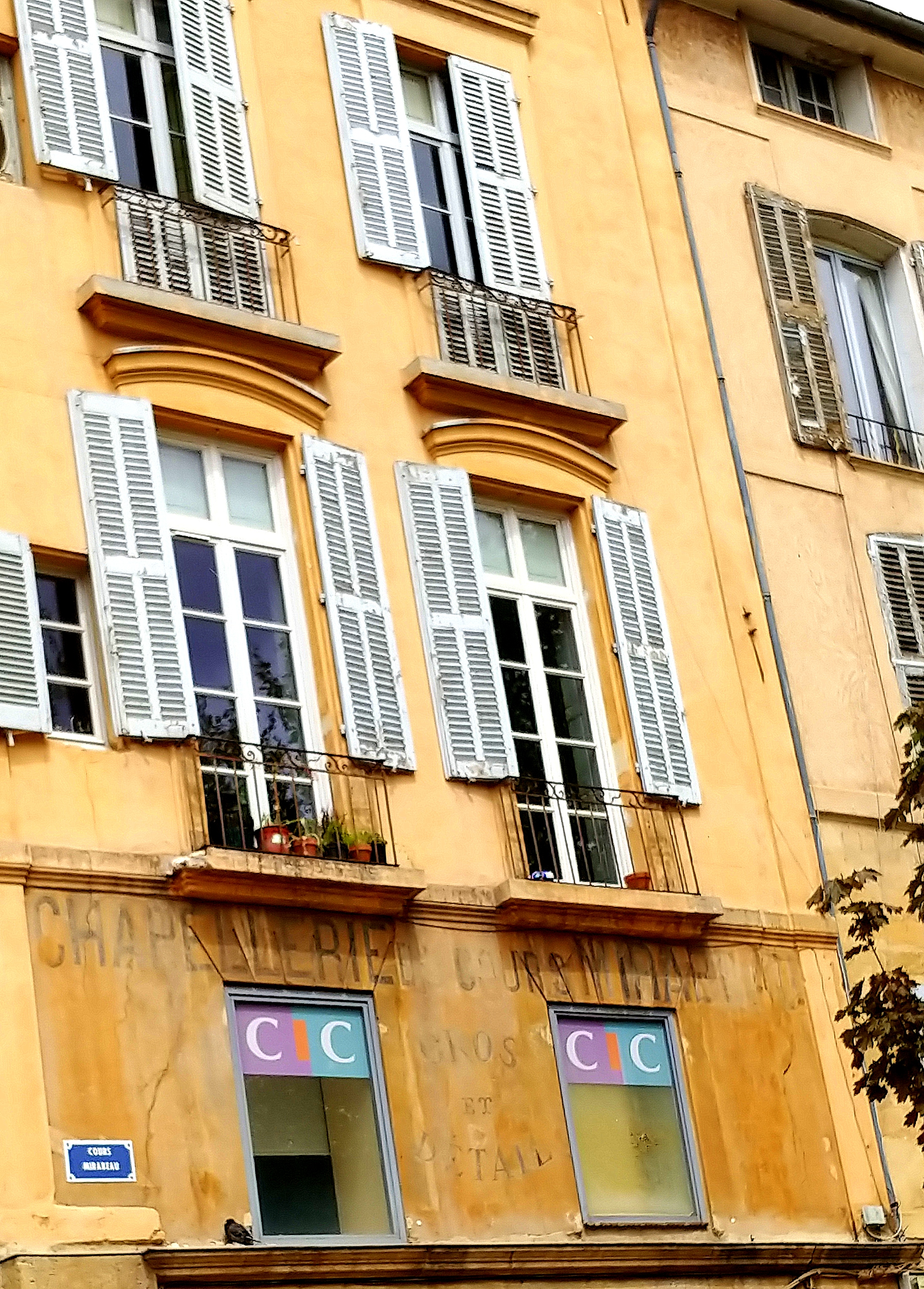
Chapellerie du père de Cézanne, Louis Auguste Cézanne.

Paul Cézanne nait à Aix-en-Provence, le 19 janvier 1839. C'est un enfant né hors mariage de Louis Auguste Cézanne, âgé de 40 ans, qui le reconnaît, et d'Anne Élisabeth Honorine Aubert, ouvrière chapelière, 24 ans. Selon la théorie la plus connue, le père serait originaire d’une commune piémontaise appelée Cesana Torinese, tandis que selon Romano Pieri, ses origines seraient à rechercher à Cesena, comme rapporté sur une autocertification, conservée dans les archives du musée Cézanne, demandée par le galeriste Vollard, cependant des études généalogiques récentes semblent démontrer l'ascendance aixoise sur au moins quatre générations et une plus ancienne dans la paroisse de Saint Sauveur du diocèse d'Embrun dans les Hautes-Alpes en 1600.
Son père est chapelier, d'origine très pauvre, et demeure 55, sur le cours, aujourd'hui le cours Mirabeau, où il travaille à la chapellerie Carbonel qu'il a fondée et que tient une parente d'Anne Aubert. L'enfant est baptisé le 22 février à l'église de la Madeleine. Le 4 juillet 1841 naît une sœur, Marie. Le 29 janvier 1844, Louis Auguste Cézanne épouse Anne Aubert qui a pour dot ses économies d'ouvrière.
Le 1er juin 1848, Louis Auguste Cézanne ouvre la banque Cézanne et Cabassol, de son nom et de celui de son associé au 24, rue des Cordeliers. La famille est relativement aisée. Paul Cézanne enfant suit les cours de l'école communale, puis de l'école catholique Saint-Joseph. Il s'y lie avec Henri Gasquet.

### Débuts dans la carrière de peintre

#### À l'origine des pommes et de leur symbole

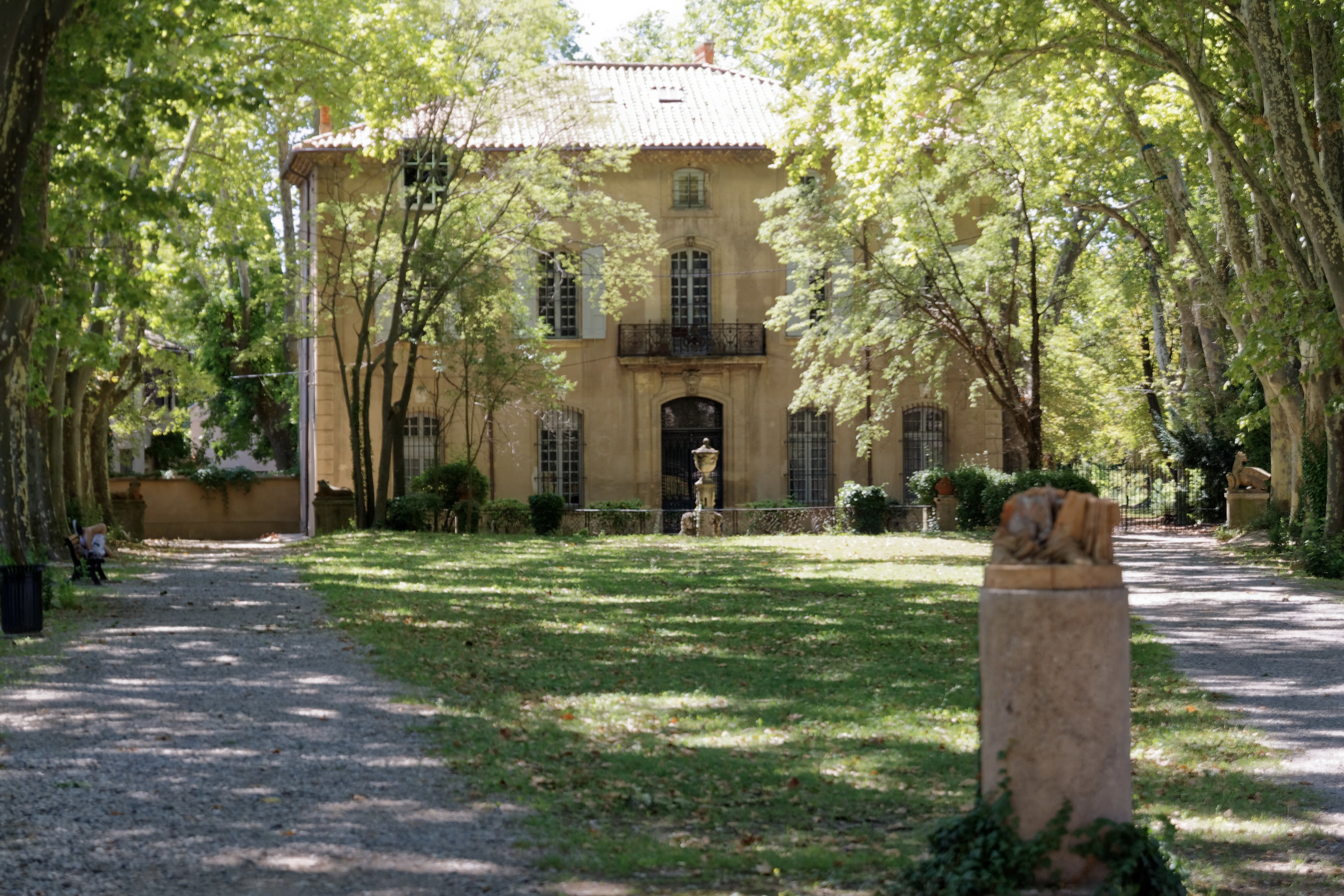
Bastide du Jas de Bouffan, demeure familiale d'Aix en Provence.

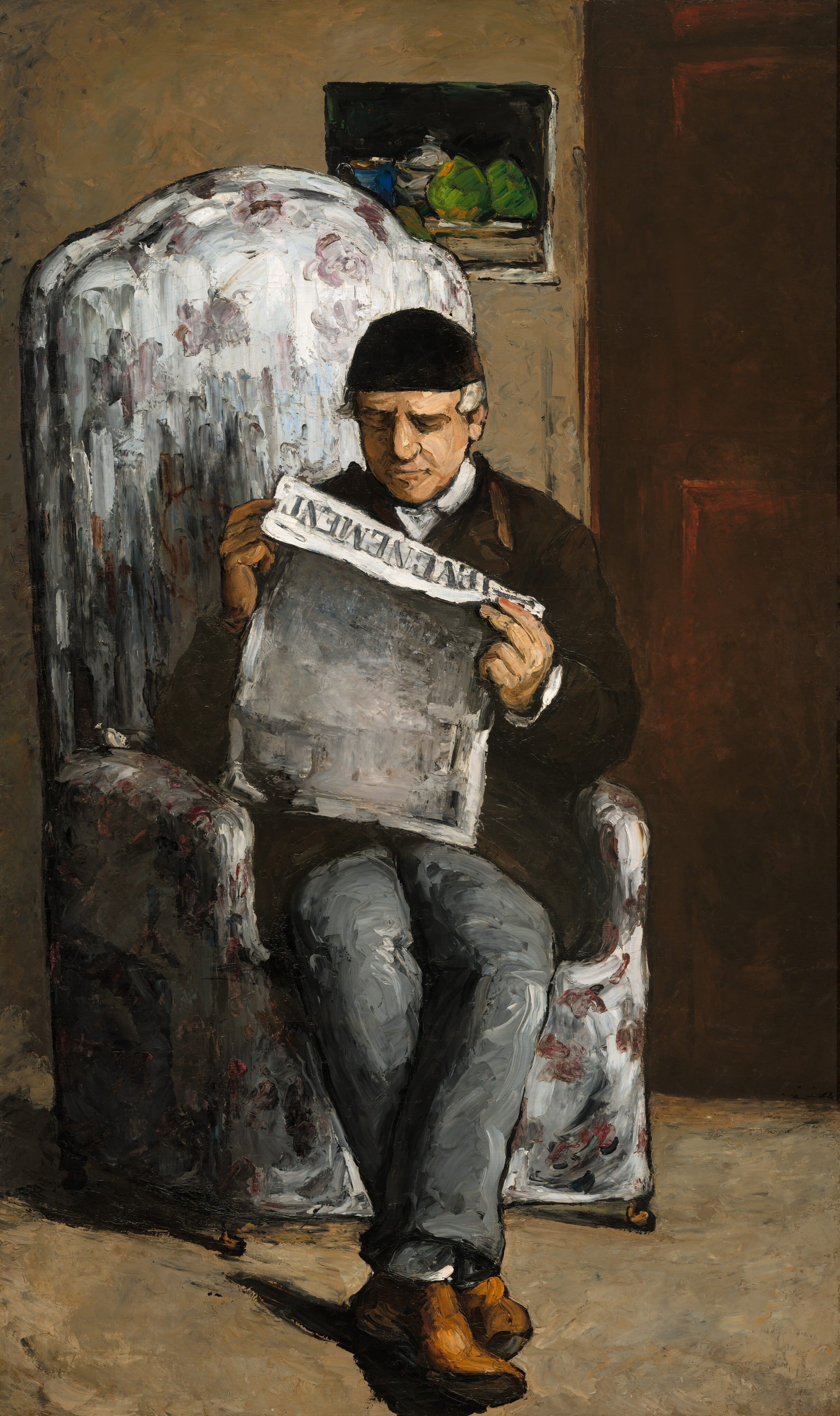
Portrait de Louis Cézanne lisant (le père du peintre en 1866), National Gallery of Art, Washington.

Paul Cézanne fréquente le collège Bourbon (devenu le collège Mignet), où il se lie d'amitié avec Émile Zola, Jean-Baptiste Baille et Louis Marguery (avoué à la Cour). Ils sont « les Inséparables ». Un jour, Paul Cézanne défend dans la cour de récréation le jeune Zola. Le lendemain, pour le remercier de son action, Zola lui offre un panier de pommes. Les pommes sont un des motifs caractéristiques du peintre dans ses natures mortes pendant toute sa carrière. Des années plus tard, Cézanne déclarait à Joachim Gasquet : « Tiens ! Voici les pommes de Cézanne, elles viennent de loin ! ».
Cézanne y est élève de 1852 à 1858. Il est reçu au baccalauréat ès lettres avec la mention « assez bien » le 12 novembre 1858.

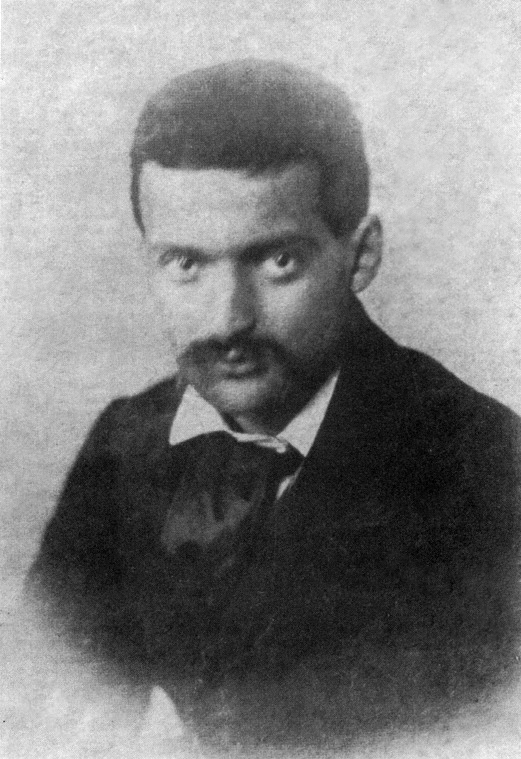
Paul Cézanne, en 1861.

Le 1er juin 1854 naît sa seconde sœur, Rose, dont Paul est le parrain. Le domicile des Cézanne, où Paul habitera en alternance avec la bastide du Jas de Bouffan de 1850 à 1870, est situé au 14, rue Matheron à Aix-en-Provence. À partir de 1857, il suit des cours à l'école de dessin d'Aix-en-Provence (actuel musée Granet), d'après le modèle vivant et les plâtres et sculptures conservés au musée, sous la direction de Joseph Gibert, le directeur et conservateur du musée et ce jusqu'en 1861. Bon élève, en particulier en mathématiques, en 1858, il passe son baccalauréat avec succès et entreprend sans enthousiasme des études de droit à l'Université d'Aix à la demande de son père. La même année, Cézanne semble être tombé amoureux d'une inconnue qu'il croise quand il va au lycée. Le 25 août 1859, Cézanne reçoit le second prix de peinture de l'école gratuite d'Aix-en-Provence pour « une étude de la tête d'après le modèle vivant à l'huile et de grandeur naturelle ». En 1860, Cézanne abandonne ses études de droit pour monter à Paris. Son père lui paye un remplaçant pour le service militaire.

#### Un physique d'athlète mais…

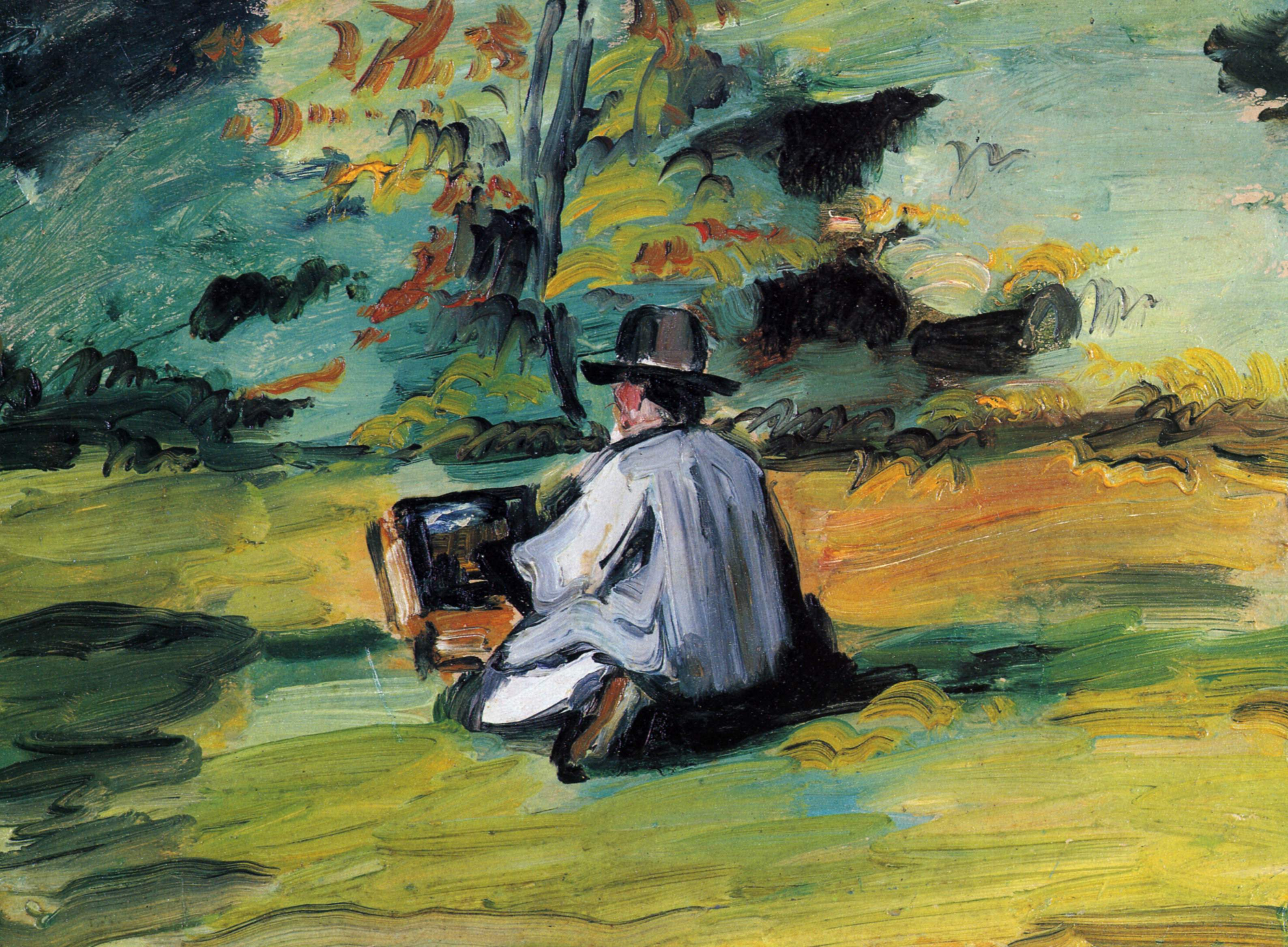
Un peintre au travail, vers 1874.

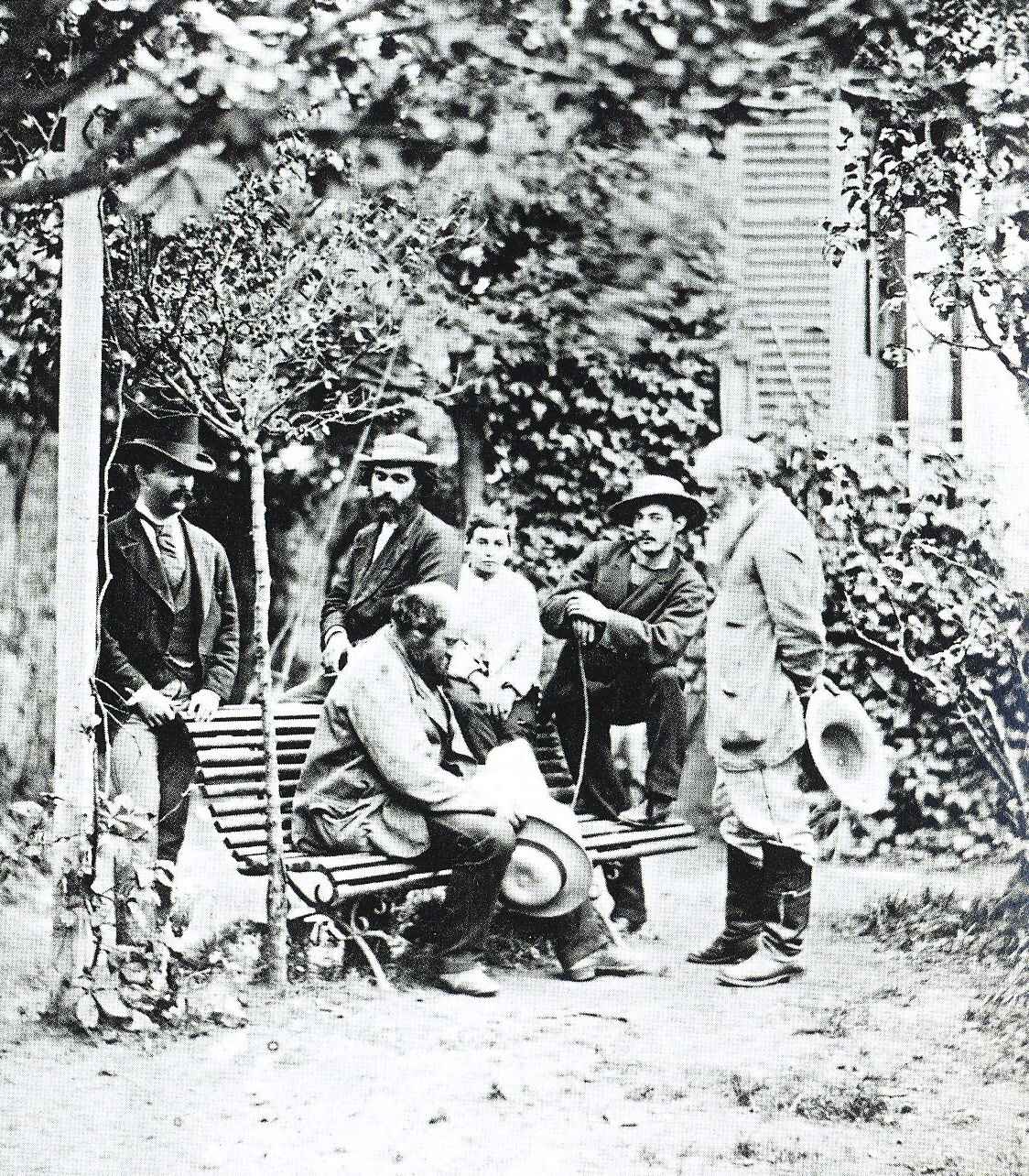
Photo de groupe à Auvers-sur-Oise en 1874, à droite, Pissarro main dans le dos, au centre assis sur le banc, Cézanne, entouré d'amis cubains.

Cézanne mesure 1,75 m, il est d'un « tempérament doux comme un enfant », parle avec un fort accent provençal, nasillard et roulant les r et redoublant les m si violemment qu'il en fait « littéralement vibrer la vaisselle ». « D'une timidité souffrante » selon le mot de Zola, pudique jusqu'au malaise, Cézanne pouvait être très narquois et ironique, mais aussi sujet à de brusques colères, de plus, s'il était touché ou effleuré par inadvertance, ses réactions pouvaient être violentes.
Cézanne a été diagnostiqué diabétique en 1890 (à l'âge de 51 ans) et il souffre (par crises) de rhumatismes, de céphalées et de prurit de la peau, qui avaient été soignés par le docteur Gachet dès 1872.
Selon Jean Renoir qui cite son père Auguste Renoir : « Cézanne ressemblait à un hérisson. Ses mouvements semblaient limités par une invisible carcasse extérieure ; sa voix également. Les mots sortaient prudemment de sa bouche, marqués d'un invraisemblable accent aixois, un accent qui n'allait pas du tout avec les manières contrôlées, exagérément polies. Ce contrôle craquait parfois. Il proférait ses deux injures favorites, « châtré » et « jean-foutre » ».

### La montée à Paris

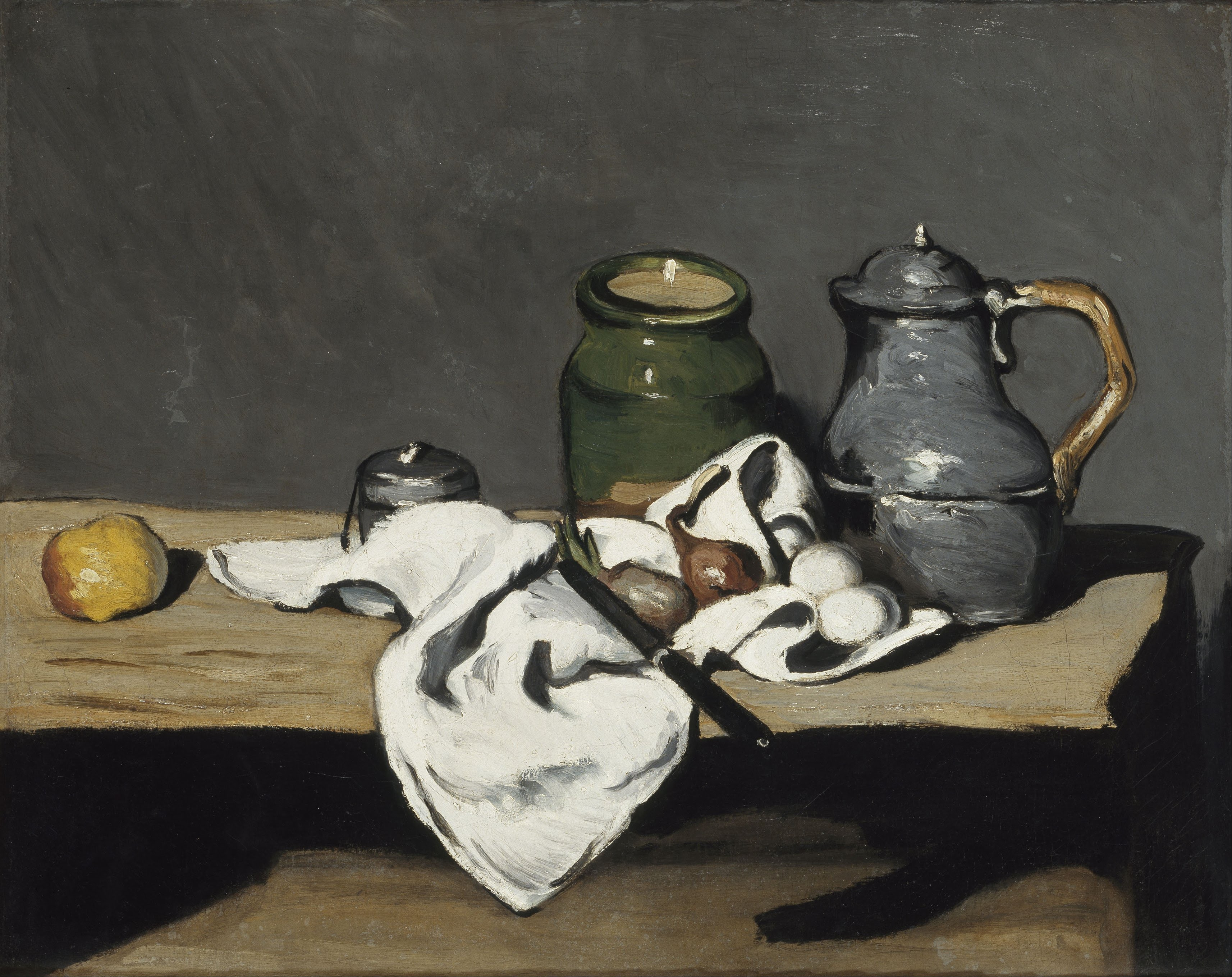
Nature morte au pichet vert (1865). Cézanne sous l'influence de Zurbaran et des maîtres espagnols.

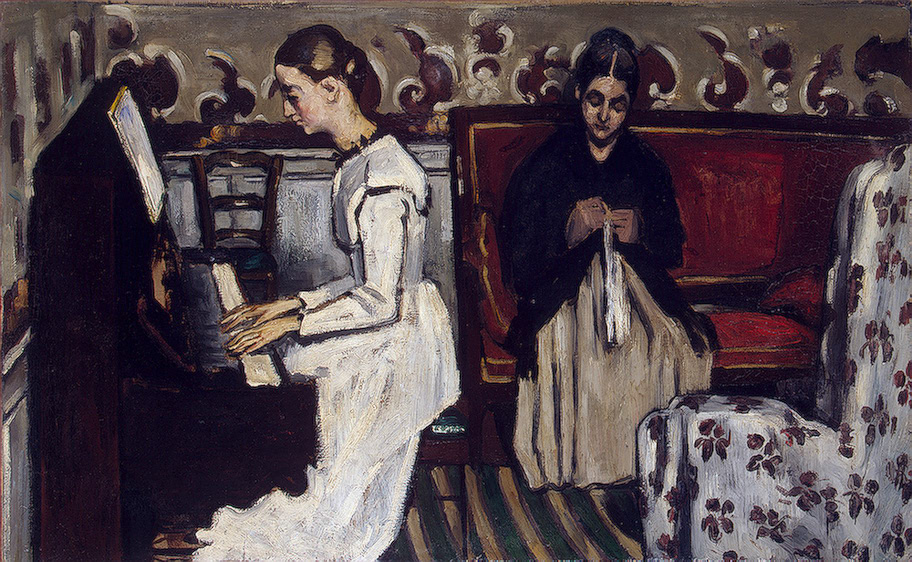
Jeune Fille au piano, 1869. La mère de l'artiste cousant, sa sœur jouant l'ouverture de Tannhäuser de Wagner (1868), musée de l'Ermitage de Saint-Pétersbourg.

Louis Auguste Cézanne, réticent et souhaitant pour son fils Paul Cézanne qu'il devienne employé dans sa banque, refuse pendant longtemps que son fils parte pour Paris. Cependant au vu du repli sur lui-même de Cézanne qui ne s'épanouit pas dans ses études de droit, il cède et accepte. Zola, l'ami de Paul, qui l'a encouragé dans son choix, l'attend avec impatience.
C'est alors en 1861, que Paul Cézanne s'installe à Paris. Cependant cette excursion ne s'avère pas aussi payante que le souhaitait Cézanne et ayant échoué au concours d'entrée de l'École des beaux-arts, en raison d'un tempérament coloriste jugé excessif, il revient à Aix travailler dans la banque paternelle. En 1862, il retourne à Paris, assisté par le peintre Chautard, un Aixois, qui lui corrige ses études à l'académie de Charles Suisse et alors qu'il est soutenu dans sa vocation par Zola. Il habite chez la mère de Zola. En 1863, il est inscrit, comme copiste, au Louvre. Là, il travaille d'après La Barque de Dante, de Delacroix, œuvre qu'il est incapable d'achever. En 1864, il copie Les Bergers d'Arcadie, de Nicolas Poussin. Alors qu'il travaille à l'académie de Charles Suisse, il y rencontre Camille Pissarro, Auguste Renoir, Claude Monet, Alfred Sisley et un autre Aixois, Achille Emperaire, dont il fera, plus tard, un portrait demeuré célèbre. En 1865, un article de Marius Roux mentionne Cézanne comme un des bons élèves de l'école aixoise, admirateur de Ribera et Zurbarán.
En 1866, Le Portrait d'homme qu'il présente au Salon est refusé, bien que Daubigny l'ait défendu ; à cette occasion, il rencontre Manet. Par l'intermédiaire du père Tanguy, Cézanne expose à Madrid en Espagne. Il entreprend des œuvres de 4 à 5 m dans le village de Bennecourt, non loin d'Auvers-sur-Oise (considéré comme un des berceaux de l'impressionnisme, entre autres avec la maison du Docteur Gachet). Il y travaille à un tableau, la Jeune Fille au piano (ou Ouverture de Tannhäuser, d'après l'œuvre de Wagner), puis il redescend à Aix où « sa tenue et son physique font sensation sur le cours » ; un poème lui est même dédié dans L'Écho des Bouches-du-Rhône. En 1867, un journal de Francfort se moque de l'envoi — refusé — de Cézanne au Salon, Zola prend sa défense dans Le Figaro du 12 avril. Cézanne travaille en plein air dans la campagne aixoise.
À l'été 1872, il rejoint à Pontoise, Pissarro, de neuf ans son aîné. Au cours de la décennie qui suit, ils travaillent fréquemment côte à côte, tant à l'extérieur que dans l'atelier du Dr Gachet. La palette lumineuse de Pissarro et son observation patiente de la nature est pour lui une révélation.

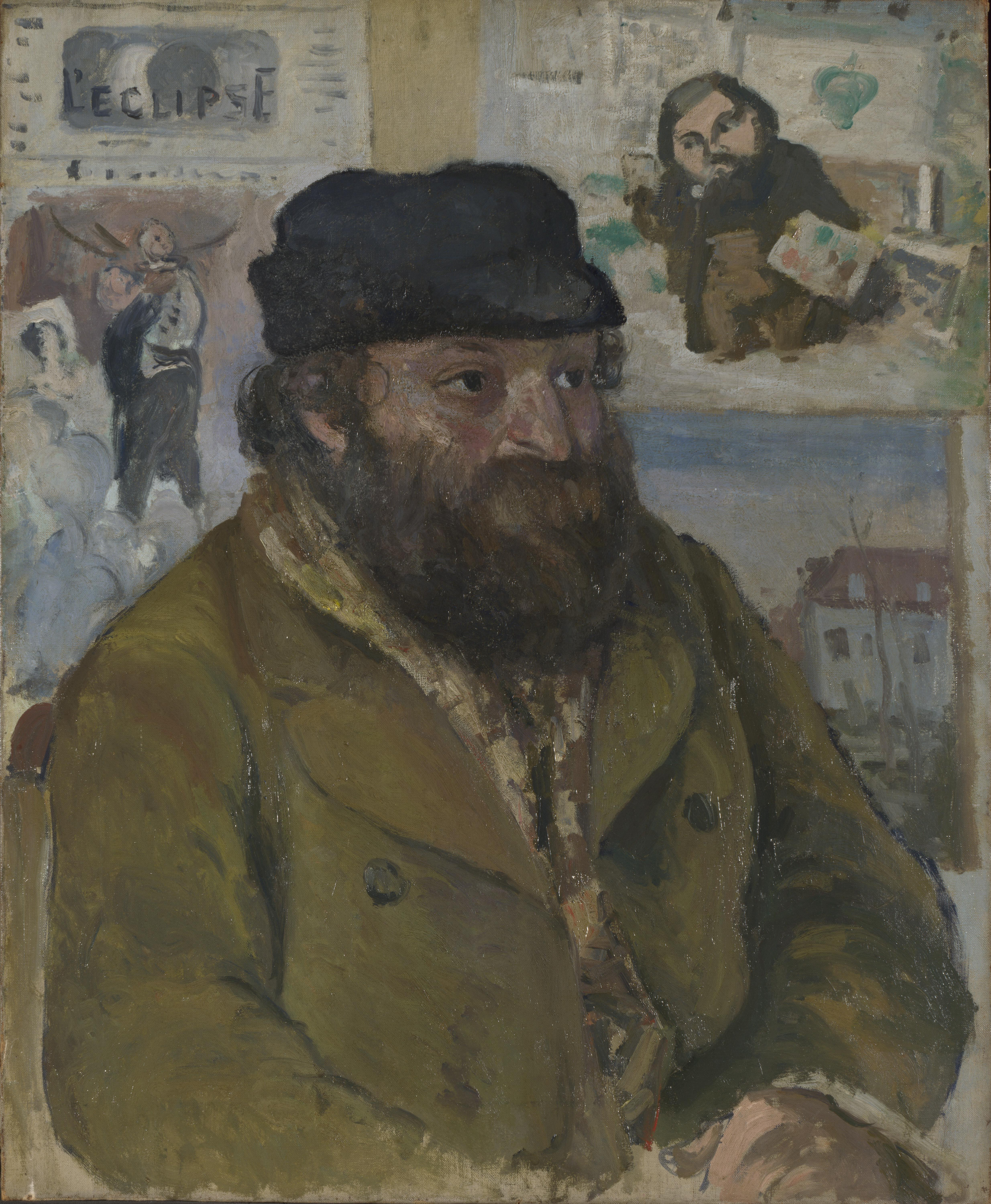
Portrait de Cézanne, 1874,
par Camille Pissarro,
National Gallery, Londres.

Dans le portrait que fait de lui Pissarro, deux estampes politiques montrent à gauche l'homme d'État Adolphe Thiers et à droite le peintre Courbet, hommes célèbres de l'époque qui semblent tous deux reconnaître Cézanne. Ce portrait est un témoignage affectueux de soutien et d'amitié d'un tuteur pour un brillant protégé, et une prédiction humoristique que la gloire lui appartiendrait un jour.
Dans les années 1900, il reconnait sa dette artistique envers lui, se mentionnant dans un catalogue d'exposition comme « Paul Cézanne, élève de Pissarro ». Il écrit par ailleurs : « Quant au vieux Pissarro, il était pour moi un père ; quelqu'un vers qui demander conseil, quelqu'un comme le bon Dieu lui-même ».

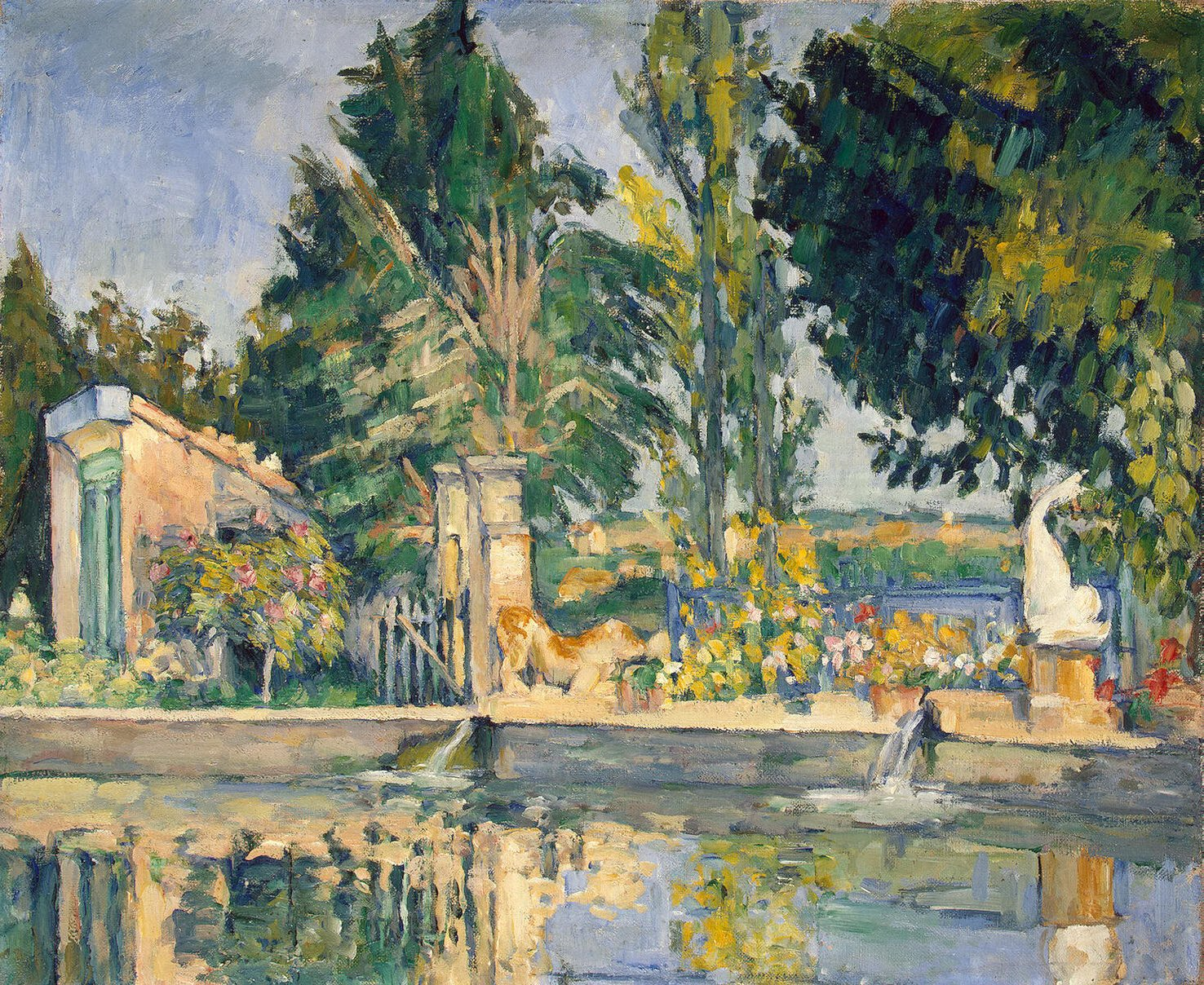
Le Bassin du Jas de Bouffan, 1876,
musée de l'Ermitage, Saint-Pétersbourg.

### La liaison cachée avec Hortense

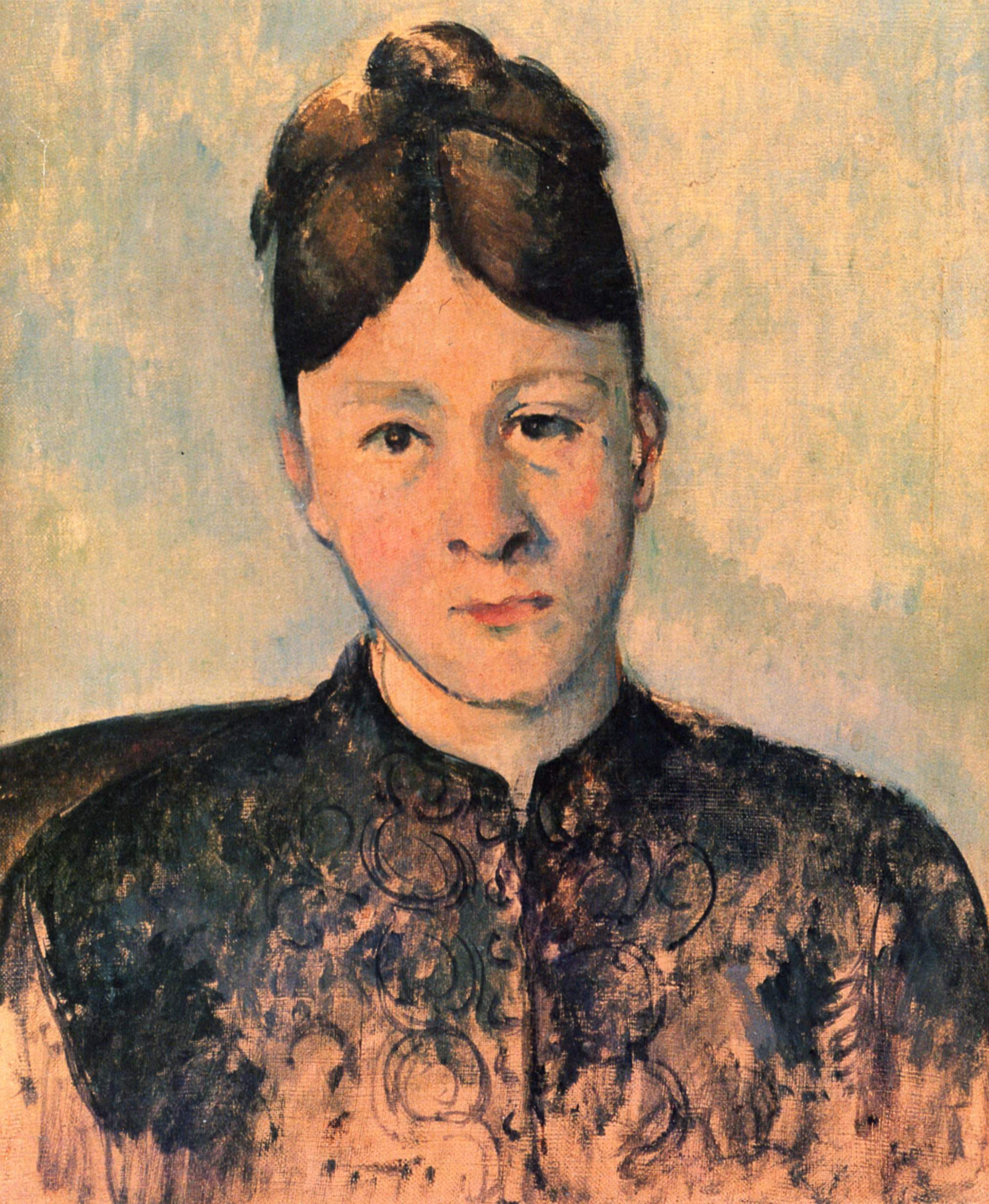
Portrait de Madame Cézanne, vers 1885.

En 1869, Paul Cézanne rencontre Hortense Fiquet, modèle et ouvrière dont le surnom, Biquette, devient « La Boule » en étant sa compagne. Pendant la guerre de 1870, Cézanne s'installe dans une maison à l'Estaque, près de Marseille, avec elle. Cézanne est dénoncé comme « réfractaire », la gendarmerie vient l'arrêter mais ne le trouve pas. Cézanne, seul, s'installe dans la bastide du Jas de Bouffan, résidence familiale que son père a achetée en 1858. Le 4 janvier 1872, Paul junior, fils de Paul Cézanne et Hortense Fiquet, naît à Paris. Le peintre prévient sa mère mais pas son père, qui ignore tout de sa relation avec Hortense. En 1873, avec l'aide du docteur Gachet, Cézanne installe sa famille à Auvers-sur-Oise, dans des conditions difficiles. Il y travaille avec Pissarro et Guillaumin. Il aide Daumier, que soigne le docteur Gachet, qui leur prête son atelier de gravure. Le 27 décembre 1873, Cézanne participe à la fondation de la Société anonyme des artistes peintres, sculpteurs et graveurs de Paris avec Degas, Monet, Renoir…

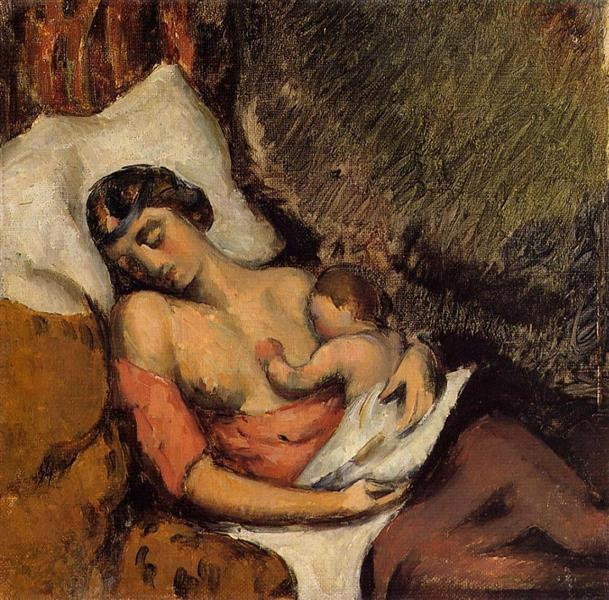
Hortense Fiquet donnant le sein à son fils, L'Estaque, 1872.

Cézanne peindra 45 portraits de sa femme pendant sa vie. Si les relations entre Hortense et la mère et la sœur de Cézanne sont difficiles, celles-ci lui reconnaissent « cependant une égalité d'humeur et une patience à toute épreuve. Quand Cézanne ne dort pas, elle lui fait la lecture la nuit et cela dure des heures. » Elle lui lit en particulier les poèmes et écrits sur l'art de Baudelaire. En 1891, Cézanne installe Hortense, brouillée avec sa belle-famille, et son fils Paul au 9, rue Frédéric Mistral à Aix-en-Provence, tandis que lui-même vit au Jas de Bouffan avec sa mère et sa sœur.

### D'Auvers-sur-Oise à L'Estaque

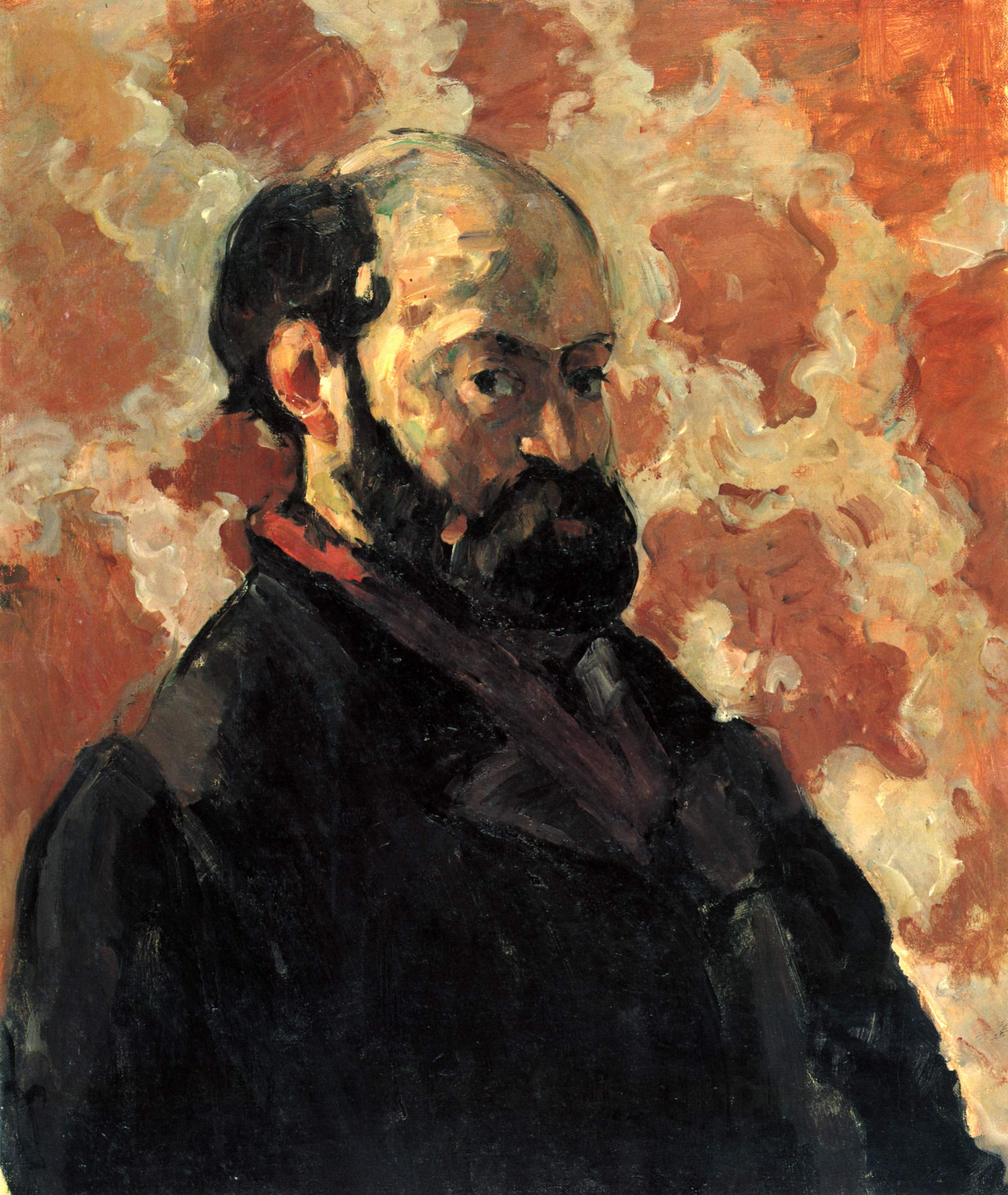
Autoportrait (1875), huile sur toile, Musée d'Orsay

En 1874, les impressionnistes organisent la Première exposition des peintres impressionnistes dans l'atelier parisien du photographe Nadar et le public réserve un accueil peu encourageant, voire scandalisé, aux toiles de Cézanne, qui en présente trois (Une moderne Olympia qui appartient au docteur Gachet, La Maison du pendu qui est achetée par le comte Doria et Étude, paysage d'Auvers). En 1875, le père Tanguy vend trois tableaux à Victor Chocquet, un collectionneur de Renoir. Il rencontre Forain, un élève de Degas.
En 1876, Cezanne travaille dans le Midi, en particulier à L'Estaque, où il peint des tableaux pour Chocquet. S'il n'a présenté aucun tableau à la deuxième exposition des impressionnistes, il montre seize œuvres en 1877 à la troisième manifestation. À Paris, il peint un de ses chefs-d'œuvre : Madame Cezanne à la robe bleue, avec une harmonie de tons bleus, verts et bleu-vert. Cezanne s'habille en ouvrier, cotte bleue et veste de toile blanche couverte de taches de peinture et participe aux soirées de Nina de Villard. Là, il rencontre Mallarmé, Manet, Verlaine…

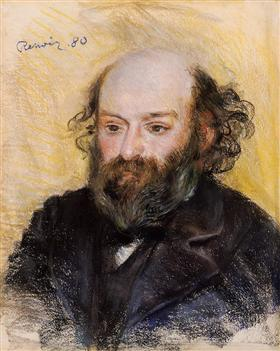
Paul Cezanne, par Auguste Renoir, 1880.

En 1878, le manque d'argent se fait sentir, son fils est malade et la pension que verse son père ne suffit pas, aussi Zola envoie de l'argent. Son père découvre en lisant le courrier de son fils l'existence d'Hortense et de son petit-fils, il augmente son aide suivant les conseils du docteur Gachet dont il est l'ami depuis 1858. En 1880, Zola publie un article sur le naturalisme où il cite Cézanne. Hortense pose pour les peintres dont Armand Guillaumin, Camille Pissarro, Auguste Renoir dont elle est très proche. En 1881, Paul Cezanne, Hortense et Paul s'installent à Pontoise et il travaille en compagnie de Pissarro avec lequel il découvre les différentes théories de la couleur, dont celles de Chevreul et Ogden Rood[réf. nécessaire]. Cezanne, en septembre 1906, quelques jours avant sa mort, enverra une toile pour une exposition hommage à Pissarro avec, comme notice pour le catalogue, Cezanne, élève de Pissarro.

#### Une méthode de travail

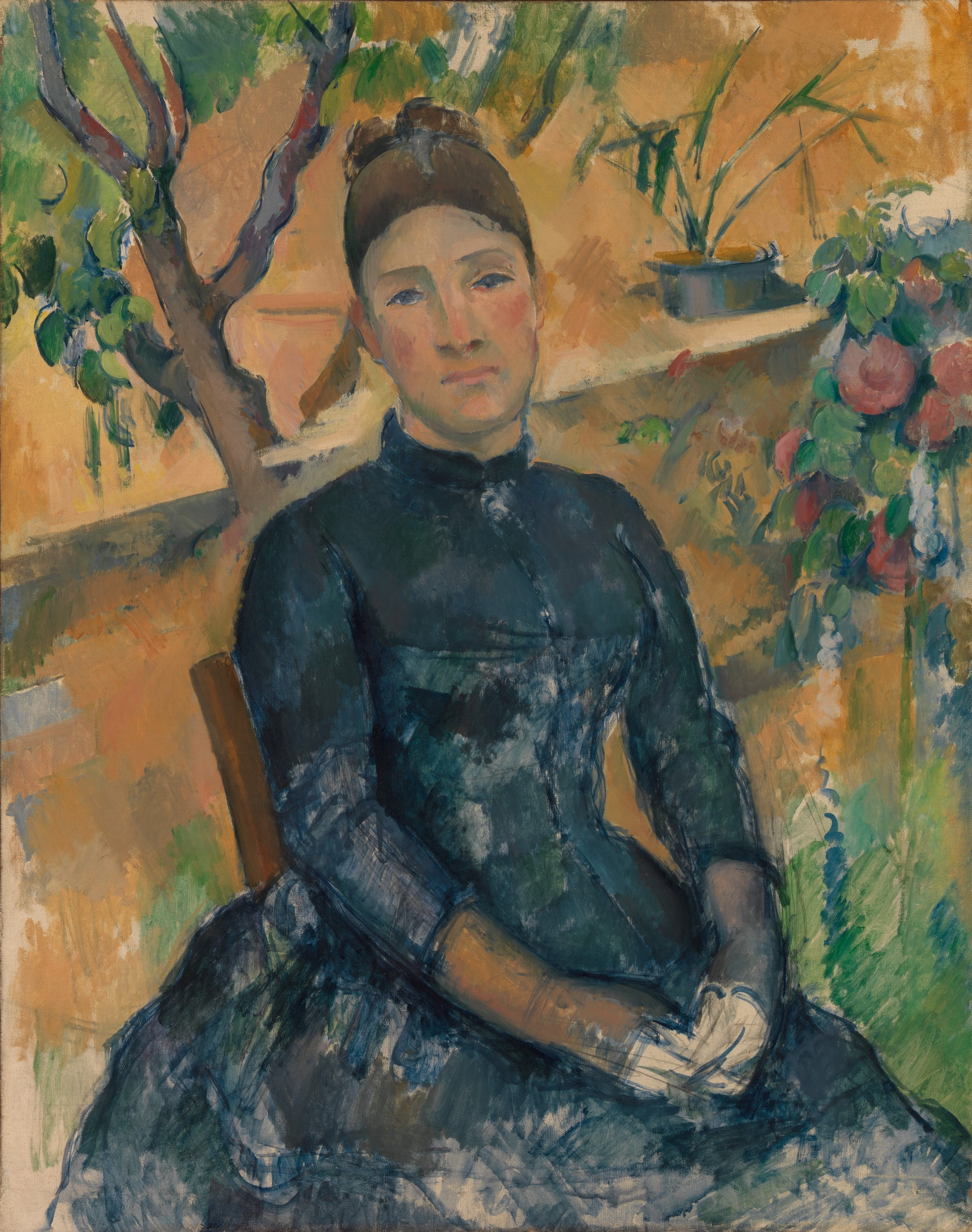
Madame Cezanne dans la serre, 1891, Metropolitan Museum of Art de New York.

Cezanne développe et met au point sa méthode de travail, essentiellement sur le motif, dessiner par une succession de traits et de lignes disjointes qui décrivent géométriquement les objets ou le paysage en plans successifs suivant la perspective aérienne. La précision de la dégradation des couleurs par touches juxtaposées considérant l'ombre comme une couleur, généralement du bleu, accentue le clair-obscur. Le tout en prenant un soin méticuleux à la touche et à sa qualité. Il ne copie pas un paysage de manière réaliste pour ne pas le figer : en le peignant de manière très expressive, il lui donne vie. Pour rendre sa peinture plus vivante, il se focalise sur l'émotion qu'il souhaite transmettre.
À partir de 1881, son père lui fait construire un atelier au Jas-de-Bouffan. En 1882, Cezanne est admis au Salon, se déclarant élève d'Antoine Guillemet. En 1885, il demande à Zola de transmettre à une jeune femme une lettre d'amour dont il ne reste que le brouillon au dos d'une aquarelle.

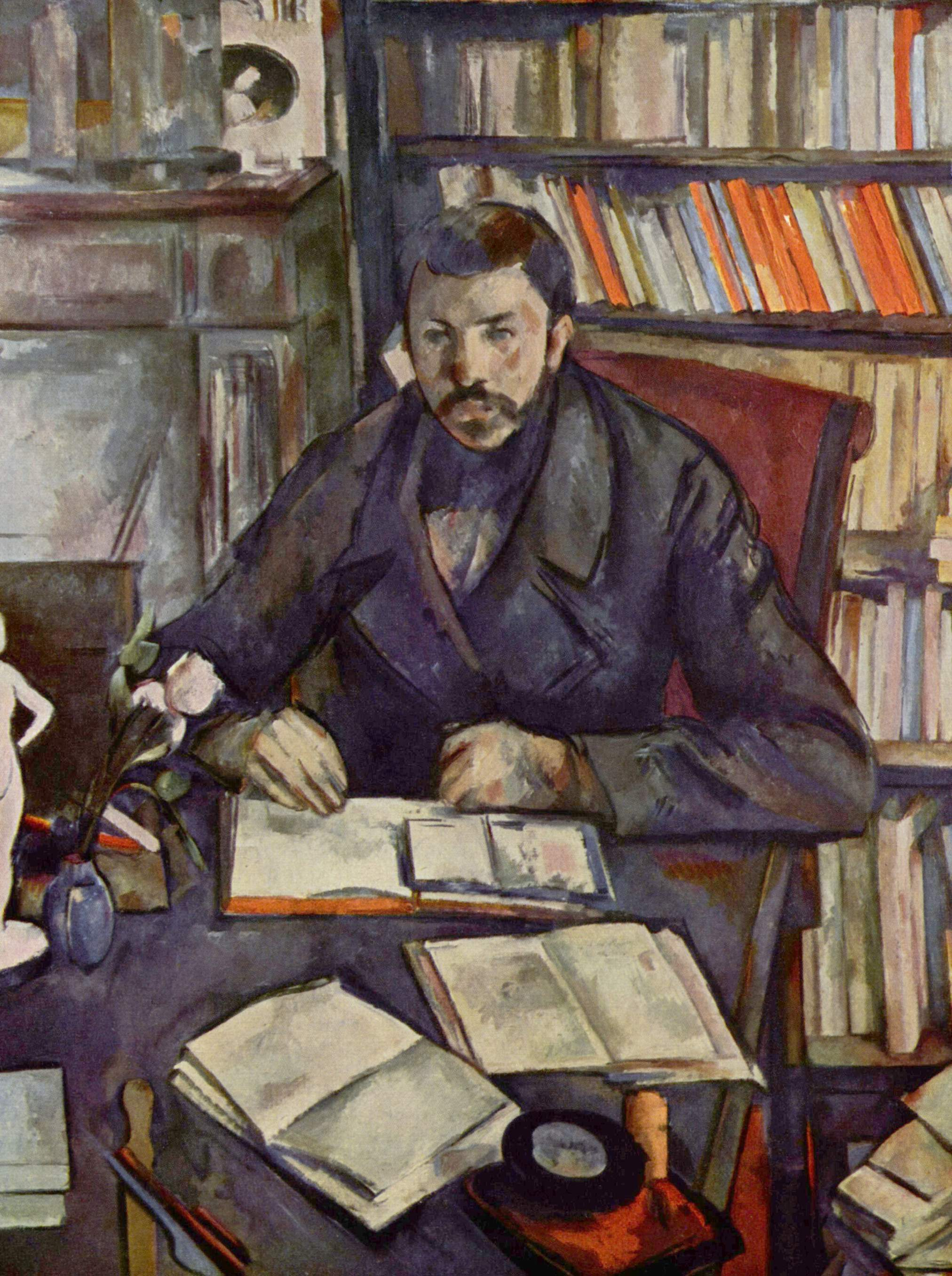
Portrait de Gustave Geffroy (1895), musée d'Orsay, Paris.

En 1886, Cezanne vit à Gardanne avec sa famille ; là, il commence son cycle de peintures sur la montagne Sainte-Victoire (Cezanne), qu'il représente dans près de quatre-vingts œuvres (pour moitié à l'aquarelle). Le 28 avril, il épouse Hortense à Aix-en-Provence. Le 23 octobre, son père décède. Cezanne et ses sœurs recueillent un héritage de plusieurs milliers de francs-or, qui les met à l'abri financièrement. Sur la part de ses rentes, Cezanne en donne 1/3 à sa femme Hortense, 1/3 à son fils Paul et garde la dernière part.

### La reconnaissance: le précurseur d'un autre art

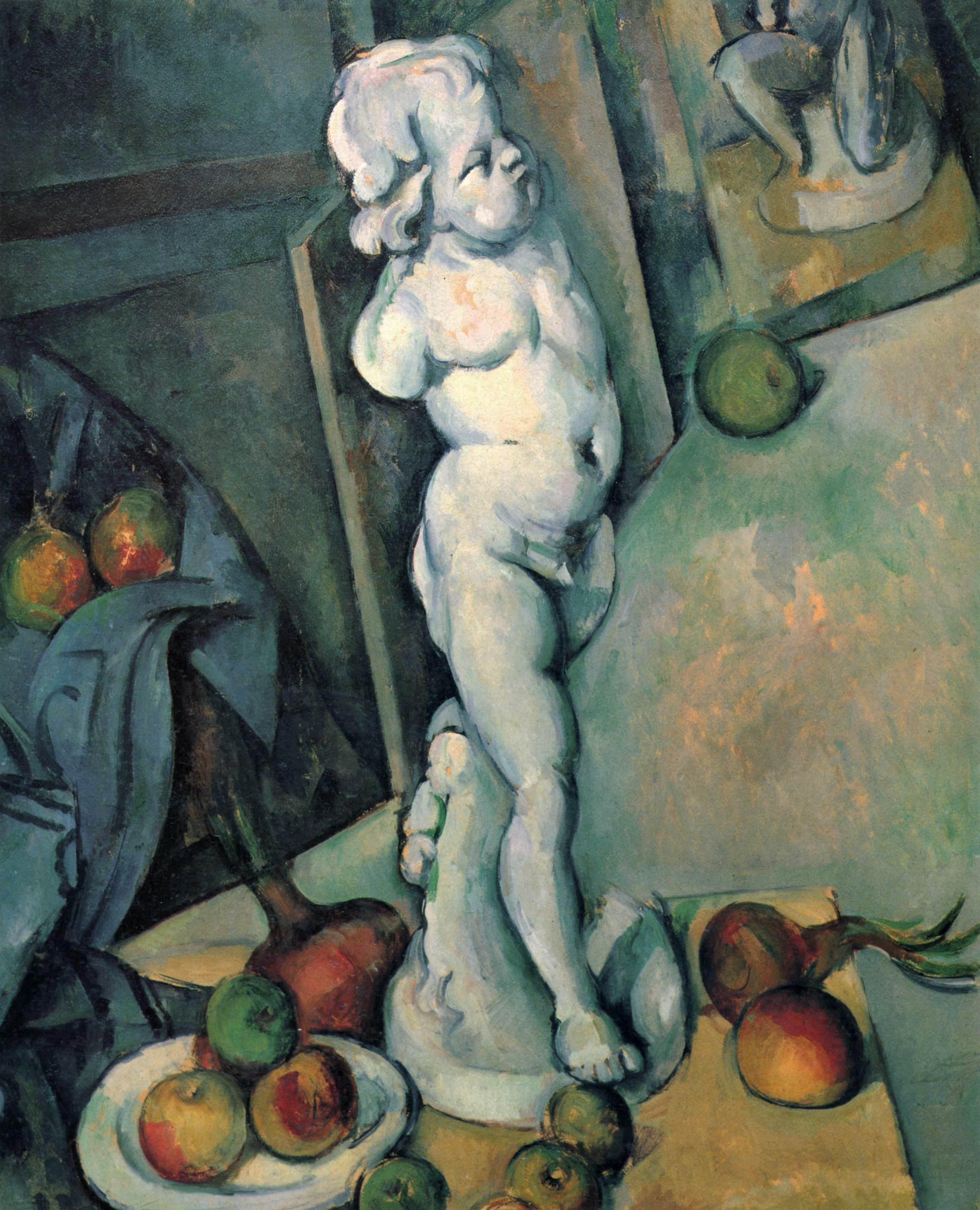
Nature morte avec amour en plâtre, 1895, Institut Courtauld de Londres.

En 1888, une série d'articles le mentionnent et il est admis à l'exposition de l'Art français pendant l'Exposition universelle de 1889. Défendu par Durand-Ruel il expose à Bruxelles au salon des XX. En novembre 1890, Paul Cézanne commence à souffrir de graves crises dues à son diabète. Il installe Hortense et son fils dans un appartement à Aix, pour éviter les disputes avec sa mère et sa sœur au Jas-de-Bouffan. Vers 1891, il devient fervent catholique. L’œuvre de Cézanne est reconnue par la critique, en particulier par Huysmans. On le considère comme « le précurseur d'un autre art », selon le mot de Gustave Geffroy en 1895.

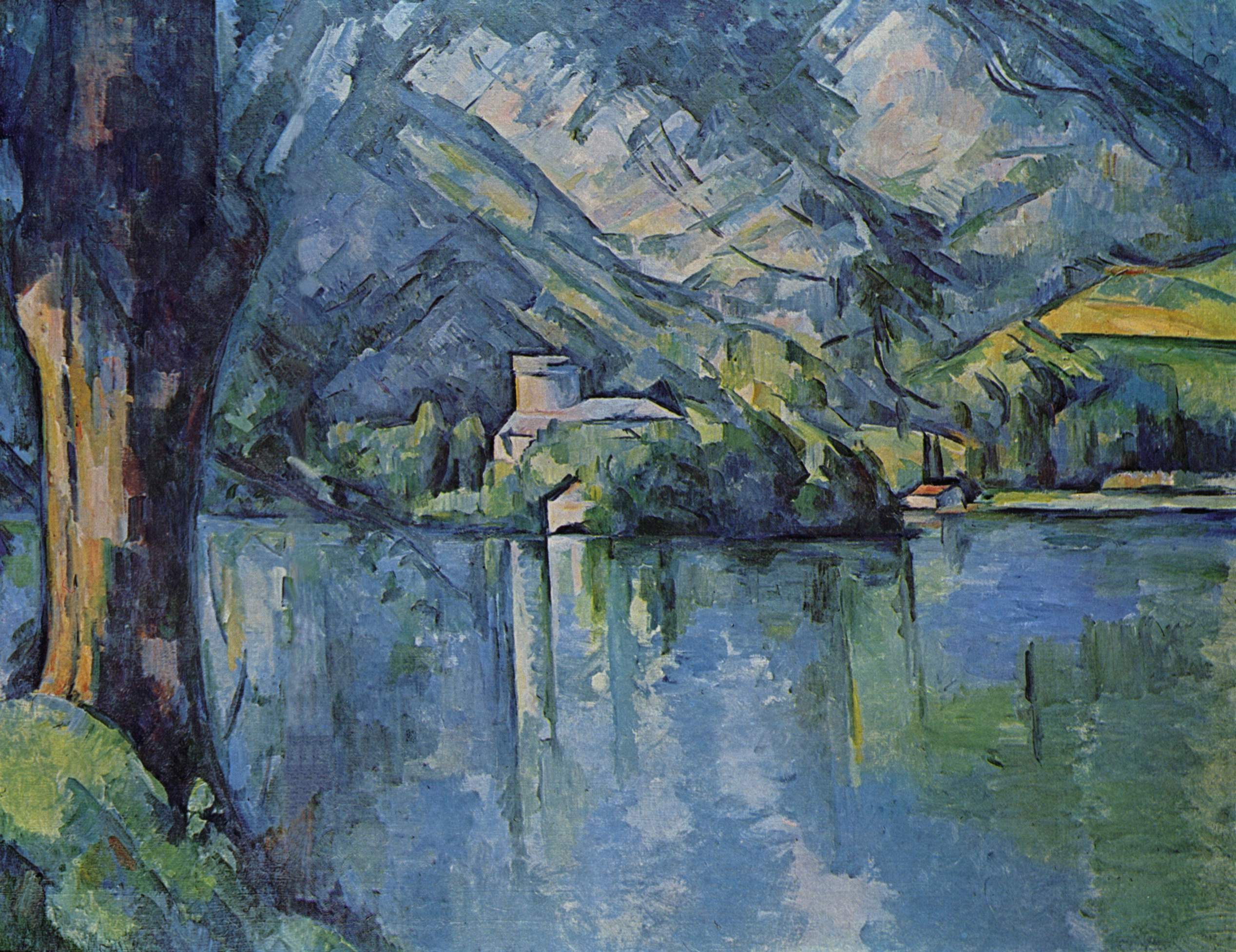
Lac d'Annecy, 1896.

En mars 1894, la collection Duret passe en salle des ventes, ses trois toiles font un prix honorable entre 600 et 800 francs. En juin 1894, à la vente de la collection Tanguy, elles font entre 45 et 215 francs. Pendant l'été, Cézanne travaille à Barbizon et à l'automne séjourne à Giverny chez Monet, où il dîne avec Rodin et Clemenceau. En 1895, Ambroise Vollard devient le marchand de Cézanne. Cézanne est de plus en plus irritable envers ses amis impressionnistes. Débute son amitié avec Joachim Gasquet, le fils de son ami d'enfance, qui devient son confident. Zola, dans un article sur le Salon, parle de « son ami, son frère Paul Cézanne, dont on s'avise seulement de découvrir aujourd'hui les parties géniales de ce grand peintre avorté ».
Cézanne part en cure à Vichy pour tenter de soigner son diabète qui a été diagnostiqué en 1891. Il vit à Paris l'hiver. L'été, il loue un cabanon aux carrières de Bibémus (sur l'actuelle route Cézanne d'Aix-en-Provence), afin d'y entreposer son matériel de peinture et ses toiles et où il passe une bonne partie de son temps, voire de ses nuits, jusqu'en 1904,.
En 1897, la Galerie nationale de Berlin achète un paysage de Cézanne, Le Moulin sur la Couleuvre à Pontoise (1881).

#### L'impact de la science

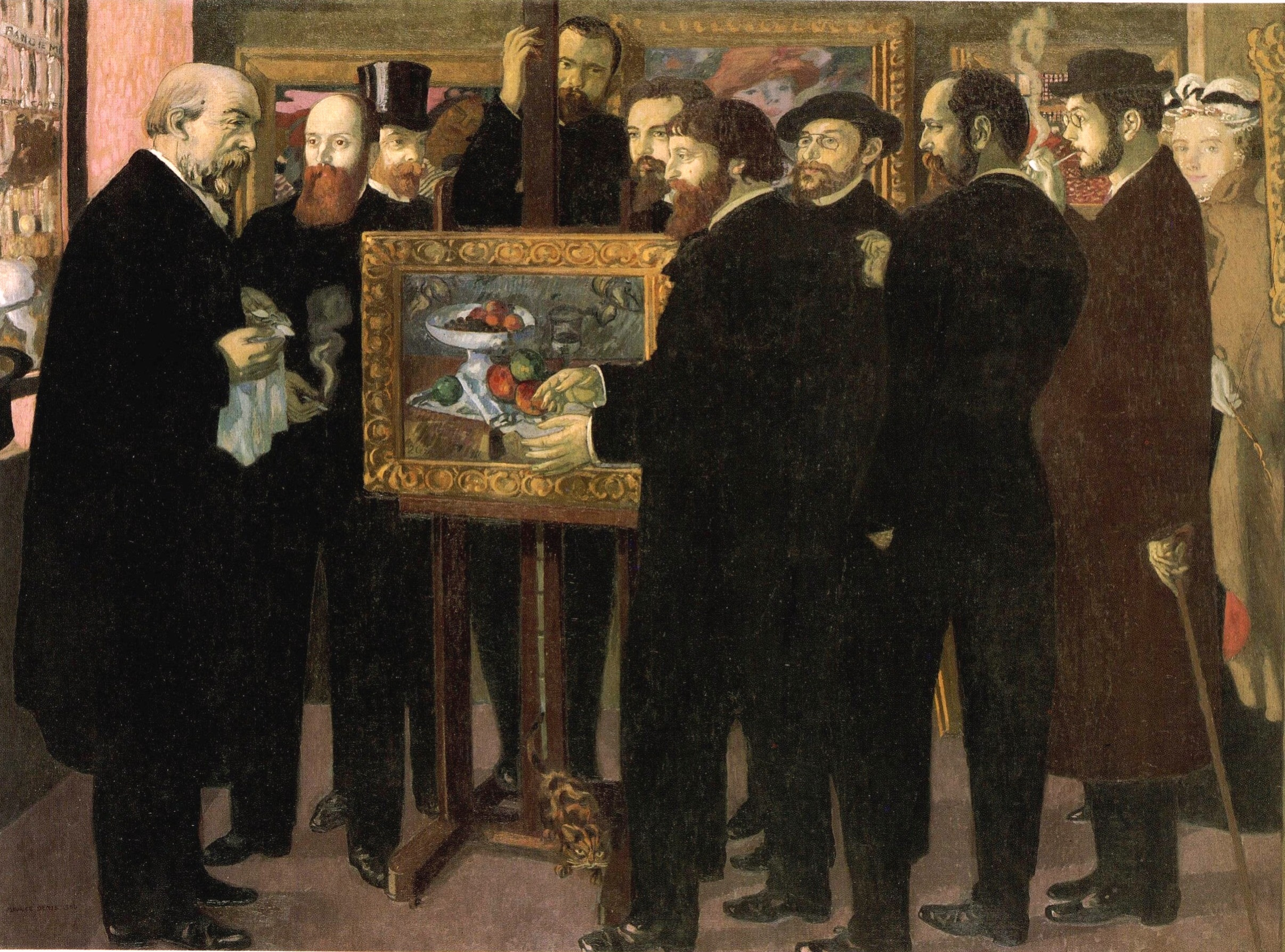
Hommage à Cézanne, par Maurice Denis, 1900.

En 1899, Paul Signac publie De Delacroix au néo-impressionnisme, texte dans lequel il analyse la technique de Cézanne dont se réclament les néo-impressionnistes (divisionnisme et théories de la couleur).
Cézanne s'agace des reventes de ses tableaux dont les prix montent et de leurs plus-values réalisées par Gauguin et quelques autres qui en profitent, autour de la galerie Vollard. En 1899, il participe à une vente caritative pour la veuve d'Alfred Sisley, en offrant un tableau qui se vend pour 2 300 francs. En 1899, Vollard achète tout l'atelier de Cézanne. En 1900, Maurice Denis peint son Hommage à Cézanne. La jeune génération des peintres se réclame de lui.

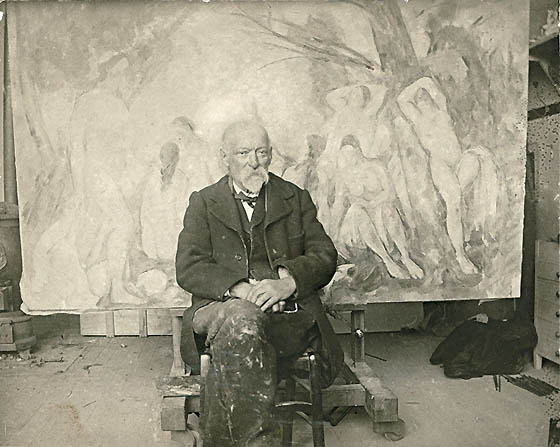
Paul Cézanne dans son atelier des Lauves d'Aix, en 1904.

Cézanne vend le Jas-de-Bouffan après le décès de sa mère en 1897, pour ce faire Hortense renonce à son hypothèque légale sur le Jas-de Bouffan. Il aménage en 1900 dans sa maison d'Aix-en-Provence et se fait construire en 1901-1902 son atelier des Lauves au nord d'Aix, sur un terrain de 7000 m², où il travaille tous les matins de 1902 à sa disparition en 1906. Il apprend la mort de Zola le 29 septembre. La collection de Zola passe en vente, le critique Henri Rochefort se déchaîne contre l'artiste dans un article « L'amour du laid ».
À partir de 1903 commence la correspondance avec le peintre Camoin, à qui il recommande « de copier les maîtres au Louvre ».

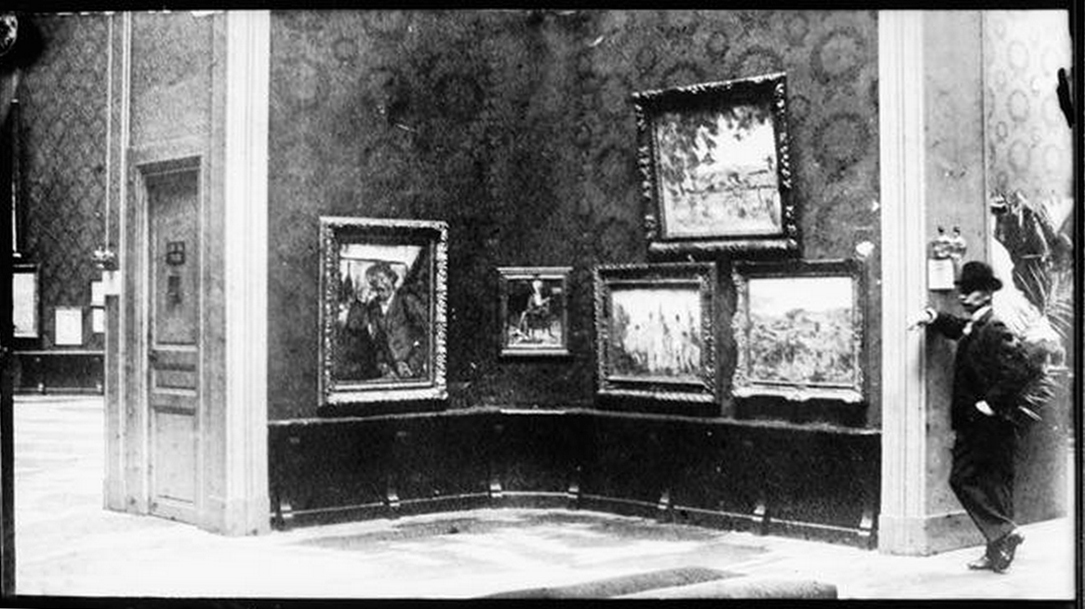
Salon d'automne (1904), salle Cézanne avec Ambroise Vollard à droite.

Dans une lettre du 15 avril 1904, Cézanne conseille à Émile Bernard de « traiter la nature par le cylindre, la sphère, le cône, le tout mis en perspective, soit que chaque côté d'un objet d'un plan se dirige vers un point central », c'est-à-dire suivant les principes de la géométrie descriptive, puis continue : « Les lignes parallèles à l’horizon donnent l’étendue, soit une section de la nature ou, si vous aimez mieux, du spectacle que le Pater Omnipotens Æterne Deus (Père Tout-Puissant Dieu Éternel) étale devant nos yeux. Les lignes perpendiculaires à cet horizon donnent la profondeur. Or, la nature, pour nous hommes, est plus en profondeur qu’en surface, d’où la nécessité d’introduire dans nos vibrations de lumière, représentées par les rouges et les jaunes, une somme suffisante de bleutés, pour faire sentir l’air. »

#### Mourir en peignant

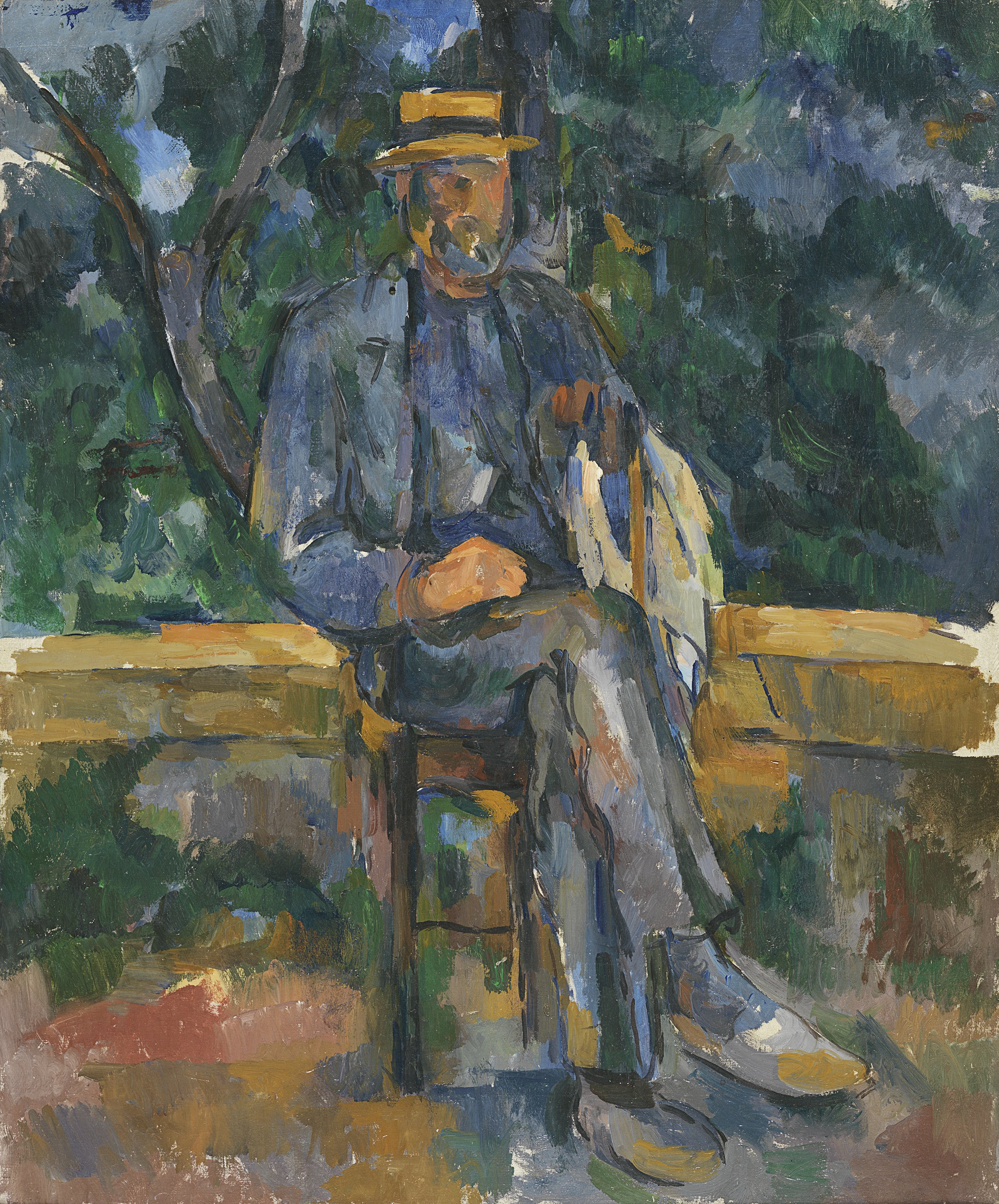
Portrait de paysan, Musée Thyssen-Bornemisza, Madrid, 1905-1906.

Cézanne souffre de violentes migraines qui l'empêchent de travailler aisément ; il se sait gravement malade et doute d'atteindre enfin son but artistique avant sa mort. Une salle entière au Salon d'Automne, dont il est un membre fondateur, lui est consacrée. Cézanne, malgré le succès, continue de travailler inlassablement, pensant cependant qu'il n'a pu, ni su, atteindre son rêve de peintre. Il souffre à cause de son diabète et d'un traitement « atroce » alors que son fils s'occupe de vendre ses tableaux à Paris.

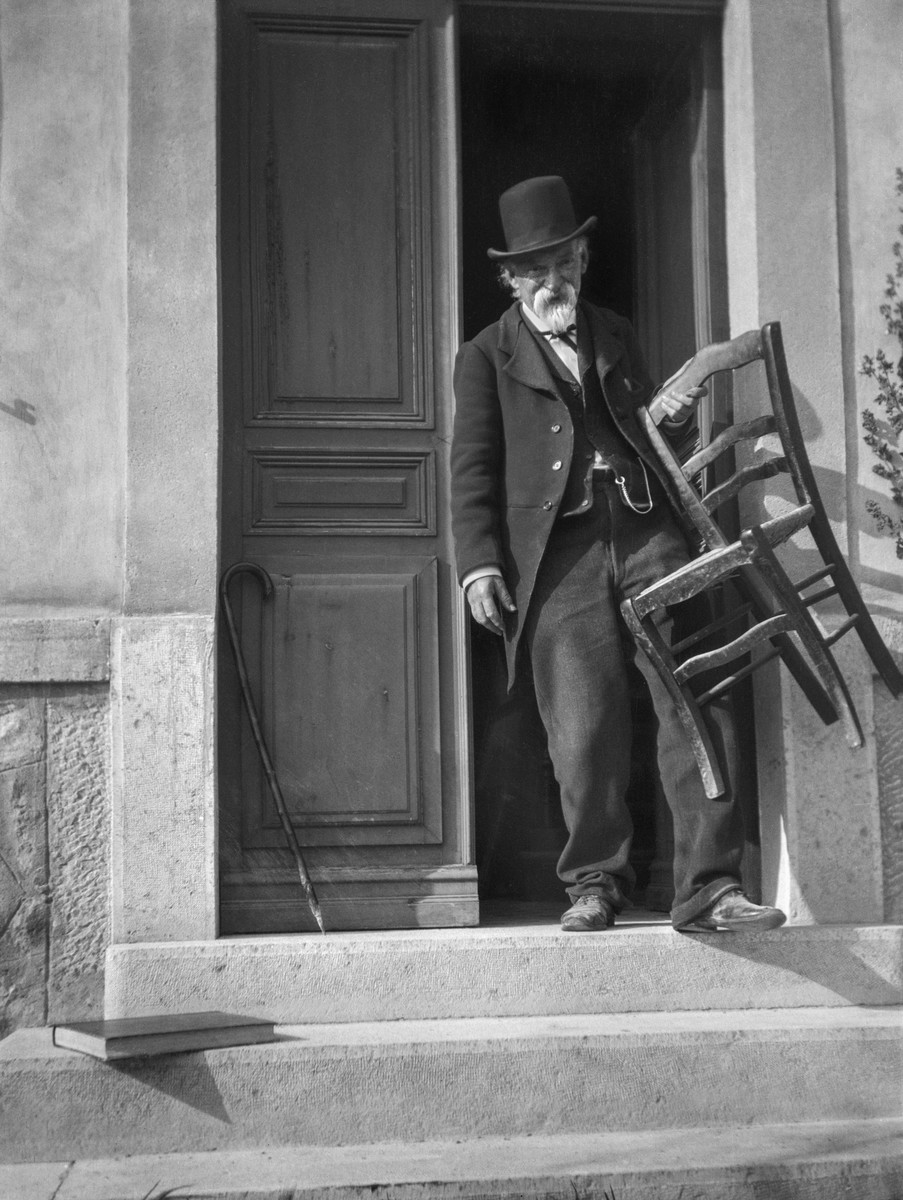
Paul Cézanne à Aix-en-Provence, en 1906.

Le 15 octobre 1906, alors qu'il peint en plein air, dans le massif de la Sainte-Victoire, un violent orage s'abat. Cézanne a un malaise et reste de longues heures sous la pluie. Il est ramené dans la charrette d'un blanchisseur dans sa maison d'Aix-en-Provence, du 23 rue Boulegon. Le lendemain, il va travailler à son atelier ; trop fatigué, il s'installe le jour suivant pour peindre dans son appartement. Il y meurt le 22 octobre 1906, emporté par une pneumonie. Ses obsèques ont lieu à la cathédrale Saint-Sauveur d'Aix-en-Provence deux jours plus tard. Il repose au cimetière Saint-Pierre d'Aix-en-Provence.

## L'admiration pour Émile Zola

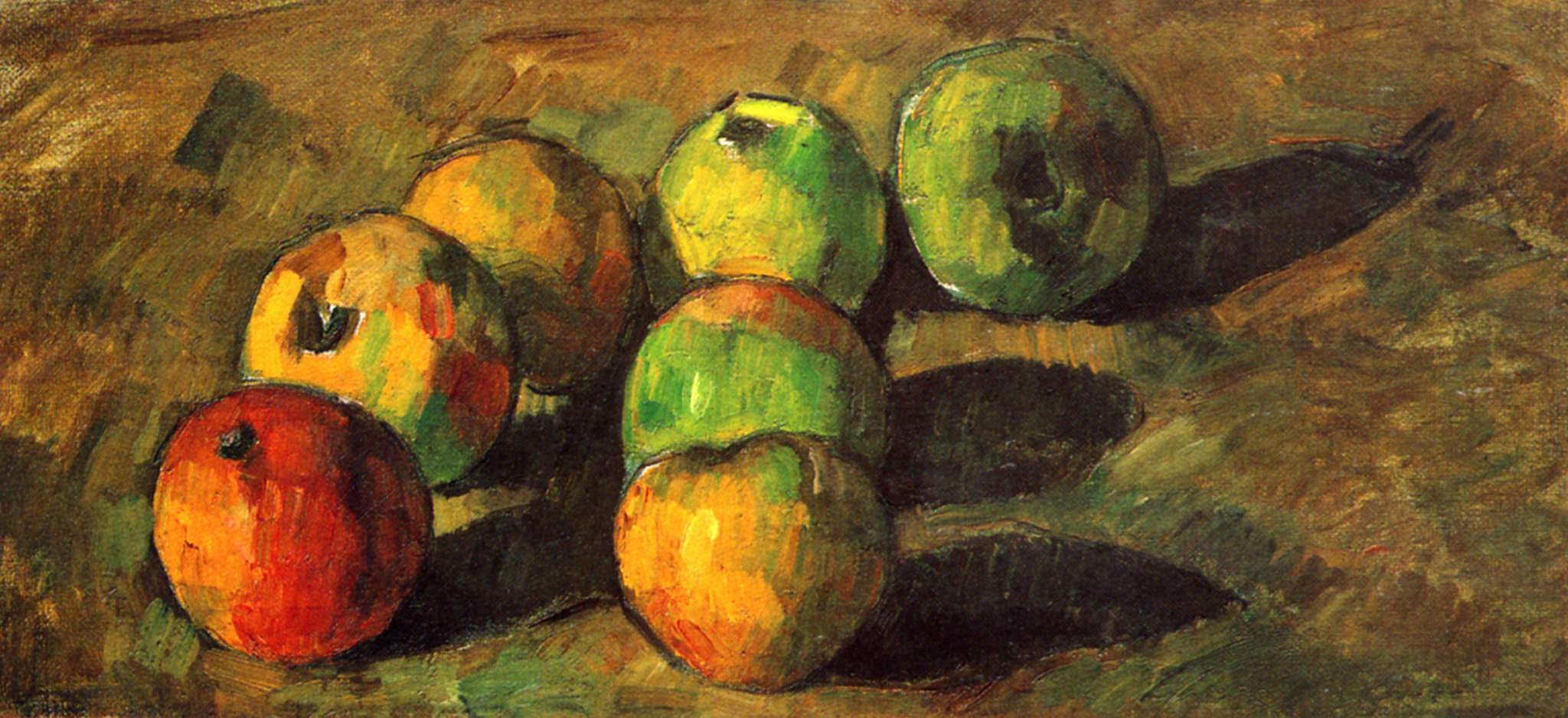
Nature morte aux sept pommes, vers 1877-1878. Cette étude de la décomposition de la couleur en tons juxtaposés sur des pommes est un exemple de l'art de Cézanne, qui combine savoir-faire technique et symbole moral, la pomme étant le signe de l'amitié, de la générosité et de l'humanité.

C'est sur la base d'une lettre de Cézanne à Émile Zola, et à partir du travail de John Rewald publié en 1937, que de nombreux biographes pensaient qu'à partir de 1886 le peintre avait rompu tout contact avec le romancier qu'il connaissait depuis son enfance et ses années d'études au lycée d'Aix-en-Provence. La cause de la brouille aurait été le roman L'Œuvre (racontant l'histoire d'un peintre maudit et pourchassé par le destin, incapable d'achever son grand œuvre), que le peintre aurait inspiré. Cette hypothèse est aujourd'hui remise en cause et infirmée par la découverte d'une lettre postérieure à celle sur laquelle se base cette supposition et par le travail d'Henri Mitterand, qui démontre en publiant en 2016 les lettres croisées des deux artistes, Cézanne et Zola, que Cézanne ne s'est jamais senti visé par L'Œuvre et qu'il est resté au contraire un admirateur de Zola après 1887, « dans un dialogue ininterrompu d’artistes — le peintre et le conteur, unis par une même passion du réel et de sa représentation — sur leur raison d’être et sur les modes de leur faire ».
Pour Henri Mitterand, l'origine de ce mythe (la brouille) est dans les Souvenirs d'Émile Bernard qui veut séparer Zola et Cézanne pour des raisons autant esthétiques, sociales et politiques, alors que Joachim Gasquet affirme et témoigne au contraire que Cézanne lui avait fait un vibrant hommage de L'Œuvre de Zola où il lisait une « seule beauté vraie, éternelle et changeante » : la vie. Henri Mitterand rappelle qu'il convient de pratiquer « une analyse scrupuleuse et détaillée non seulement des textes mais aussi de leur contexte social et politique et des conduites qui les ont accompagnés avant de juger ou d'affirmer une quelconque brouille ».
De plus, la correspondance de Cézanne à ses amis est parcellaire, la majorité de sa correspondance à ses amis, parents, Hortense et son fils est perdue.

## La réception après la mort de Cézanne: le père de l'Art moderne

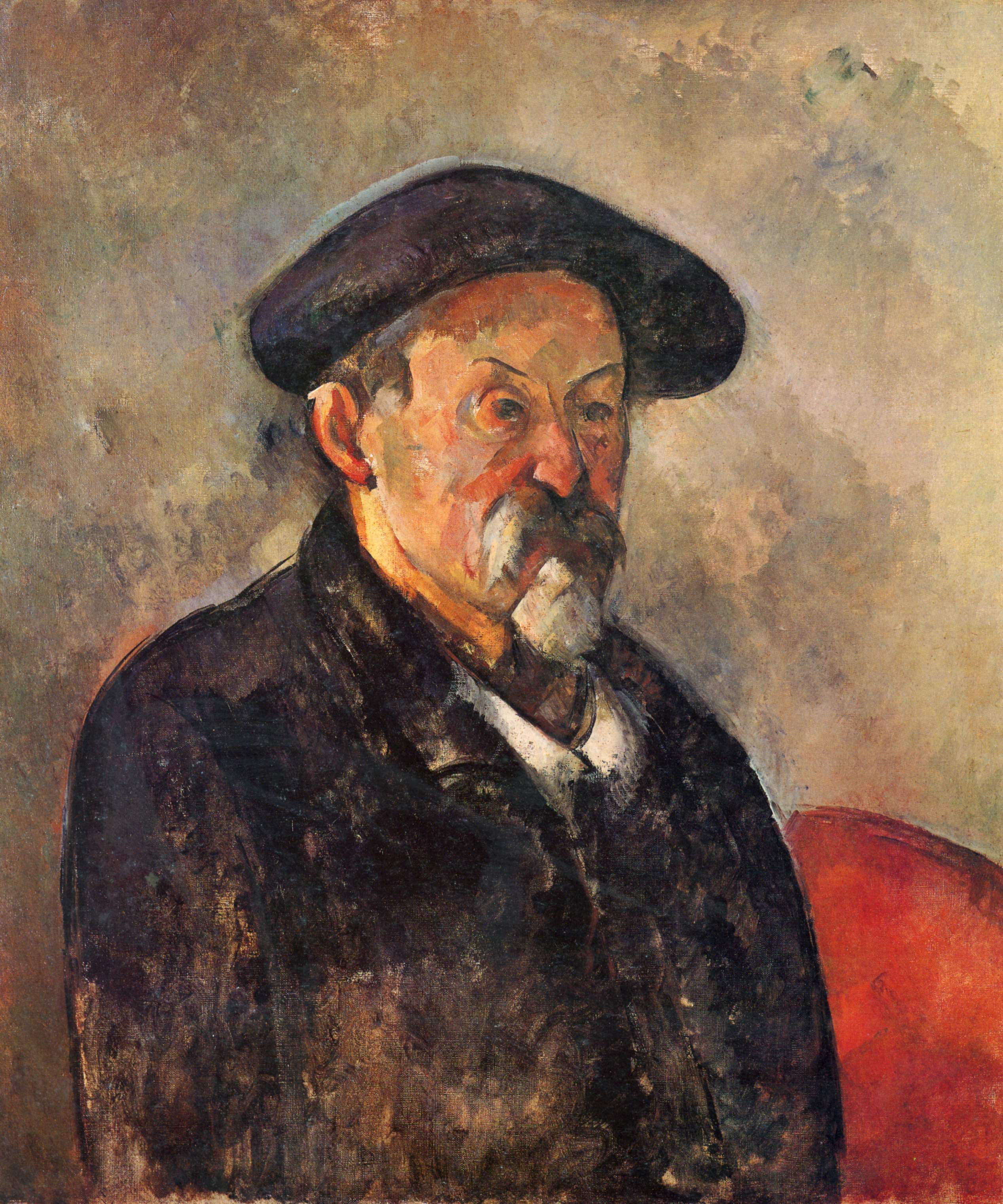
Autoportrait (1898-1900), huile sur toile, musée des beaux-arts de Boston.

Après la mort de Cézanne, le Salon d'automne lui consacre une rétrospective de 56 œuvres ; cette exposition a une influence considérable sur les peintres du temps et devient prépondérante pour le cubisme, le cubisme analytique et le post-cubisme, qui voient dans les recherches du peintre les sources des recherches de la géométrisation, mais aussi de l'impact des affects pour l'expressionnisme, en particulier en Allemagne, où l'influence de Cézanne est considérable autour du groupe de peintres Der Blaue Reiter, Max Beckmann, Franz Marc, mais aussi Kandinsky et Klee, et qui est encore aujourd'hui revendiqué par Penck ou Per Kirkeby.

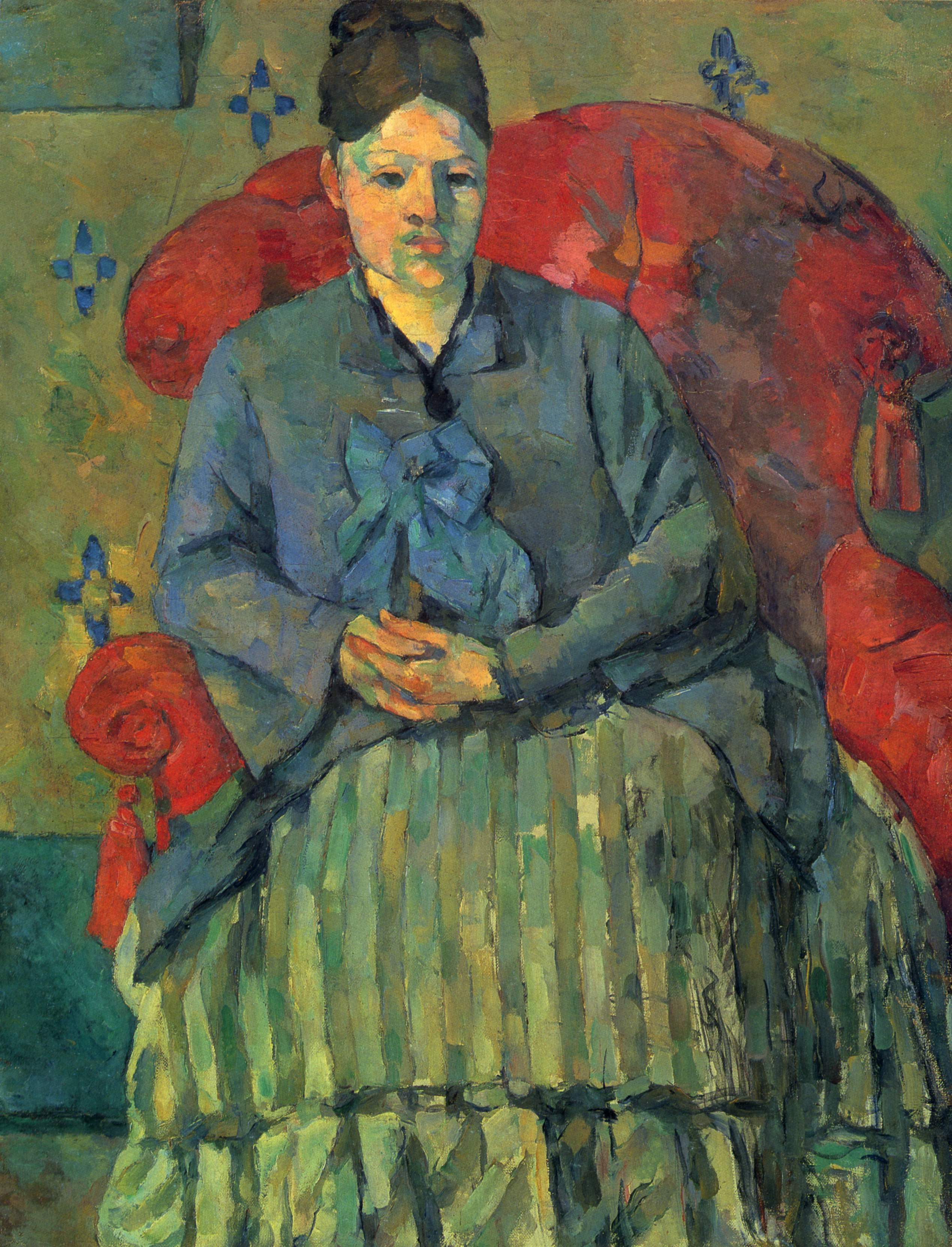
Portrait de madame Cézanne à la jupe rayée (1877) huile sur toile (72,4 × 55,9 cm), musée des beaux-arts de Boston.

En 1907, le jeune poète Rainer Maria Rilke est subjugué par le Portrait de madame Cézanne à la jupe rayée dont il dit : « Pour atteindre à son plus grand pouvoir expressif, il est peint avec force autour du visage […] tout n'est plus qu'une affaire de couleurs entre elles. […] C'est comme si chaque point du tableau avait connaissance des autres ». Il ajoute à propos des pommes : « C'est comme s'il était capable de ravaler son amour pour chaque pomme et de lui prêter une expression éternelle sous la forme d'un fruit peint. Chez Cézanne les fruits cessent d'être comestibles tant ils sont devenus des choses réelles et tant une présence obstinée les rend indestructibles ».

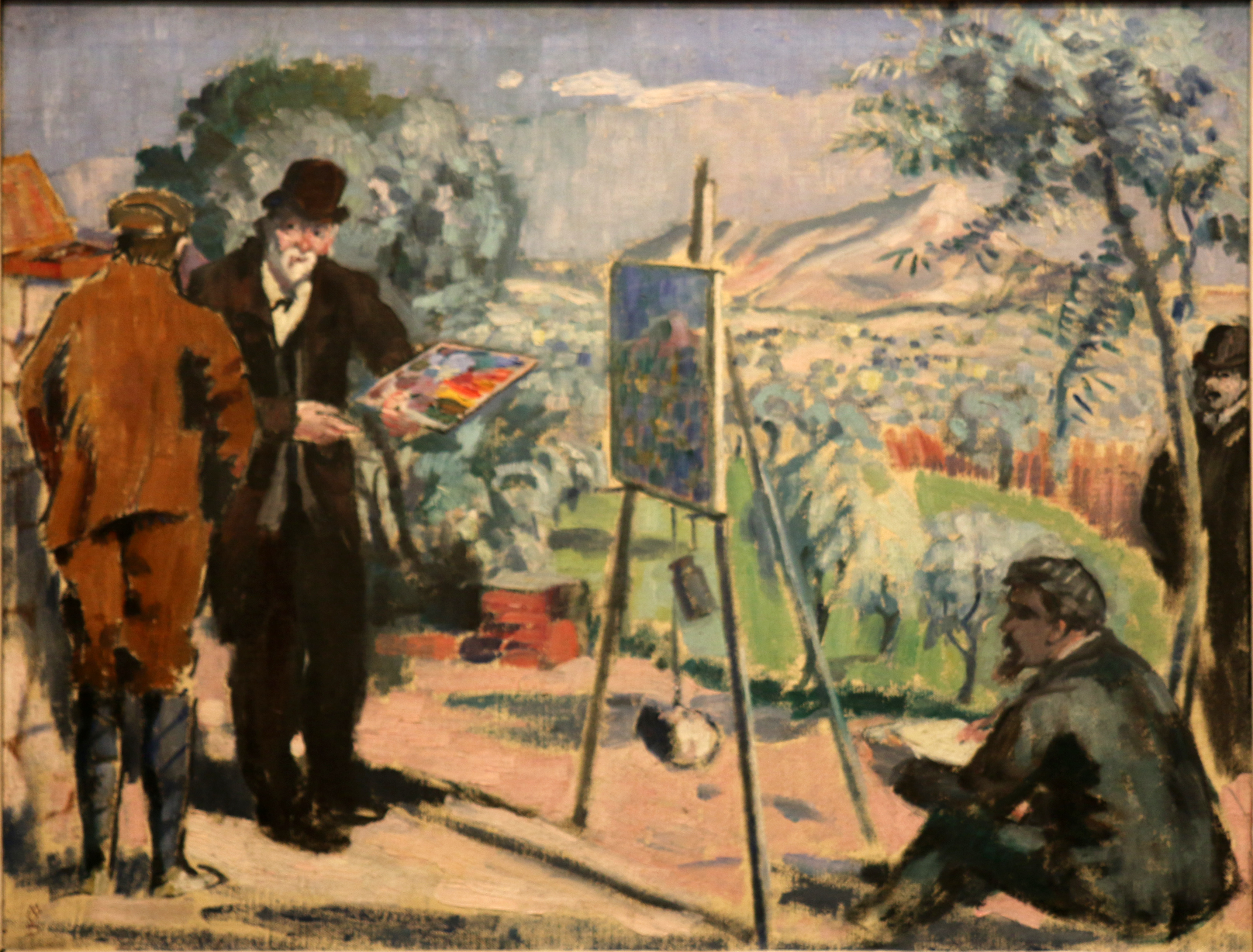
La Visite à Cézanne, par Maurice Denis, 1906.

Pour Picasso, « en 1906, l'influence de Cézanne, ce Harpignies de génie, pénétra partout. L'art de la composition, de l'opposition des formes et du rythme des couleurs se vulgarisa rapidement ».
En Russie, la peinture de Cézanne est revendiquée par les peintres de l'avant-garde russe avant 1918 ; ainsi Kandinsky écrit : « Il savait faire d’une tasse à thé une créature douée d’une âme, ou plus exactement reconnaître dans cette tasse un être. Il élève la nature morte à un niveau tel que les objets extérieurement “morts” deviennent intérieurement vivants. Il traite ces objets de la même façon que l’homme, car il avait le don de voir partout la vie intérieure ».
En 1920, Cézanne représente la France à la Biennale de Venise.
Les différents témoignages publiés sur Cézanne sont ceux de Vollard en 1914, de Joachim Gasquet en 1921 et d'Émile Bernard en 1925. La correspondance (partielle) est publiée en 1937 par John Rewald.
À partir du centenaire de la naissance de Paul Cézanne en 1939, les expositions rétrospectives se succèdent à travers le monde sans interruption dès lors. Les premiers catalogues raisonnés sont établis par les historiens de l'art Bernard Dorival, John Rewald ou Lionelli Venturi, dans les années 1950. Depuis 2015, il existe en version numérique, le catalogue Eilchenfeldt-Warman-Nash.
En 2015, une toile de Cézanne présentant Hortense Fiquet donnant le sein à son fils est redécouverte.

### Une approche philosophique

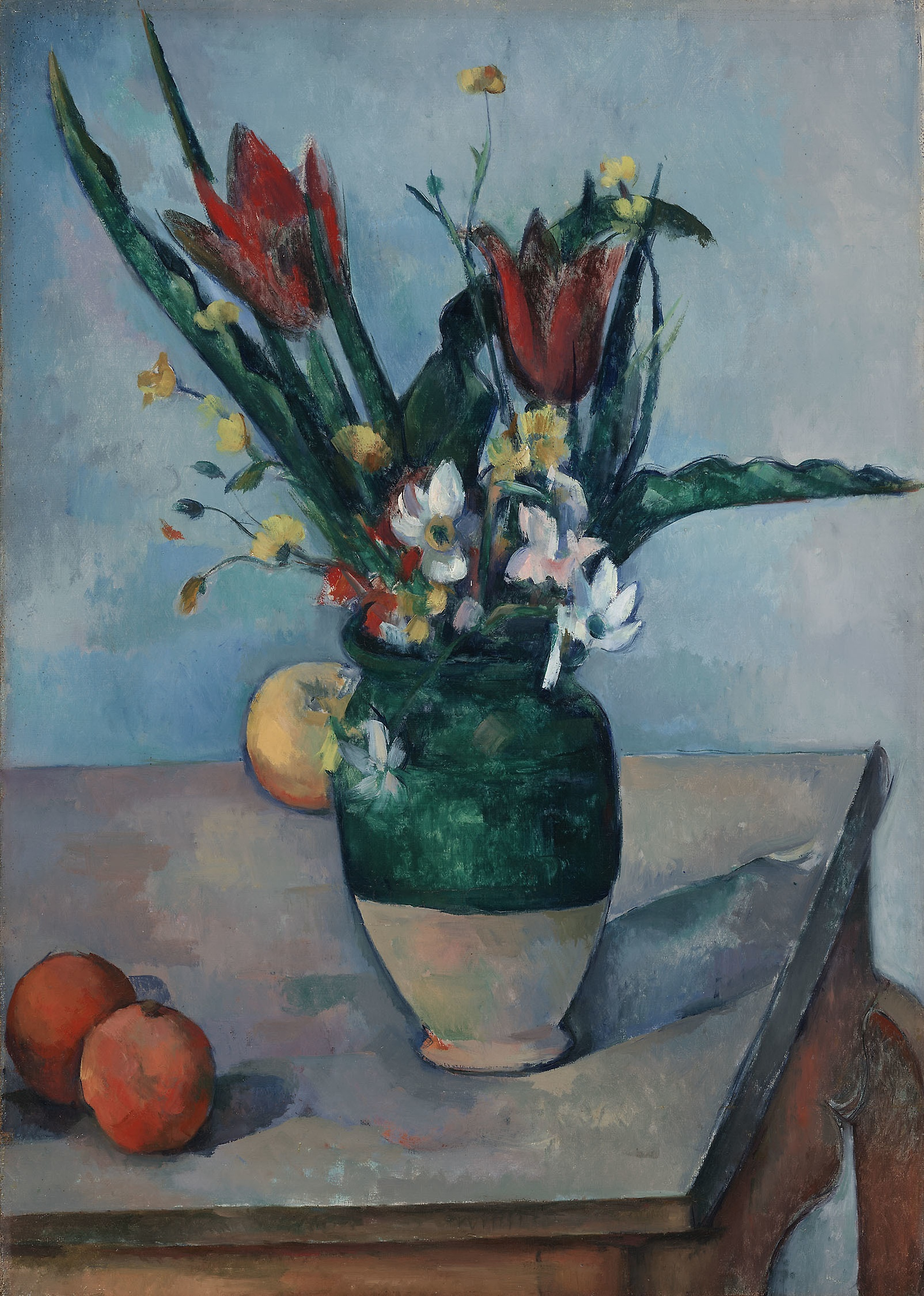
Le Vase de tulipes, Art Institute of Chicago, vers 1890.

À partir de 1945, l’œuvre de Cézanne devient un des sujets de réflexion du philosophe Maurice Merleau-Ponty, dans ses cours et dans Phénoménologie de la perception (1945), L'Œil et l'Esprit (1960) ou Le Visible et l'Invisible (1964), à travers son analyse du langage du peintre qui « pense en peinture », se construit sur la « sensation » et l'« expression de la perception ». Ces analyses se poursuivent, remises en question avec les philosophes Jean-François Lyotard, Discours, figure (Klincksieck, 1974) et Gilles Deleuze, Cours sur la peinture (Paris VIII, 1981).
Ainsi, pour le philosophe Gilles Deleuze, le regard que porte le peintre sur les pommes forme l'essence de son regard sur l'humanité : « C’est vrai quand on voit une femme peinte par Cézanne — il les peint comme des pommes, c’est des pommes, les femmes de Cézanne c’est des pommes et […] ça tombait bien parce que sa propre femme a lui, Cézanne, et il l’a peint sa propre femme, c’était une pomme. Et c‘est ce que Lawrence appelle l’être pommesque de la pomme, le coup de génie de Cézanne, dit Lawrence, ce serait d’avoir saisi l’être pommesque de la pomme. Alors il l’a appliqué, parfois ça marche, sur une femme, il y a des femmes pommesques, sa femme était pommesque, alors ça va très bien. Et puis il a compris d’autre part deux ou trois vases : un ou deux vases, quelques vases, ou quelques vases et pots, et c’est fantastique ça, fantastique. Cela dit ça n’empêche pas que le reste est génial aussi, mais c’est là la source… ».

### Hypothèses médicales et psychologiques

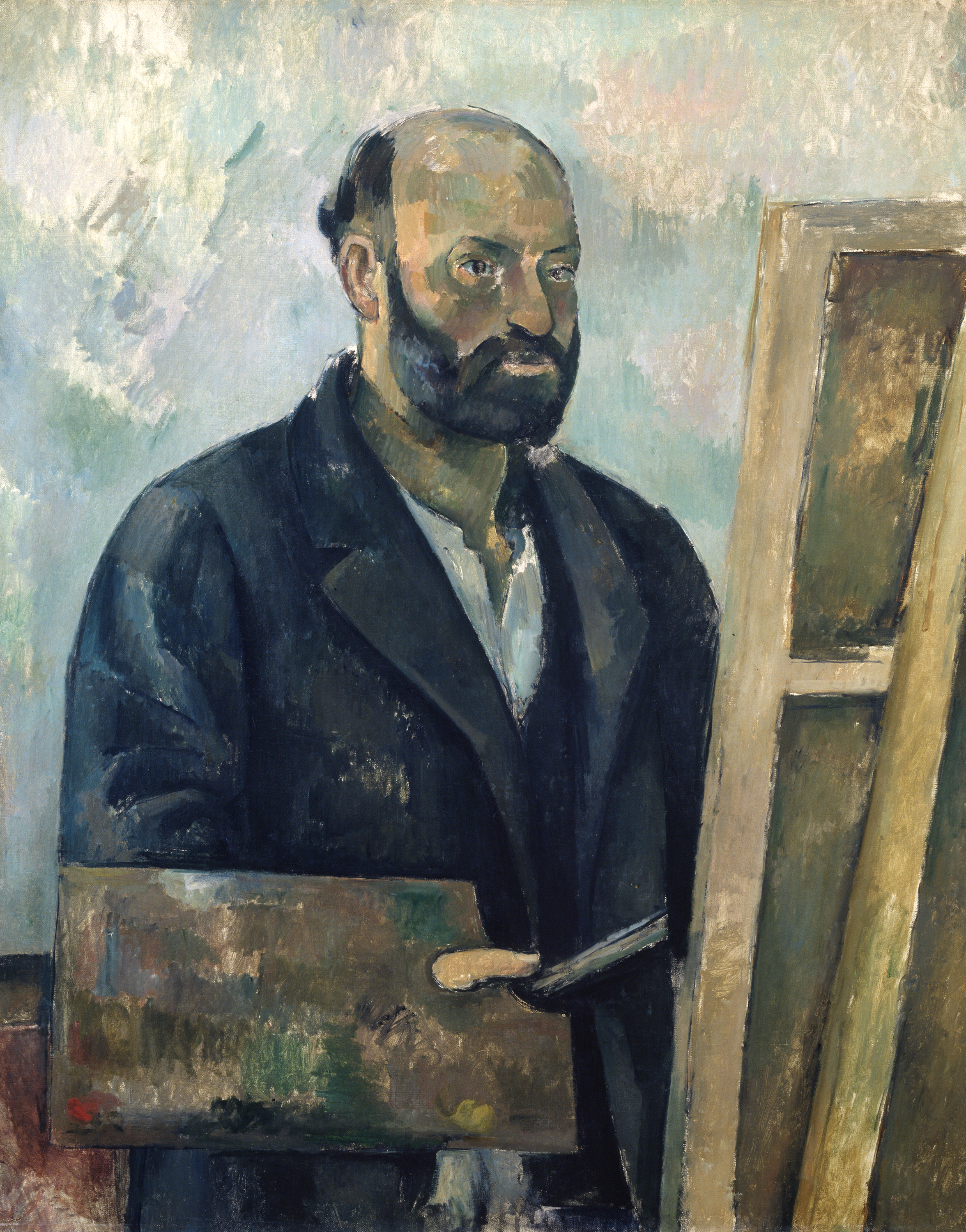
Autoportrait à la palette, 1890.

Les différents symptômes dont souffrait Cézanne ont pu être attribués, par hypothèse rétrospective à sa première manière « couillarde » de peindre avec les doigts au lieu du pinceau seul, ce qui est une source d'intoxication (percutanée notamment) par les pigments à base d'oxydes de métaux lourds ou d'autres toxiques (métalloïdes) contenus dans les peintures à l'huile, gouaches et aquarelles. Quand sa vue a baissé (rétinopathie conjointe au diabète), il a refusé une correction par des lunettes qu'il considérait comme des objets vulgaires et une hypothèse est que, comme pour d'autres peintres impressionnistes, la dégradation de sa vue ait pu contribuer à son style de peinture,, cependant Cézanne n'a jamais été myope.
Pour les uns, la créativité et le comportement du peintre et ses symptômes renvoient à une misanthropie et à la psychiatrie. Pour d'autres : « Cézanne, après avoir buté sur la sublimation des pulsions sexuelles et agressives, trouve dans des identifications positives, dans une homosexualité sublimée, la source d'une créativité aboutie. Pour autant, cette issue sublimatoire dans l'art coexiste jusqu'au bout avec des difficultés névrotiques de gestion des pulsions, manifestées en particulier par une phobie du contact ».
Ces hypothèses se situent dans le prolongement des critiques ou de l'incompréhension face à l’œuvre de Cézanne : le critique d'art Joris-Karl Huysmans écrit en 1888 : « Un artiste aux rétines malades, qui dans l'aperception exaspérée de sa vue, découvrit les prodromes d'un nouvel art ».

### Paul Cézanne, le fils

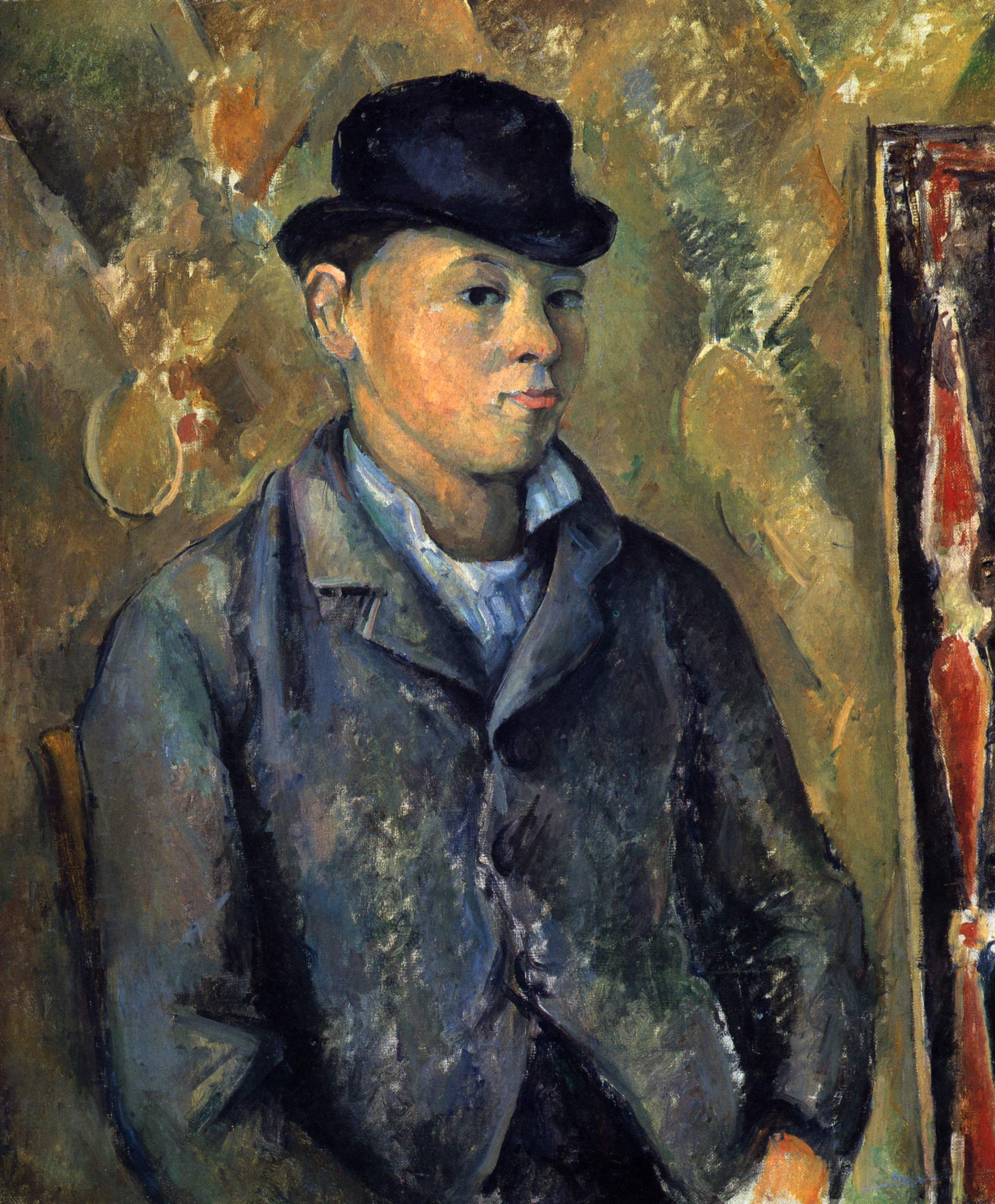
Le fils de l'artiste, Paul, 1885-1890.

Paul Cézanne, le fils, né le 4 janvier 1872 et mort le 6 octobre 1947, est le grand ami de Jean Renoir, de 22 ans son benjamin, et était considéré par Auguste Renoir et sa femme Aline comme leur fils. Figure des années 1920, il épouse Renée Rivière, la fille de Georges Rivière, il participe et aide à la production des films de Jean Renoir, avec lequel il partage un appartement au 30, rue de Miromesnil, dans le 8e arrondissement à Paris. Hortense Fiquet y meurt le 3 mai 1922.

## Œuvre
Cézanne a peint environ neuf cents tableaux et quatre cents aquarelles qui nous restent aujourd'hui, dont certains sont inachevés. Il a également détruit une partie de son œuvre.
Ce sont ses amis peintres, notamment Pissarro, Renoir et Degas qui surent, les premiers, déceler ses intentions et reconnaître ses qualités. Pissarro écrivait :

« Pendant que j'étais à admirer le côté curieux, déconcertant de Cézanne que je ressens depuis nombre d'années, arrive Renoir. Mais mon enthousiasme n'est que de la Saint-Jean à côté de celui de Renoir, Degas lui-même qui subit le charme de cette nature de sauvage raffiné, Monet, tous… sommes-nous dans l'erreur ?… je ne le crois pas… Les seuls qui ne subissent pas le charme sont justement des artistes ou des amateurs qui par leurs erreurs nous montrent bien qu'un sens leur fait défaut. Du reste, ils évoquent tous logiquement des défauts que nous voyons, qui crèvent les yeux, mais le charme… ils ne le voient pas… Comme Renoir me le disait très justement, il y a un je ne sais quoi d'analogue aux choses de Pompéi si frustes et si admirables… »

— Lettre de Pissarro à son fils Lucien, du 21 novembre 1895, citée in Pascal Bonafoux, Correspondances impressionnistes : du côté des peintres, D. de Selliers, 2008, p. 91.

### La première période 1862-1870
|                                                     |  |                  |
| Une moderne Olympia, version à partir de 1869-1870. |  | Version de 1873. |

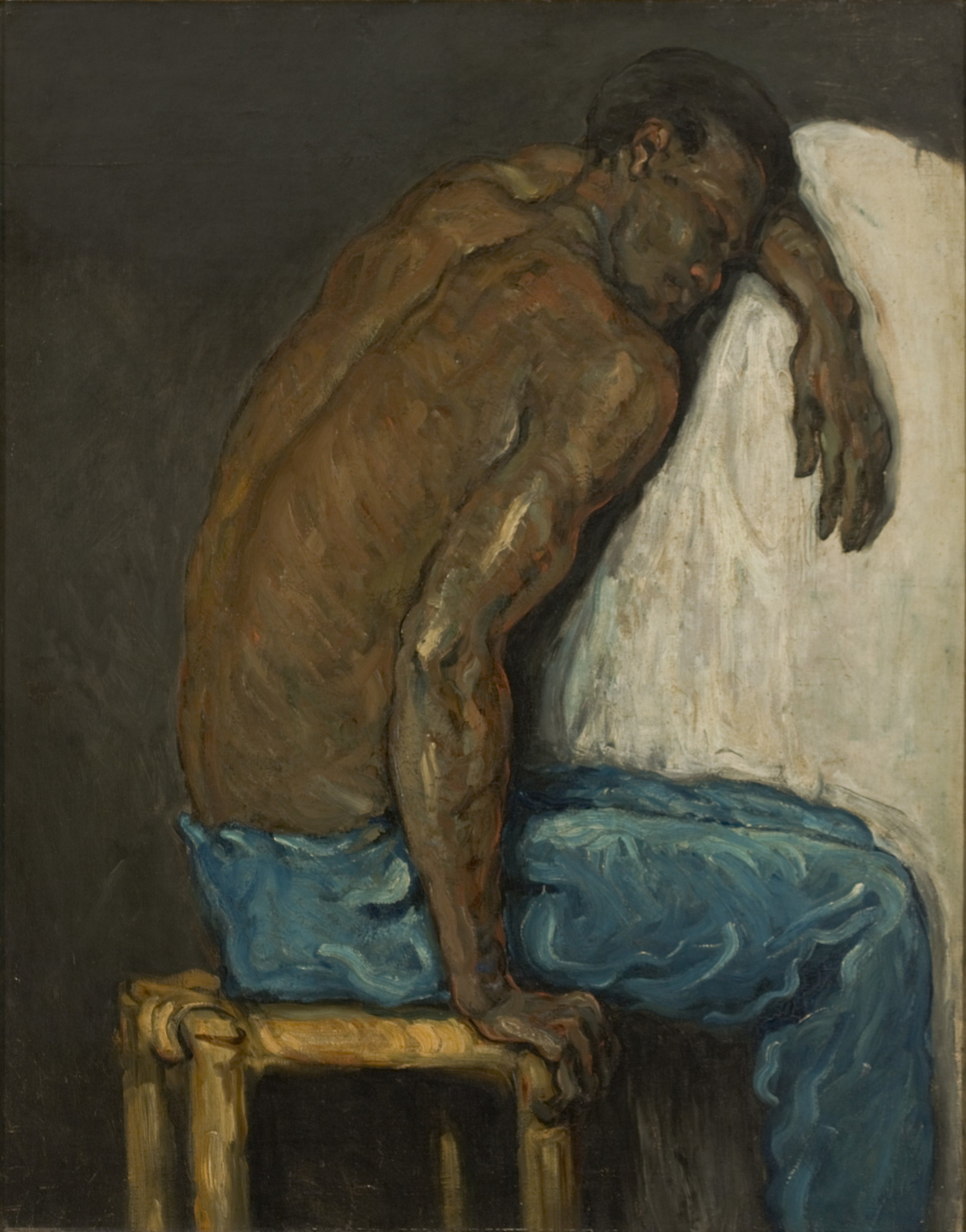
Le Noir Scipion, 1866-1868.

La période de 1862 à 1870 est ce que Cézanne appelait sa « période couillarde » et que les historiens nomment sa période romantique ou sa phase baroque, influencée par les baroques espagnols (Ribera, Zurbaran), les caravagesques des églises aixoises ou des collections du musée Granet, ou par Eugène Delacroix, Courbet et Manet. Cézanne s’exprime alors généralement dans une pâte épaisse et avec une palette sombre : Pains et Œufs (1866), Portrait de Louis-Auguste Cézanne (1866), Tête de vieillard (1866), Antony Vallabrègue (1866), La Madeleine (1868-1869), Achille Emperaire (1868-1869), Une moderne Olympia (1869-1870), Nature morte à la bouilloire (1869), Nature morte à la pendule noire.
Renoir disait, en parlant du critique d’art Castagnary : « J’enrage à l’idée qu’il n’a pas compris qu’Une moderne Olympia de Cézanne (dans sa version de 1873) était un chef-d’œuvre classique plus près de Giorgione que d'Édouard Manet et qu’il avait devant les yeux l’exemple parfait d’un peintre déjà sorti de l’impressionnisme ».

### La période impressionniste
Vient ensuite la période « impressionniste », sous l’influence de Pissarro, auprès duquel il s’installe à Auvers-sur-Oise, vers 1872-1873. Il y fréquente Armand Guillaumin et le docteur Gachet. Dans ses œuvres d’alors, le ton, par touches toujours épaisses mais plus subtiles que dans la période romantique, se substitue au modelé classique : La Maison du pendu (1873), La Route du village à Auvers (1872-1873), La Maison du docteur Gachet (1873).

#### La Maison du pendu

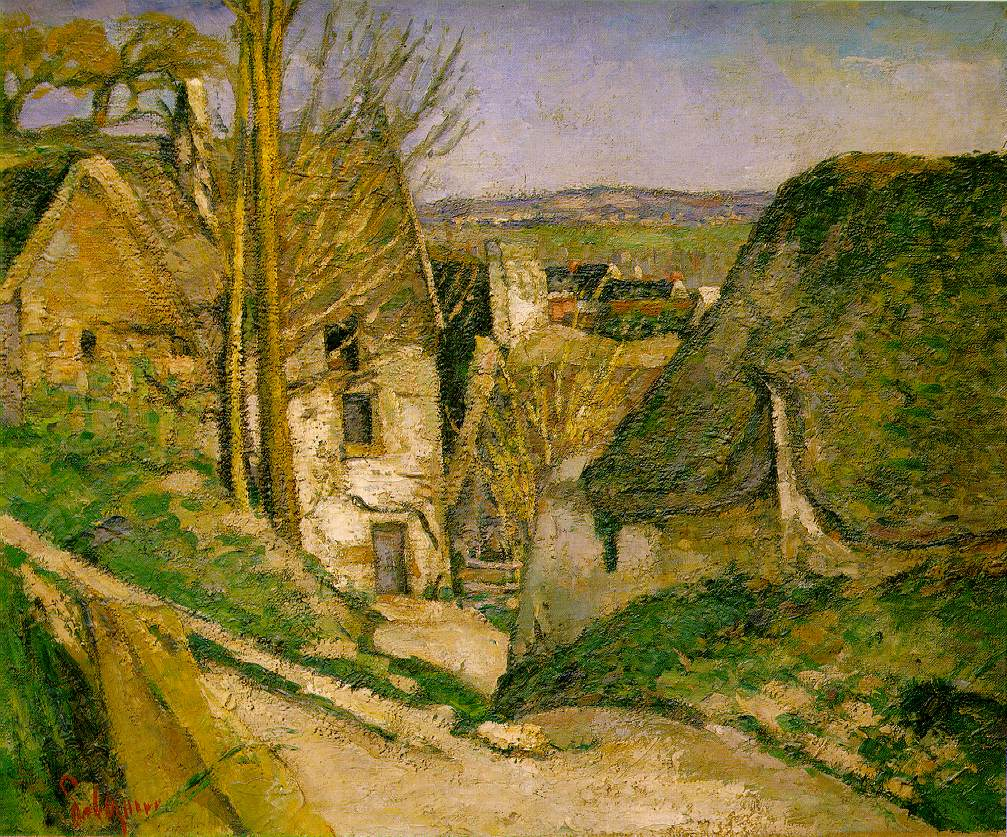
La Maison du pendu, Auvers-sur-Oise (1873), huile sur toile, musée d'Orsay (Paris).

La Maison du pendu est l'une des trois œuvres que Paul Cézanne a présentées (sous le numéro 42), à la première exposition impressionniste d'avril 1874 dans un appartement prêté par le photographe Nadar, boulevard des Capucines. Le titre ne fait pas référence à un suicide mais peut-être au nom breton d'un ancien propriétaire. Le tableau est acheté par le comte Armand Doria à la première exposition impressionniste, puis échangé à Victor Chocquet contre Neige fondante, vendu à la vente Chocquet en 1889 et acheté par Isaac de Camondo sur l'instance de Claude Monet ; il est légué au musée du Louvre en 1911, où il est entré en 1914. Il est aujourd'hui au musée d'Orsay. La toile a été présentée trois fois par Cézanne, à Paris, à l'exposition impressionniste de 1874, à l'Exposition universelle de 1889, à Bruxelles, à l'exposition du groupe des XX.
Déjà s’annoncent, dans cette période impressionniste, d’autres préoccupations qui l’éloigneront des recherches propres aux impressionnistes, sans qu’il renie jamais la leçon de fraîcheur, de vibrations colorées et lumineuses que celles-ci apportèrent à la peinture de leur époque. Chez lui, la modulation de la couleur recherche désormais davantage à exprimer les volumes que les effets atmosphériques et la luminosité.

### Vers un renouvellement du classicisme
« Trouver les volumes », « faire du Poussin sur nature », « quelque chose de solide comme l'art des musées », voilà quelques-unes des raisons de Cézanne.

#### Le dessin et les aquarelles
Cézanne pratique le dessin au crayon noir pendant toute sa vie, dans des carnets de notes, aussi bien au Louvre que dans la nature. Les aquarelles, qui sont une part importante de son œuvre, sont autant des œuvres abouties que des études.

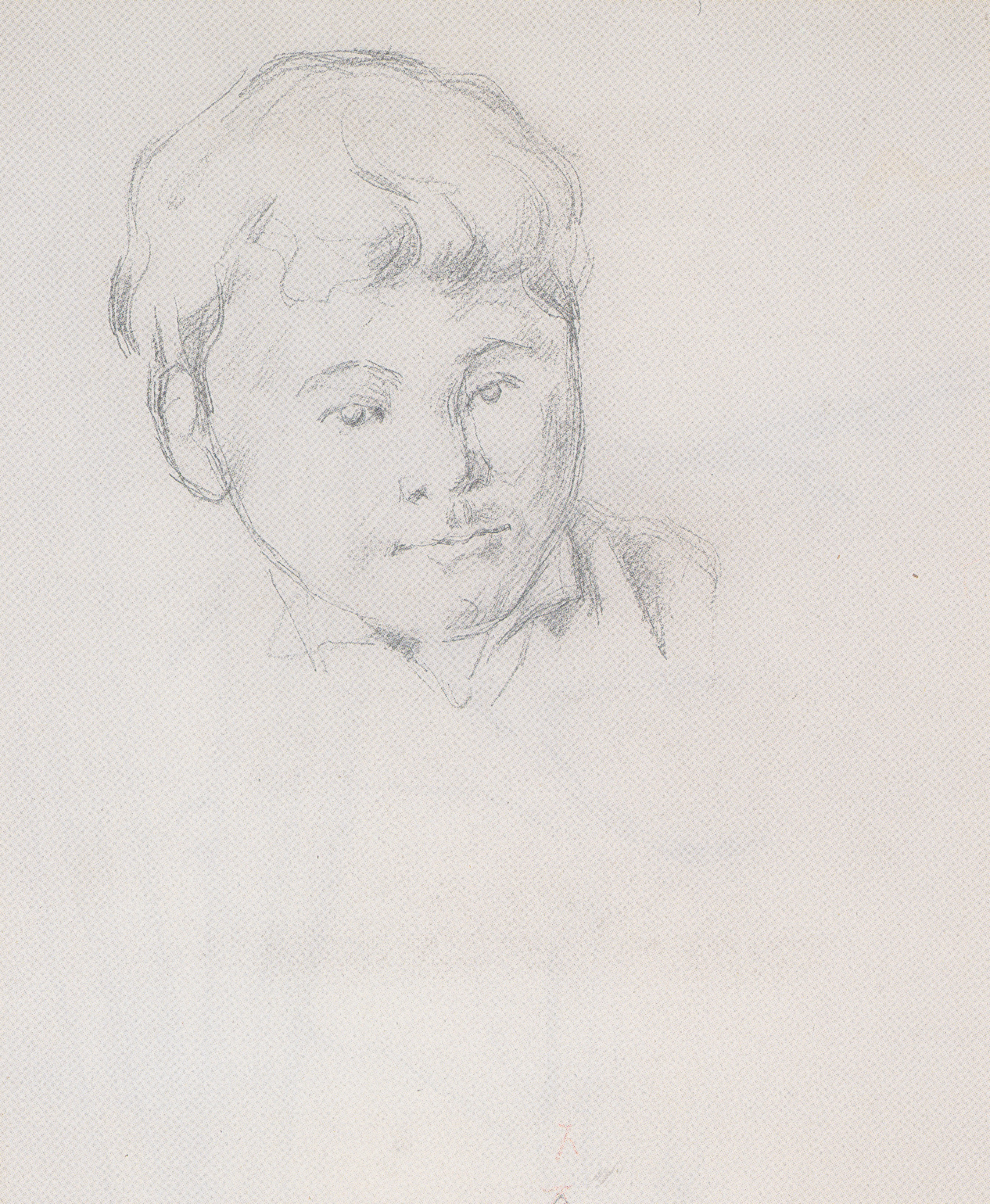
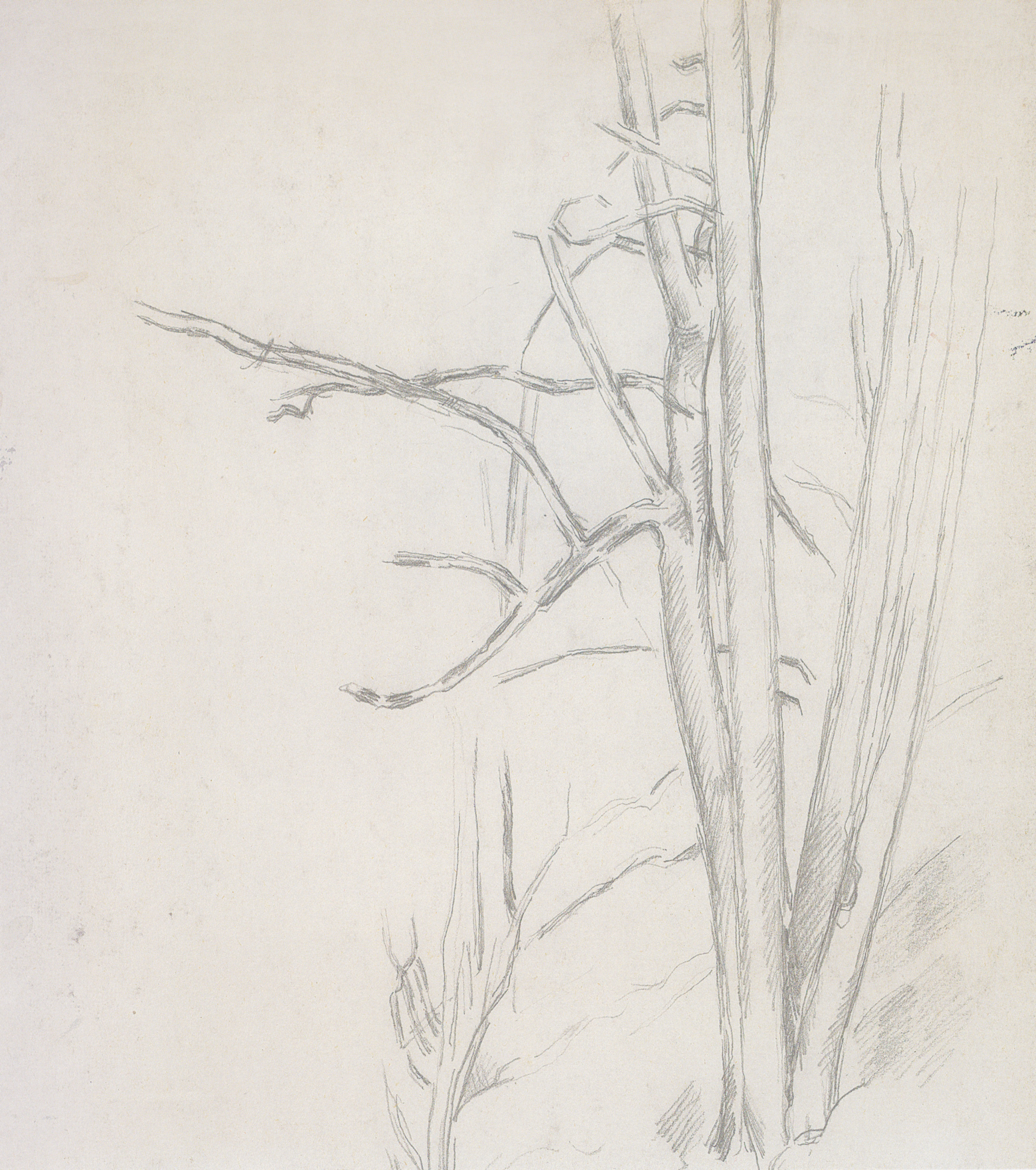
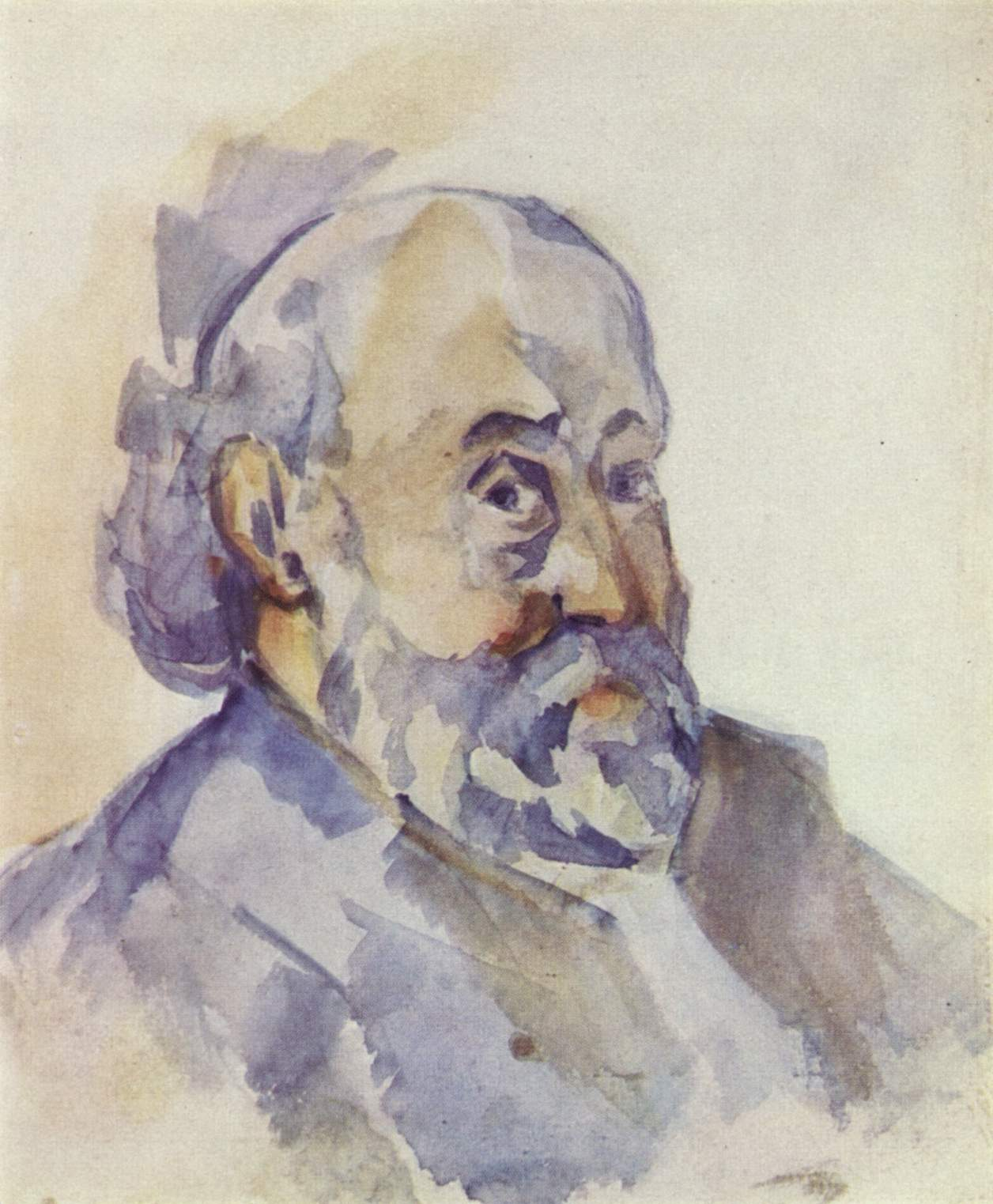
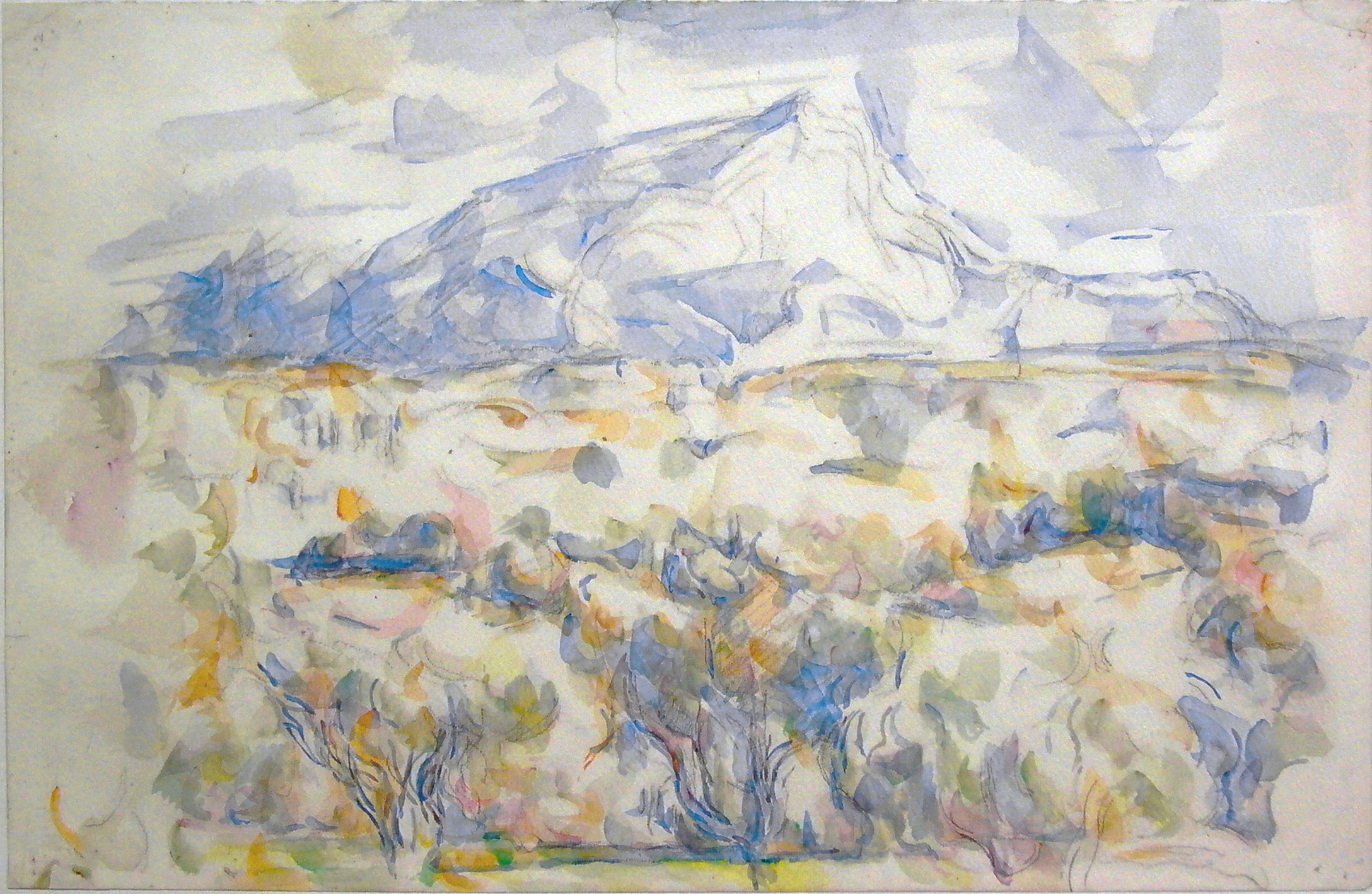
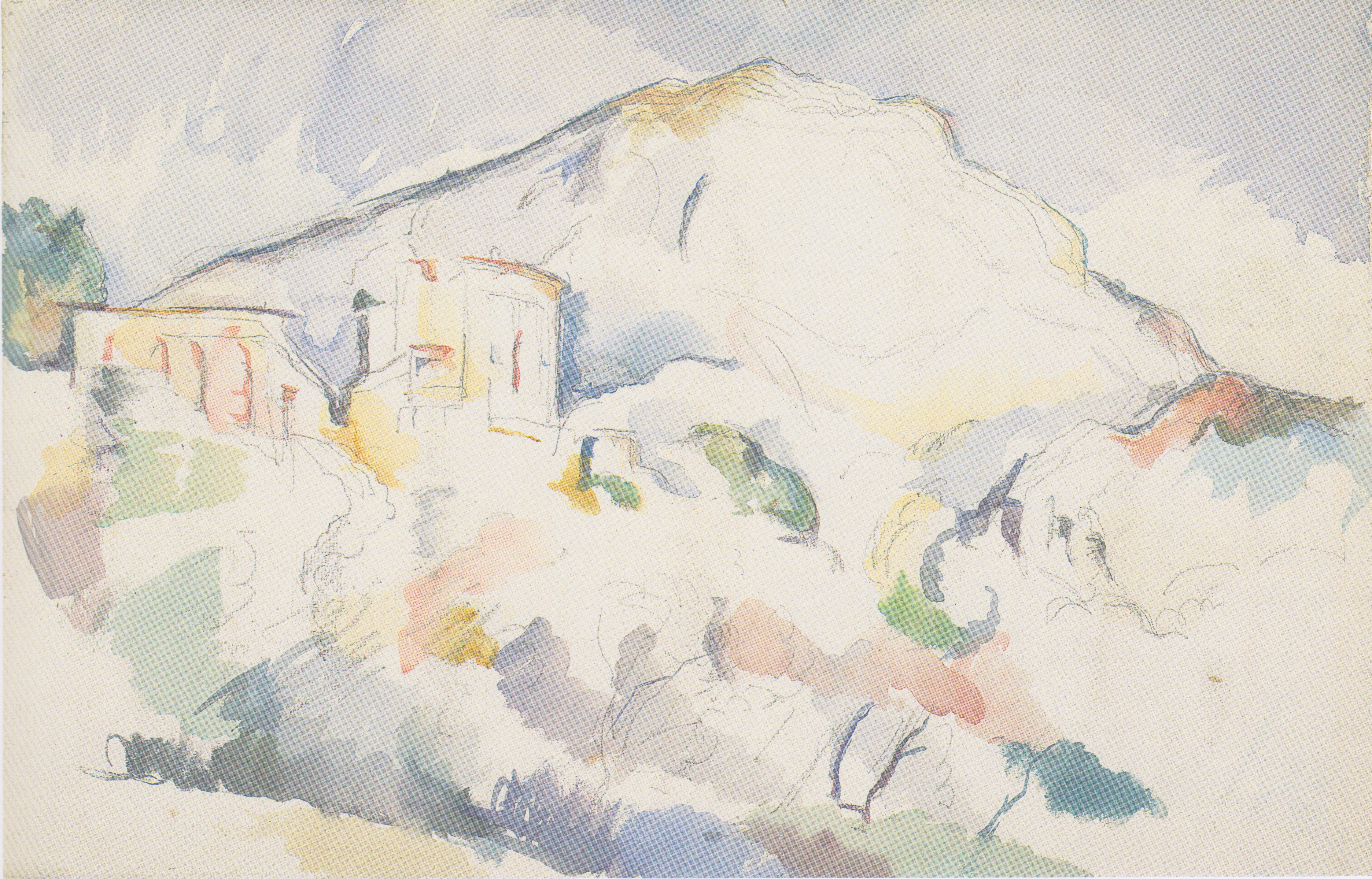
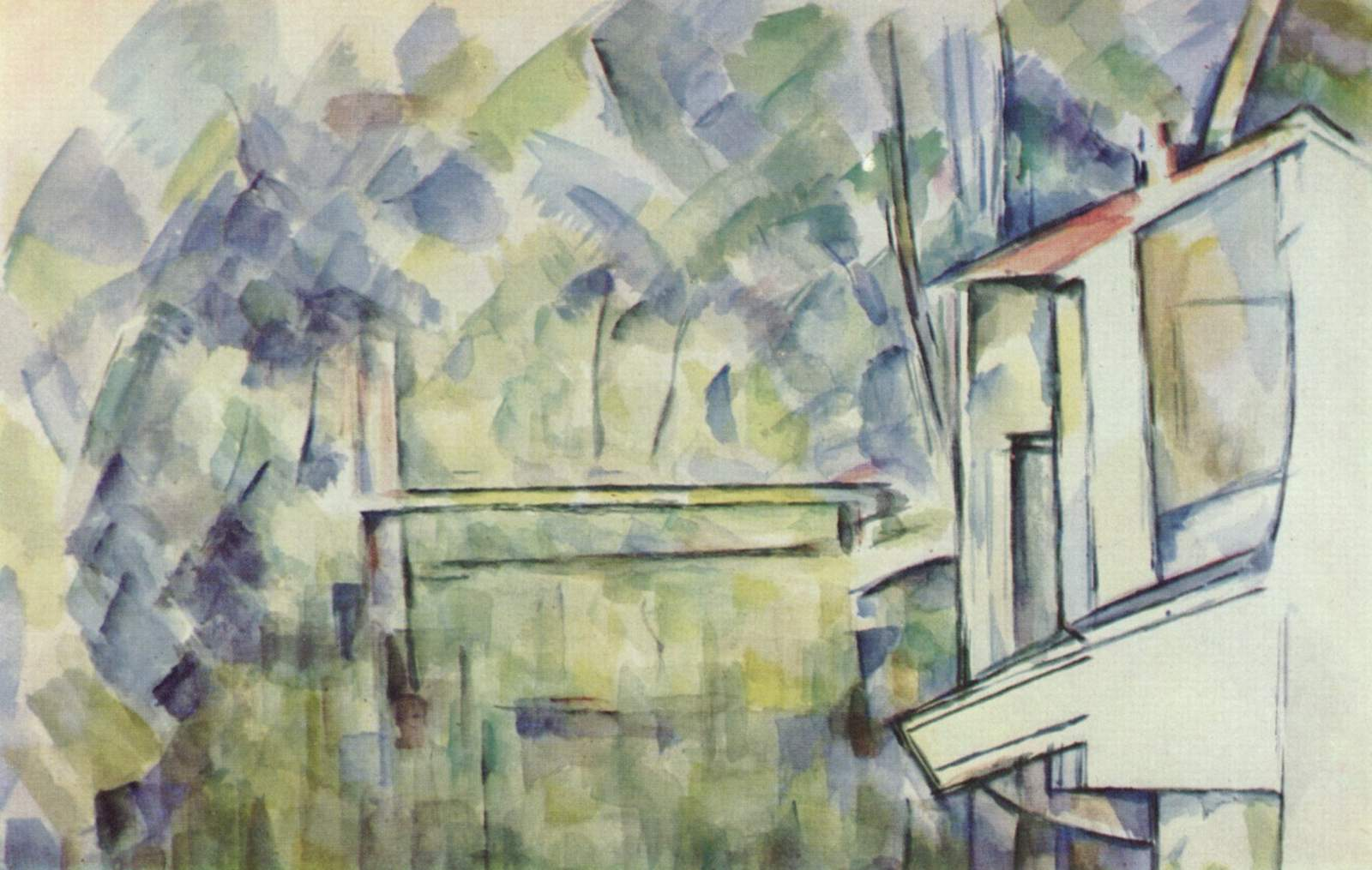
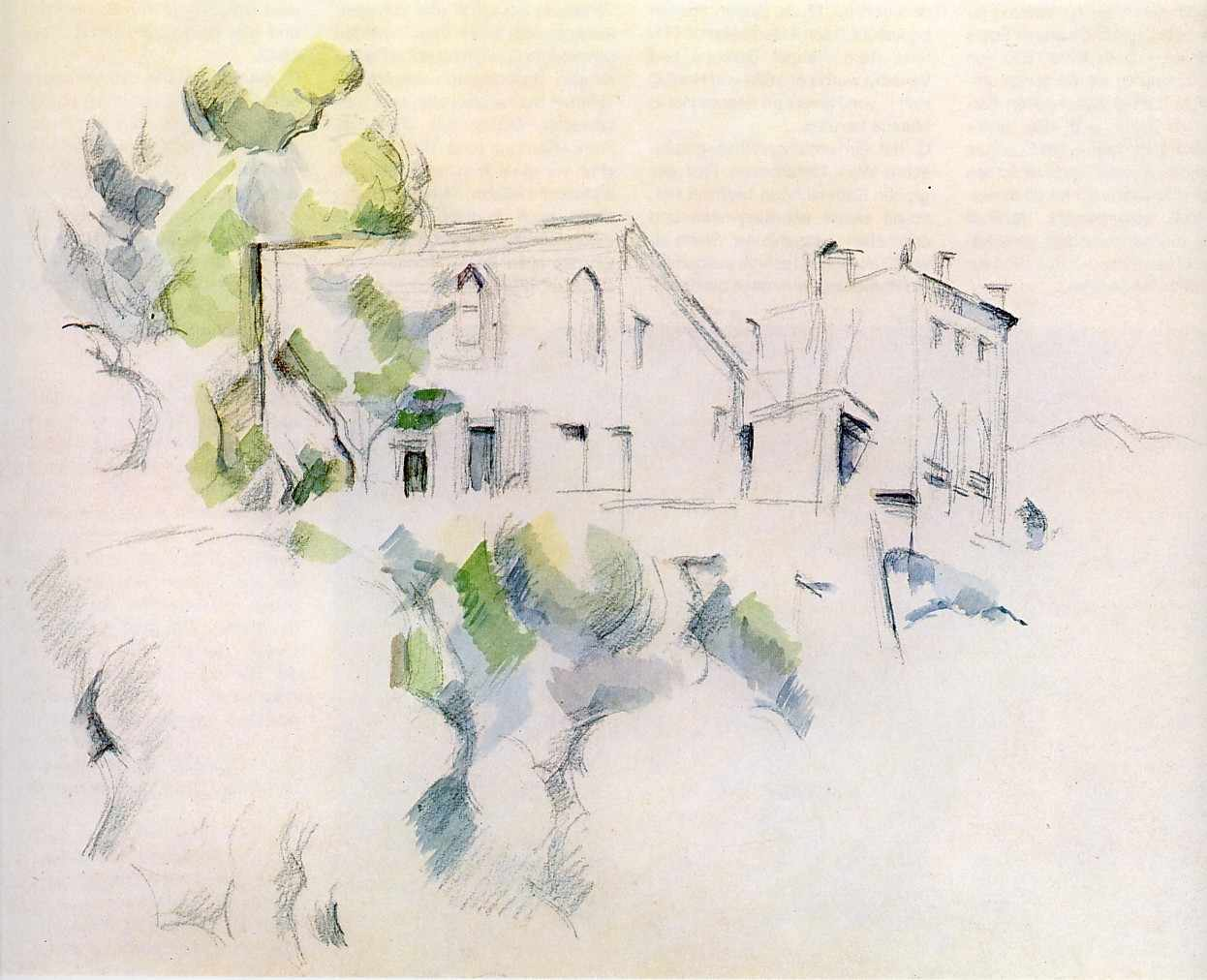
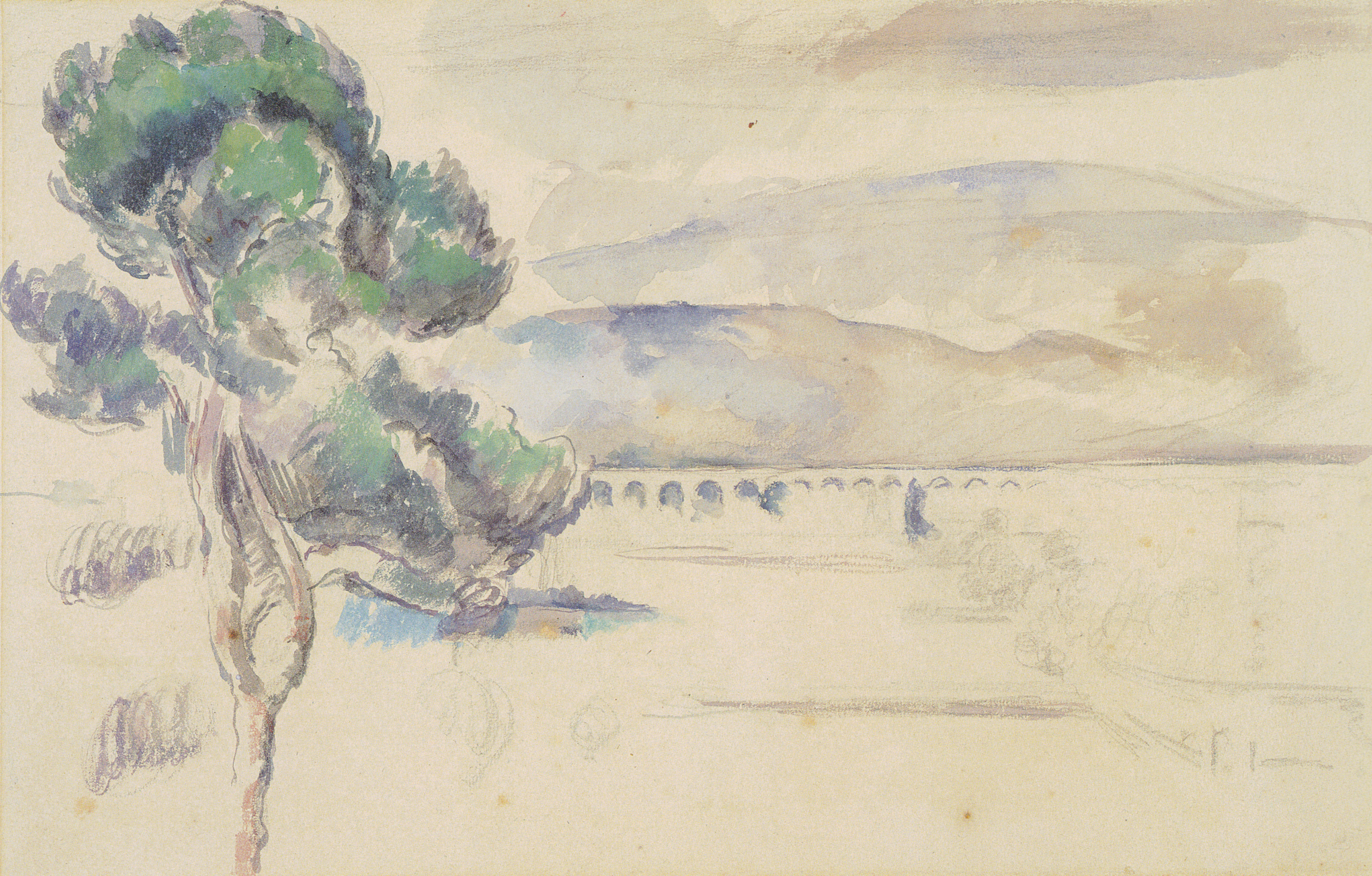

#### Les natures mortes

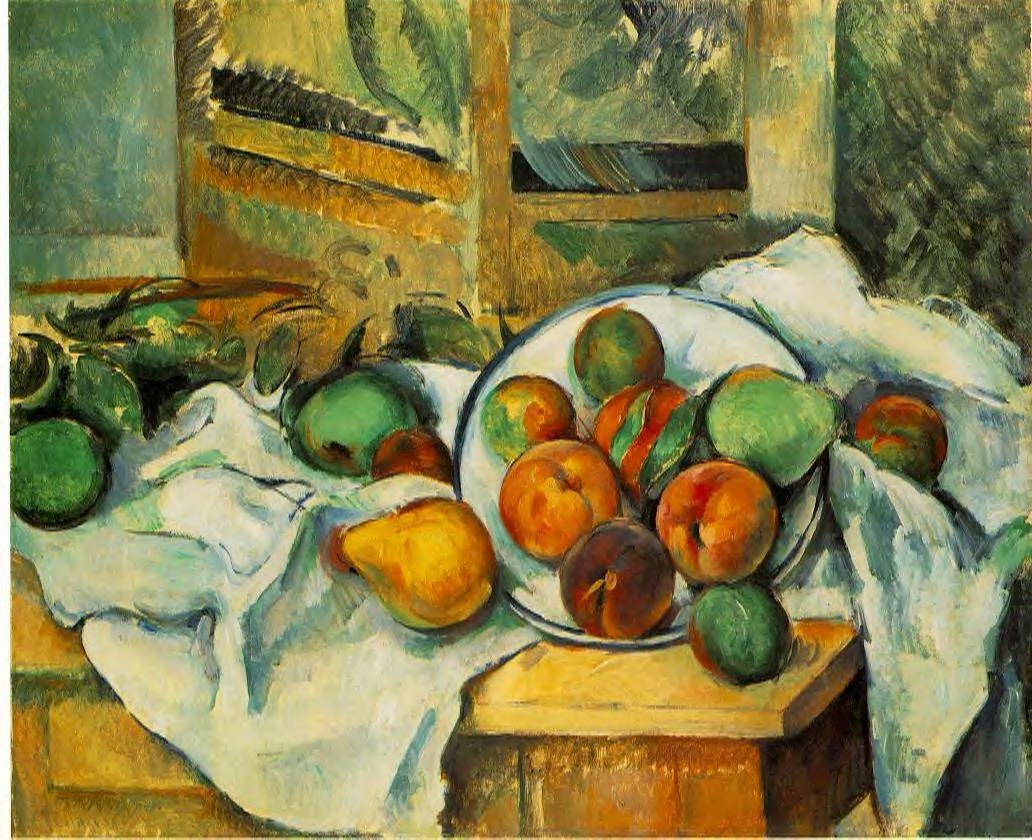
Un coin de table, vers 1895.

Les natures mortes sont un des grands thèmes qui permettent au peintre de construire ses tableaux, d'approfondir les rapports entre les vides et les pleins, les figures et les fonds. Il en a peint environ deux cents, soit un cinquième de son œuvre peint, exécutées tout au long de sa carrière. Pour Cézanne, la nature morte est un motif comme un autre, équivalent à un corps humain ou à une montagne, mais qui se prête particulièrement bien à des recherches sur l'espace, la géométrie des volumes, le rapport entre couleurs et formes : « Quand la couleur est à sa puissance, la forme est à sa plénitude », disait-il. Dans ces natures mortes, Cézanne place des objets de peu, faits à la main par l'artisanat local et paysan, et il les peint plus grands que nature en accentuant leurs défauts, avec des torchons, nappes, fruits ou fleurs, le tout placé sur un coin de table. Incomprises en leur temps, ses natures mortes sont ensuite devenues l'un des traits caractéristiques de son génie.
Les pommes sont un des éléments, avec les vases, qui forment ses « obsessions picturales ». Pour les philosophes, elles participent à l'établissement de sa personnalité et à sa quête de l'être. Les natures mortes, et notamment les pommes, sont le signe de sa nouvelle conquête picturale.

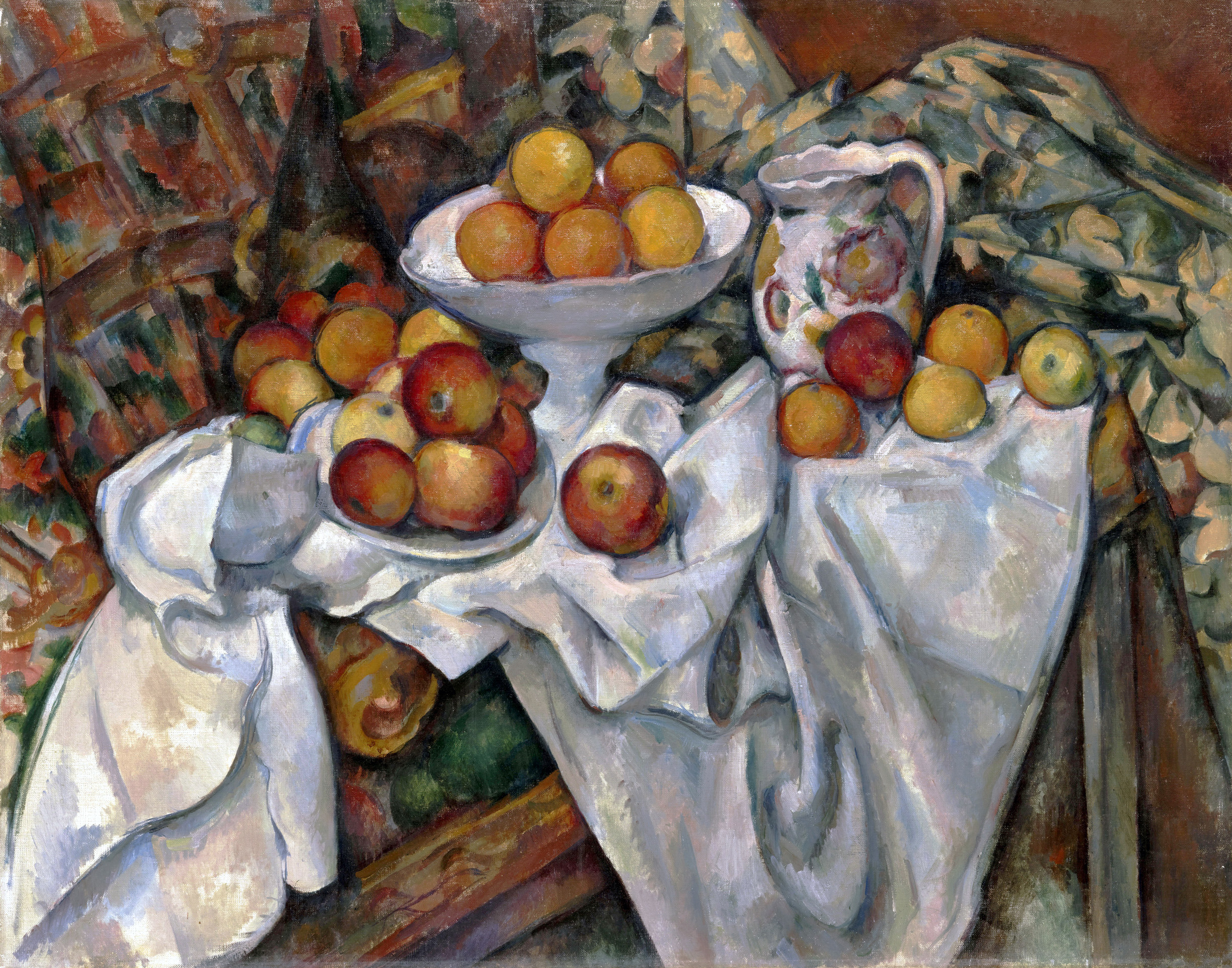
Nature morte aux pommes et aux oranges (1895-1900), huile sur toile (73 × 92 cm), musée d'Orsay (Paris).
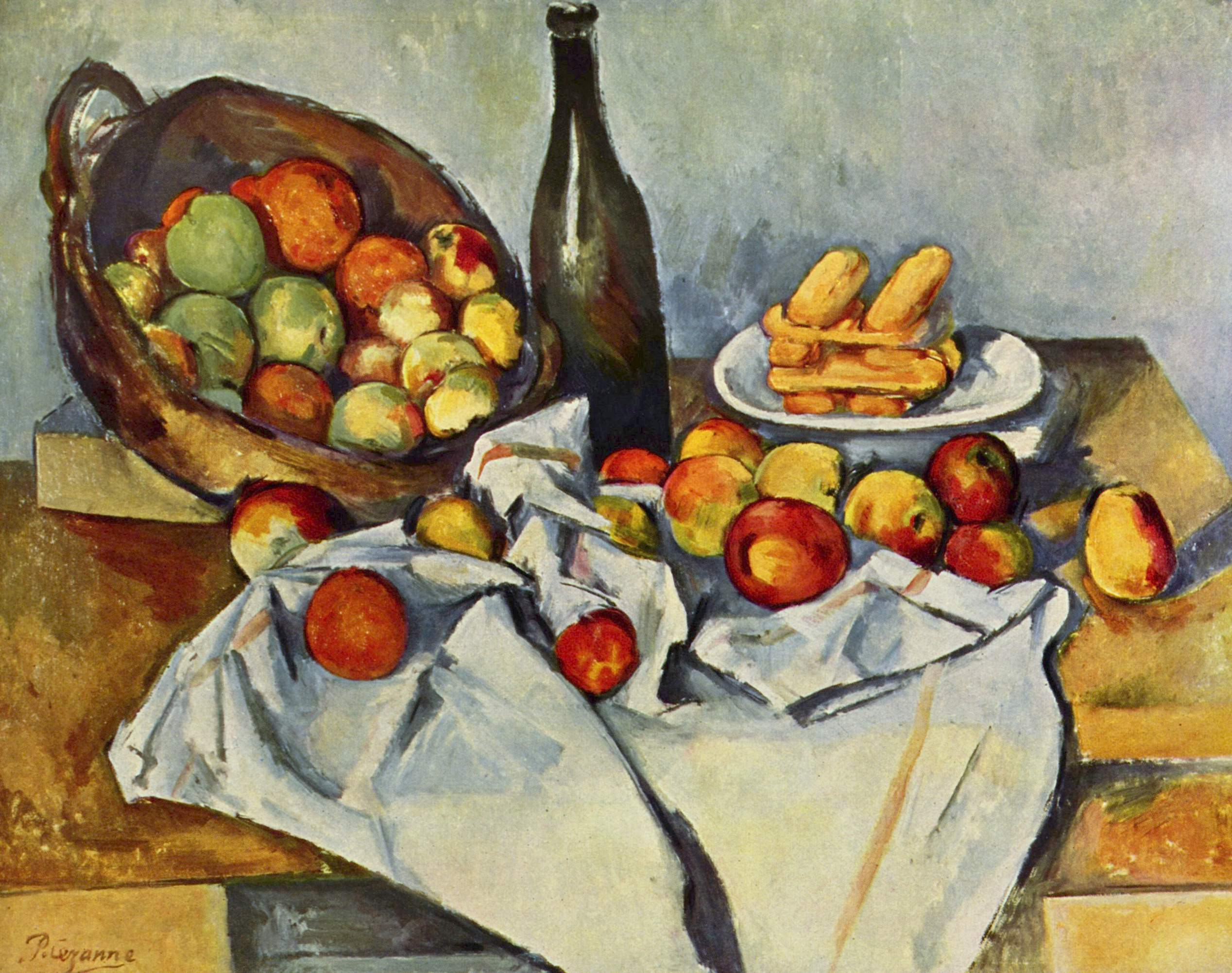
La Corbeille de pommes (1890-1894).
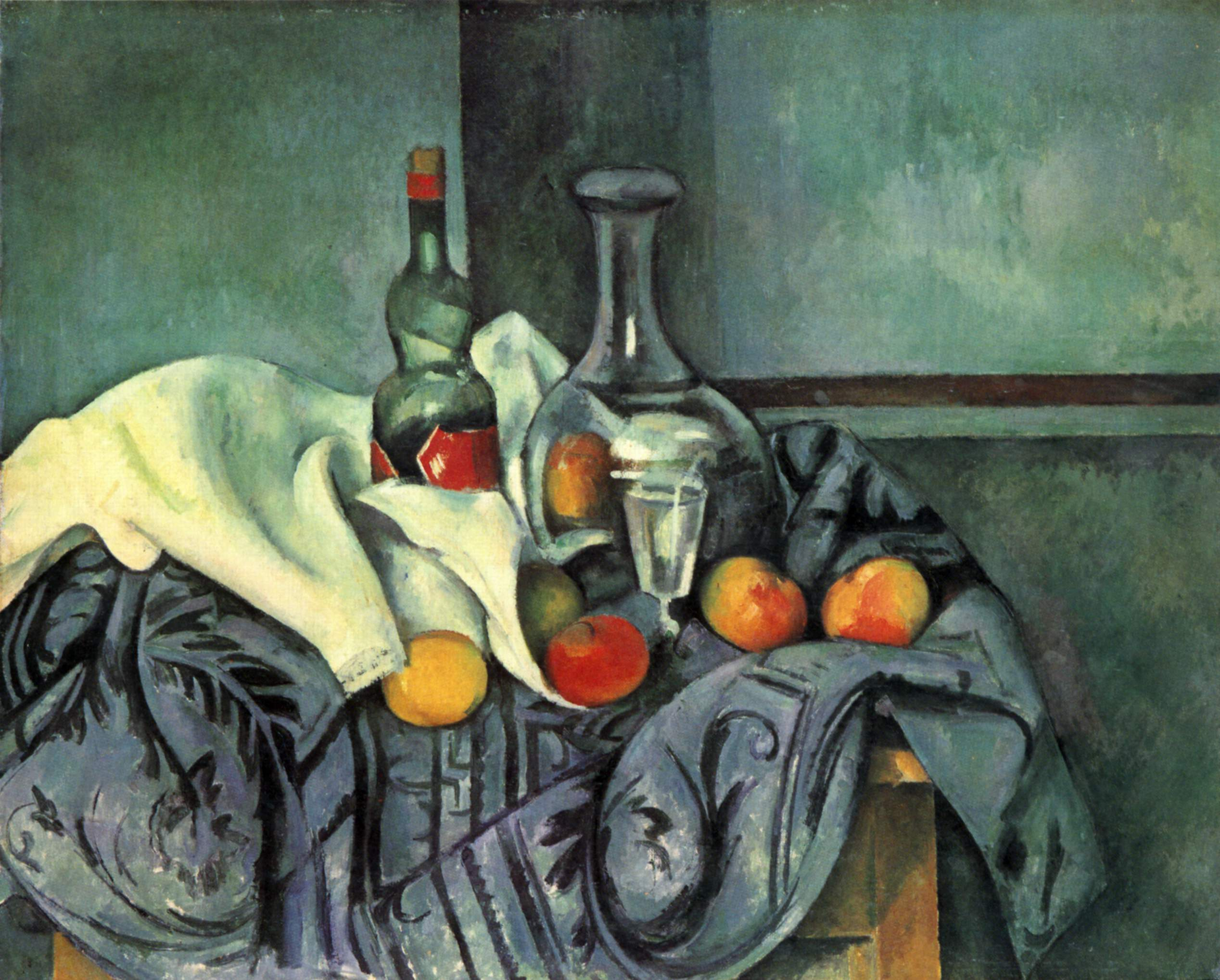
La Bouteille de menthe poivrée (1893-1895).
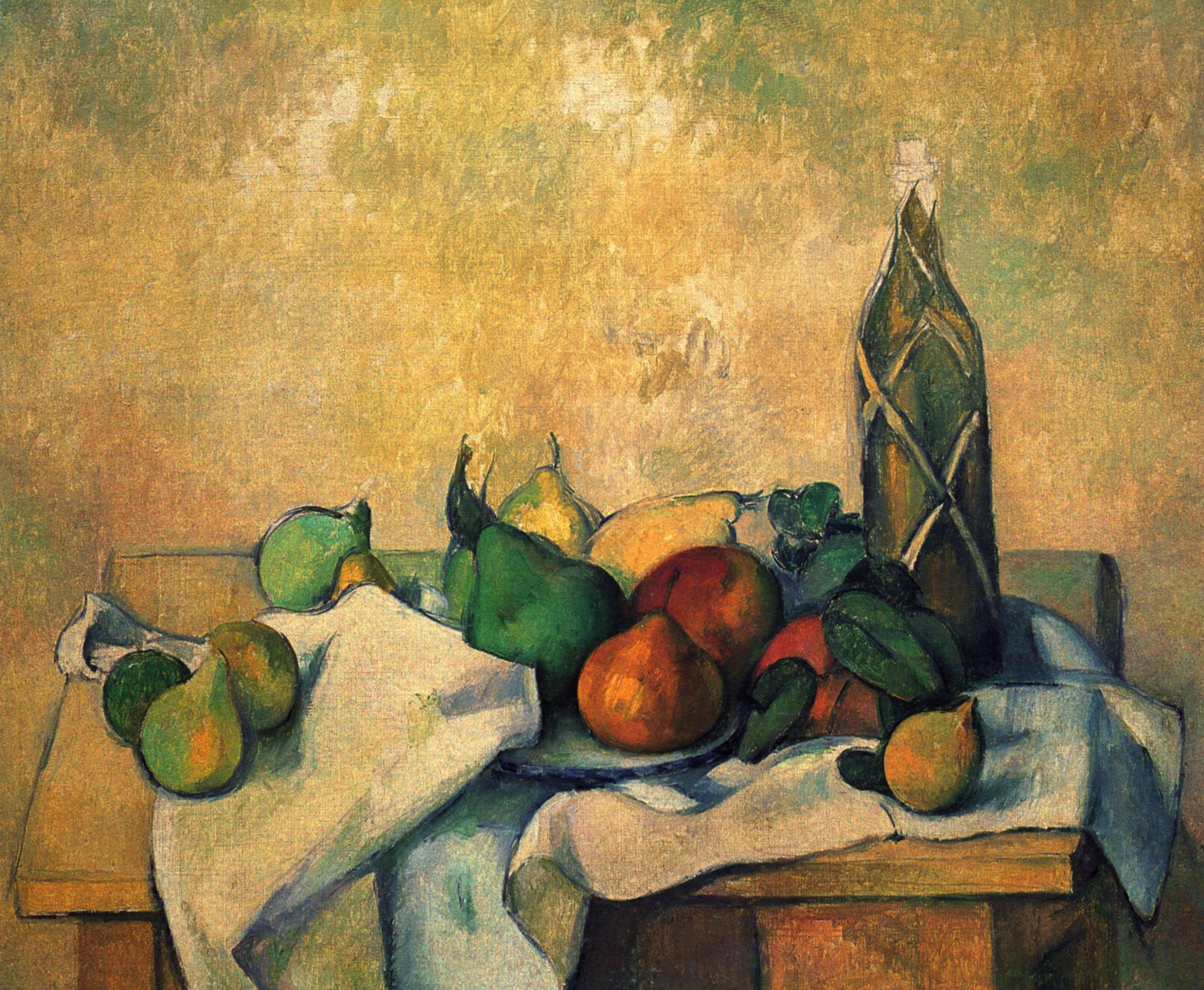
La Bouteille de liqueur (1890).
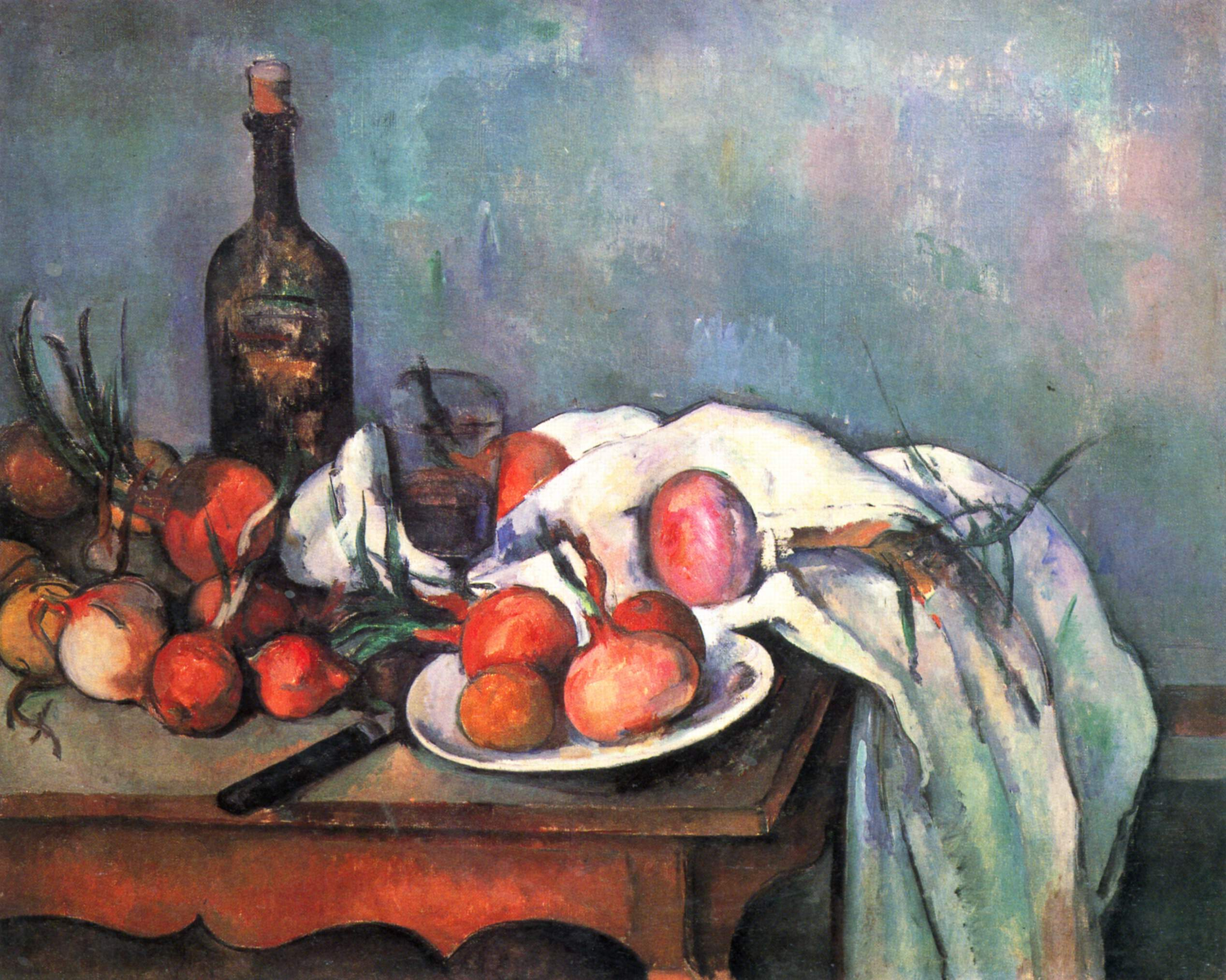
Nature morte aux oignons (1896-1898).

#### Les portraits d'Hortense
Peinte et dessinée plus de quarante-cinq fois, Hortense Fiquet est le portrait de l'archétype féminin chez Cézanne. Quand Cézanne la rencontre, il a 30 ans, elle en a 19. C'est une « femme libre » qui n'acceptera le mariage qu'au bout de seize ans de vie commune. Les portraits sont peints d'un double mouvement, d'abord devant le modèle avec de longues heures de pose puis terminées de mémoire, pendant de longues heures de méditation et de travail pour le peintre. Cézanne la dépeint « visage impassible, à l'expression presque vide, cette belle personne parait irréelle ». Hortense Fiquet était un « modèle professionnel » suivant les canons esthétiques de l'époque, avec un visage au nez grec. Souvent comparée aux pommes, symbole de l'amitié pour Cézanne, « la Boule », le surnom que Paul Cézanne lui a donné, est regardée à la fois avec un souverain détachement mais aussi avec une tendresse infinie. Le couple vivant séparé une partie de l'année, elle n'aimant pas le Midi mais « la limonade et la Suisse », suivant le mot de Cézanne, leur correspondance étant perdue, leurs regards mutuels restent un mystère.

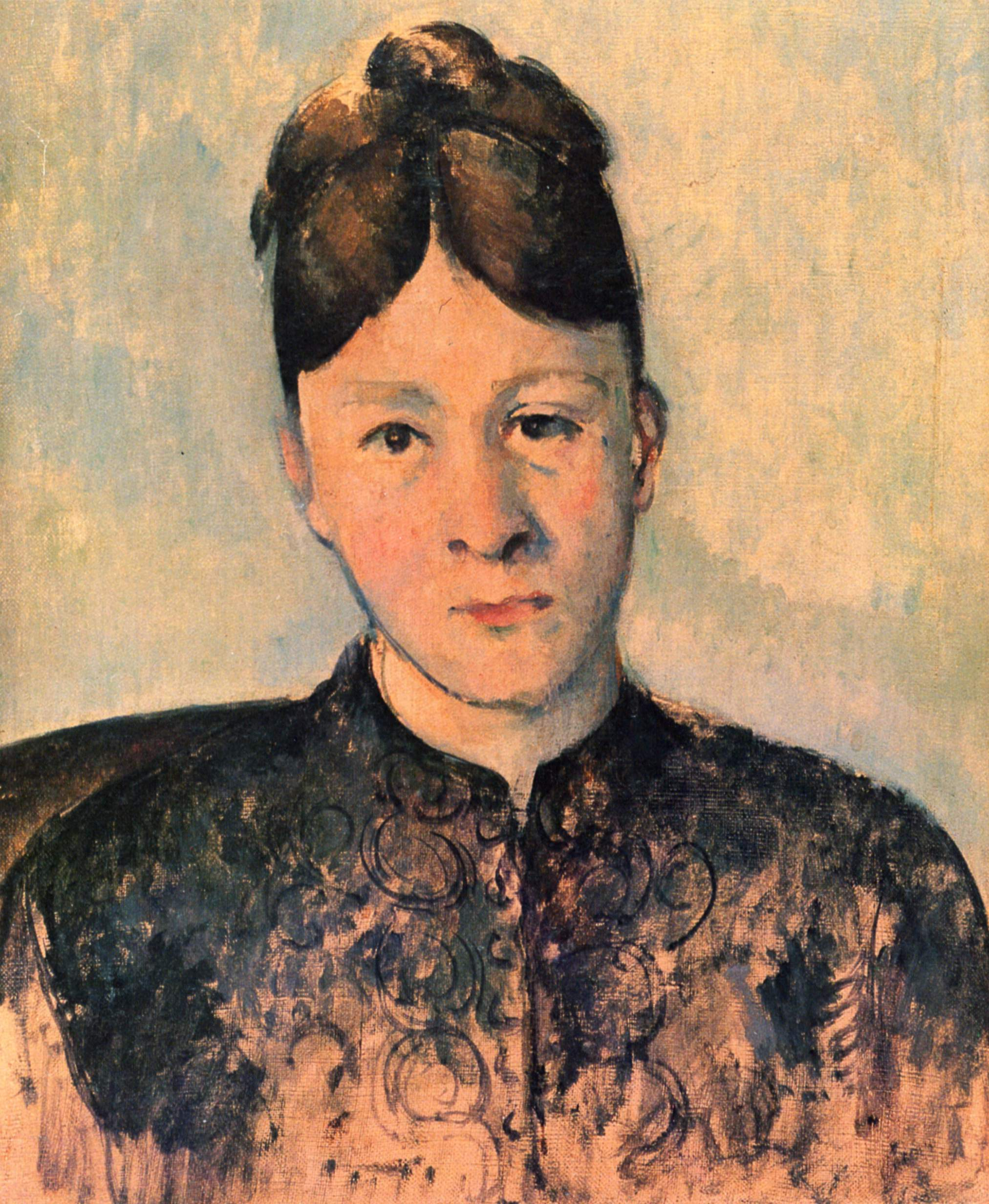
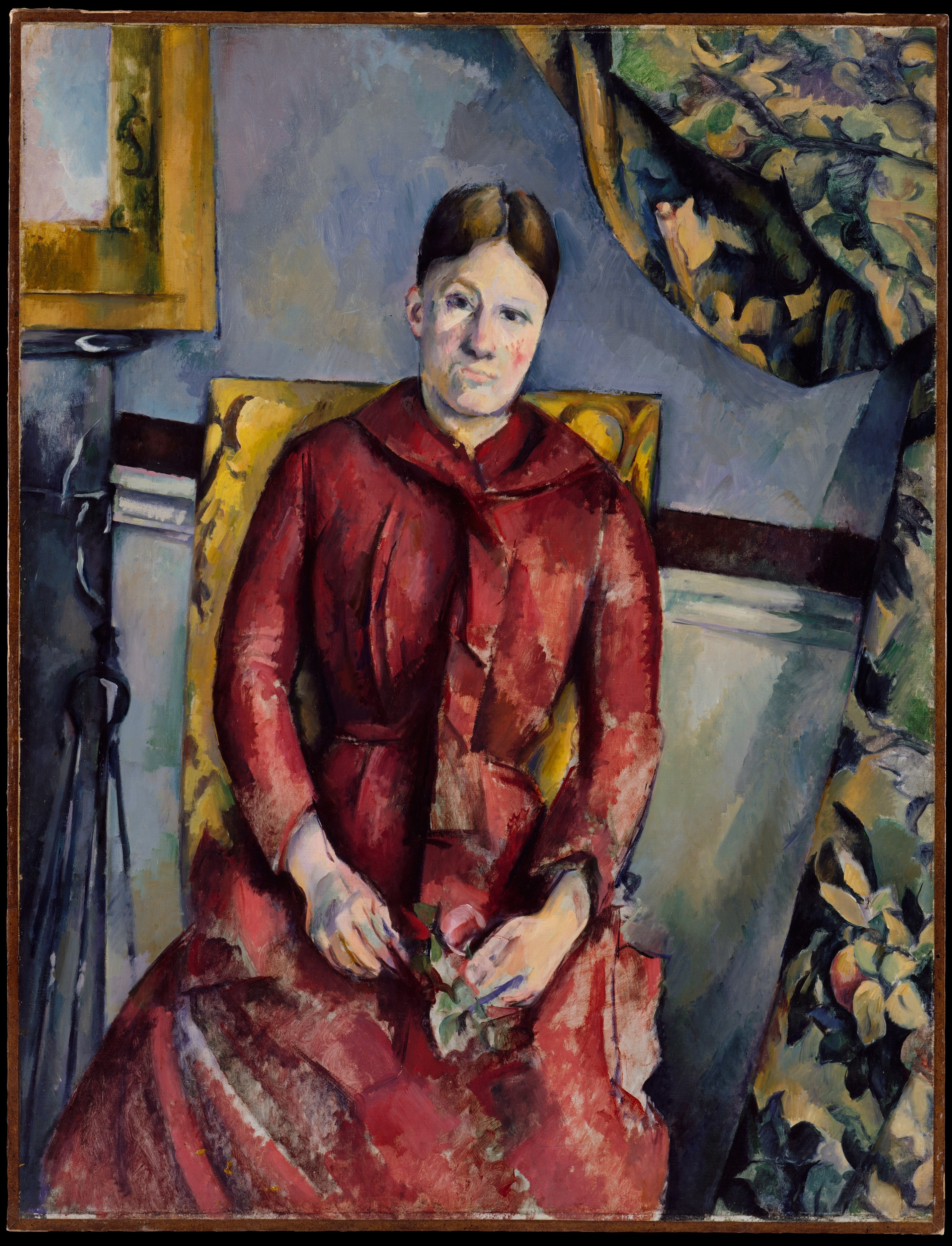
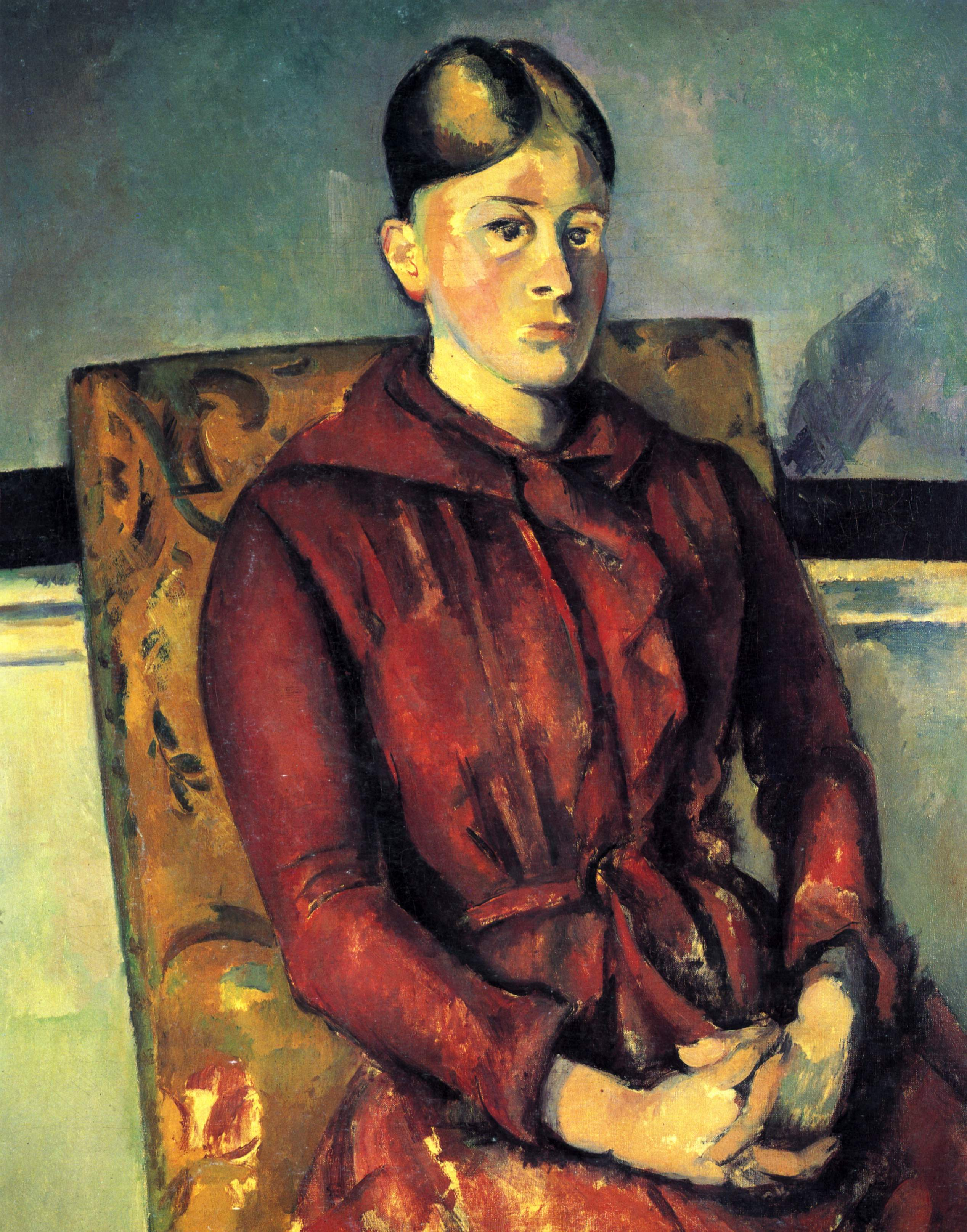
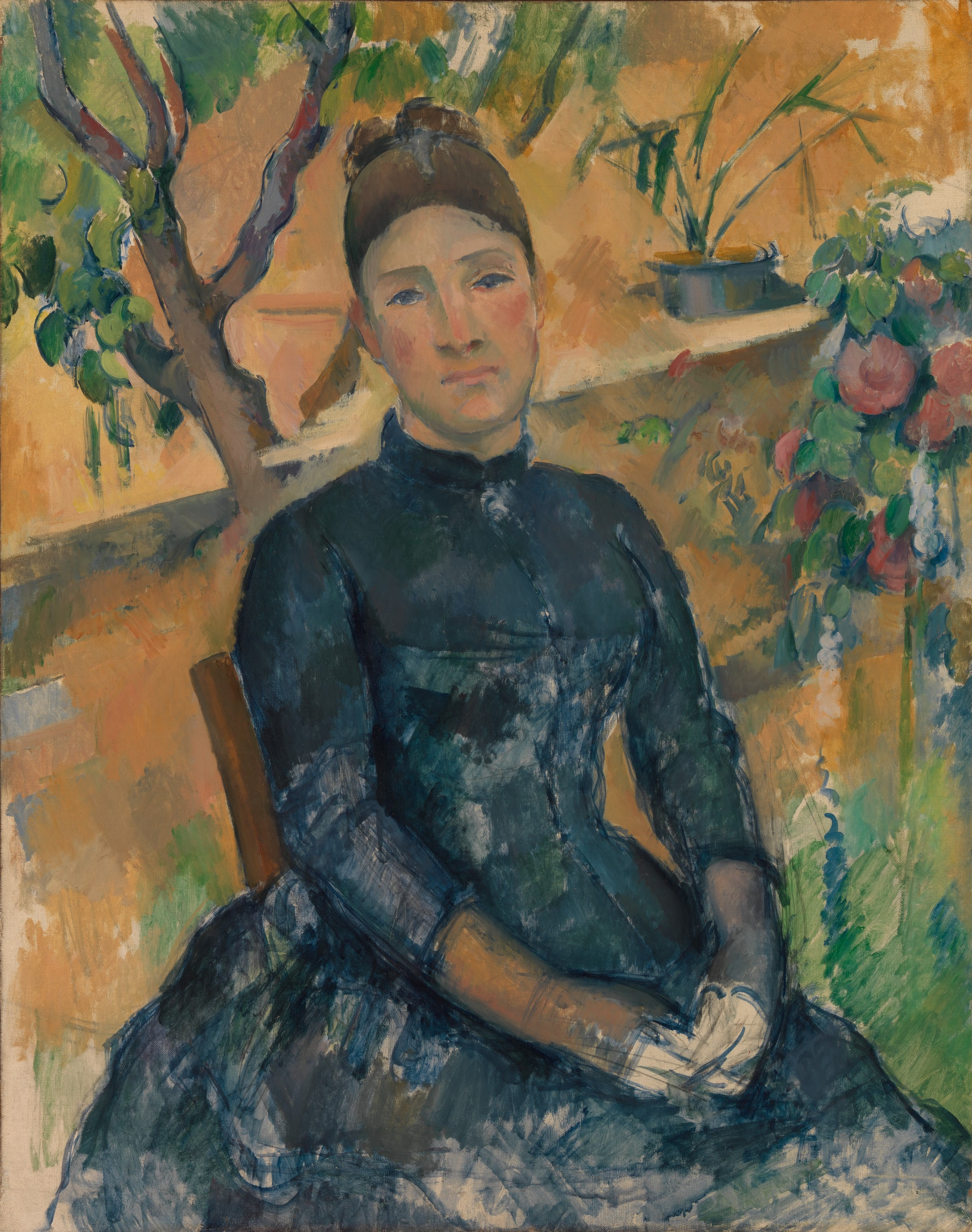
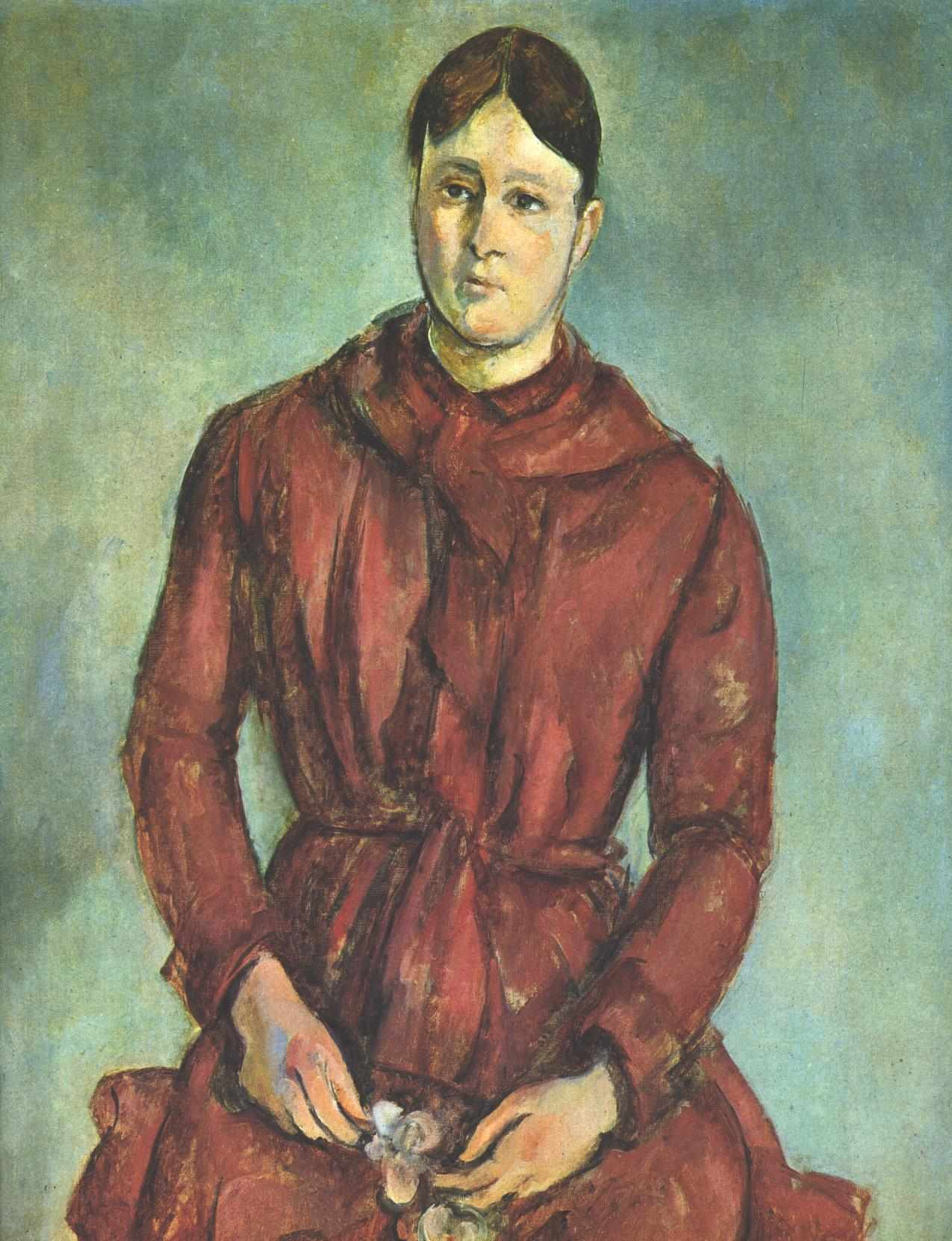
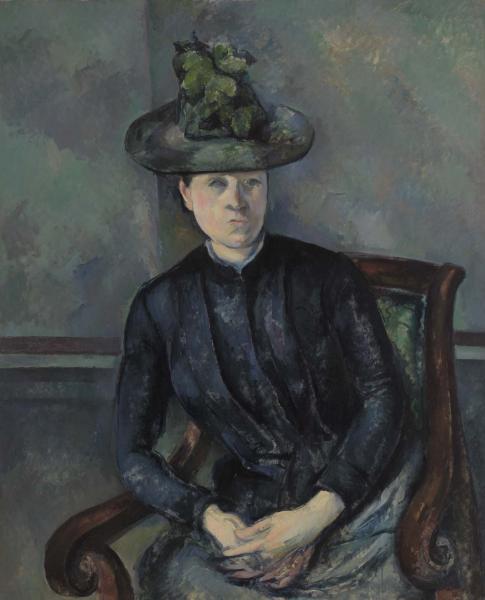

Renoir rapporte l’incompréhension d’Émile Zola quand Cézanne lui confiait sa préoccupation de « trouver les volumes » : Zola essayait de lui démontrer la vanité d’une telle recherche. « Tu es doué. Si tu voulais seulement soigner l’expression. Tes personnages n’expriment rien ! » Un jour, Cézanne se fâcha : « Et mes fesses, est-ce qu’elles expriment quelque chose ? ».

#### Portraits d'hommes

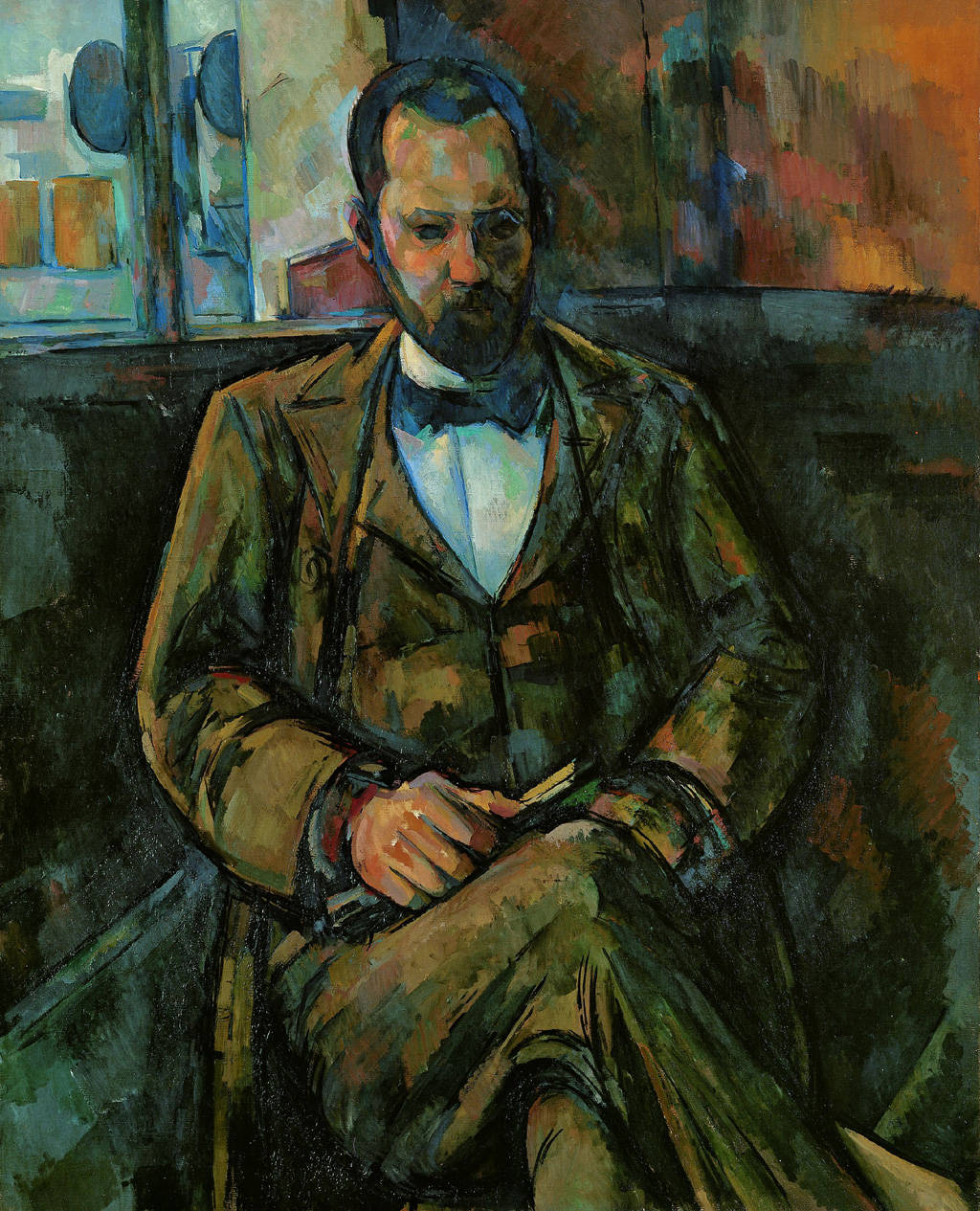
Portrait d'Ambroise Vollard.

Cézanne peint de nombreux portraits d'hommes, critiques et amis collectionneurs sont à tour de rôle les modèles d'un archétype masculin. Les séances de pose pour le portrait d'Ambroise Vollard ont été décrites par celui-ci, en quelque cent quinze séances dans le silence le plus absolu. Cézanne ne sachant pas terminer le tableau, lui dit laissant deux espaces vides de peinture sur les mains  : « Malheureux ! Vous avez dérangé la pose ! On doit poser comme une pomme. Est-ce que ça remue, une pomme ? […]. Après cent quinze séances de pose, Cézanne me dit avec satisfaction : “Je ne suis pas mécontent du devant de la chemise”. »

#### La montagne Sainte-Victoire et les paysages d'Aix
Peinte près de quatre-vingts fois, autant à l'huile qu'à l'aquarelle, la montagne Sainte-Victoire est un des motifs et symboles de la peinture de Cézanne. Il aimait aller sur le motif dans « sa » campagne d'enfance. Cézanne s’engage toujours plus loin dans cette voie qui s'achève en 1906 sur « le motif », ne cessant de se recommander de la nature : « L’étude réelle et précieuse à entreprendre c’est la diversité du tableau de la nature ». Il ajoute : « Peindre d'après nature, ce n'est pas l'objectif, c'est réaliser des sensations. » Il ne s'agit pas de peindre « pour copier la nature ».
« J’en reviens toujours à ceci : le peintre doit se consacrer entièrement à l’étude de la nature, et tâcher de produire des tableaux qui soient un enseignement ». Mais il avait conscience du défi qu’il s’imposait à lui-même et le doute l’étreignait souvent : « On n’est ni trop scrupuleux, ni trop sincère, ni trop soumis à la nature ; mais on est plus ou moins maître de son modèle et surtout de ses moyens d’expression ».

Quelques œuvres inspirées de la montagne Sainte-Victoire (Cézanne)
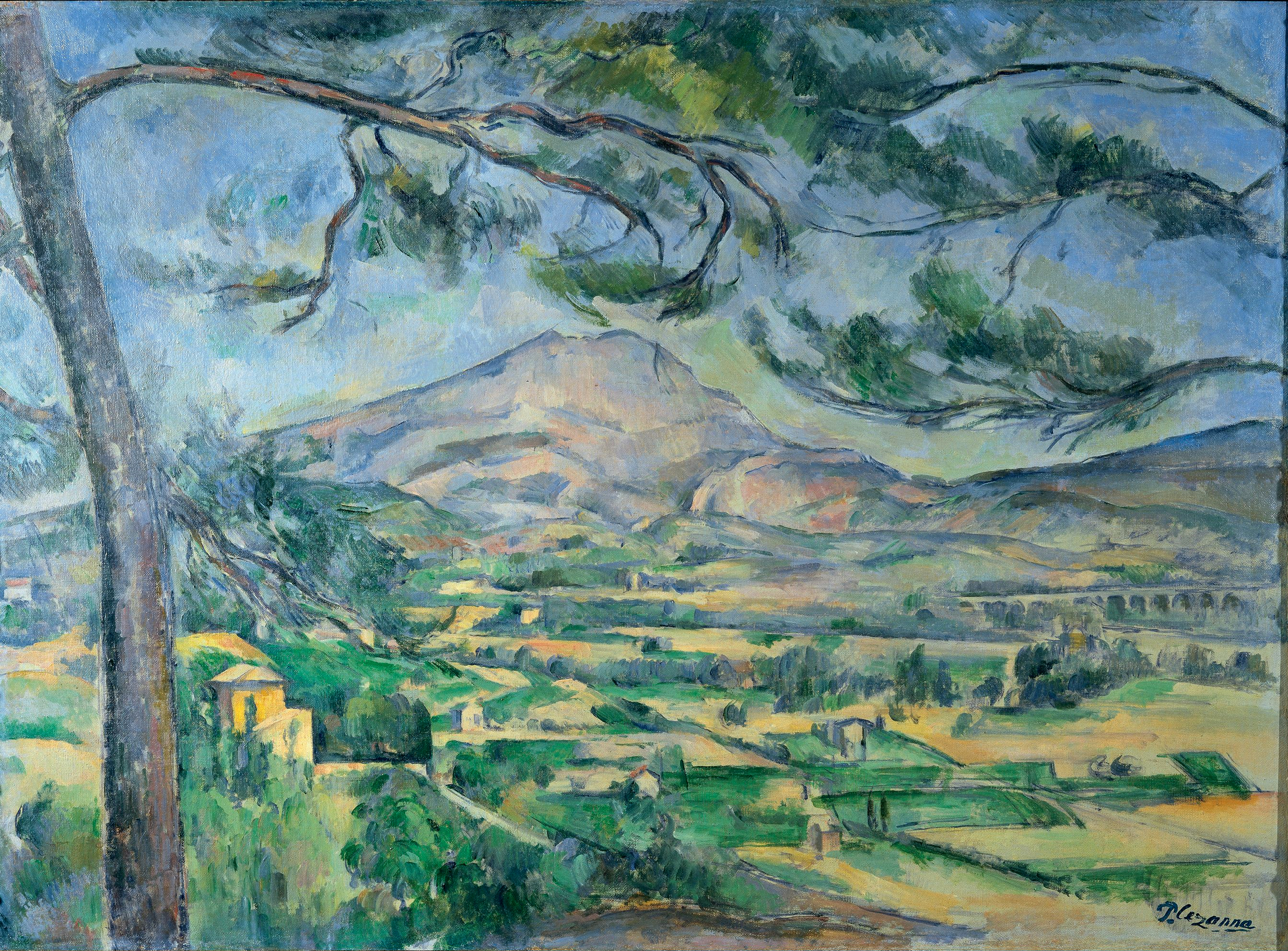
Mont Sainte-Victoire avec grand pin (1887).
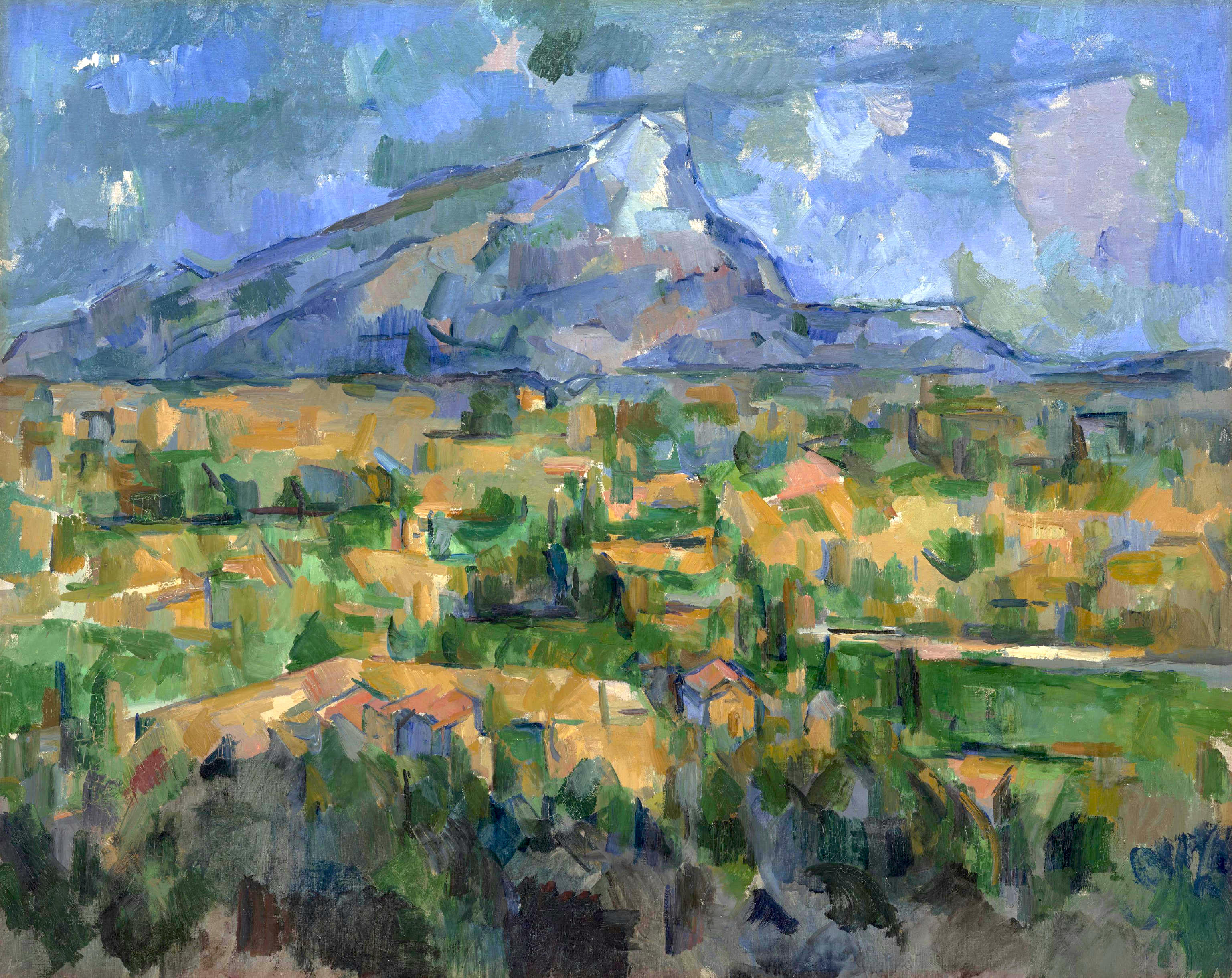
Montagne Sainte-Victoire (1904).
Montagne Sainte-Victoire (1904-1906).
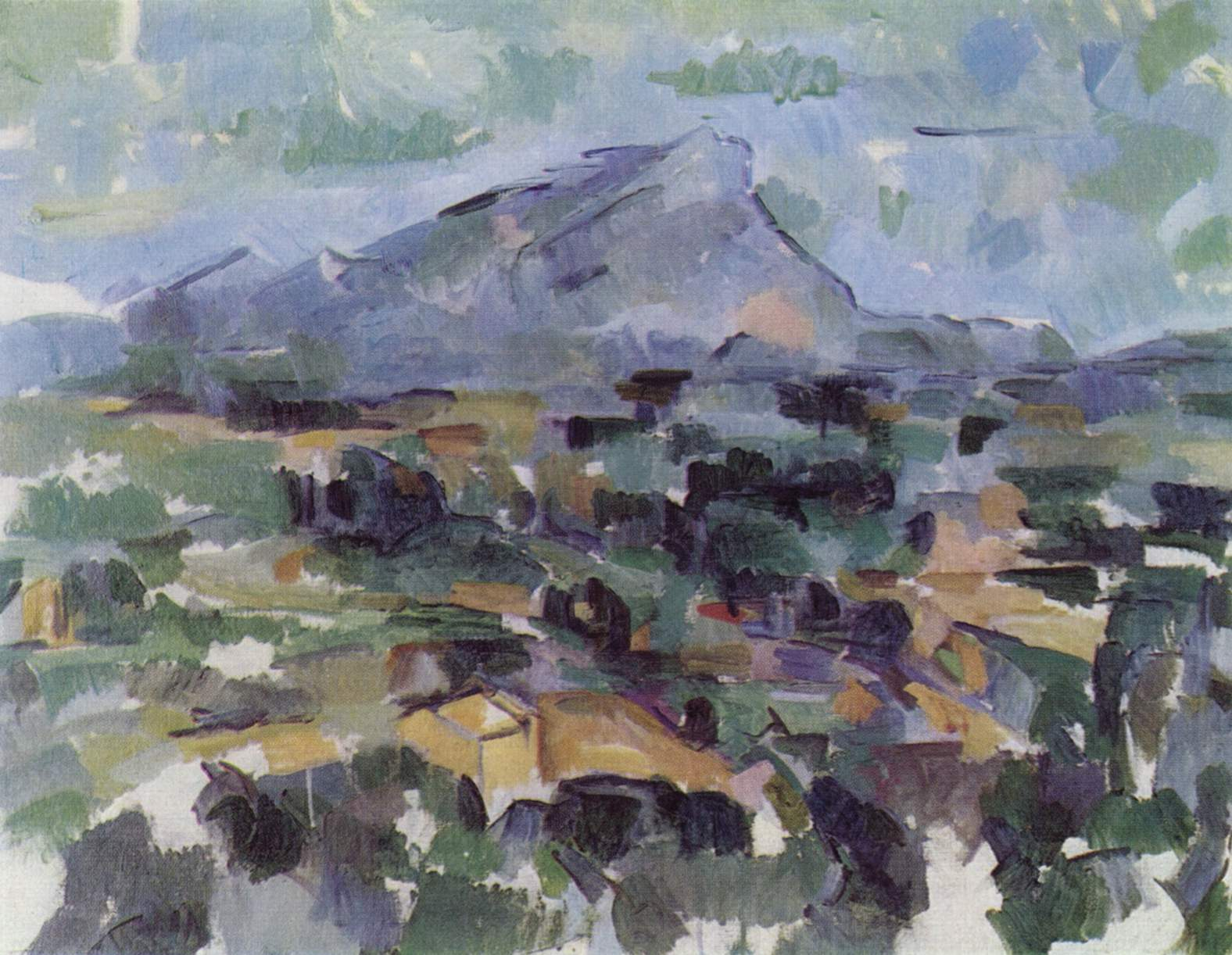
Montagne Sainte-Victoire (1904-1906).
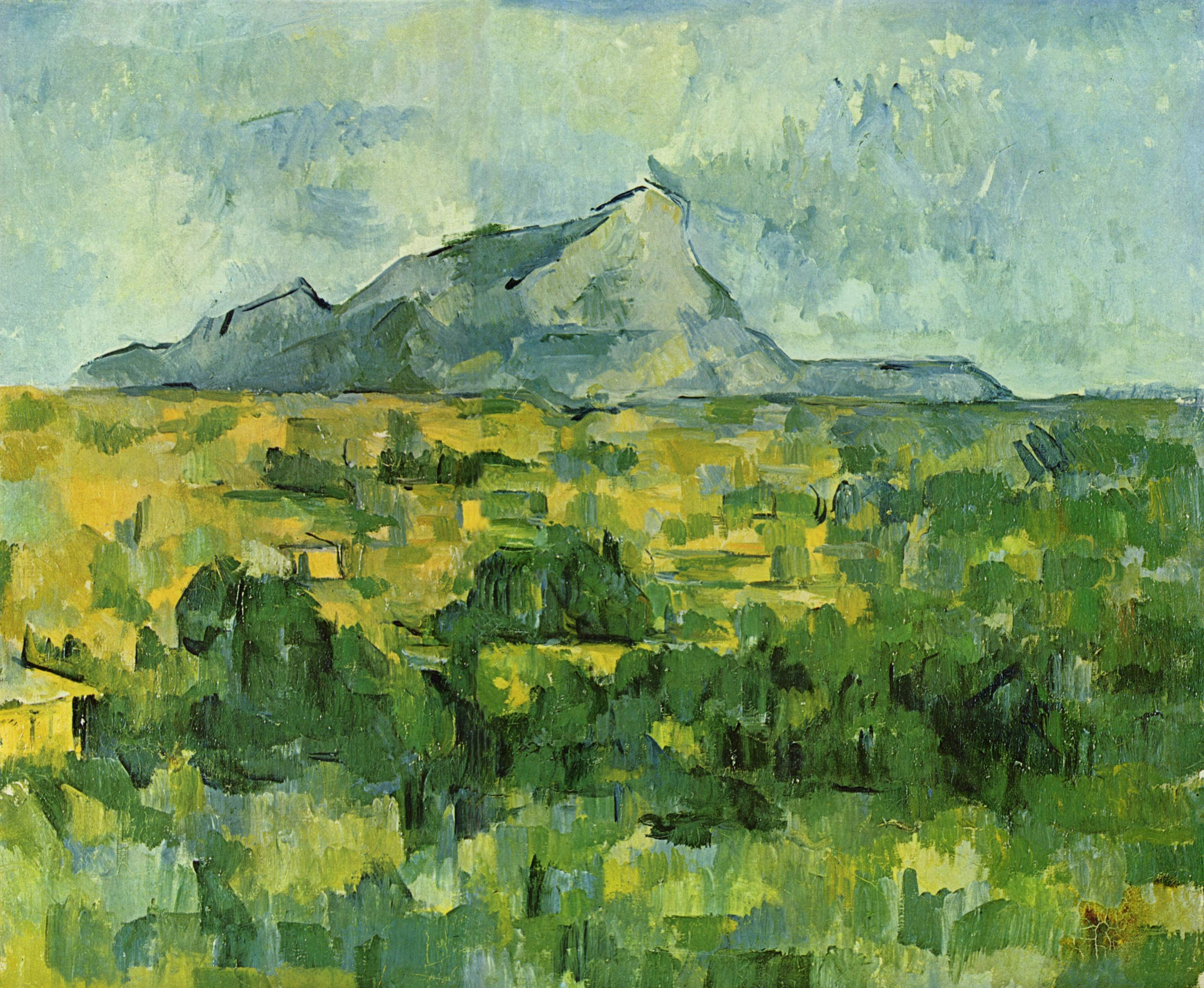
Montagne Sainte-Victoire (1904-1906).

De fait, il se plaint que « les sensations colorées qui donnent la lumière sont chez lui cause d’abstractions qui ne lui permettent pas de couvrir sa toile, ni de poursuivre la délimitation des objets quand les points de contacts sont ténus, délicats ».

Quelques œuvres inspirées du château Noir du Tholonet
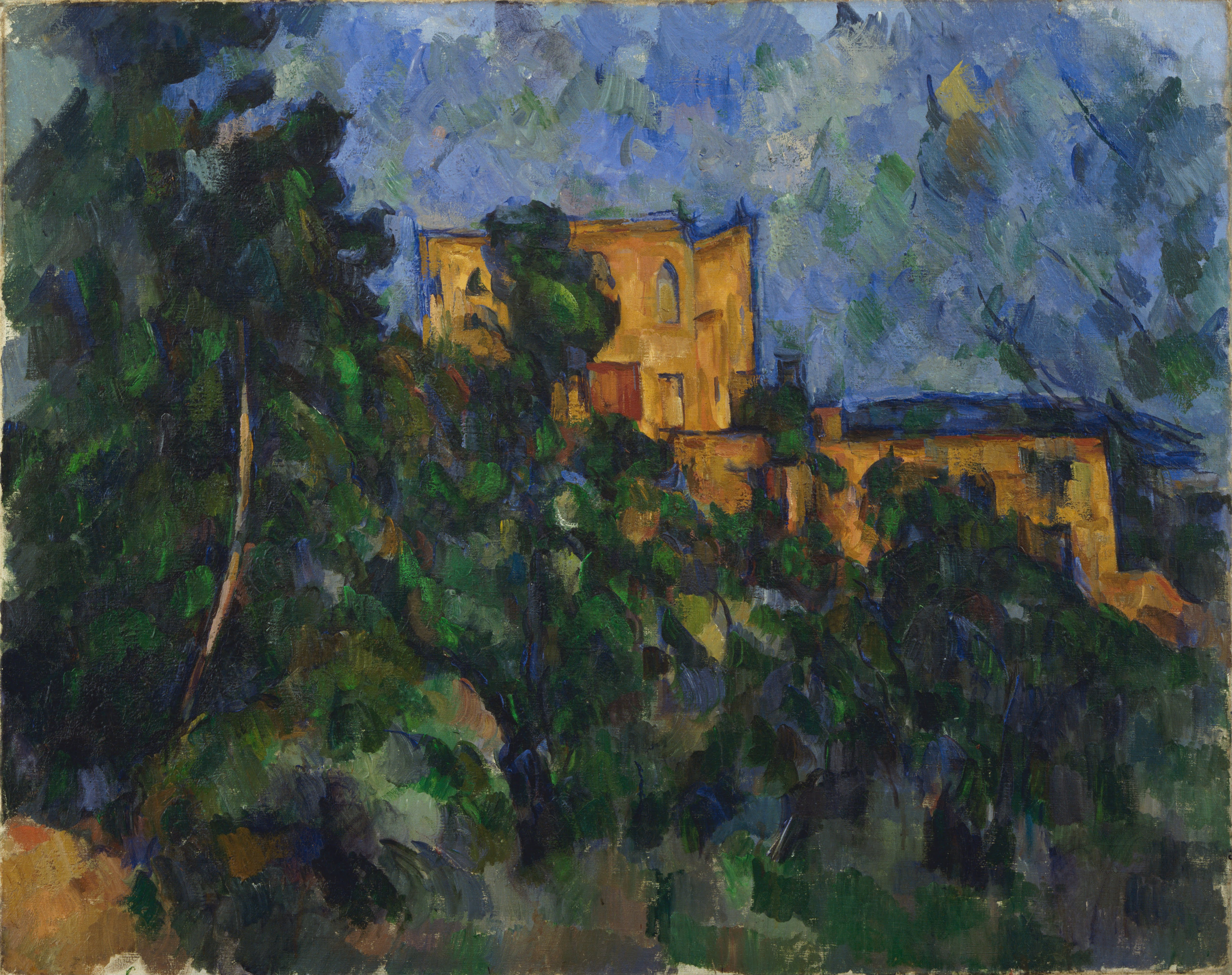
Museum of Modern Art, Manhattan, New York.
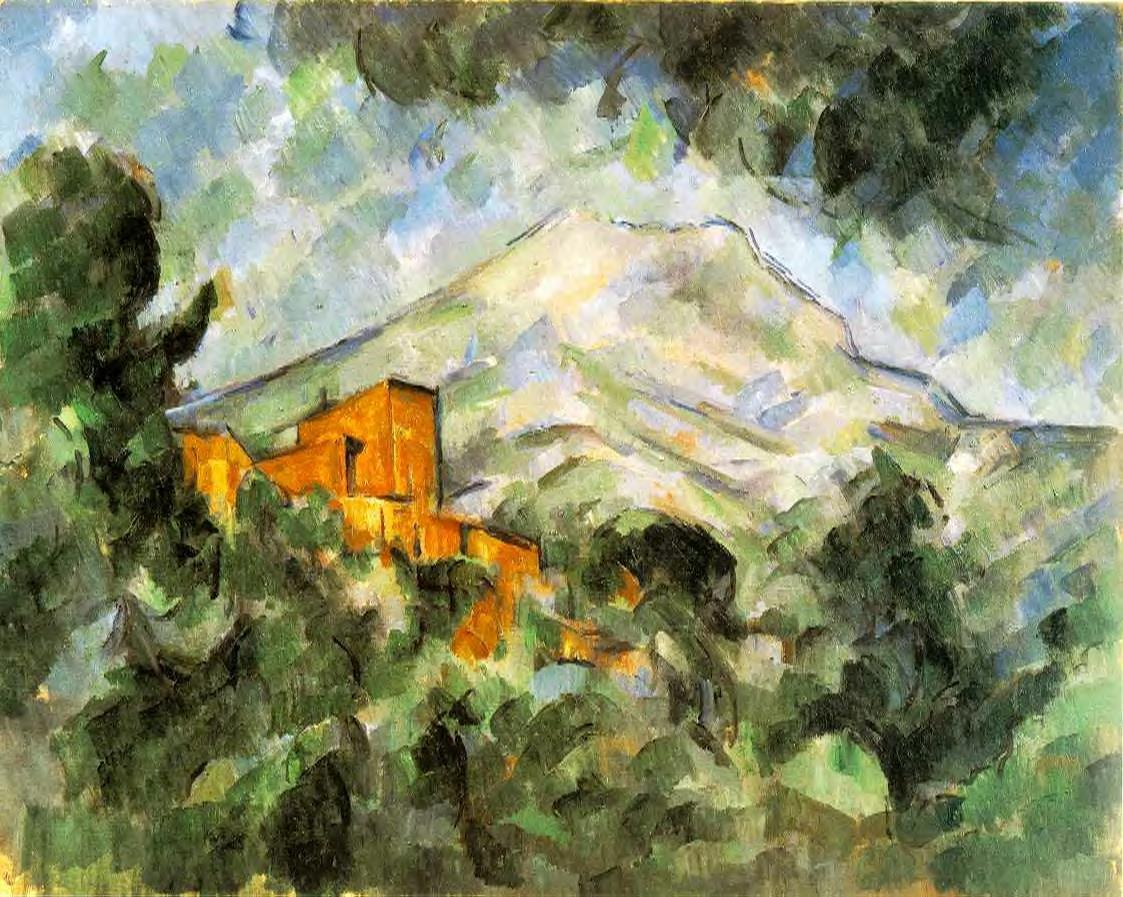
Musée d'art Bridgestone de Tokyo.
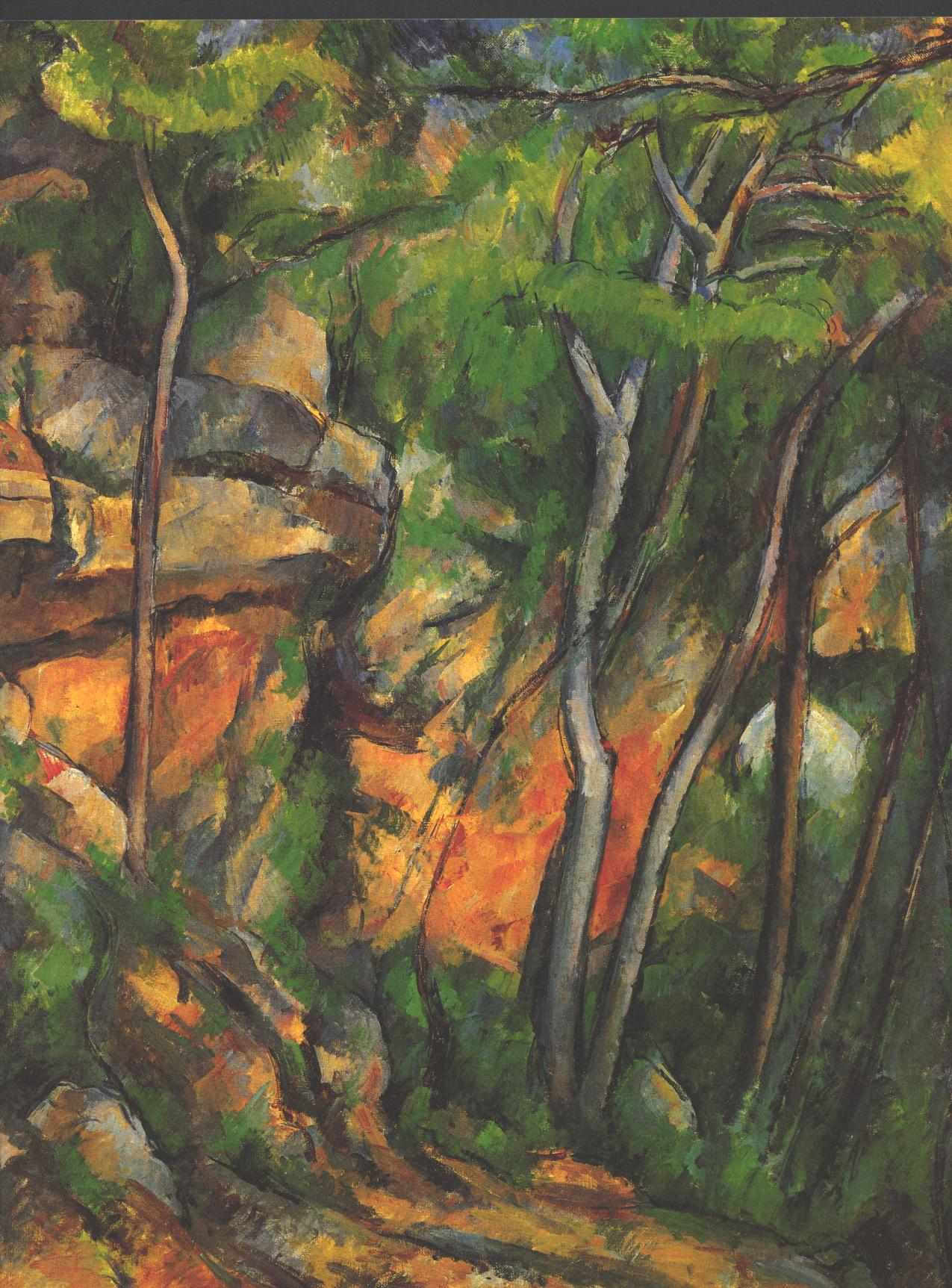
Dans le parc du Château Noir.
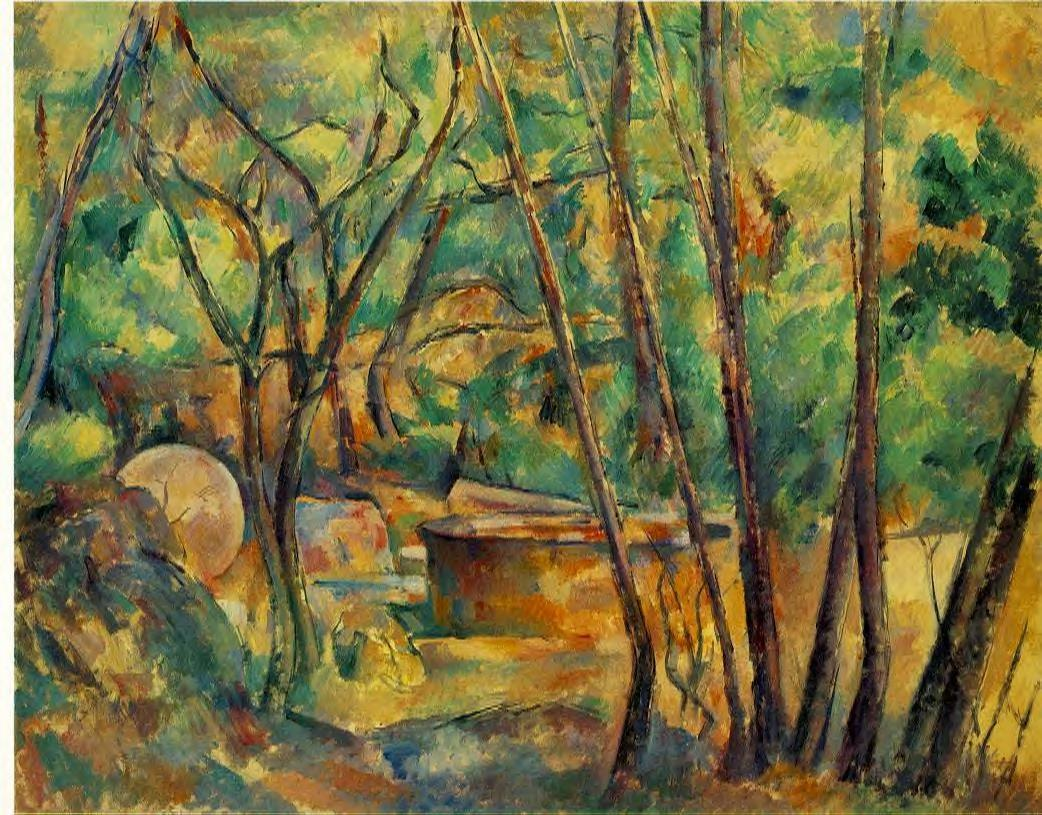
Meule et citerne en sous-bois, Fondation Barnes de Philadelphie.
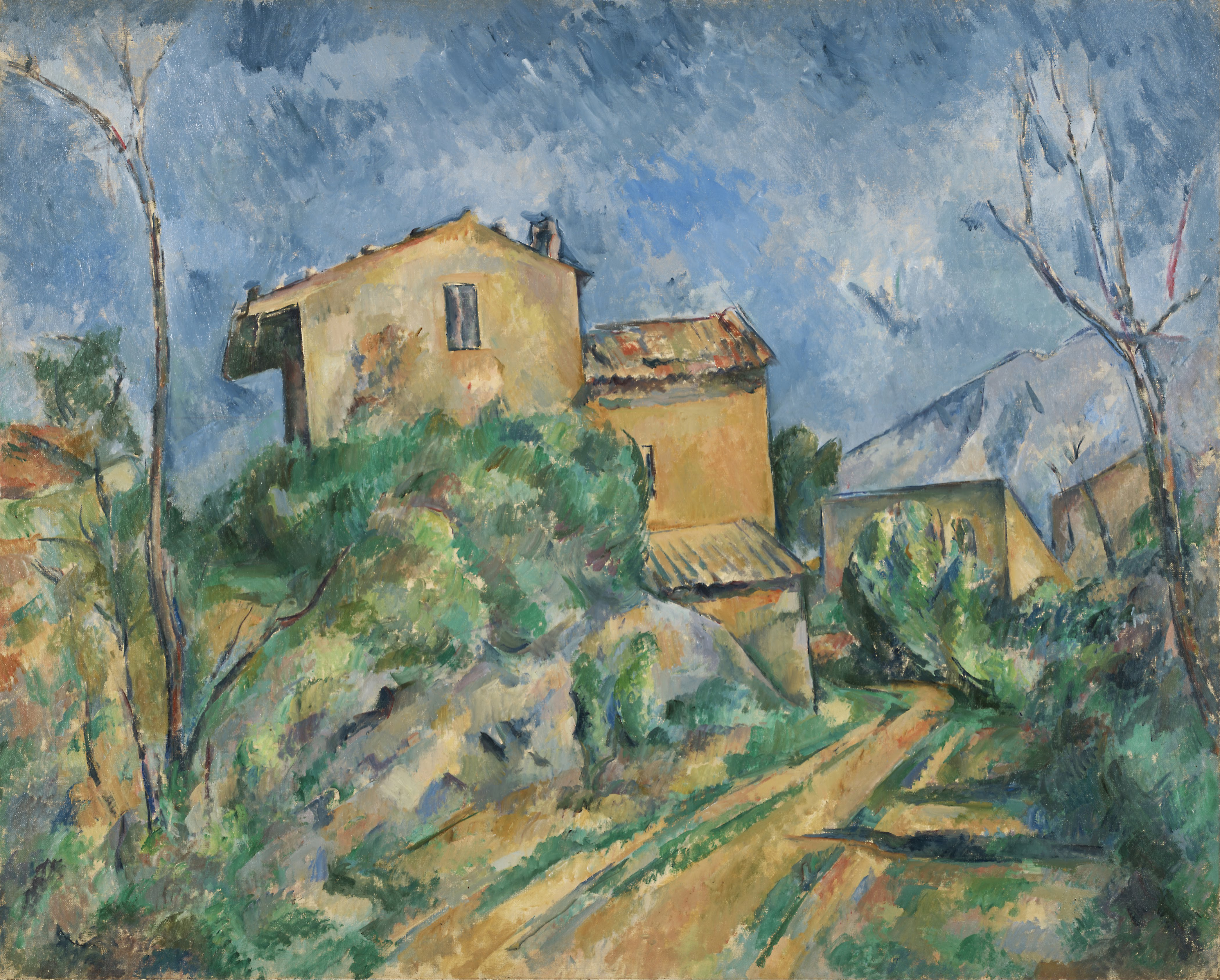
Maison Maria et Château Noir, Musée d'art Kimbell (États-Unis).

La recherche du motif est pour lui une expérience physique ; il se faisait accompagner en voiture à cheval jusque sur la route du Tholonet, puis randonnait jusqu'à trouver le bon endroit. Dormant à même le sol, sur une paillasse dans son cabanon à Bibémus, appréciant la vie simple des paysans, se nourrissant d'un morceau de fromage, de quelques noix et d'un vin rosé. Regarder un tableau de Cézanne, « c'est donc déjà partir en promenade. Il faut laisser son regard errer comme il faut marcher à la recherche du motif ».

Quelques œuvres inspirées du cabanon de Cézanne des carrières de Bibémus
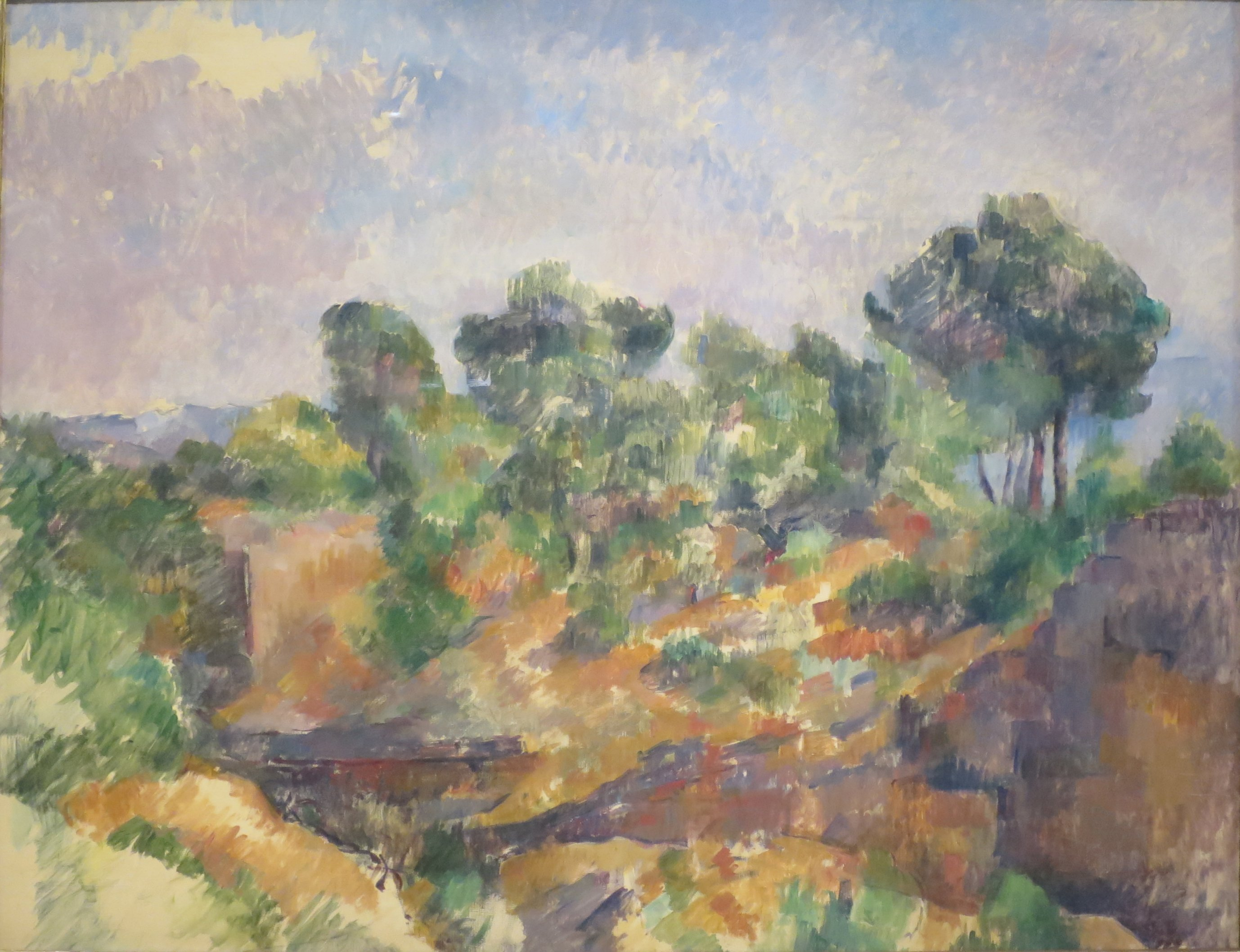
Musée Solomon R. Guggenheim de New York.
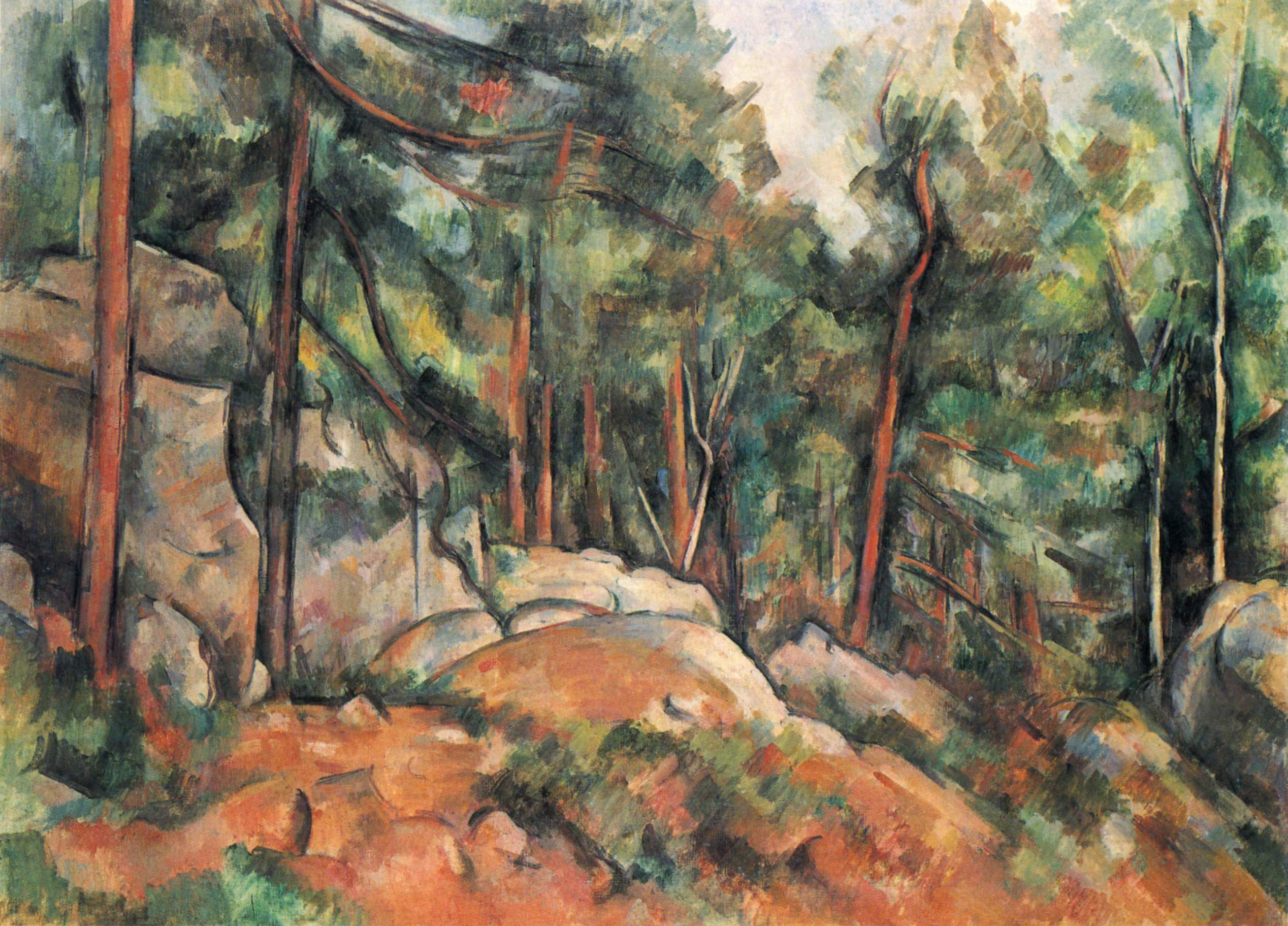
Intérieur de forêt, Musée des beaux-arts de San Francisco.
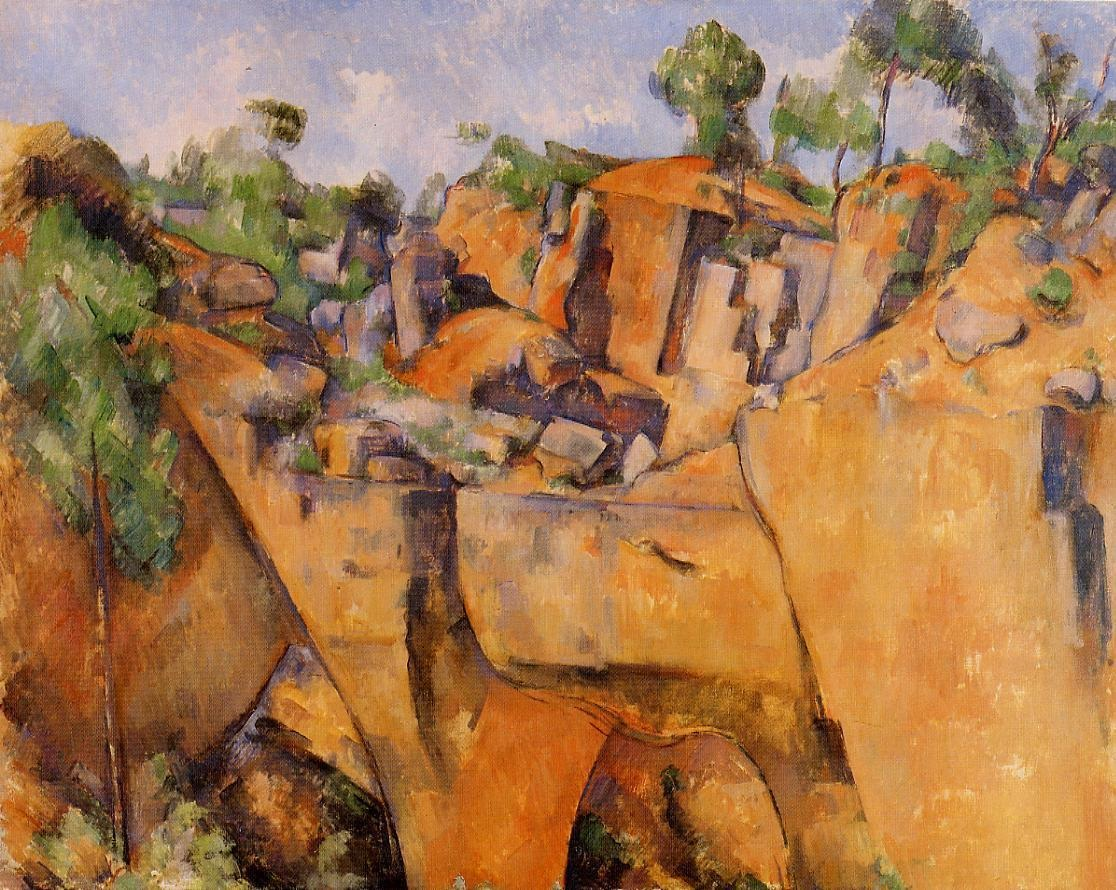
La Carrière de Bibémus, Musée Folkwang (Allemagne).
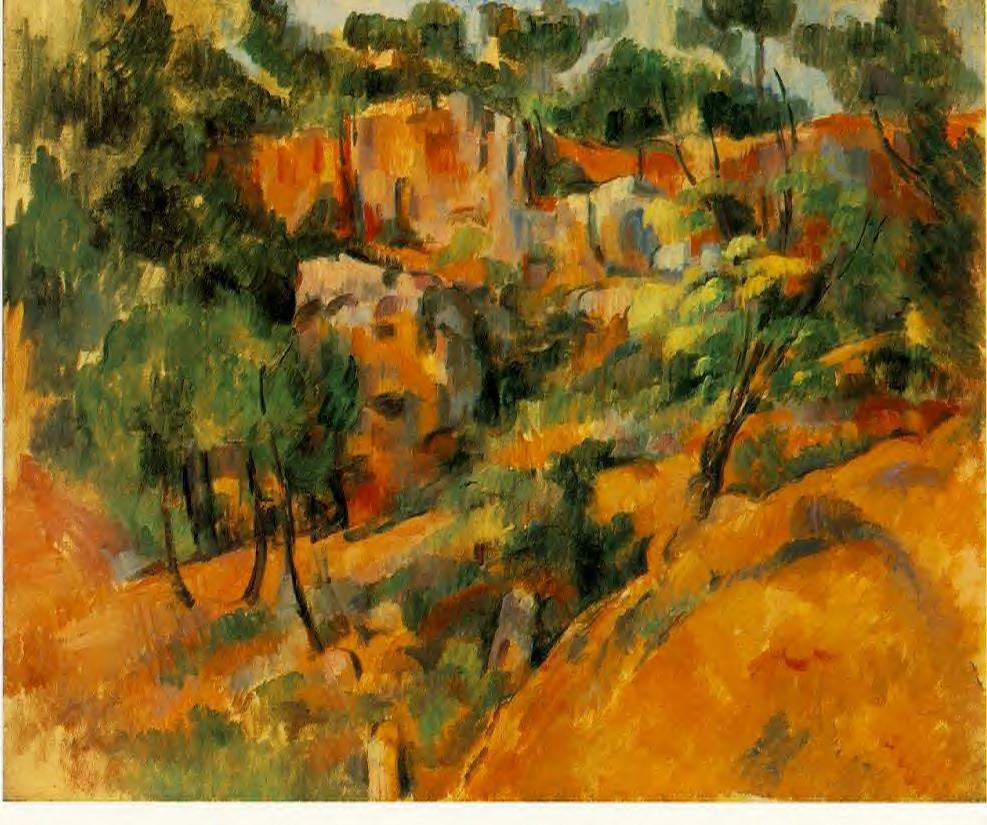
Fondation Barnes de Philadelphie.
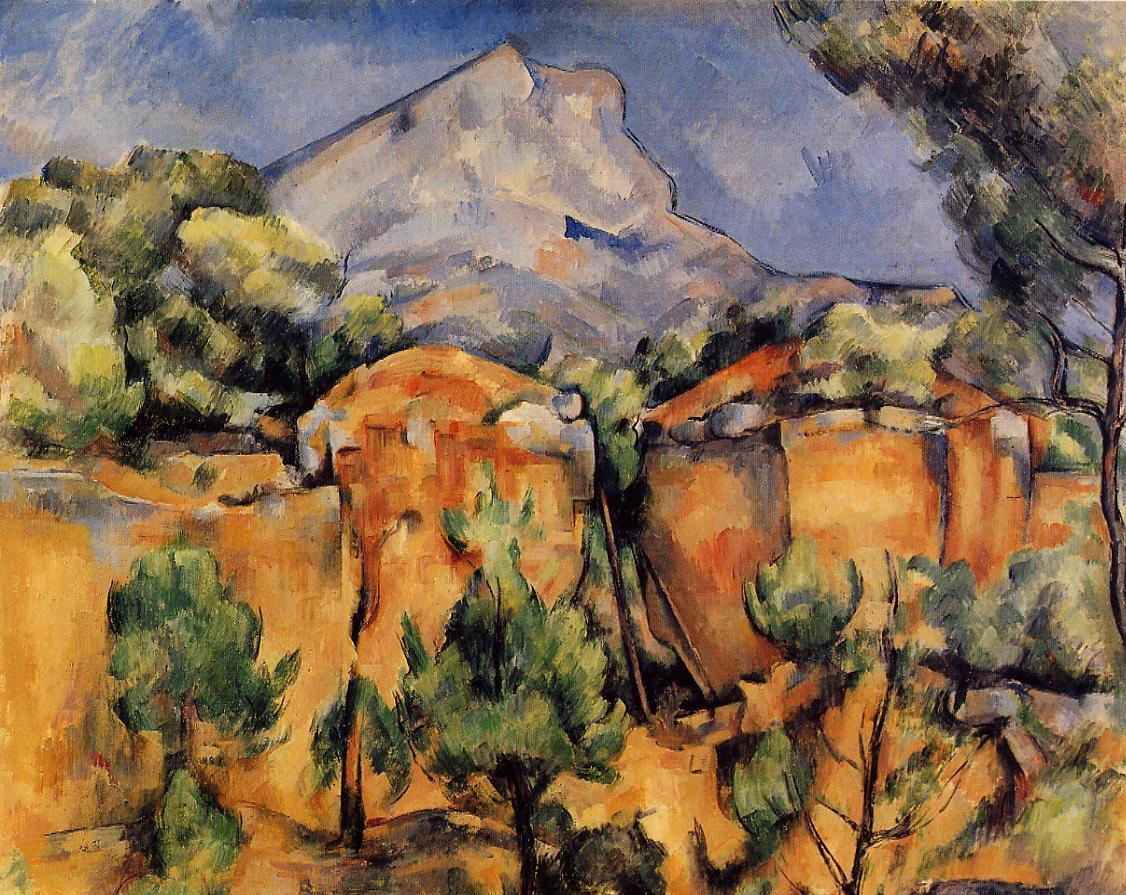
La Montagne Sainte-Victoire vue depuis les carrières de Bibémus, Musée d'art de Baltimore.

#### L'Estaque et les calanques de Marseille
Entre 1861 et 1886 Cézanne peint de nombreuses œuvres à L'Estaque et dans les calanques de Marseille (chaîne de l'Estaque sur la côte Bleue sur la ligne de Miramas à l'Estaque) où sa mère loue la maison de Cézanne à L'Estaque de la place de l'église, sur les hauteurs du village, avec vue panoramique sur la mer Méditerranée, sur la baie de Marseille, et sur le centre-ville de Marseille visible au loin.

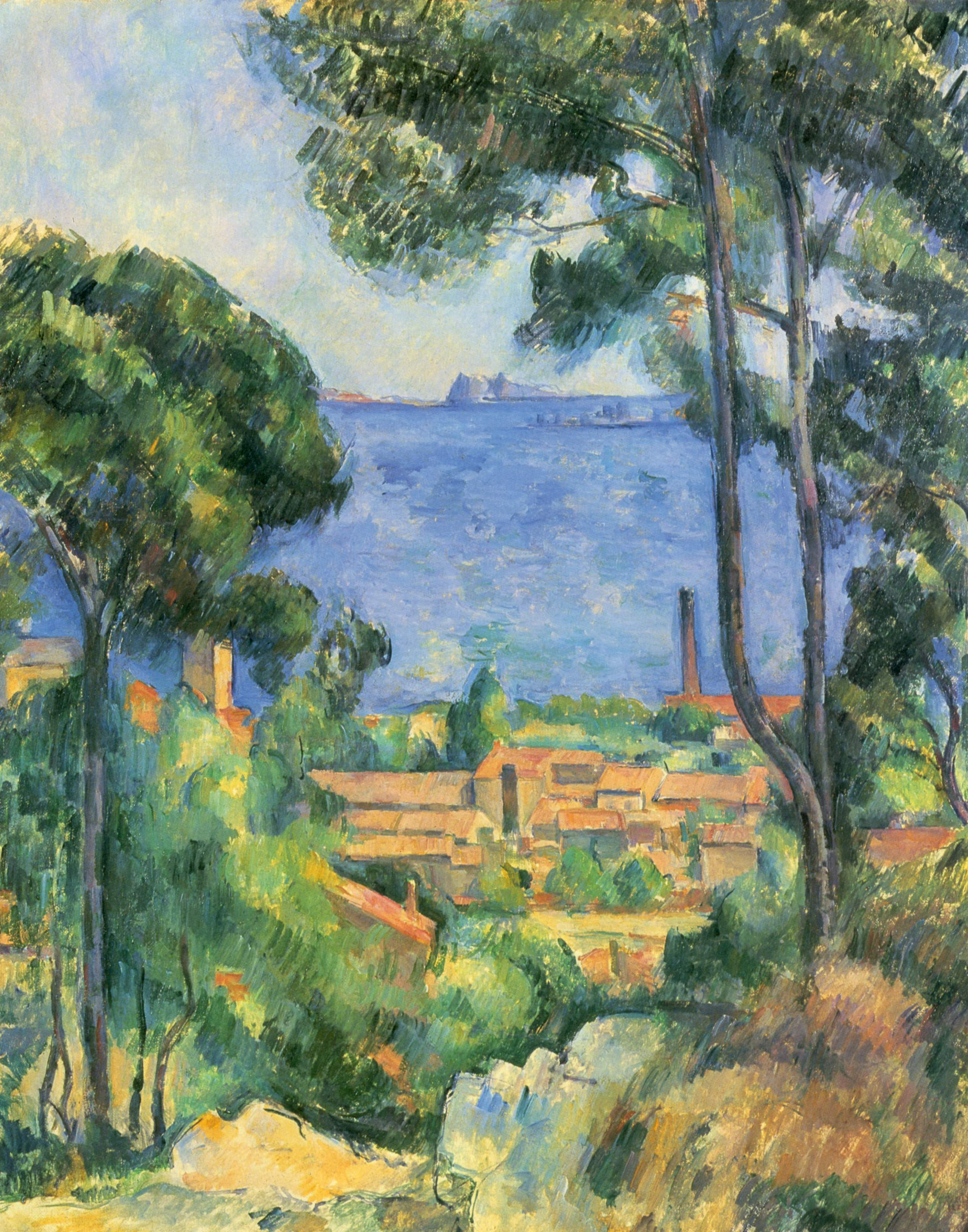
Vue de L'Estaque et du château d'If, 1885.
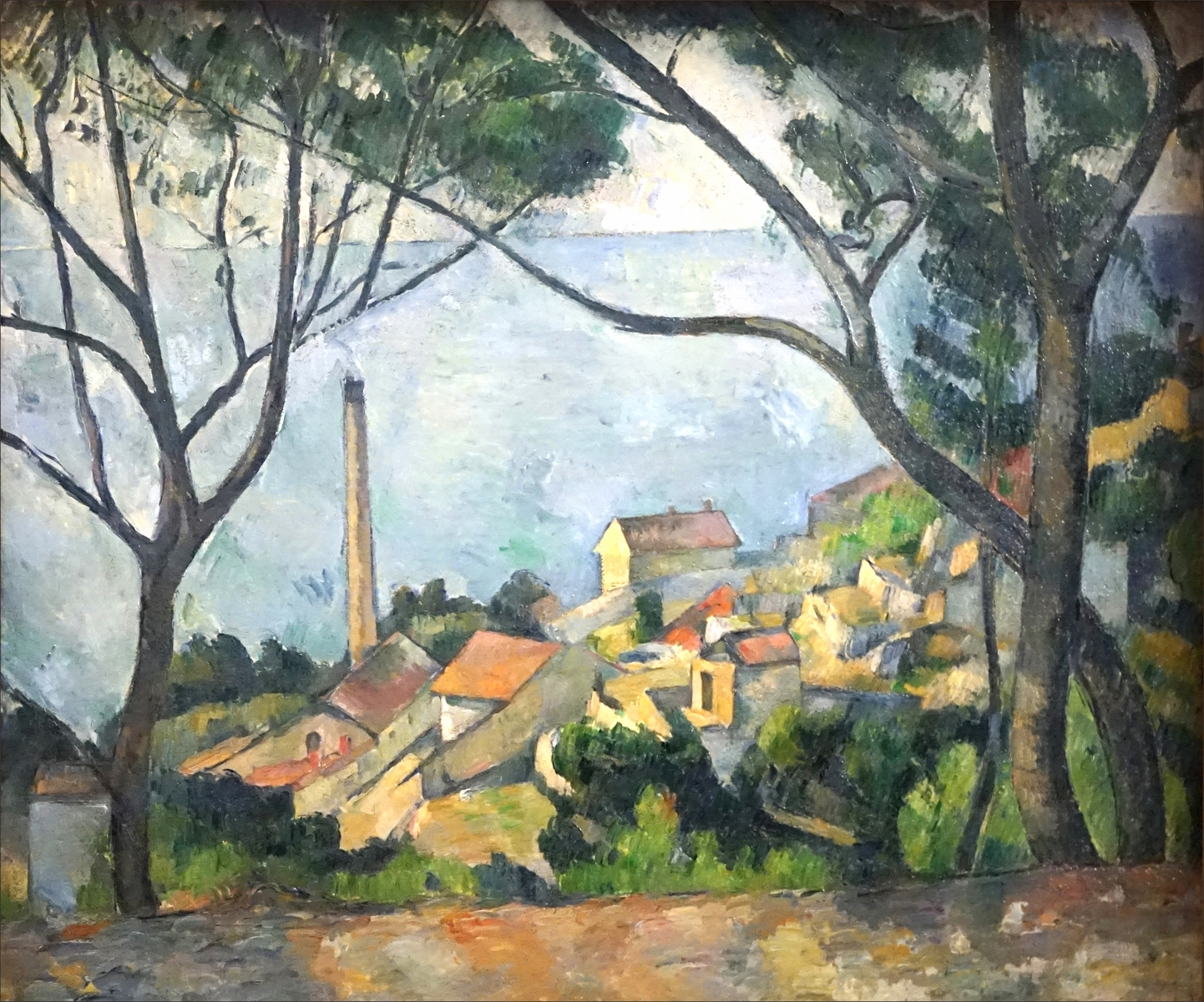
La Mer à L'Estaque, v1878, Musée Picasso de Paris.
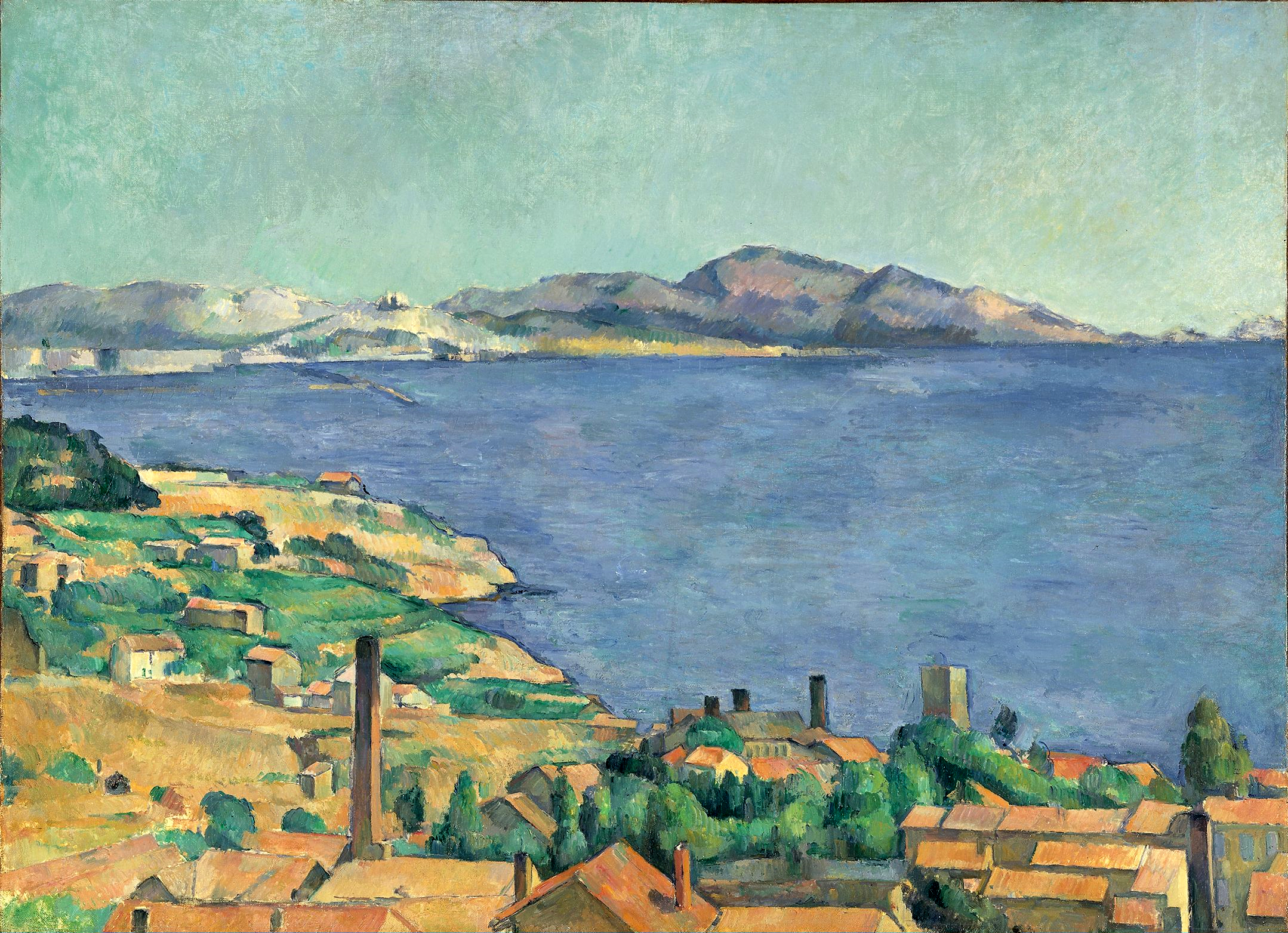
Le Golfe de Marseille vu de l'Estaque, v.1885, Metropolitan Museum of Art de New York.
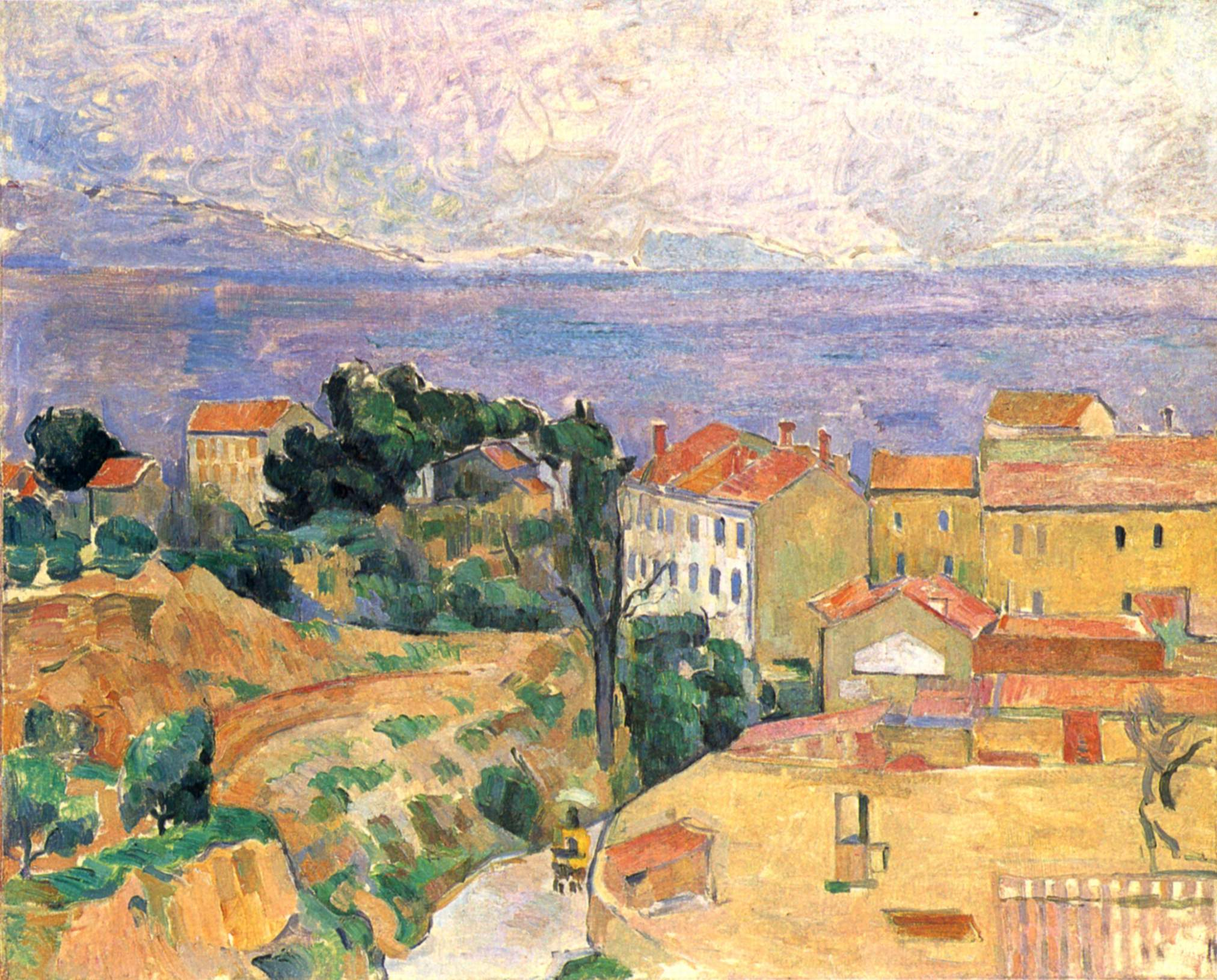
Vue de L'Estaque.
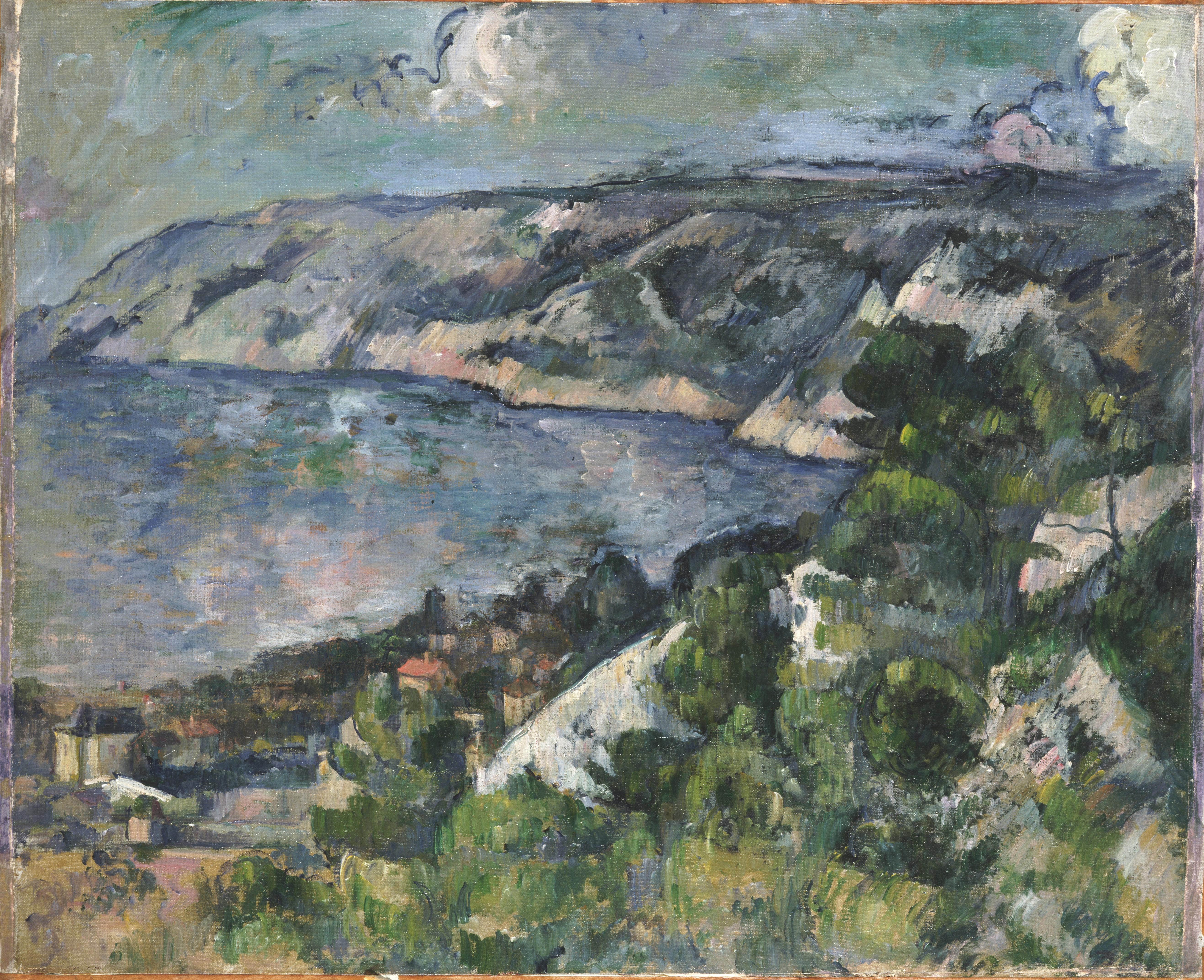
Baie de L'Estaque.

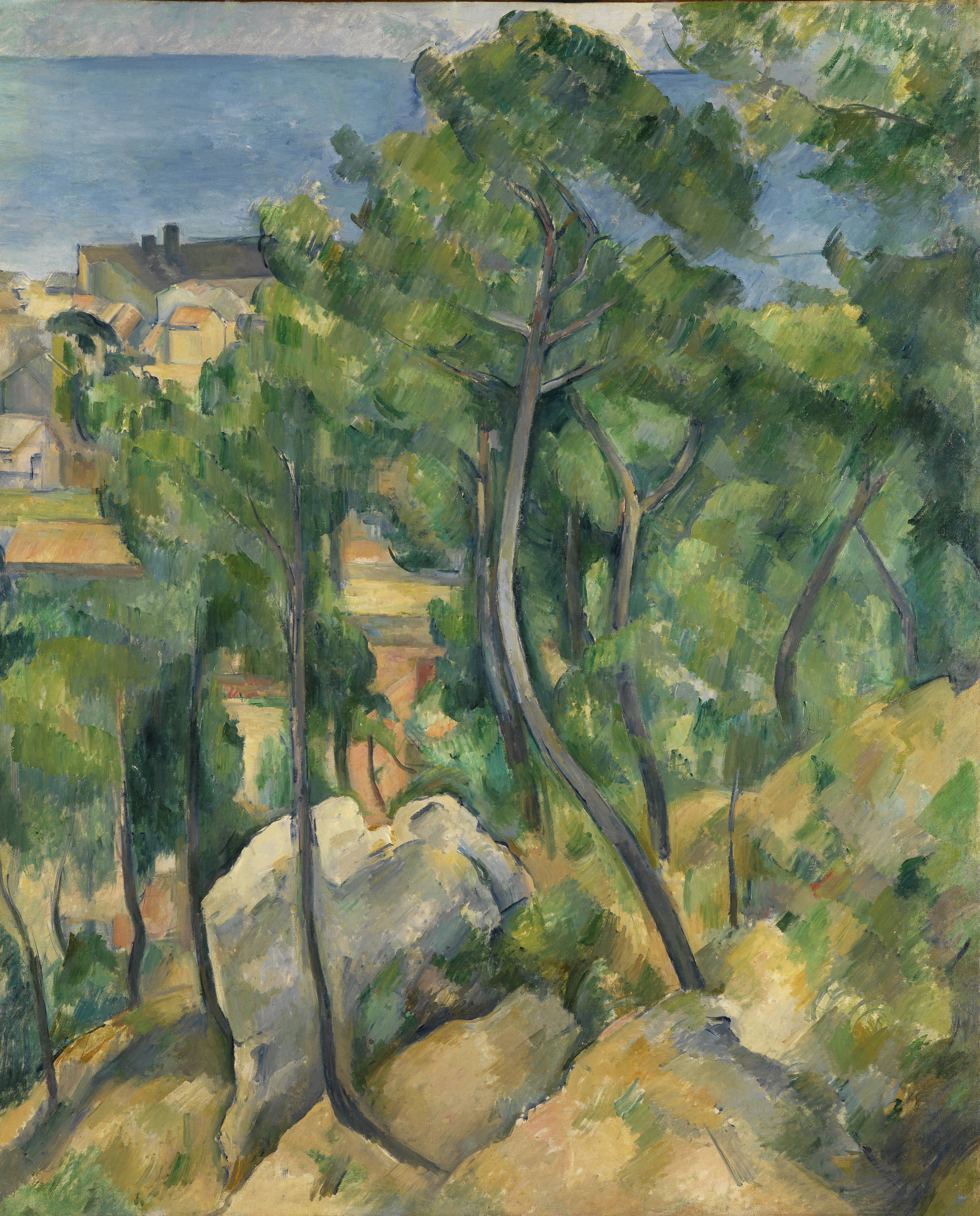
Vue sur la mer à L'Estaque.
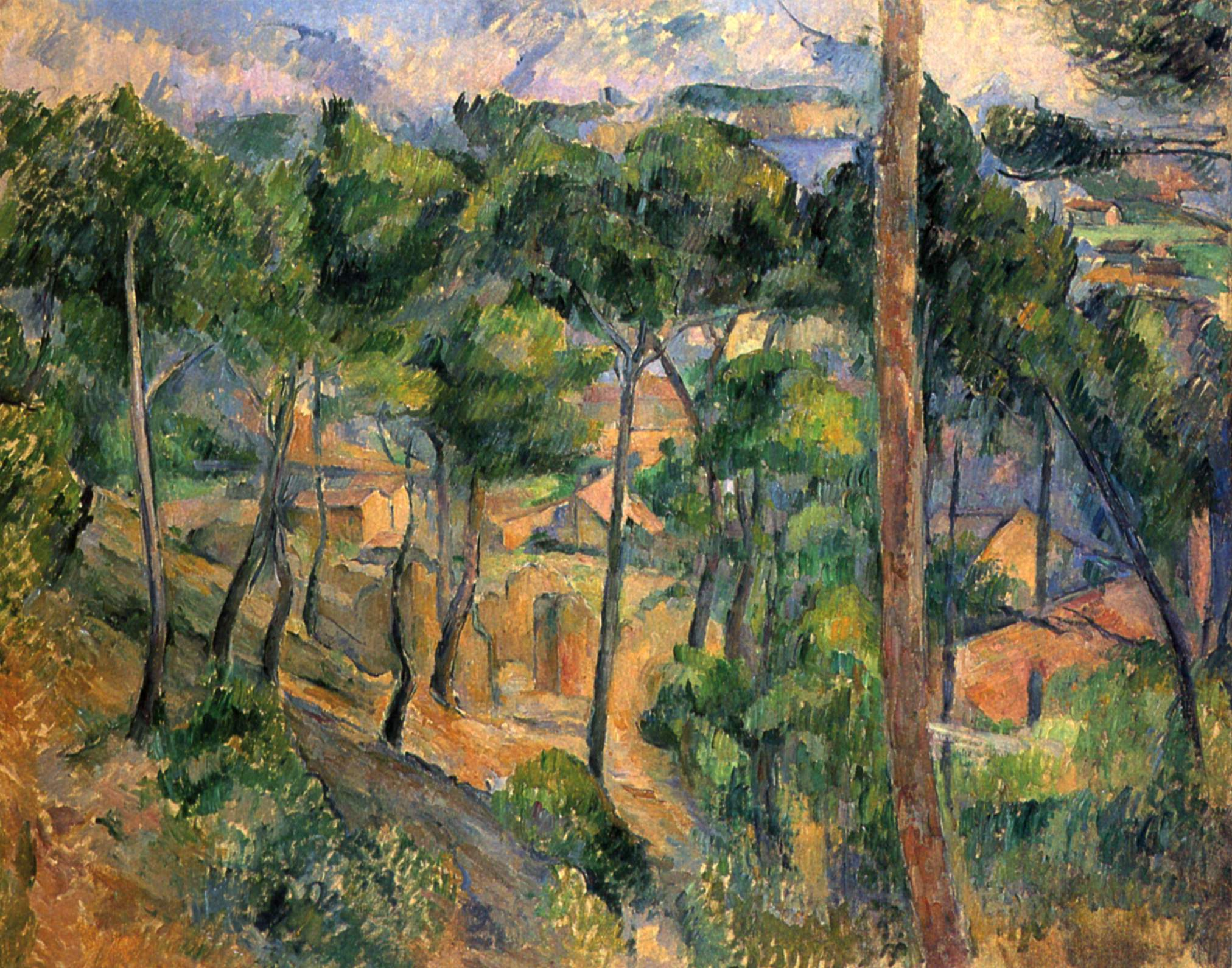
L'Estaque, regard à travers les pins, v1882-1883.
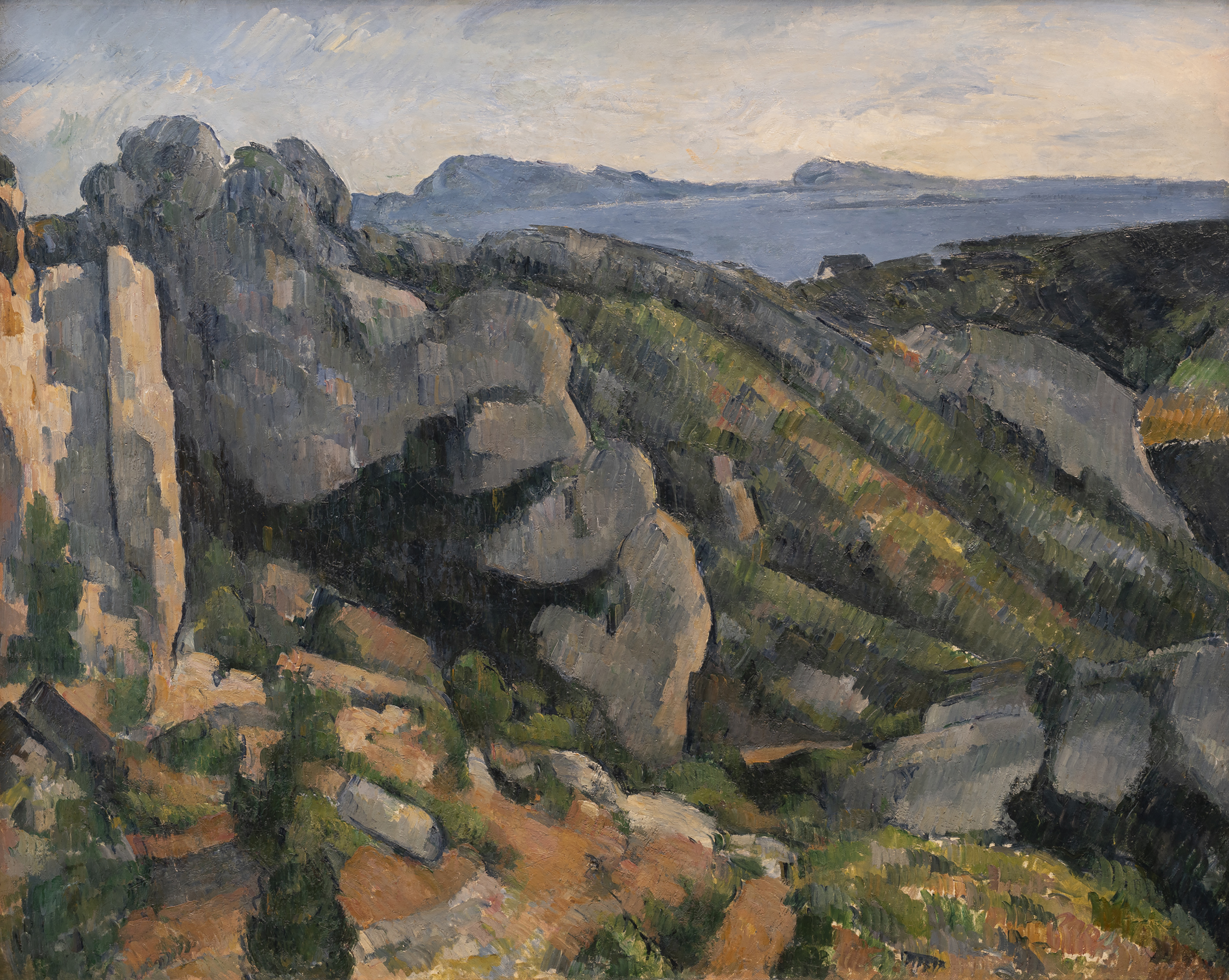
Rochers de L'Estaque, v1882-1885.
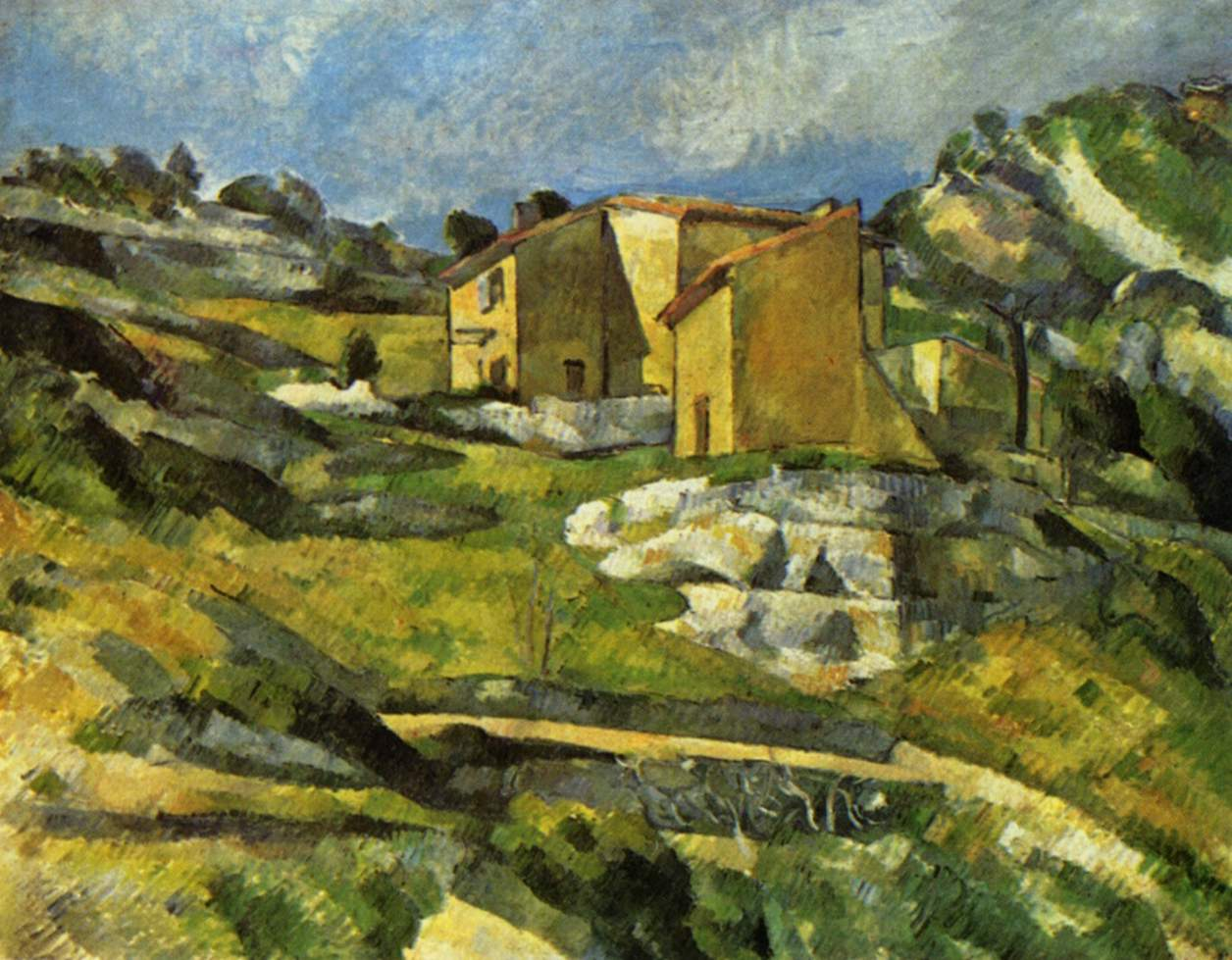
Maisons en Provence à L'Estaque.
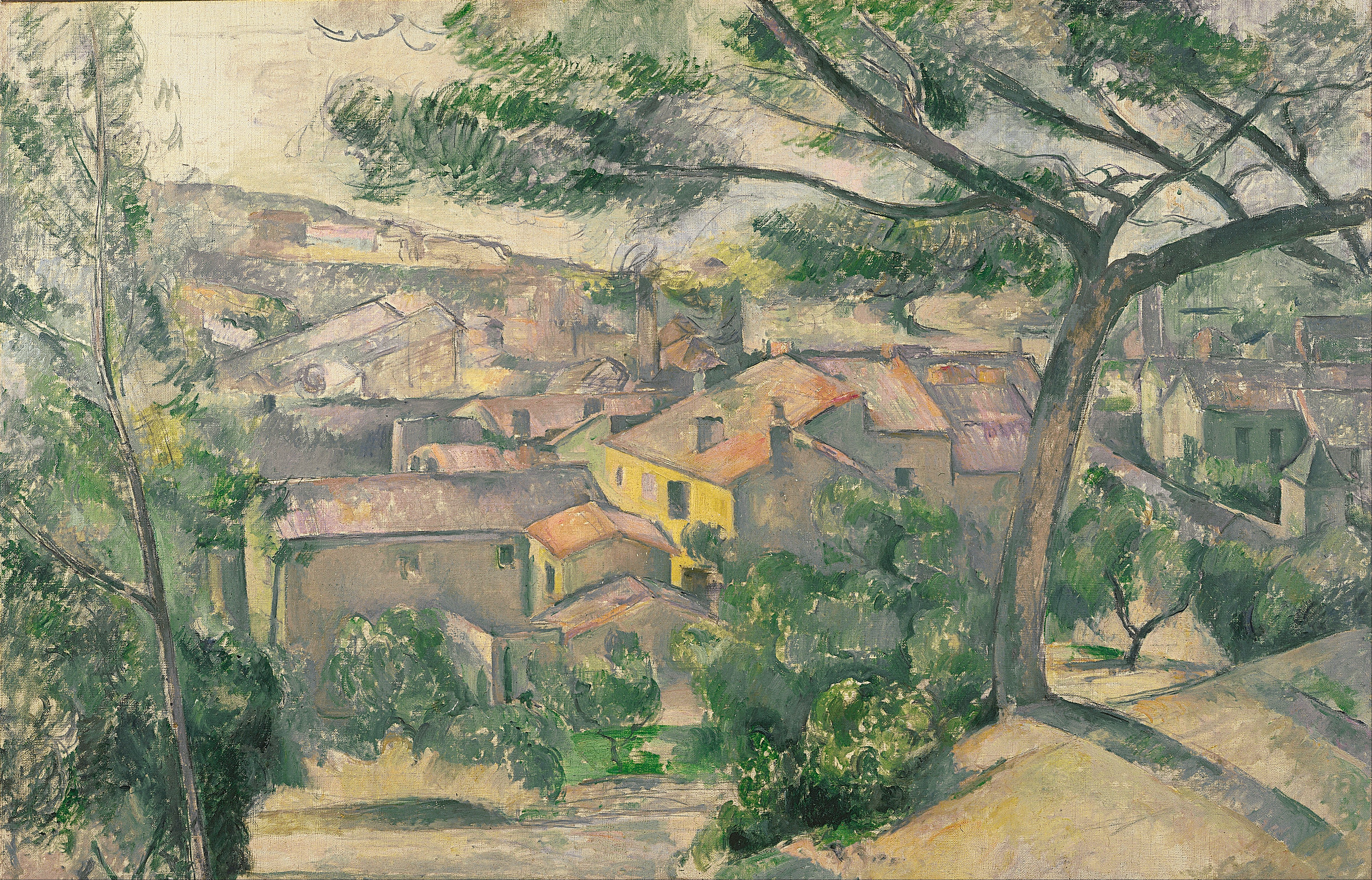
Vue du matin de L'Estaque à la lumière du soleil, Musée d'Israël de Jérusalem.

#### Les Joueurs de cartes
Peints au moins en cinq versions, Les Joueurs de cartes sont une tentative de scène de genre, de portraits d'hommes simples et robustes, des maquignons qui attendent au Jas-de-Bouffan de mener les bêtes à la foire d'Aix. Le temps semble suspendu dans le plan frontal de la toile. Le peintre n'hésite pas à allonger les formes, bras et vestes.

Versions à quatre personnages
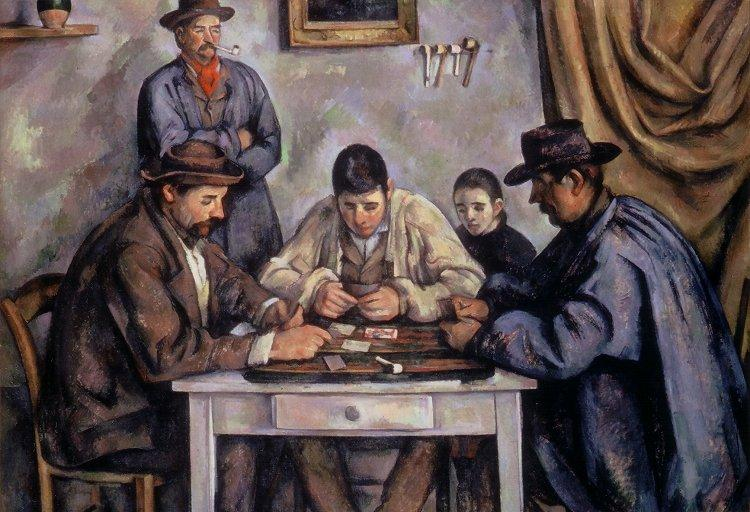
Les Joueurs de cartes (1890-1892), 134 × 180 cm. Barnes Foundation, Merion, Pennsylvanie.
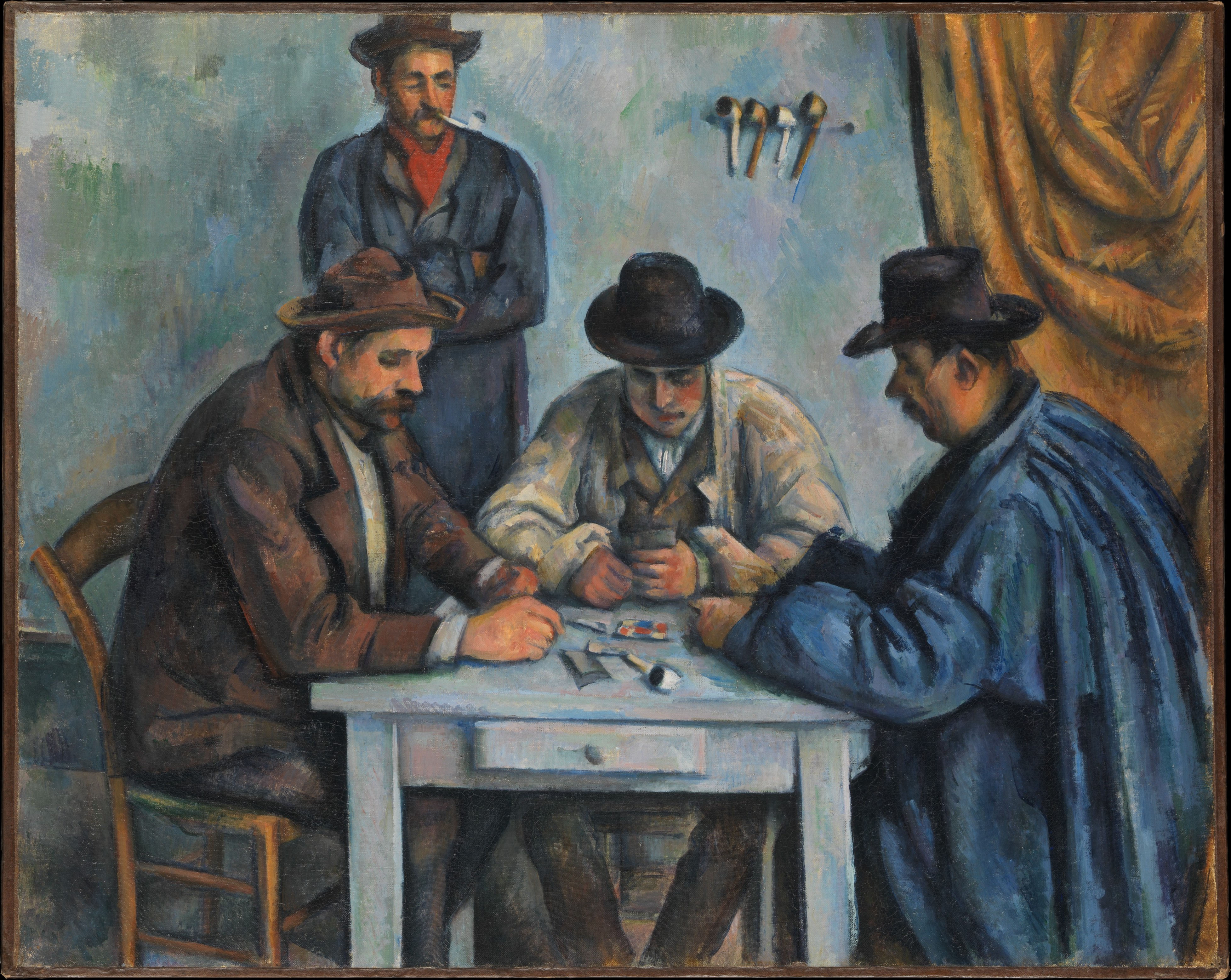
Les Joueurs de cartes (1892-1893), 65 × 81 cm. The Metropolitan Museum of Art.

Dans les versions à deux personnages, celui de gauche avec la pipe a été identifié comme le jardinier du Jas-de-Bouffan, le « père Alexandre ».

Versions à deux personnages
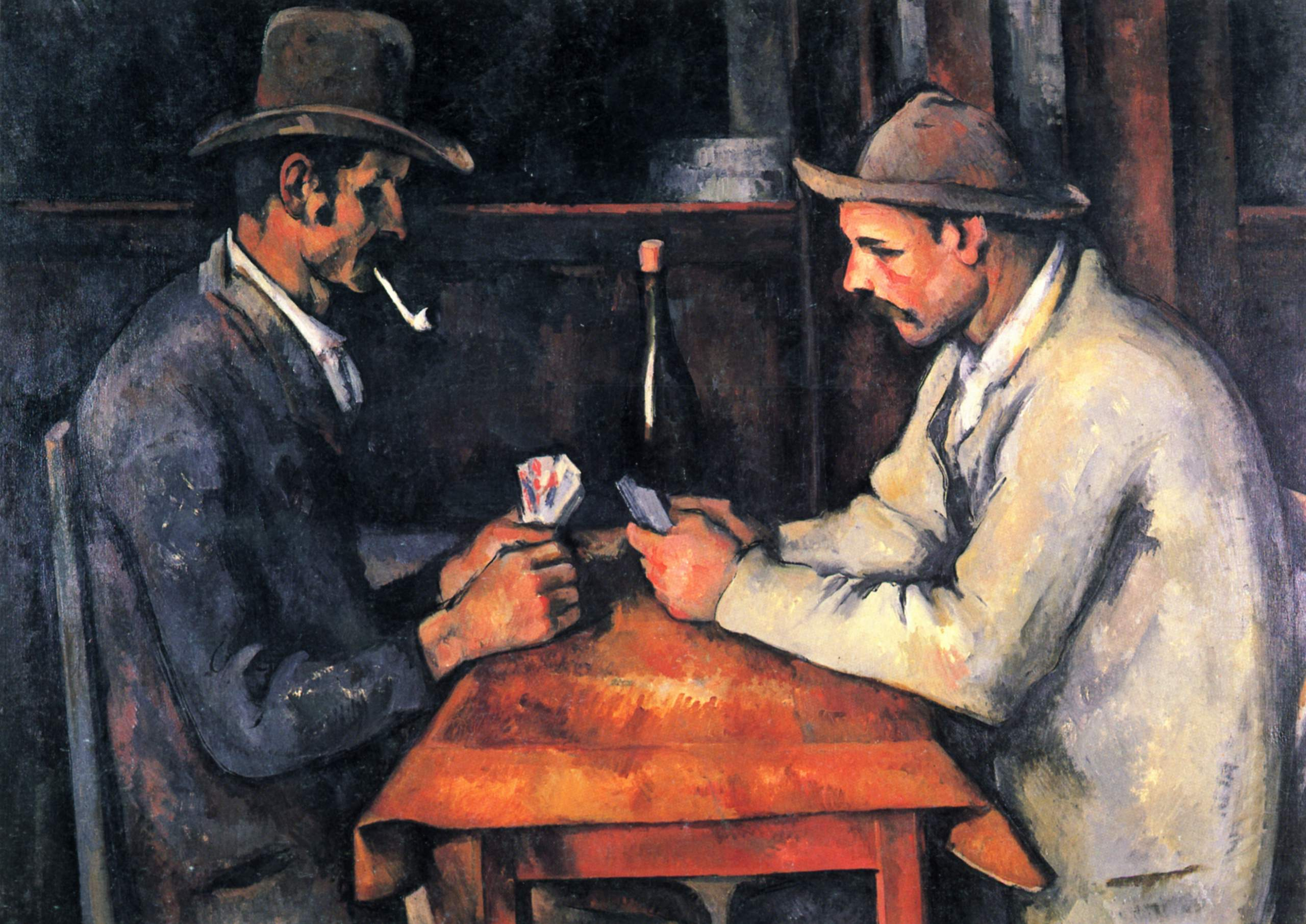
Les Joueurs de cartes (1892-1893), 97 × 130 cm. Collection royale du Qatar.
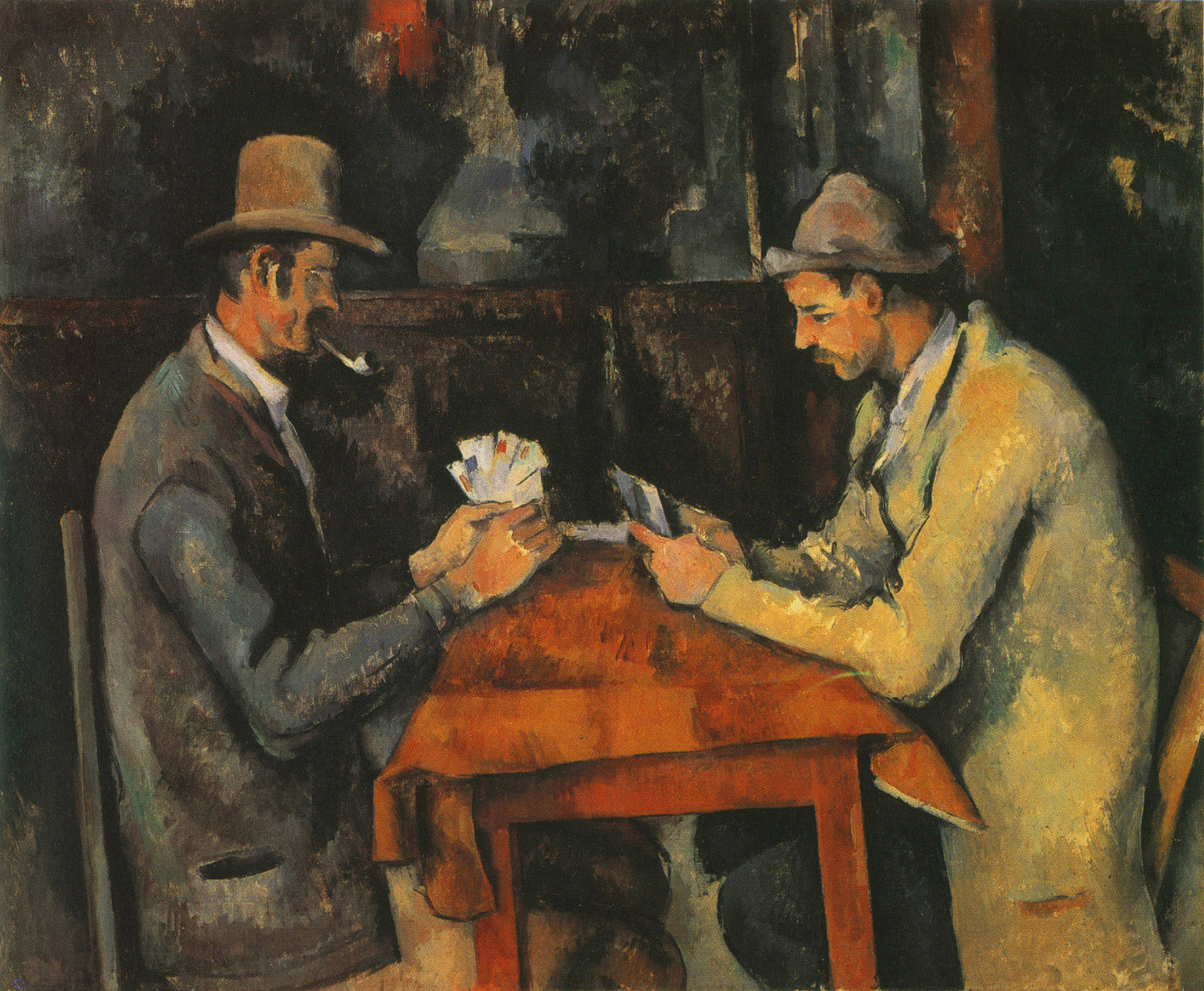
Les Joueurs de cartes, (1890-1895), 60 × 73 cm. Institut Courtauld, Londres.
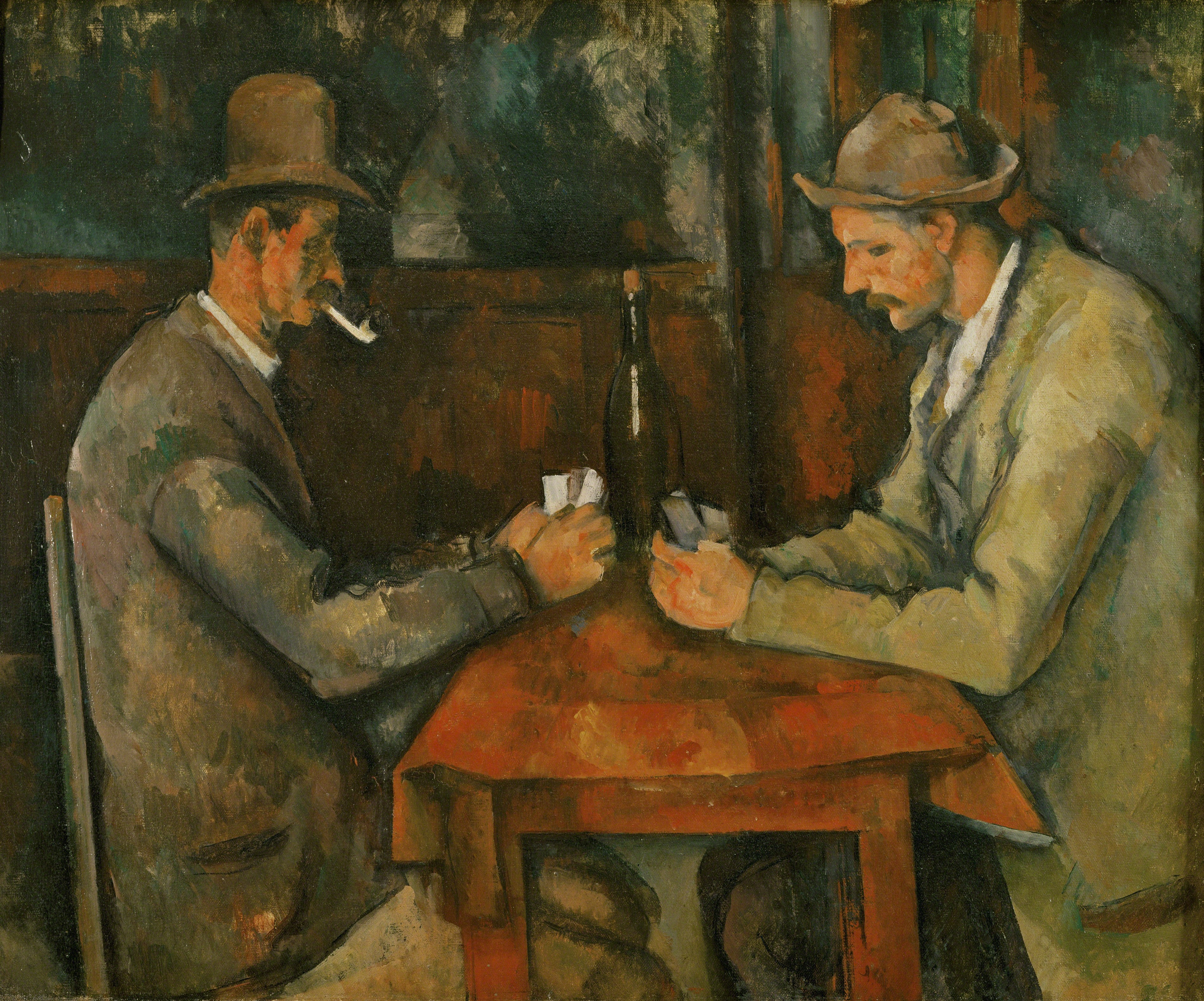
Les Joueurs de cartes, (1894-1895), 48 × 58 cm. Musée d'Orsay, Paris.

À la même époque, Auguste et Louis Lumière inventent le cinéma et réalisent un court film, Les Joueurs de cartes ou la Partie d'écarté en 1896, qui a exactement le même cadrage, et un autre où le jardinier blague les mêmes joueurs. La même année, un film de Méliès fait écho.
- La partie d'écarté, film des Frères Lumière, 1896.

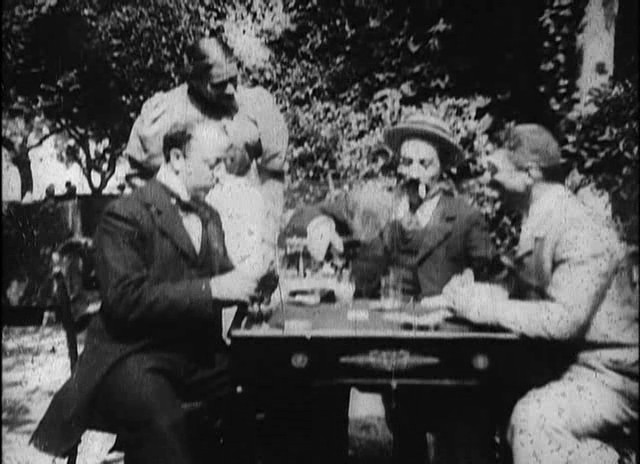
Les Joueurs de cartes, revus par Georges Méliès en 1896.

#### Les gens de peu
Cézanne aime à peindre les paysans, les bonnes et les ouvriers agricoles du Jas-de-Bouffan. Il peint ainsi plusieurs portraits de son jardinier et celui d'une femme solide aux mains lourdes devant une simple cafetière. Des gens simples avec lesquels il aime vivre et manger un peu de fromage, des figues et des noix.

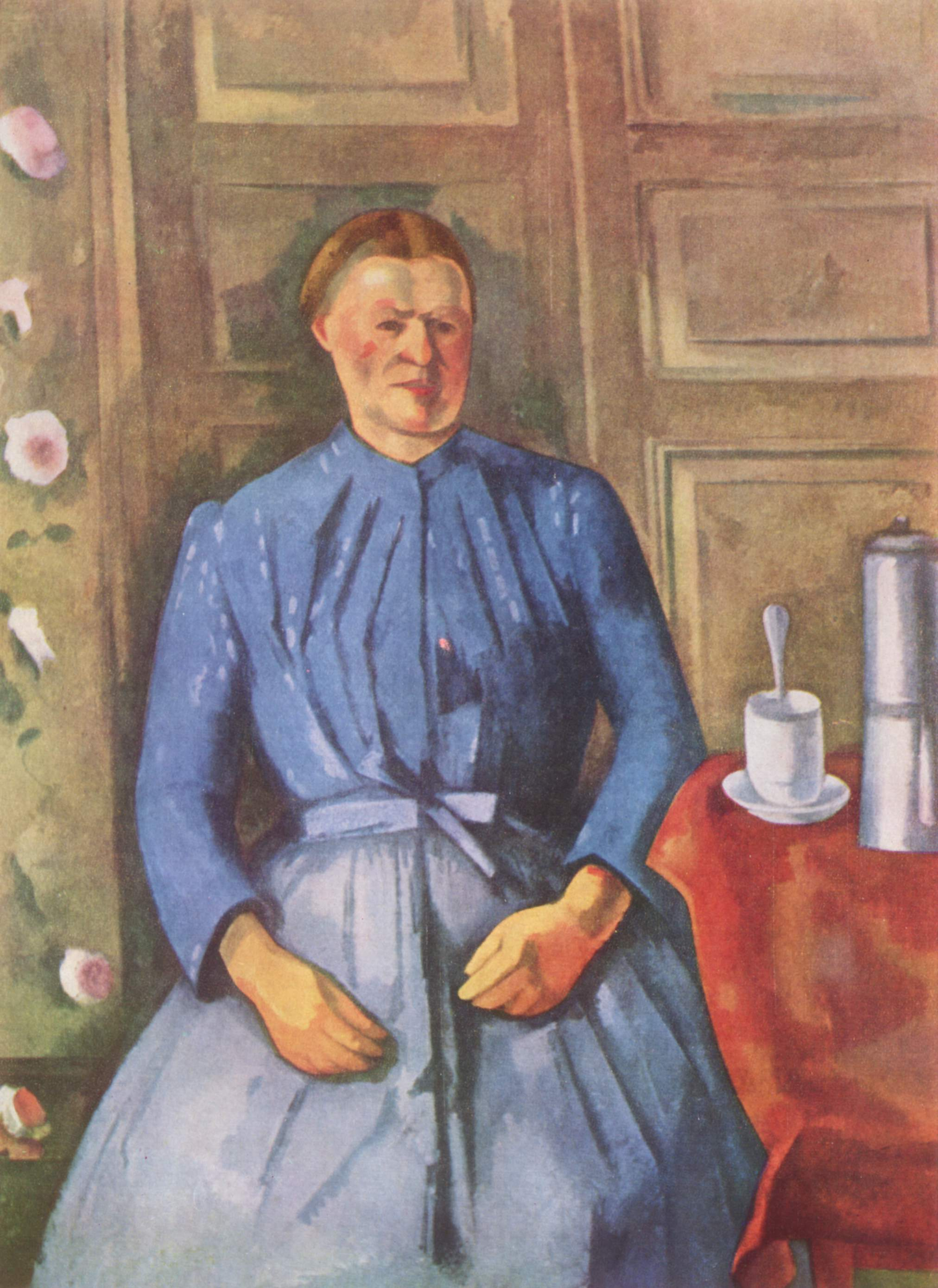
Femme à la cafetière (1890-1894), musée d'Orsay.
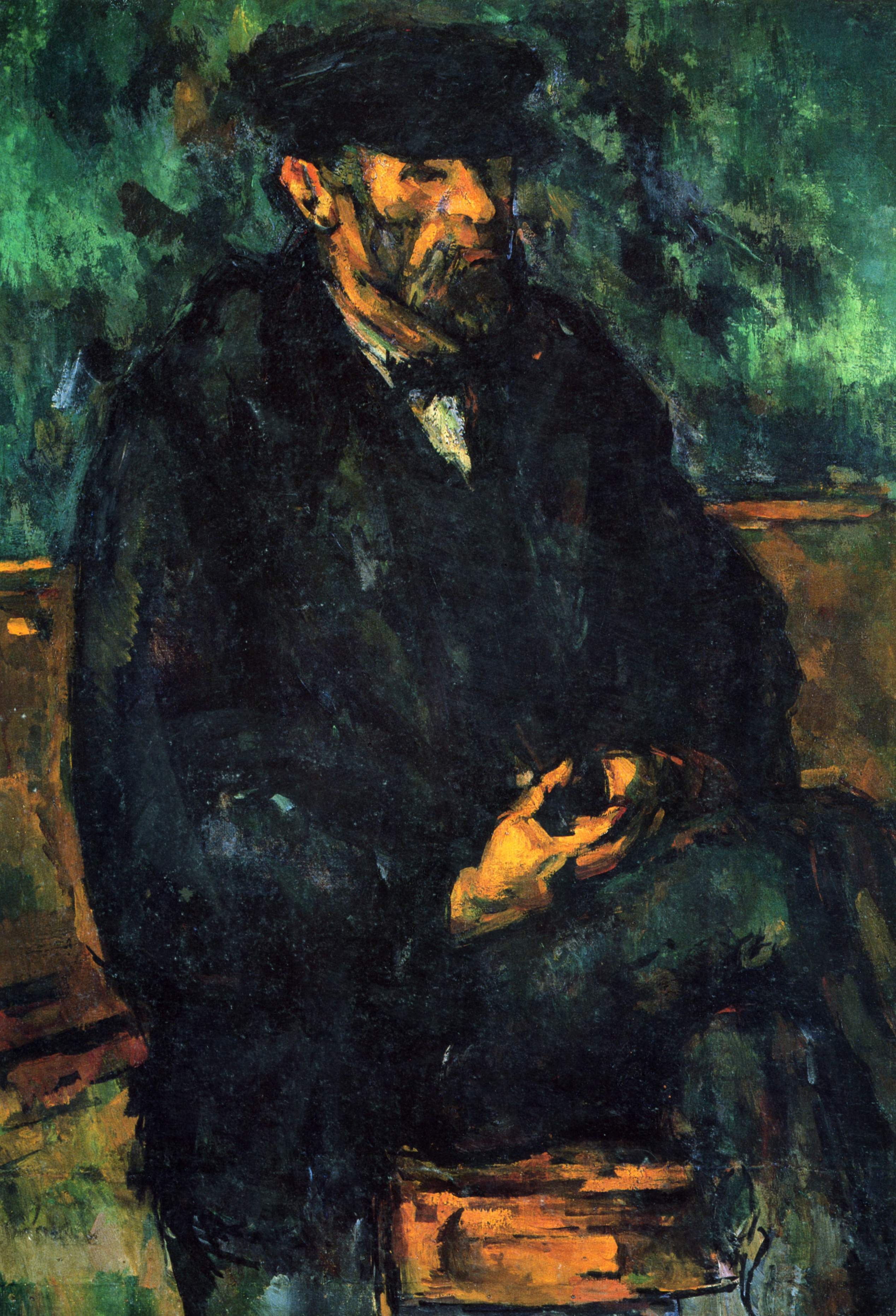
Portrait du jardinier (1902-1906).
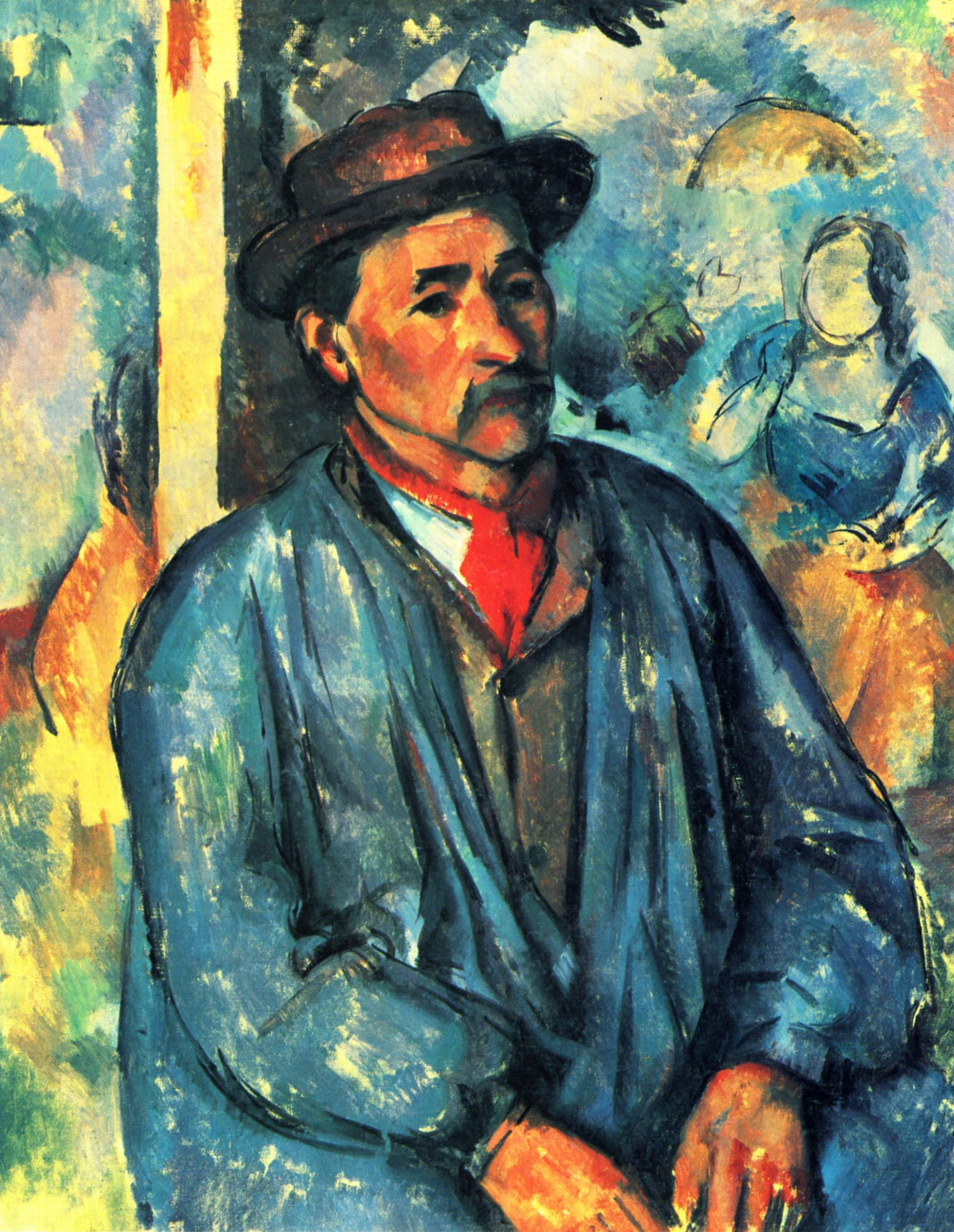
Portrait de l'homme à la blouse bleue (1896-1897).

#### Les grandes compositions
Cézanne, à la fin de sa vie, entreprend un cycle de compositions dont la dernière toile est Les Grandes Baigneuses. Il prend pour motif le thème des baigneurs et baigneuses, du déjeuner sur l'herbe, modèles et femmes des peintres se confondent dans le souvenir idyllique qu'il traite de manière totalement métaphorique, en frise comme un bas-relief éloge de la jeunesse et de la vie. Ces œuvres annoncent celles de Matisse, telles que La Danse (Fondation Barnes) et La Danse inachevée (musée d'art moderne de la ville de Paris).

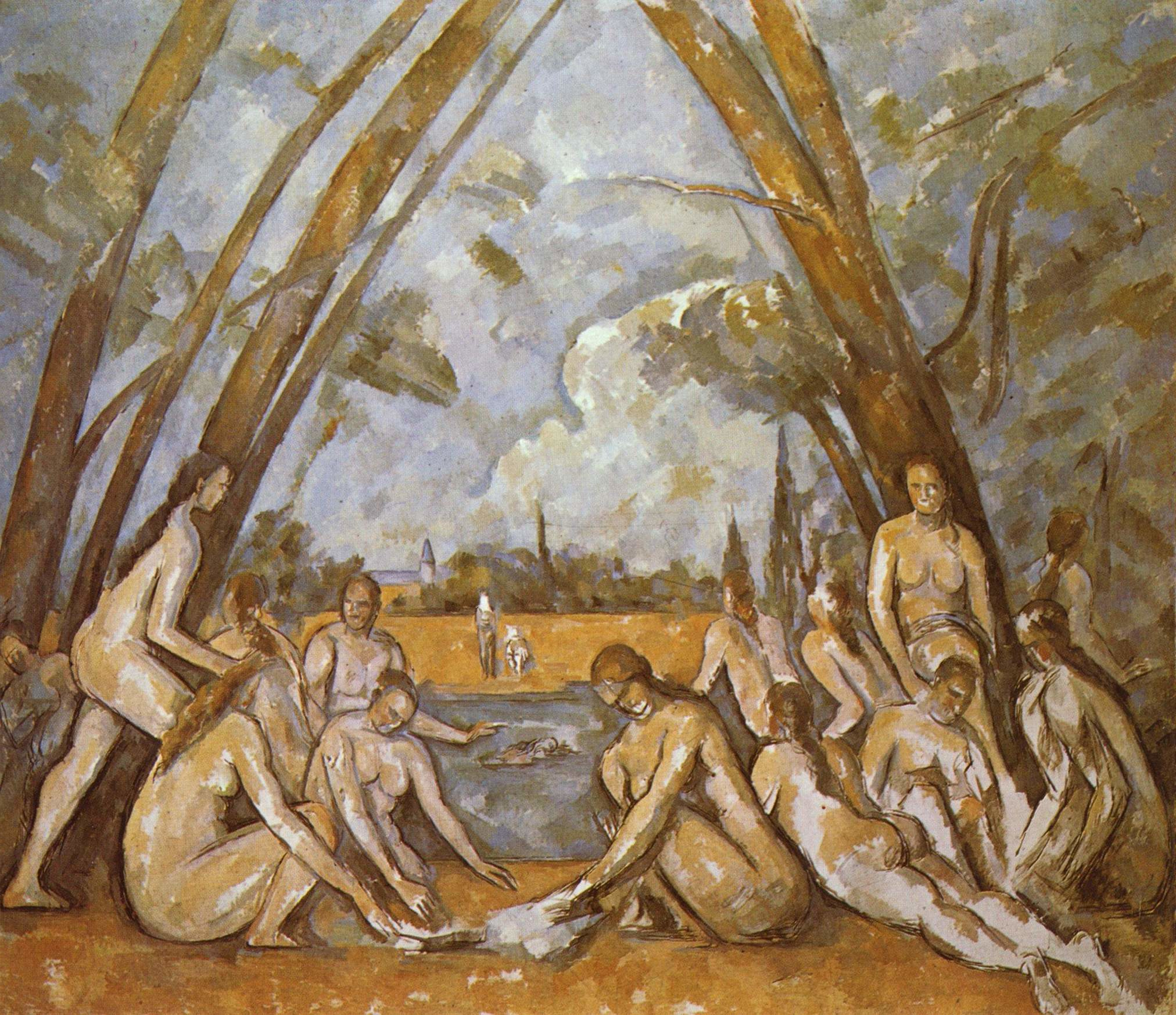
Les Grandes Baigneuses, 1906, 210 × 251 cm, Museum of Art, Philadelphie.
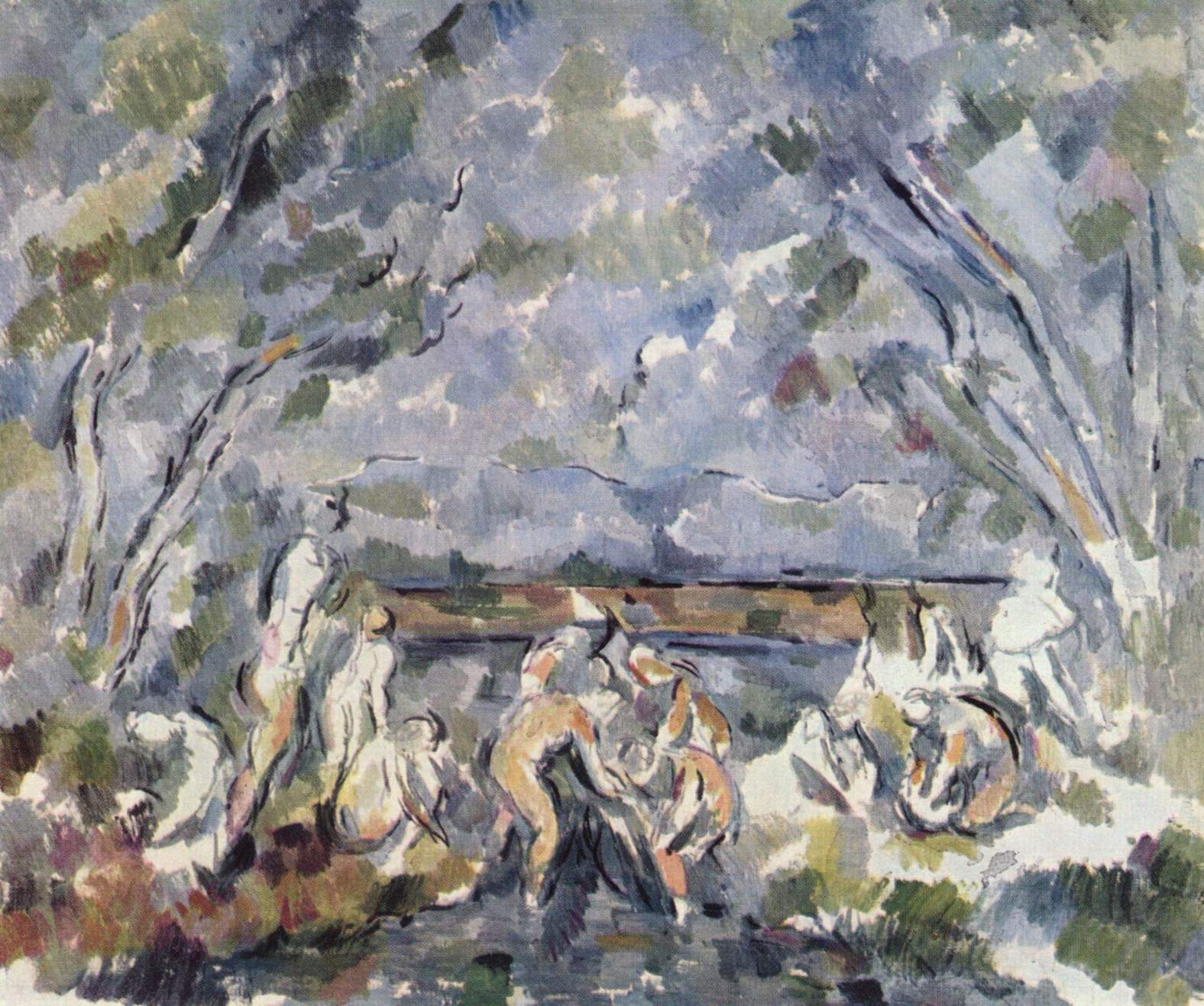
Les Baigneuses, 1900-1905, 73 × 92 cm, Collection particulière.
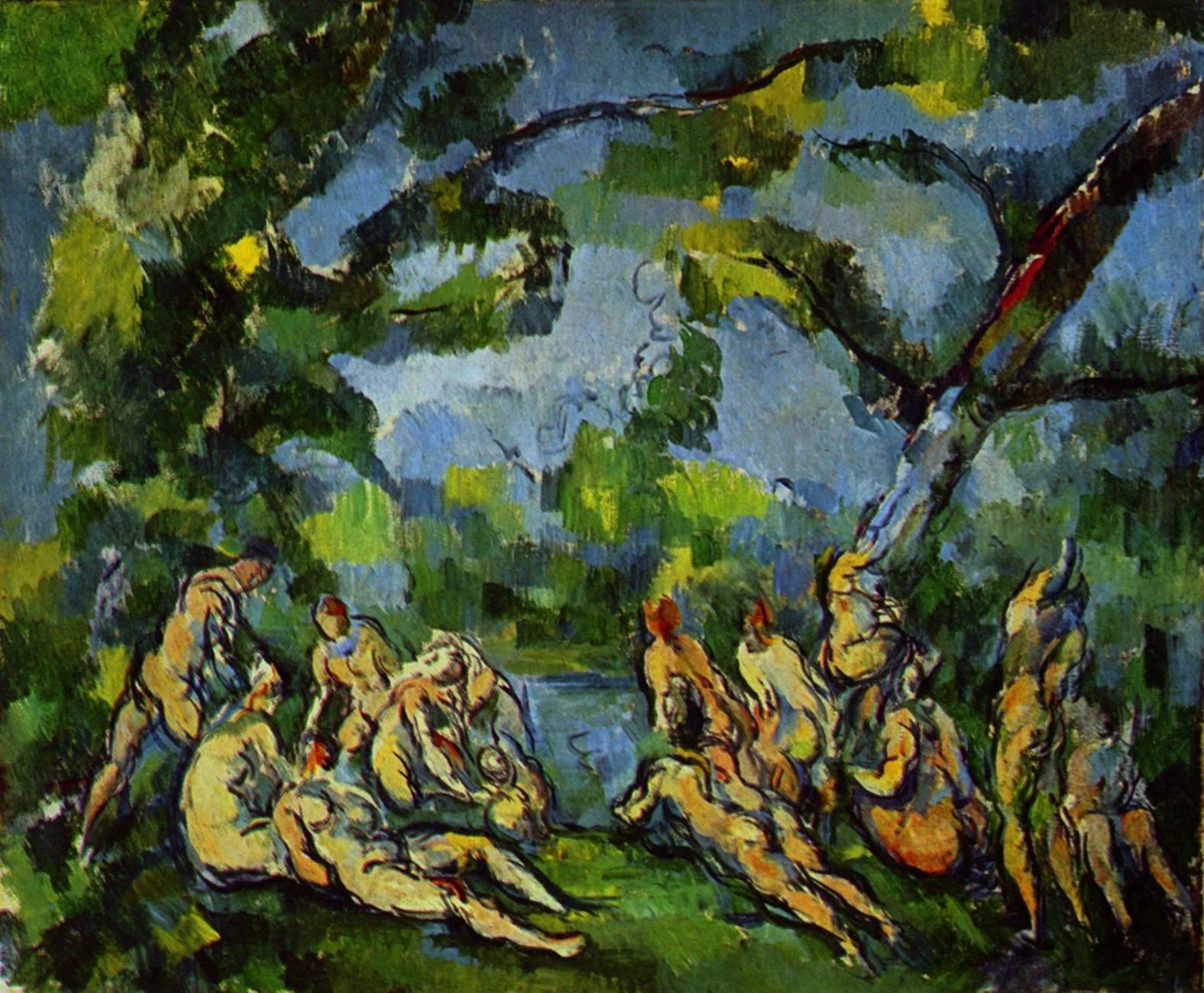
Les Baigneuses, 1900-1905, 59 × 80 cm, Art Institute of Chicago.

Par discipline, Cézanne ne « fondait » jamais les tons et les couleurs, les juxtaposant : d’où l’aspect d’incomplétude que présentent certaines études de la montagne Sainte-Victoire, ou le caractère abrupt, rébarbatif pour le profane de ses personnages, voire informe des Baigneurs ou des Baigneuses, pour lesquels s'ajoute le manque de modelé. « D’un autre côté, les plans tombent les uns sur les autres », avoue-t-il. La formule cézannienne est celle d’une ambition démesurée.
On voit s’affirmer cette tendance vers 1880 : Le Pont à Maincy (1879), L’Estaque, les autoportraits ou les natures mortes du musée d'Orsay, celles du musée de l'Ermitage ou de Philadelphie, La Montagne Sainte-Victoire vue de Bellevue (Metropolitan Museum), La Plaine au pied de la montagne Sainte-Victoire et Les Bords de la Marne (musée Pouchkine).

### Une œuvre toujours incomprise?
Parmi ceux des peintres du XIXe siècle rangés sous l’étiquette « impressionnistes », Cézanne, dont l’œuvre est au-delà de l'impressionnisme — et donc probablement la plus difficile —, est celui qui fut, et reste encore aujourd'hui, le plus mal compris, voire le plus controversé. Dans une interview donnée à Denise Glaser, Salvador Dalí dit de Cézanne : « Le peintre le plus mauvais de la France s'appelle Paul Cézanne, c'est le plus maladroit, le plus catastrophique, celui qui a plongé l'art moderne dans la m… qui est en train de nous engloutir… »
À la mort de Cézanne, certains peintres voulant créer de nouveaux mouvements se réclamèrent de lui. Le cas le plus notoire est celui des cubistes. Malgré tout ce qu’on a pu dire et écrire, il reste douteux que Cézanne eût reconnu cette paternité. Il n’est plus là pour répondre, mais sa correspondance conserve quelques phrases que l’on peut méditer, par exemple, celle-ci : « Il faut se méfier de l’esprit littérateur qui fait si souvent le peintre s’écarter de sa vraie voie — l’étude concrète de la nature — pour se perdre trop longtemps dans des spéculations intangibles ».

### Balzac etLe Chef-d’œuvre inconnu
« C'est par une technique qui lui est propre que Cézanne veut résoudre le problème de la peinture. Cette technique, écrit Léon Gard, peintre et écrivain d'art du XXe siècle, veut résoudre le problème de la peinture sans recourir au moyen du dessin-ligne, ni à celui du clair-obscur. Comme il l’a dit lui-même, il a voulu, par les diaprures, conjuguer les problèmes du dessin et du modelé, rejoignant ainsi le vieux peintre du Chef-d'œuvre inconnu, de Balzac qui s’écriait : « Le dessin n’existe pas ! », voulant dire par là que dans une œuvre de peinture tout doit être exprimé, dessin et valeurs, par la seule modulation de la couleur. »« Pratiquement, dit Léon Gard, c’est presque une chimère que de vouloir appliquer à la lettre cette formule, car on se heurte toujours à l’imperfection et à la limite du matériau, avec lequel il faut toujours ruser. Néanmoins, s’il est scabreux de suivre cette grandiose théorie lorsqu’on n’a pas des dons exceptionnels, il est évident qu'un Cézanne, dont l’œil était capable de peser les tons, les valeurs comme au milligramme, peut créer des chefs-d’œuvre, et même aboutir à des échecs qui restent supérieurs aux réussites de la plupart des autres peintres ».

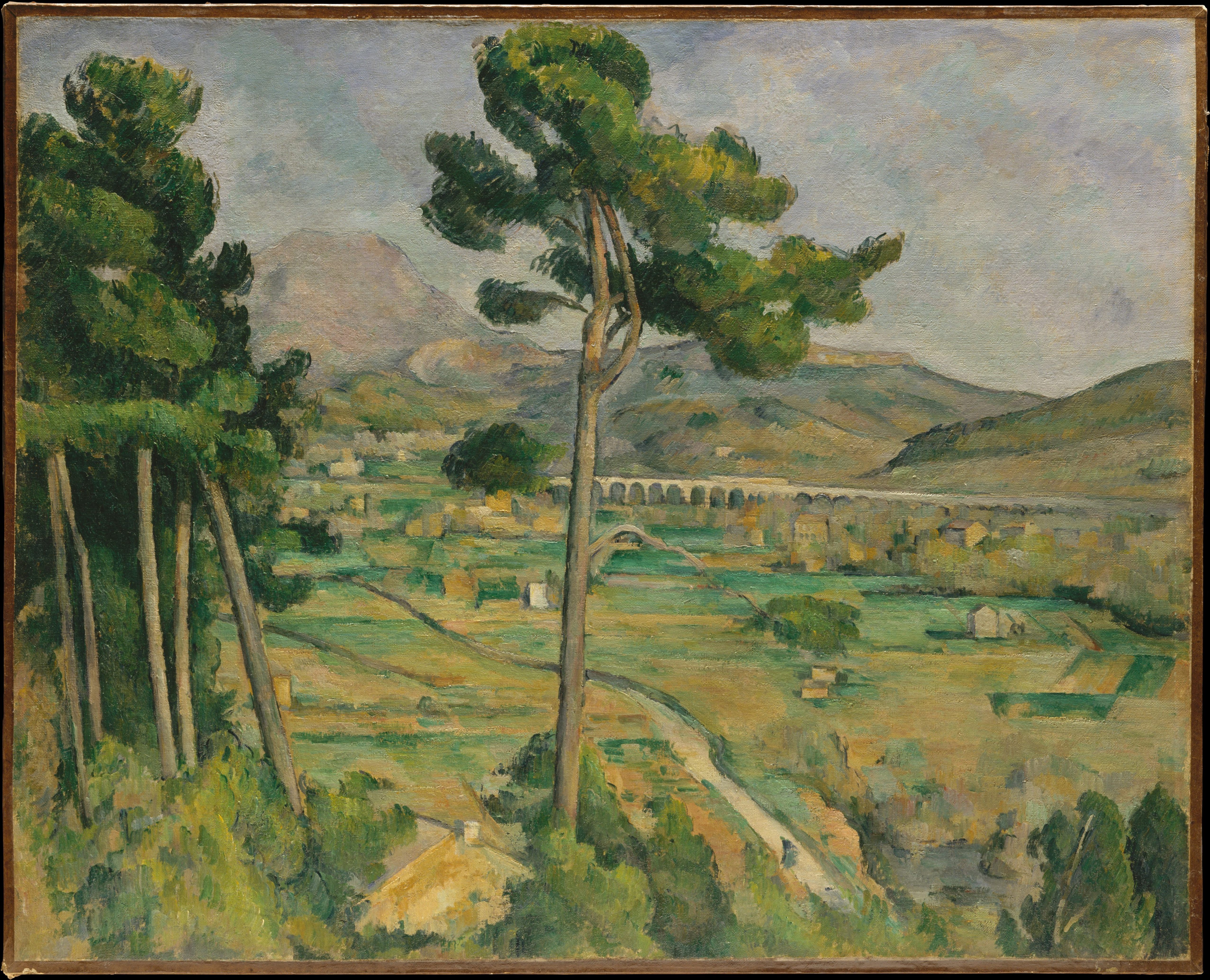
La Montagne Sainte-Victoire vue de Bellevue (1882-1885), huile sur toile, Metropolitan Museum of Art, New York.

Jon Kear a d'ailleurs fait le rapprochement entre la représentation du nu chez Cézanne et la nouvelle de Balzac, en soulignant la ressemblance entre l'attitude de Cézanne et celle du vieux peintre Frenhofer, tandis que le jeune Poussin et Pourbus assistent à ses démêlés avec l'expression totale.
Au début de 1950, à quelques semaines de l'ouverture de l'exposition « Le Cubisme 1907-1914 », la revue Les Lettres françaises demande aux artistes de réagir à l'attaque portée contre Cézanne, qualifié de « père de l'abstraction ». Paul Aïzpiri, Paul Rebeyrolle, Michel Thompson et Pierre Garcia-Fons y affirment : « Nous le trouvons réaliste, nous ! ».

## Œuvres dans les collections publiques

### En France
- Aix-en-Provence, musée Granet :

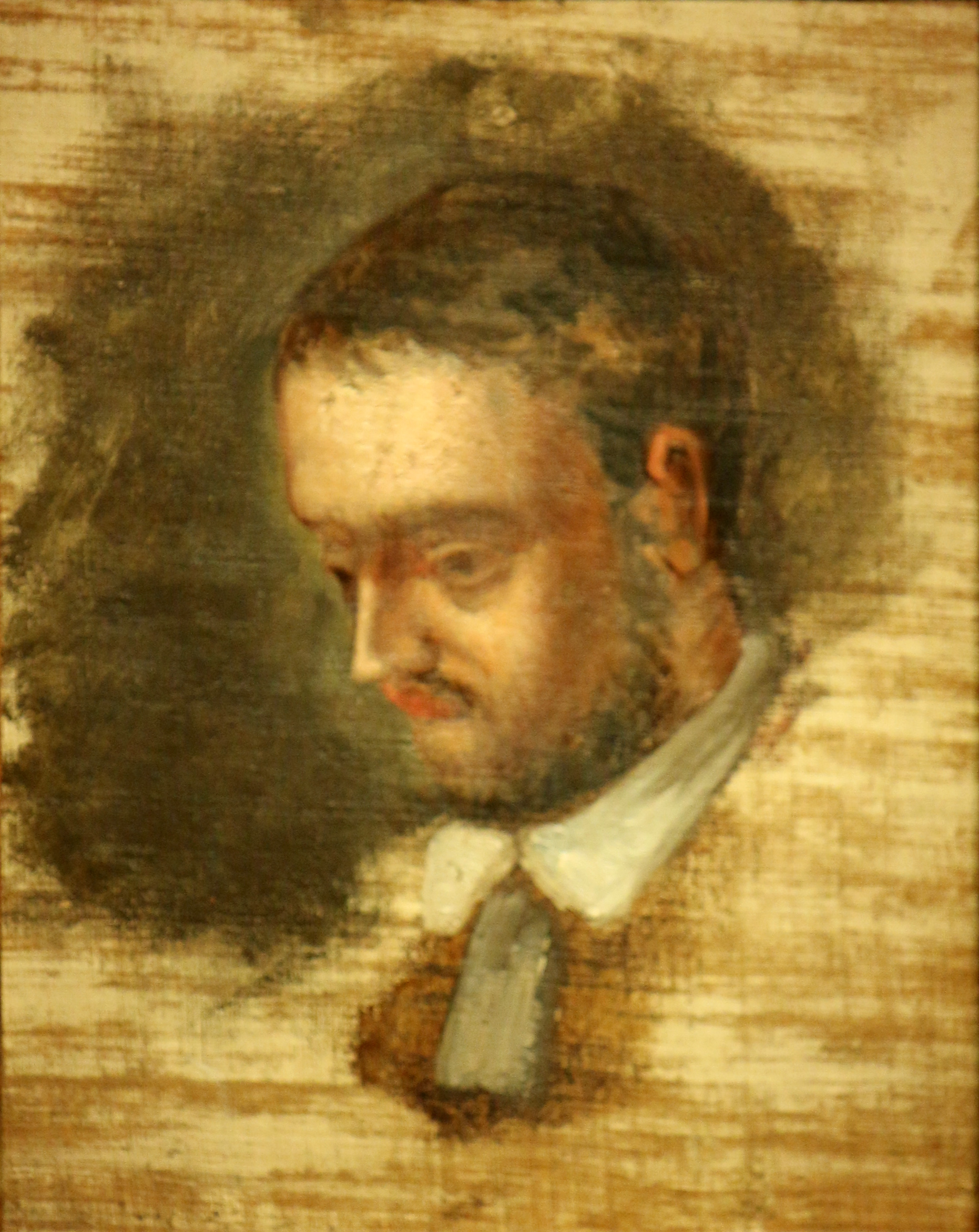
Portrait d'Émile Zola (vers 1862-1864), musée Granet d'Aix-en-Provence.

  - Le Rêve du poète (1859-1860), huile sur toile (82 × 66 cm)[J 1] : ce tableau est une copie de celui réalisé par le peintre Félix Nicolas Frillié. Le musée expose les deux tableaux côte à côte.
  - Portrait d'Émile Zola (vers 1862-1864), huile sur toile (25,8 × 20,8 cm)[95].
  - Nature morte. Sucrier, poires et tasse bleue (1865), huile sur toile (41 × 30 cm)[J 2].
  - Portrait de madame Cézanne (vers 1885-1887), huile sur toile (46 × 38 cm)[J 3].
  - Vue prise du Jas de Bouffan (1875-1876), huile sur toile (44,5 × 59 cm)[96].
  - Les Baigneuses (vers 1895), huile sur toile (28 × 44 cm)[J 4].
  - Apothéose de Delacroix (vers 1894), huile sur toile (27 × 35 cm)[J 5].
- Lyon, musée des beaux-arts :
  - Les Baigneurs (vers 1892), huile sur toile (33 × 22 cm)[J 6].
  - Les Peupliers (1879-1880), huile sur toile (65 × 81,5 cm)[97].
- Paris
  - Musée du Louvre :
    - L'Estaque, effet du soir (1871-1876), huile sur toile (43,5 × 59,5 cm)[J 7].
    - Les Rideaux (1885-1890), aquarelle sur papier (49 × 30,7 cm)[J 8].

  - Musée de l'Orangerie :
    - Arbres et maisons (vers 1885), huile sur toile (54 × 73 cm)[J 9].
    - Le Rocher rouge (vers 1895), huile sur toile (92 × 68 cm)[J 10].
    - Pommes et biscuits (1879-1882), huile sur toile (45 × 55 cm)[J 11].
    - Dans le parc de Château Noir (1898-1900), huile sur toile (92 × 73 cm)[98].

  - Musée d'Orsay :
    - La Maison du pendu  (1873), huile sur toile (55 × 66 cm)[J 12].
    - Portrait d'Achille Emperaire, peintre (vers 1868), huile sur toile (200 × 120 cm)[J 13].
    - Nature morte à la bouilloire (vers 1869), huile sur toile (64,5 × 81,2 cm)[J 14].
    - Idylle ou Pastorale (1870), huile sur toile (65 × 81 cm)[J 15].
    - Portrait de l'artiste (1873-1876), huile sur toile (64 × 53 cm)[J 16].
    - Le Pont de Maincy (1879-1880), huile sur toile (58,5 × 72,5 cm)[J 17].
    - Les Peupliers, (1879-1880), huile sur toile (65 × 81,5 cm).
    - Cour de ferme à Auvers (vers 1879-1880), huile sur toile (65 × 54 cm)[J 18].
    - La Table de cuisine (Nature morte au panier) (vers 1888), huile sur toile (65 × 81,5 cm).
    - Pommes et Oranges (1895-1900), huile sur toile (74 × 93 cm)[J 19].
    - Les Joueurs de cartes (1890-1892), huile sur toile (47,5 × 57 cm)[J 20].
    - Les Baigneurs (1890-1892), huile sur toile (60 × 82 cm)[J 21].
    - La Femme à la cafetière (1890-1895), huile sur toile (130,5 × 96,5 cm)[J 22].
    - Nature morte aux oignons (1896-1898), huile sur toile (66 × 82 cm)[J 23].
    - Rochers près des grottes au-dessus du Château Noir (1900-1904), huile sur toile (65 × 54 cm)[J 24].

  - Musée des Beaux-Arts de la ville de Paris :
    - Trois baigneuses (1879-1882), huile sur toile (52 × 54,5 cm)[99].

### En Russie
- Moscou, musée Pouchkine :

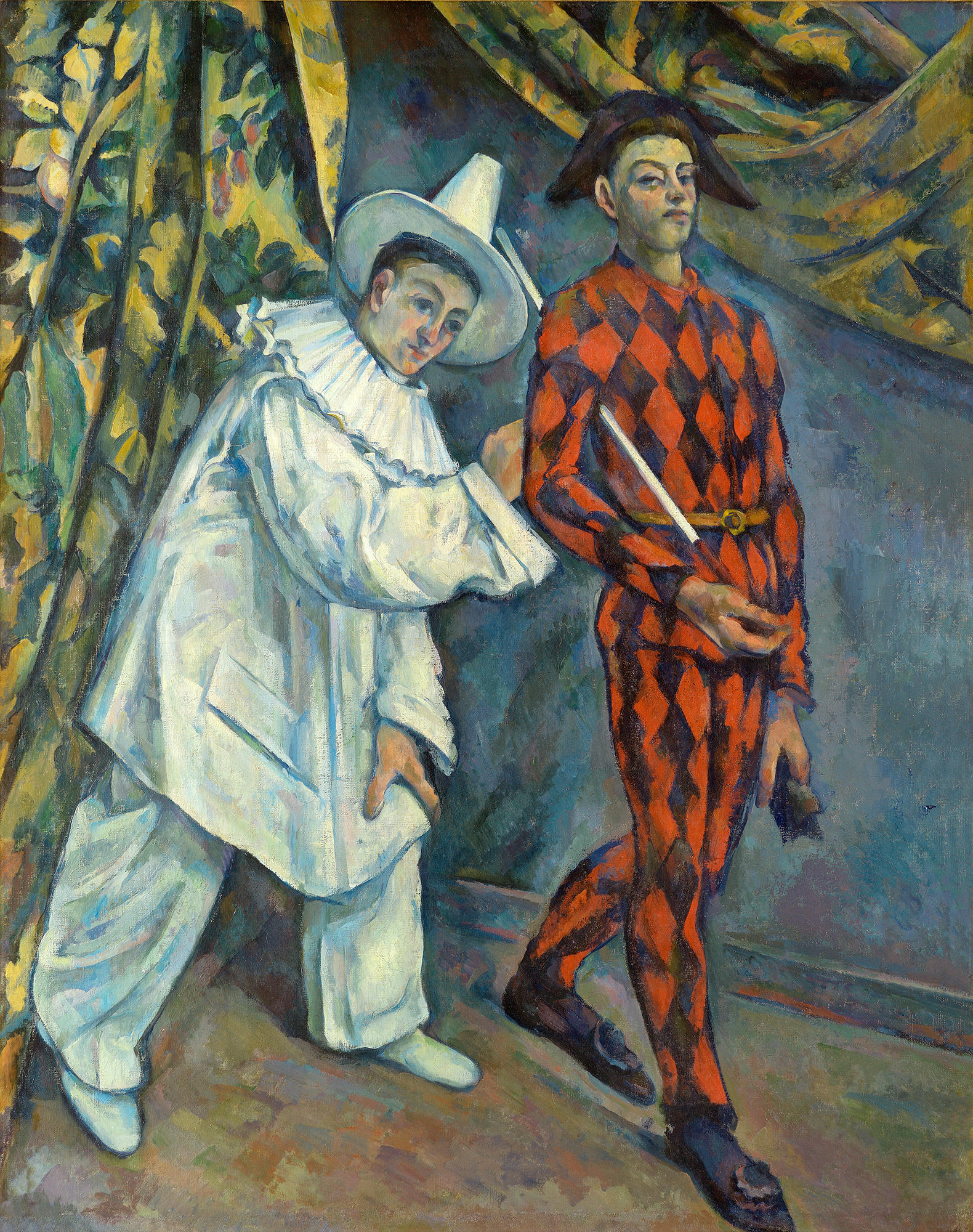
Mardi Gras, 1888, musée des Beaux-Arts Pouchkine de Moscou.

  - Marronniers et ferme du Jas-de-Bouffan (1886), huile sur toile (72 × 91 cm)[100].
  - Les Bords de la Marne (1894), huile sur toile (71 × 90 cm)[101].
  - Mardi gras (1888), huile sur toile (102 × 81 cm)[102].
  - Plateau de la montagne Sainte-Victoire (1878-1879), huile sur toile (58 × 72 cm)[103].
  - Montagne Sainte-Victoire et viaduc du côté de Valcros  (1890), huile sur toile (91 × 72 cm)[104].
  - Nature morte aux pêches et aux poires (1890), huile sur toile (61 × 90 cm)[105].
  - Le Fumeur de pipe accoudé (1893-1896), huile sur toile (91 × 72 cm)[106].
  - Le Bain (1892-1894), huile sur toile (26 × 42 cm)[107].

- Saint-Pétersbourg, musée de l'Ermitage :
  - Jeune Fille au piano (vers 1869), huile sur toile (56,8 × 92 cm)[108].
  - Le Fumeur de pipe (1890-1892), huile sur toile (91 × 71 cm)[109].
  - Le Jas de Bouffan (vers 1876), huile sur toile (46,2 × 56,3 cm)[110].
  - Autoportrait (vers 1880-1881), huile sur toile marouflée sur bois (56,8 × 46,2 cm)[111].
  - Nature morte aux pommes (1890), huile sur toile (35 × 46 cm)[112].
  - Les Baigneurs (1890-1891), huile sur toile (54 × 65 cm)[113].
  - Portrait de dame en bleu (vers 1904), huile sur toile (88,4 × 71,9 cm)[114].
  - Les Bords de Marne (1888-1890), huile sur toile (65 × 81 cm)[115].

### Au Canada
- Ottawa, Musée des beaux-arts du Canada :
  - Forêt (1902-1904).

### Aux États-Unis
- Boston, Musée des beaux-arts :
  - Madame Cézanne dans un fauteuil rouge (vers 1877), huile sur toile (72,4 × 55,9 cm)[116].

- New York
  - Brooklyn Museum :

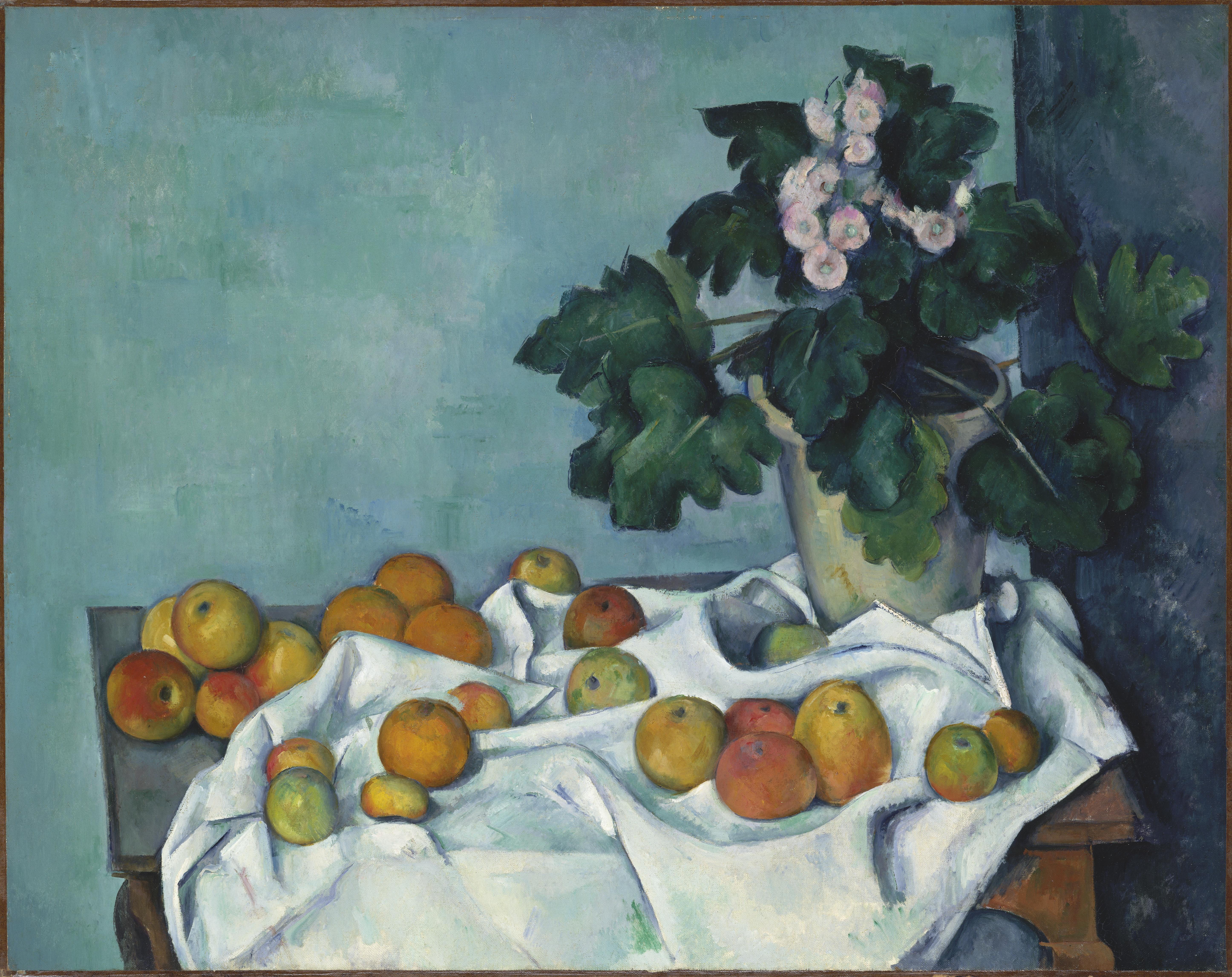
Nature morte avec pommes et pot de primevères, New York, Metropolitan Museum of Art.

    - Gardanne (l'après-midi) (1886), huile sur toile (92,1 × 73,2 cm)[117].

  - Metropolitan Museum of Art :
    - Les Joueurs de cartes (1890-1892), huile sur toile (65,4 × 81,9 cm)[118].
    - Nature morte avec pommes et pot de primevères (vers 1890), huile sur toile (73 × 92,4 cm)[119].
- Philadelphie, Philadelphia Museum of Art :
  - Les Grandes Baigneuses (1899-1906), huile sur toile (210,5 × 250,8 cm)[120].
  - Portrait de Madame Cézanne aux cheveux dénoués (1885-1886), huile sur toile (61,9 × 51,1 cm).
- Saint-Louis, musée d'art :
  - Les Baigneurs (1890-1892), huile sur toile (54,3 × 66 cm)[121].

### En Espagne
- Madrid, Musée Thyssen-Bornemisza:
  - Portrait de paysan (1905-1906), huile sur toile (64,8 × 54,6 cm)[122].

### En Grande-Bretagne
- Londres, National Gallery :
  - Vieille femme au rosaire (1896), huile sur toile (80,6 × 65,5 cm)[123].
  - Les Grandes Baigneuses (vers 1894-1905), huile sur toile.
  - Sous-bois devant les grottes au-dessus du Château Noir (1900-1904), huile sur toile (90,7 × 71,4 cm)
- Glasgow, Collection Burrell :
  - Le Château de Médan (vers 1879-1880).

### En République tchèque
- Prague, Galerie nationale :
  - Joachim Gasquet (1896-1897), huile sur toile (65 × 54 cm)[124].

### Au Japon
- Tokyo, Musée national de l'Art occidental :
  - Les Arbres du Jas de Bouffan dénudés (1885-86), huile sur toile (60,3 × 73 cm)[125].

## Œuvres dans les collections privées
- La Pendule noire (1867-1869) (54 × 74 cm), collection particulière[126].
- Le Ruisseau (1872-1875) œuvre énigmatique conduisant au dévoilement de l'être selon l'analyse de M. Heidegger[127]. À signaler également le geste démonstratif du jeune homme comme modèle de l'embrayeur cher à Marcel Duchamp et à Samuel Beckett[128].
- Vue sur L'Estaque (1882-1885), huile sur toile (59,4 × 72,8 cm)[129], collection particulière.
- Maison au Ribas, vue en direction de Meyreuil (1886-1890), huile sur toile (58,4 × 72 cm)[130], collection particulière.
- Gardanne, le vieux pont (1885), aquarelle (20,8 × 30,8 cm)[131], collection particulière.
- Marronniers et ferme du Jas de Bouffan (vers 1885), huile sur toile (65,5 × 81,3 cm)[132], collection privée, New York.
- Hameau à Payennet près de Gardanne  (1886-1890), huile sur toile (62,5 × 91 cm)[133], toile se trouvant à la Maison-Blanche,Washington.
- Madame Cézanne en robe rouge (1888-1890), huile sur toile (80,3 × 64,3 cm)[134], fondation Beyeler à Riehen en Suisse.
- Le Garçon au gilet rouge (1888-1890), huile sur toile (79,5 × 64 cm)[135], Fondation et Collection Emil G. Bührle.
- Le Paysan à la blouse bleue (1897), huile sur toile (80 × 63,5 cm)[136], Musée d'Art Kimbell, Fort Worth, Texas.
- Le Vase de fleurs et Pommes (1889-1890), huile sur toile (55 × 47 cm)[137], collection privée.
- La Montagne Sainte-Victoire (1906), huile sur toile (63,5 × 83 cm)[138], collection particulière.

## Cézanne dans les musées
- Paris : musée d’Orsay ; musée du Petit Palais.
- Athènes : musée d'art contemporain Goulandrís.
- Bâle : Kunstmuseum.
- Berlin : Nationalgalerie.
- Berne : Kunstmuseum.
- Boston : Museum of Fine Arts.
- Cambridge : Fogg Art Museum.
- Chicago : The Art Institute of Chicago.
- Cleveland : Museum of Art.
- Copenhague :Ny Carlsberg Glyptotek.
- Essen : Museum Folkwang.
- Glasgow : Art Gallery and Museum.
- La Haye : Gemeentemuseum.
- Saint Pétersbourg : musée de l’Ermitage.
- Londres : British Museum ; Home House Trustees ; National Gallery ; Tate Gallery ; Institut Courtauld.
- Manheim : Kunsthalle.
- Milan : Galerie municipale d’art moderne.
- Moscou : musée d’art moderne occidental ; musée Pouchkine.
- Mougins: Musée d'Art classique de Mougins (MACM)
- Munich : Neue Pinakothek ; Neue Staatsgalerie.
- New York : Metropolitan Museum of Art ; The Museum of Modem Art ; Solomon R. Guggenheim Museum.
- Oslo : Nasjonalgalleriet.
- Ottawa : Musée des beaux-arts du Canada.
- Philadelphie : Barnes Foundation ; Philadelphia Museum of Art.
- Prague : Narodni Galerie.
- San Francisco : California Palace of the Legion of Honor.
- Sao Paulo : Museu de Arte.
- Stockholm : Nationalmuseum.
- Washington : National Gallery of Art ; The Phillips Collection.
- Winterthur : Coll. Oskar Reinhart am Rômerholz.
- Worcester : Worcester Art Museum.
- Zurich : Kunsthaus.

### Œuvre volée à l'Ashmolean Museum d'Oxford

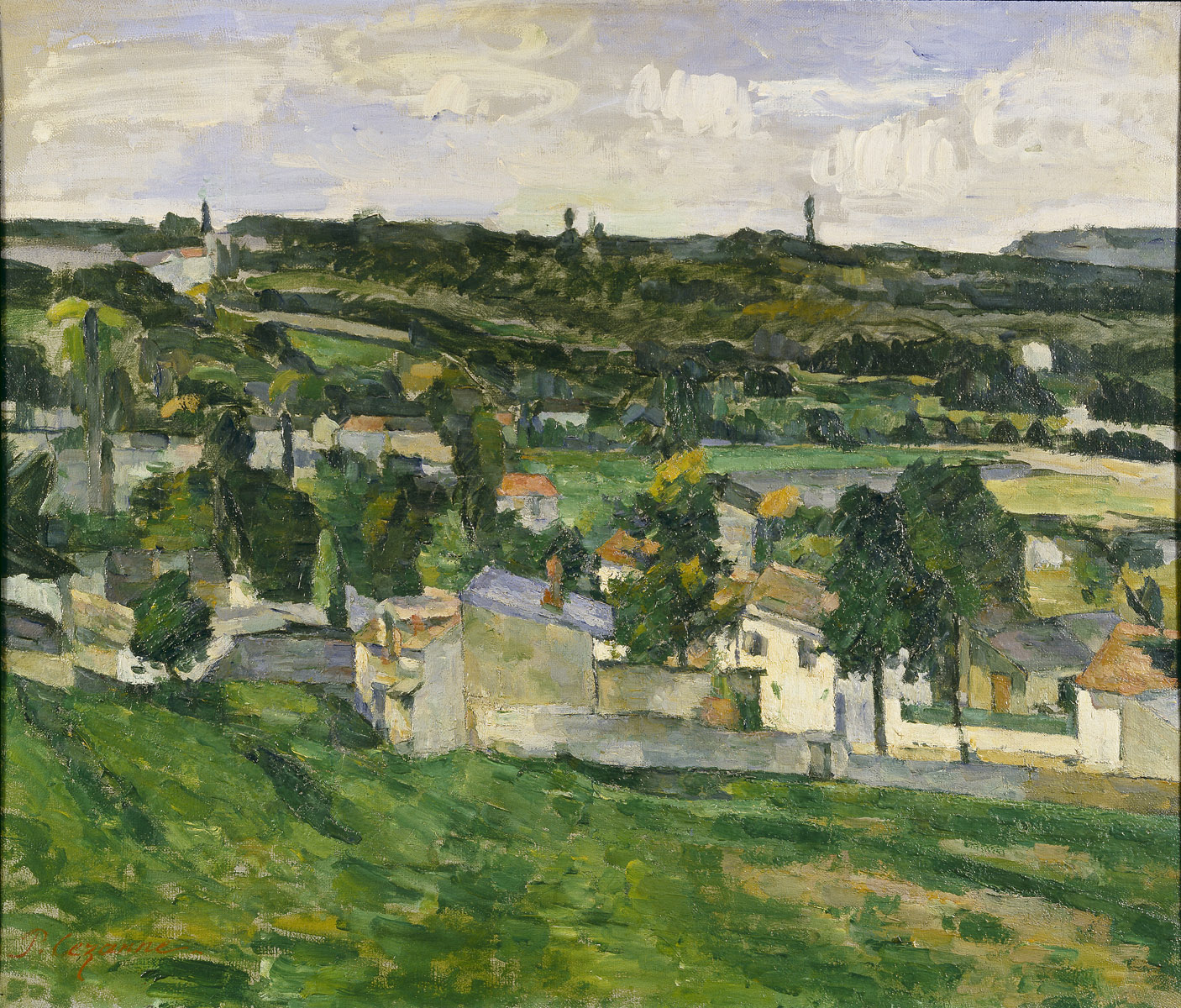
Paysage d'Auvers-sur-Oise, huile sur toile, Ashmolean Museum (Oxford).

Le 31 décembre 1999, pendant le feu d'artifice qui a accompagné la célébration du millénaire, des voleurs ont utilisé l'échafaudage se trouvant devant un bâtiment attenant, pour monter sur le toit de lʼAshmolean Museum d'Oxford, afin de dérober un tableau de Cézanne : Paysage d'Auvers-sur-Oise. Estimée à 3 millions de livres sterling, la peinture a été décrite comme un travail important, illustrant la transition vers la maturité de la peinture de Cézanne. Comme les voleurs ont ignoré d'autres œuvres importantes dans la même salle d'exposition et que, depuis, le tableau n'a pas été mis en vente, le musée estime que le vol a été organisé pour honorer une commande,.

### Sa cote
- Rideau, Cruchon et Compotier a été vendu en 1999 pour la somme de 56,41 millions d'euros, ce qui constitua la quatrième enchère la plus forte, jamais atteinte pour un tableau.
- Bouilloire et fruits a été vendu en décembre 1999 pour la somme de 44,67 millions d'euros.
- Nature morte au melon vert, aquarelle vendue 25,5 M $ en 2007.
- Début 2012, la fille de l'émir du Qatar a déboursé 190 millions d'euros pour l'une des cinq versions (1890-1895) des Joueurs de cartes, l'un des tableaux les plus chers au monde. Cette œuvre appartenait à la famille de l'armateur grec Embiricos.

### Hommages

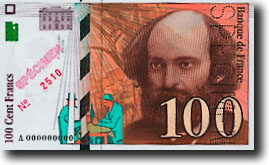
Le dernier billet de 100 francs Cézanne (1997-2001).

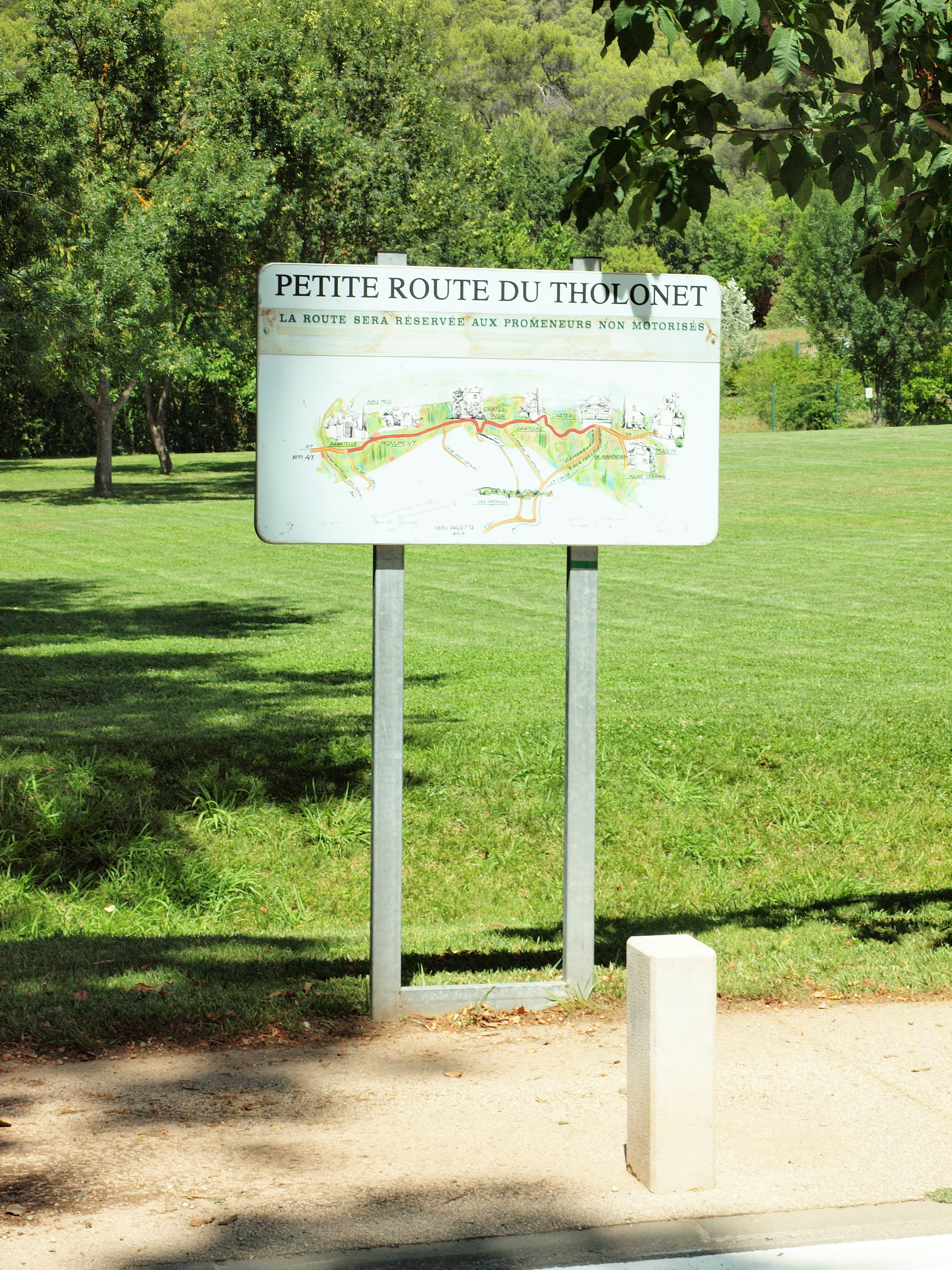
Route Cézanne, près d'Aix-en-Provence.

- Le dernier billet de 100 francs Cézanne (1997-2001) lui a rendu hommage.
- Un timbre postal, d'une valeur de 0,85 franc français représentant Les Joueurs de cartes, a été émis le 10 novembre 1961[141].
- Depuis 2005, l'université Aix-Marseille 3 est dénommée Université Paul Cézanne Aix Marseille 3.
- En astronomie, sont nommés en son honneur (6674) Cézanne, un astéroïde de la ceinture principale d'astéroïdes[142], et Cézanne, un cratère de la planète Mercure[143].
- La chanson Cézanne peint (1984), de France Gall et Michel Berger, est également un hommage au peintre français, en expliquant sa capacité de traduire en peinture ses idées.
- Dans Sur l'écriture, Ernest Hemingway fait de Cézanne le maître de son personnage autobiographique, Nick : « Lui, Nick, avait envie d'écrire comme Cézanne peignait. Cézanne avait commencé avec tous les trucs. Puis il avait tout foutu en l'air et il avait construit un vrai machin. C'était affreusement difficile à faire. Cézanne était le plus grand de tous. Le plus grand pour toujours. Ce n'était pas un culte. Lui, Nick, voulait écrire sur la campagne de telle façon qu'elle soit aussi présente que celle de Cézanne dans ses tableaux. Pour y arriver, il fallait se la tirer du dedans de soi-même. Il n'existait aucun truc pour ça. […] Cézanne savait peindre les gens aussi. Mais ça c'était plus facile ; il se servait de ce qu'il tirait des paysages pour faire les gens. […] Il savait exactement comment Cézanne peindrait ce bout de rivière. Ah, s'il était là pour le faire ! Mais ces types-là mouraient et c'était bien le malheur »[144].
- Nintendo a reconnu s'être inspiré en grande partie des peintures impressionnistes de Paul Cézanne pour l'aspect graphique du jeu The Legend of Zelda: Skyward Sword, sorti en 2011.
- The Witness créé par Jonathan Blow utilise une citation de Paul Cézanne, rapportée par Joachim Gasquet (1921) : « Un motif, voyez-vous, c'est comme ça… […], si je pense en peignant, si j'interviens, patatras !, tout fout le camp ».
- L'écrivain allemand d'expression française Mika Biermann a publié en janvier 2020 aux éditions Anacharsis une fiction apocryphe intitulée Trois jours dans la vie de Paul Cézanne.

## Au cinéma
- 2016 : Cézanne et moi, film de Danièle Thompson, fantaisie librement inspirée de la légende littéraire autour de l'amitié entre Émile Zola et Cézanne, et de leur séparation autour de L'Œuvre, volontairement sans rapport avec la peinture de Cézanne[145].
- 2017 : Rodin, de Jacques Doillon, avec Arthur Nauzyciel dans le rôle de Paul Cézanne.

## Musées et sites Cézanne

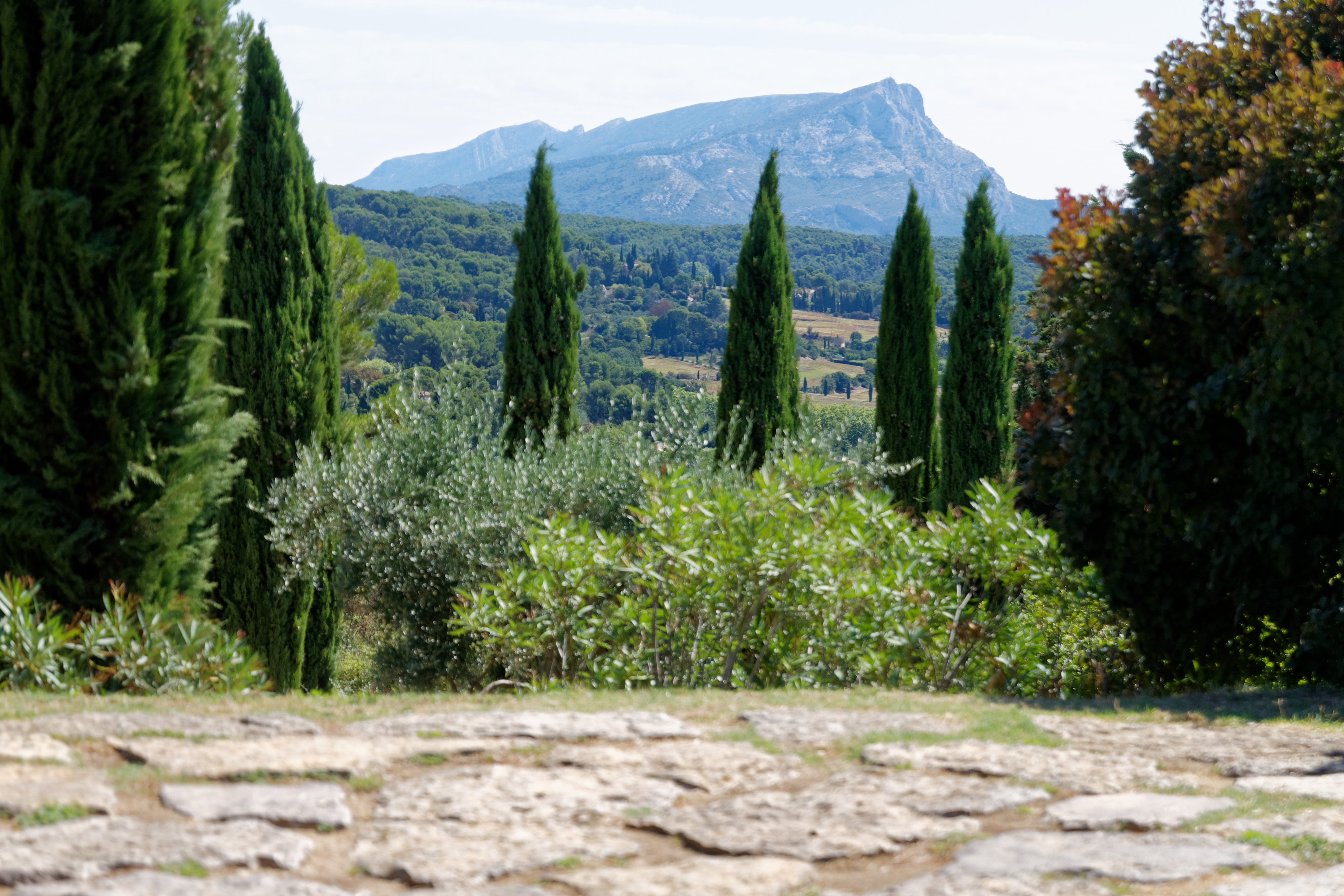
Montagne Sainte-Victoire vue depuis son atelier des Lauves.

- Bastide du Jas de Bouffan d'Aix-en-Provence
- Maison de Paul Cézanne à Aix-en-Provence
- Atelier de Cézanne des Lauves d'Aix-en-Provence
- Maison de Cézanne à L'Estaque de Marseille
- Maison de Cézanne à Gardanne
- Route Cézanne
- Moulin Cézanne du Tholonet
- Château Noir du Tholonet
- Montagne Sainte-Victoire (montagne Sainte-Victoire (Cézanne)) et barrage Zola
- Cabanon de Cézanne des carrières de Bibémus (carrières de Bibémus) de la montagne Sainte-Victoire d'Aix-en-Provence
- Statue en bronze à Aix-en-Provence, sur la Rotonde

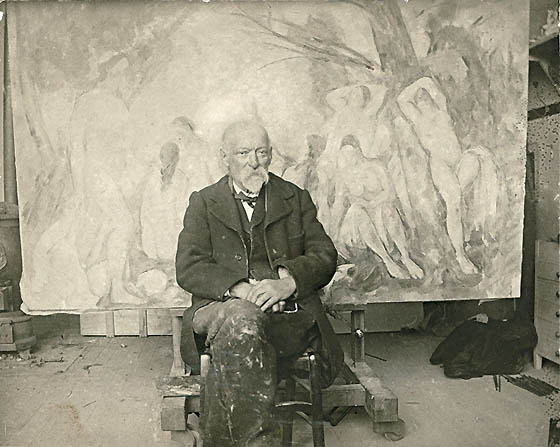
Paul Cézanne (dans son atelier de Cézanne des Lauves en 1904).
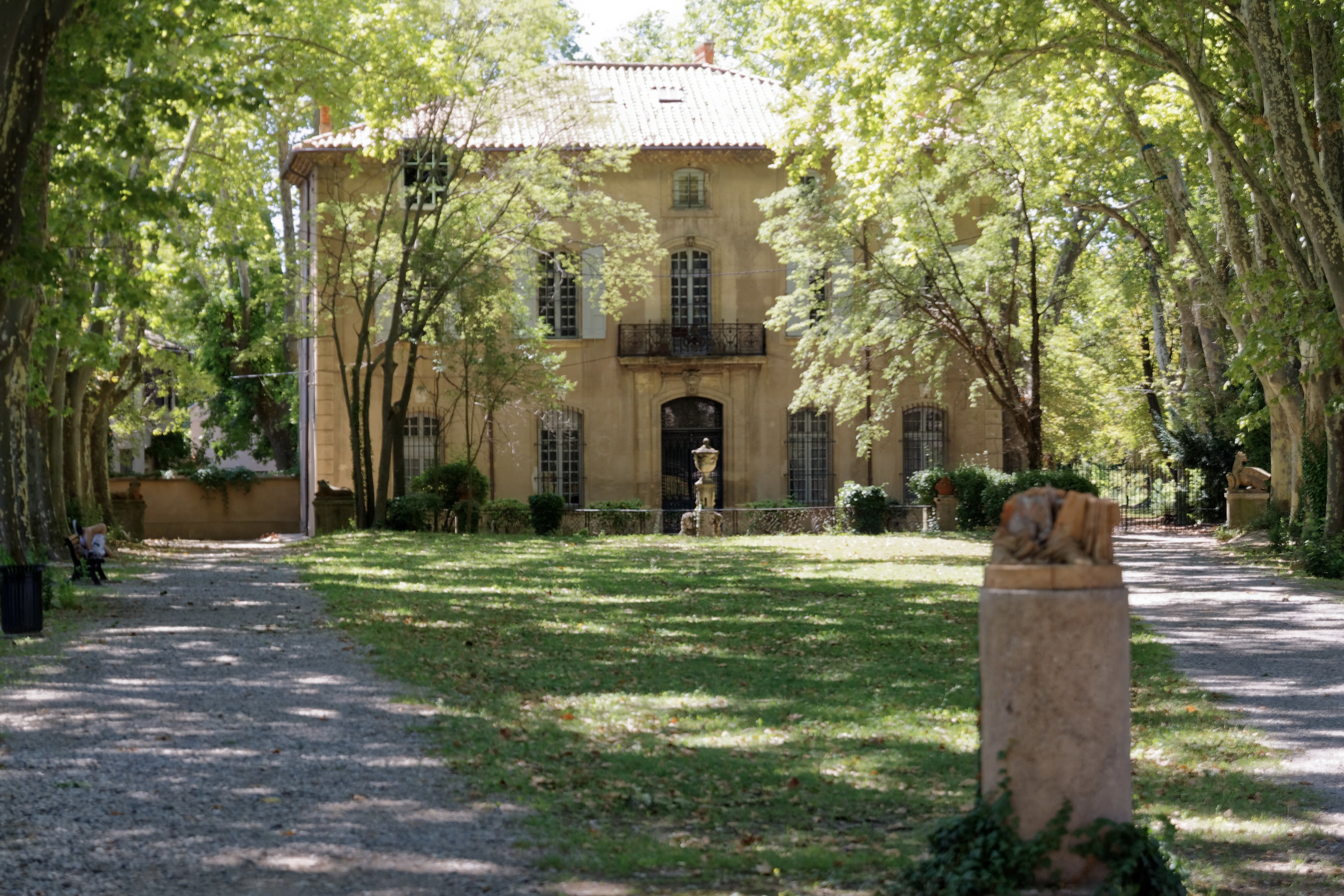
Bastide du Jas de Bouffan d'Aix-en-Provence.
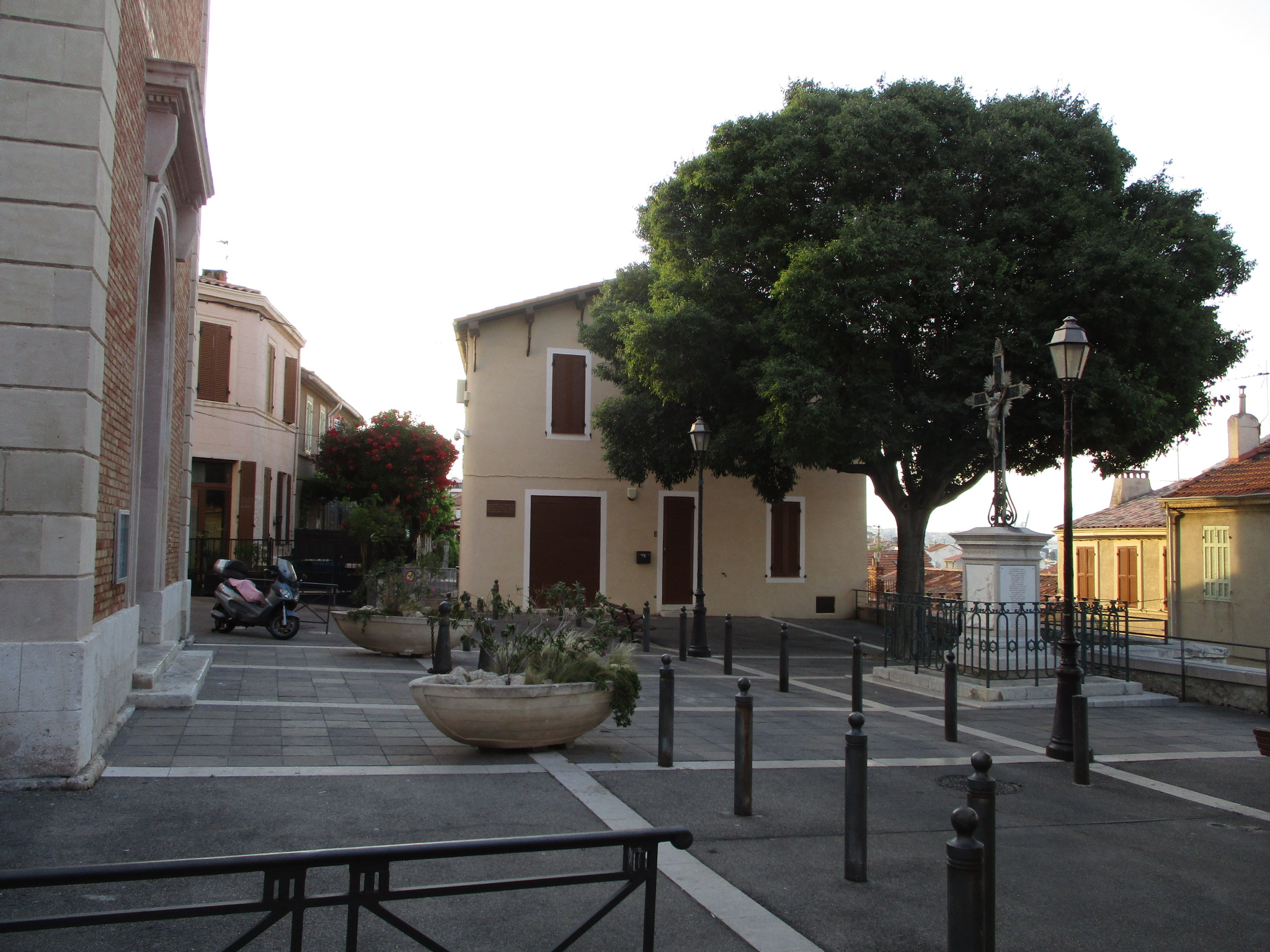
Maison de Cézanne à L'Estaque de Marseille.
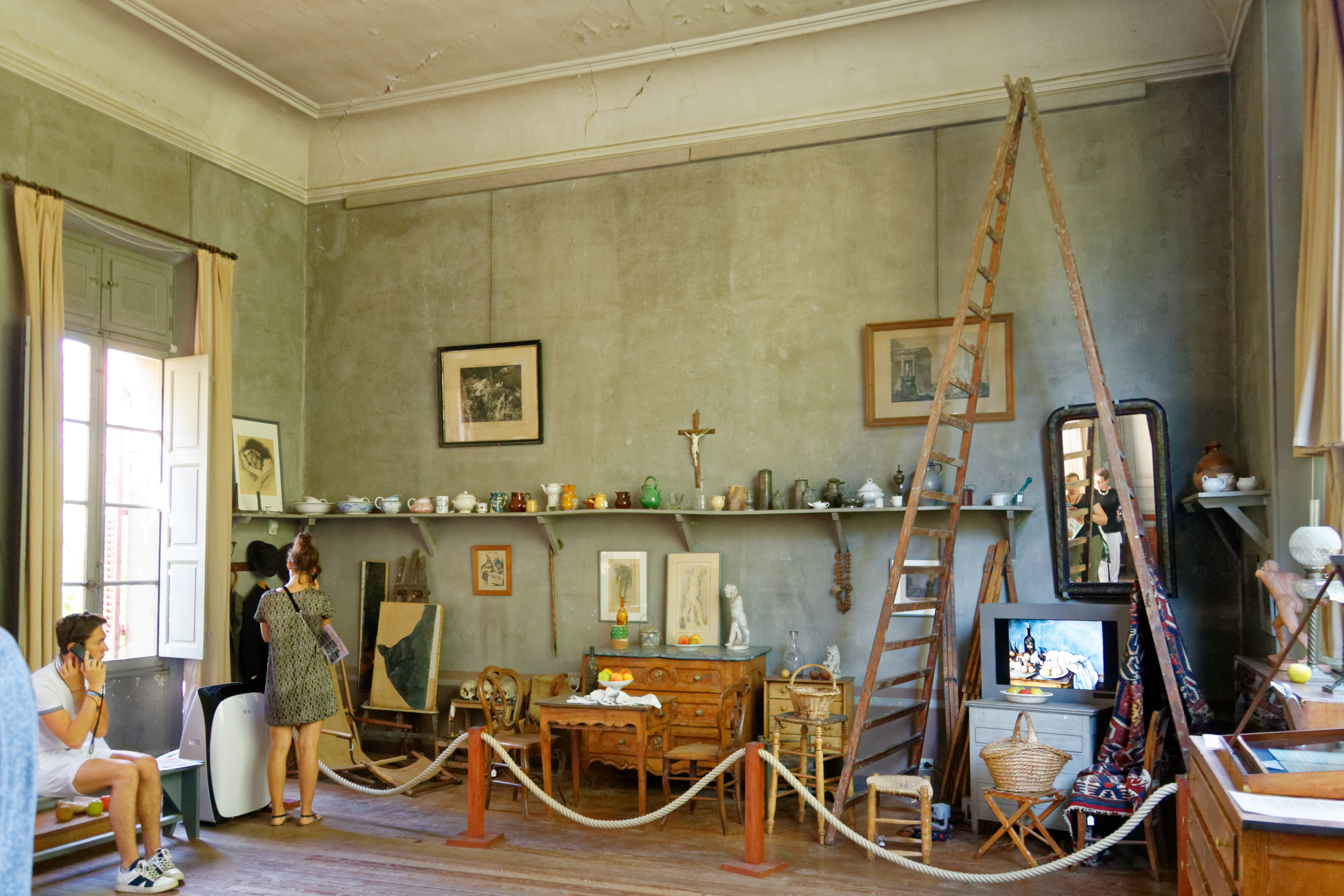
Atelier de Cézanne des Lauves d'Aix-en-Provence.
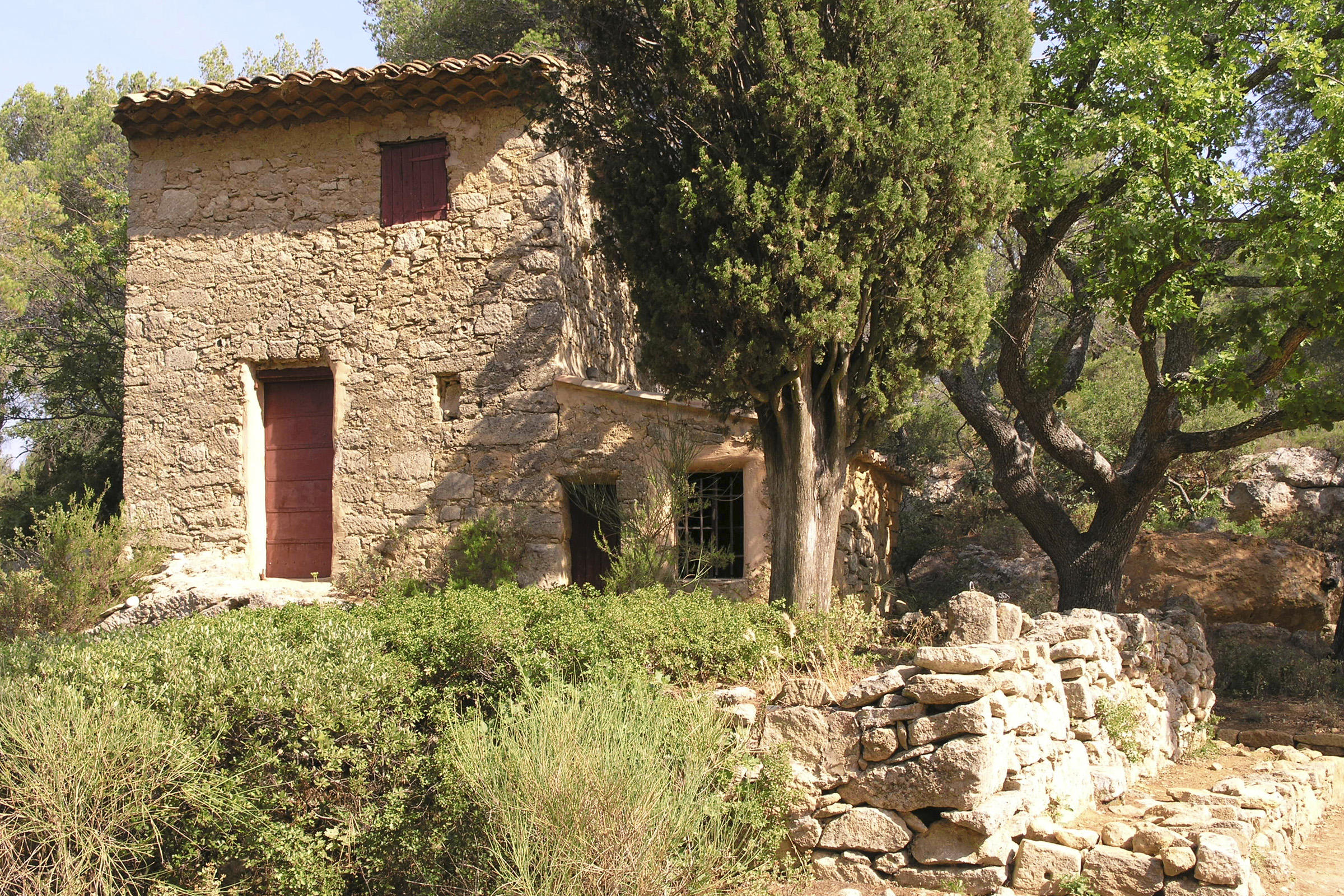
Cabanon de Cézanne des carrières de Bibémus d'Aix-en-Provence.
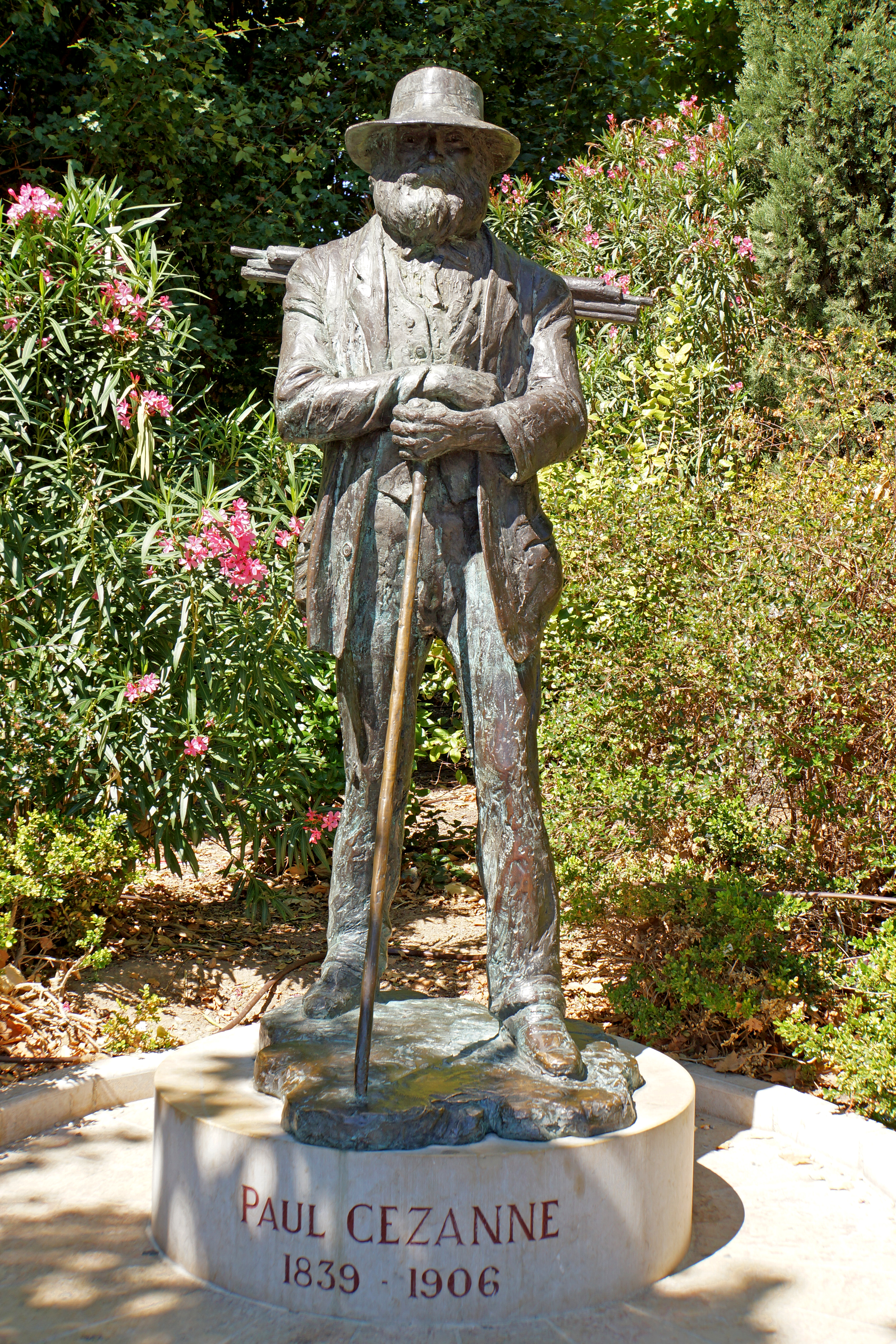
Statue sur la Rotonde d'Aix.
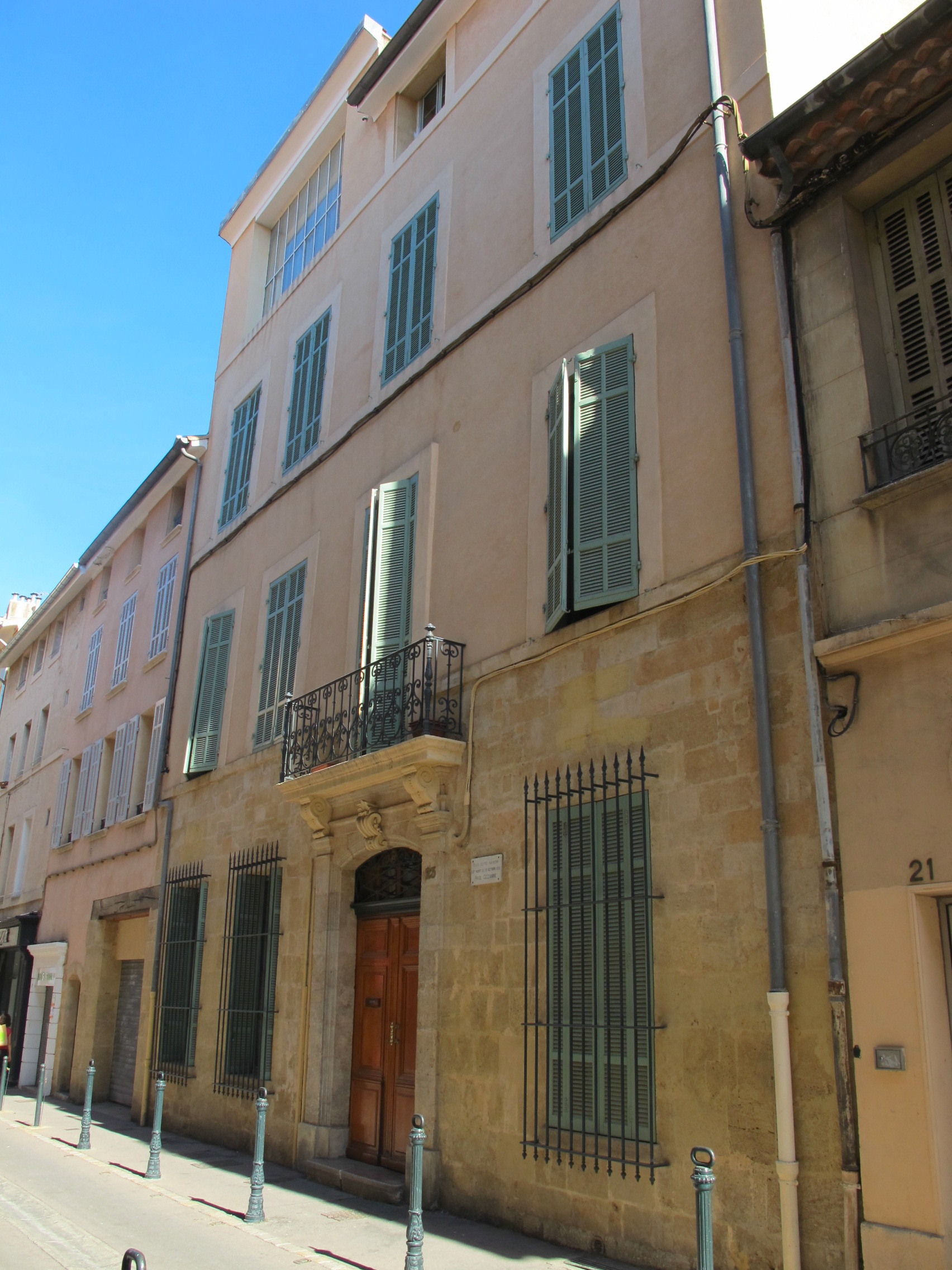
Maison de Paul Cézanne à Aix-en-Provence.
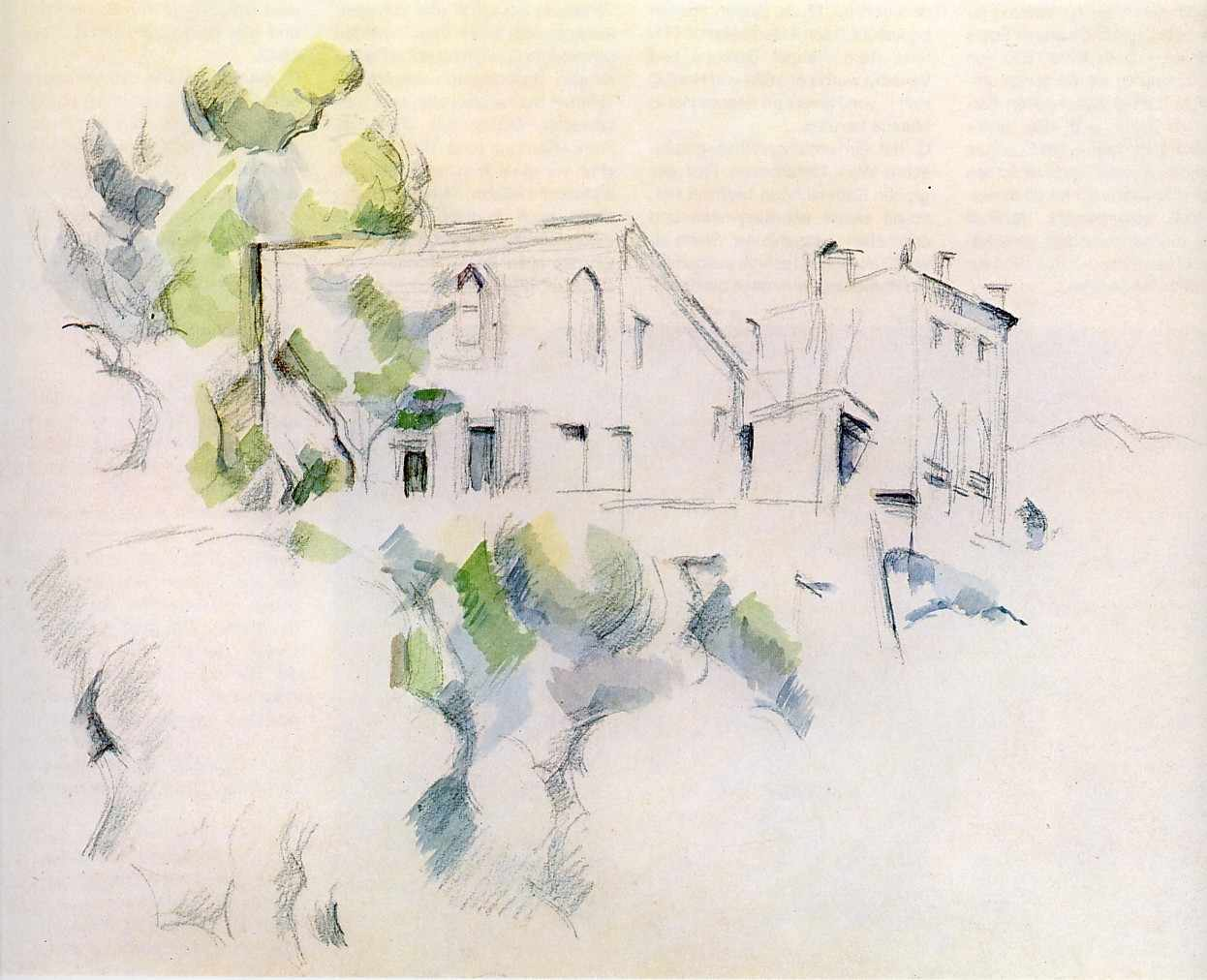
Château Noir du Tholonet.
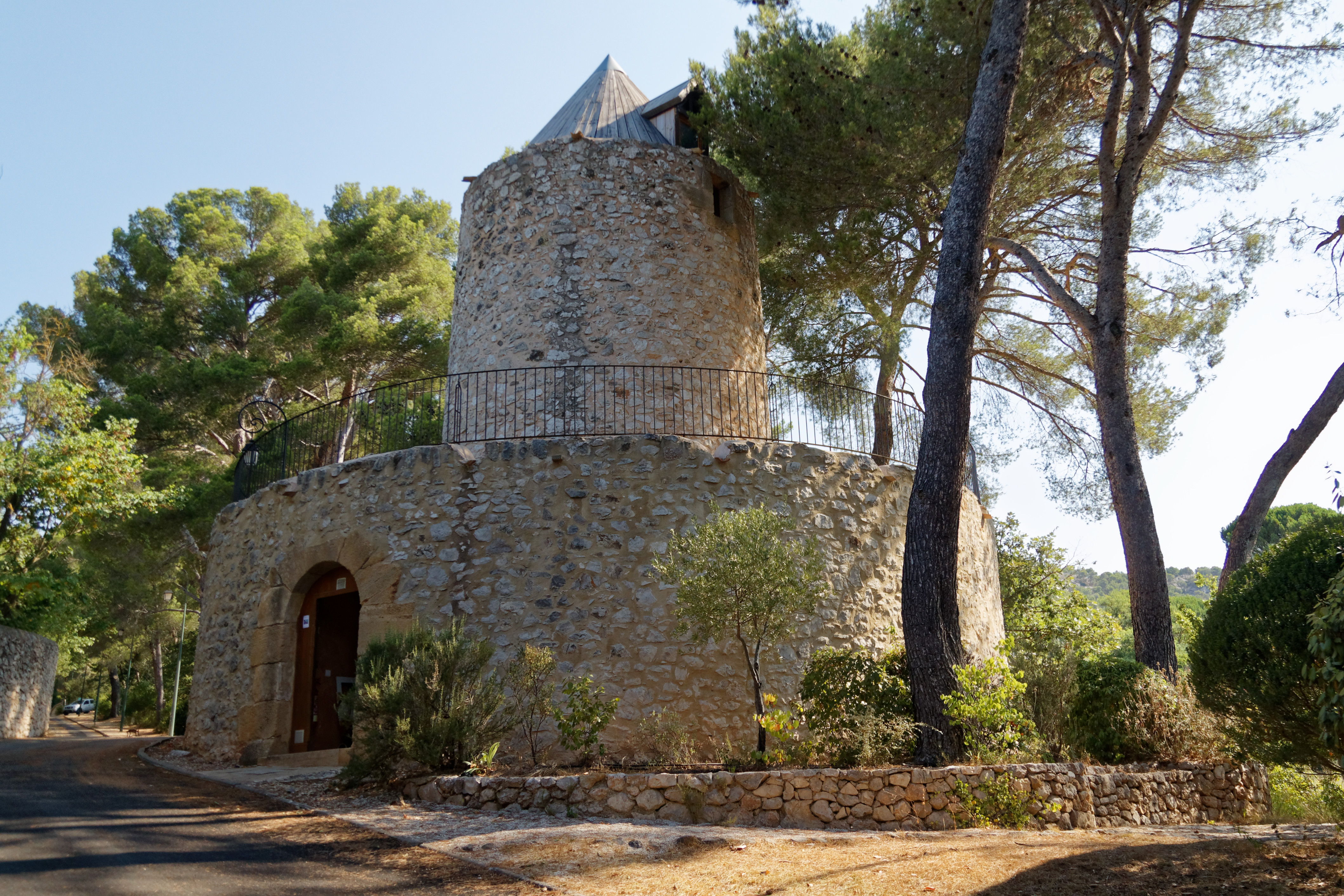
Moulin Cézanne du Tholonet.
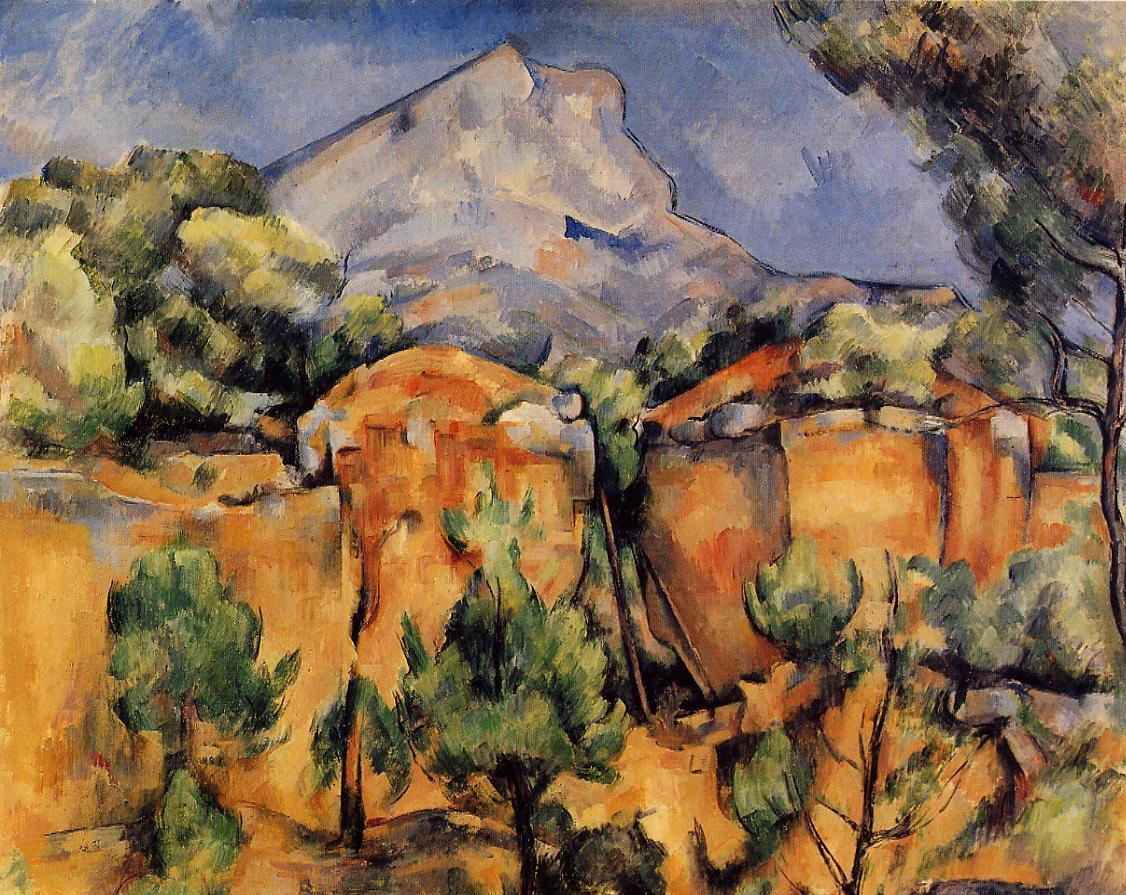
Montagne Sainte-Victoire et carrières de Bibémus.

## Galerie

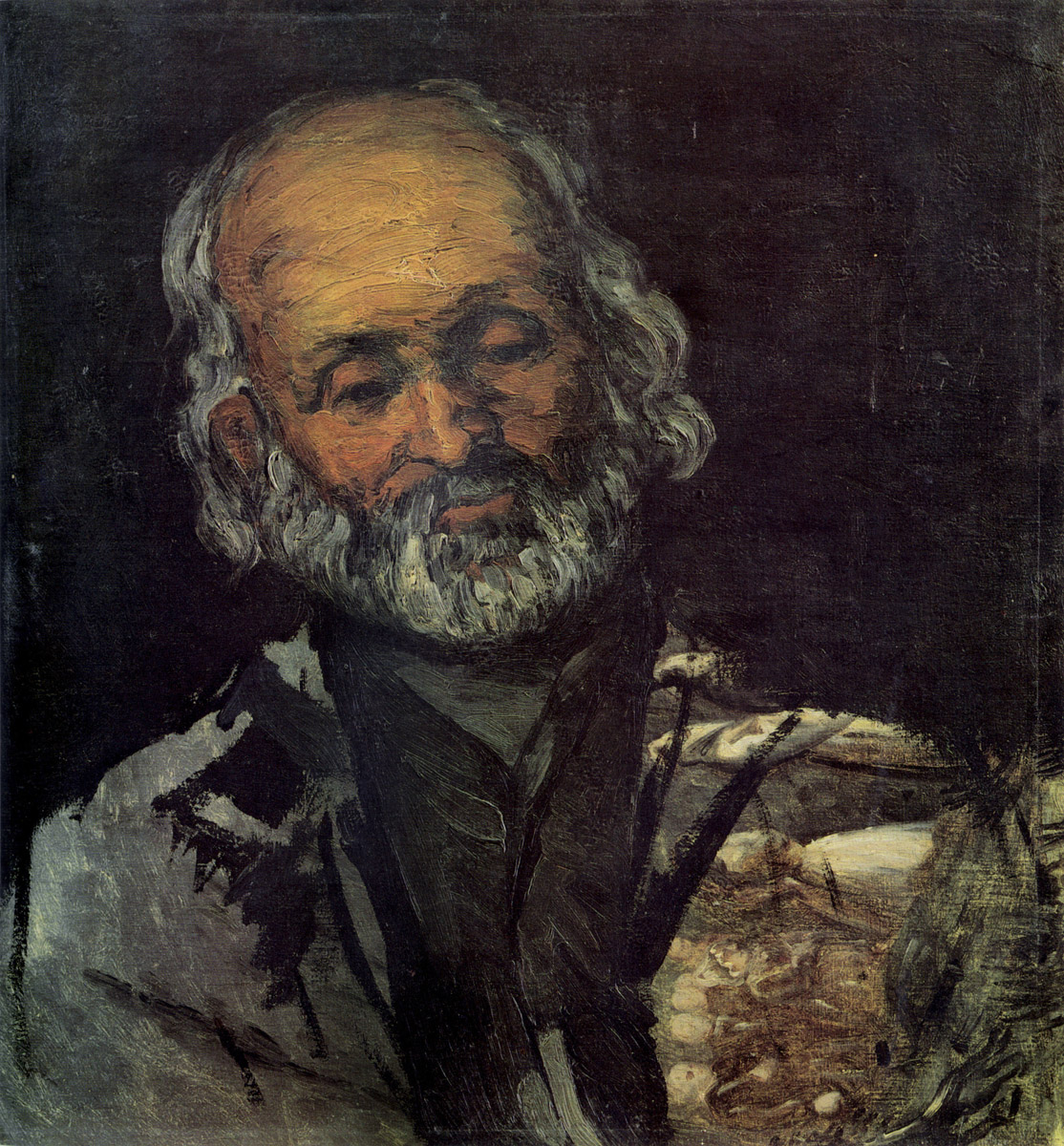
Tête de vieillard [146] (1865-1868), huile sur toile (51 × 48 cm), musée d'Orsay, Paris.
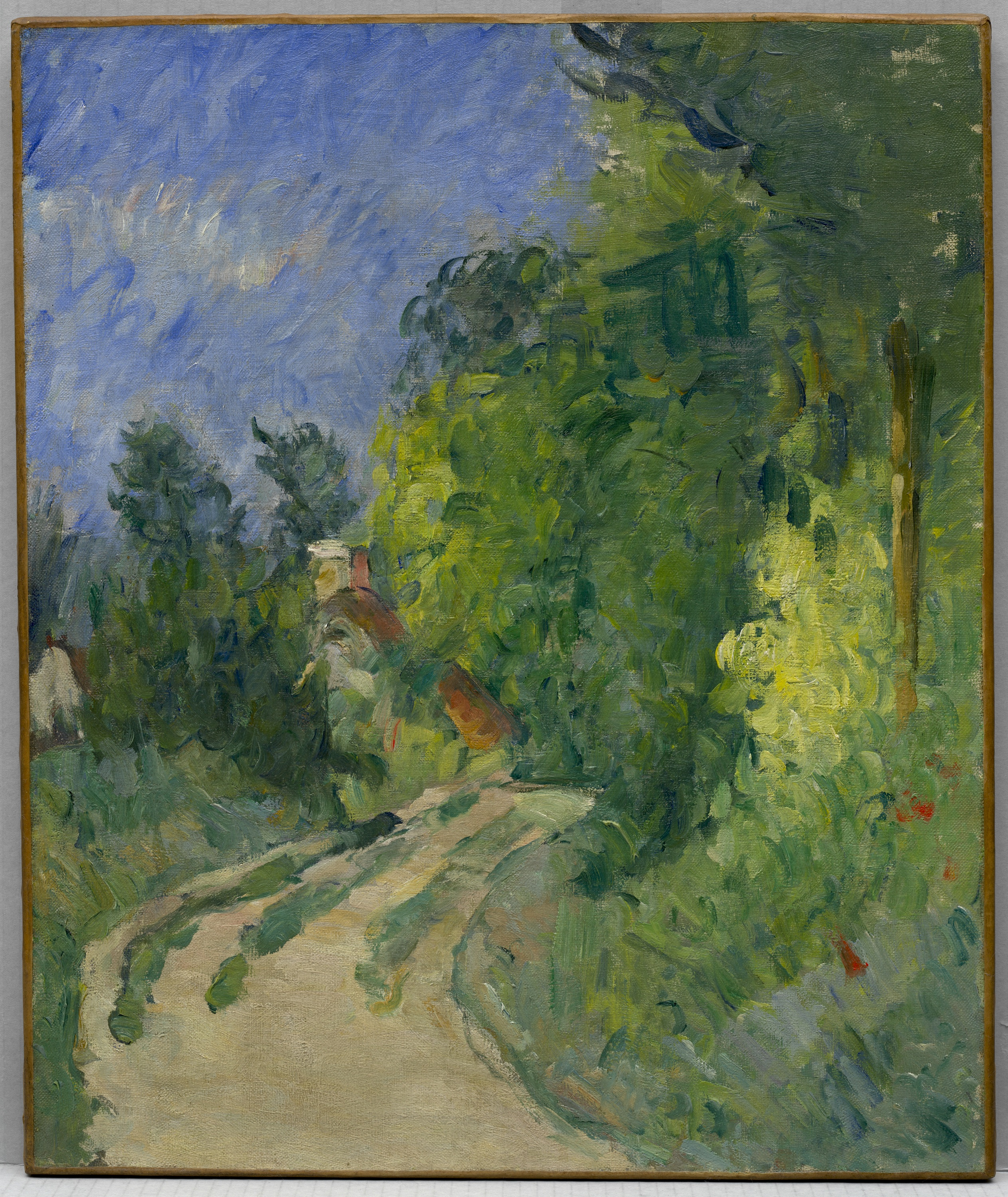
La Route tournante en sous-bois (1873-1875), huile sur toile (55 × 46 cm), musée Solomon R. Guggenheim, New York.
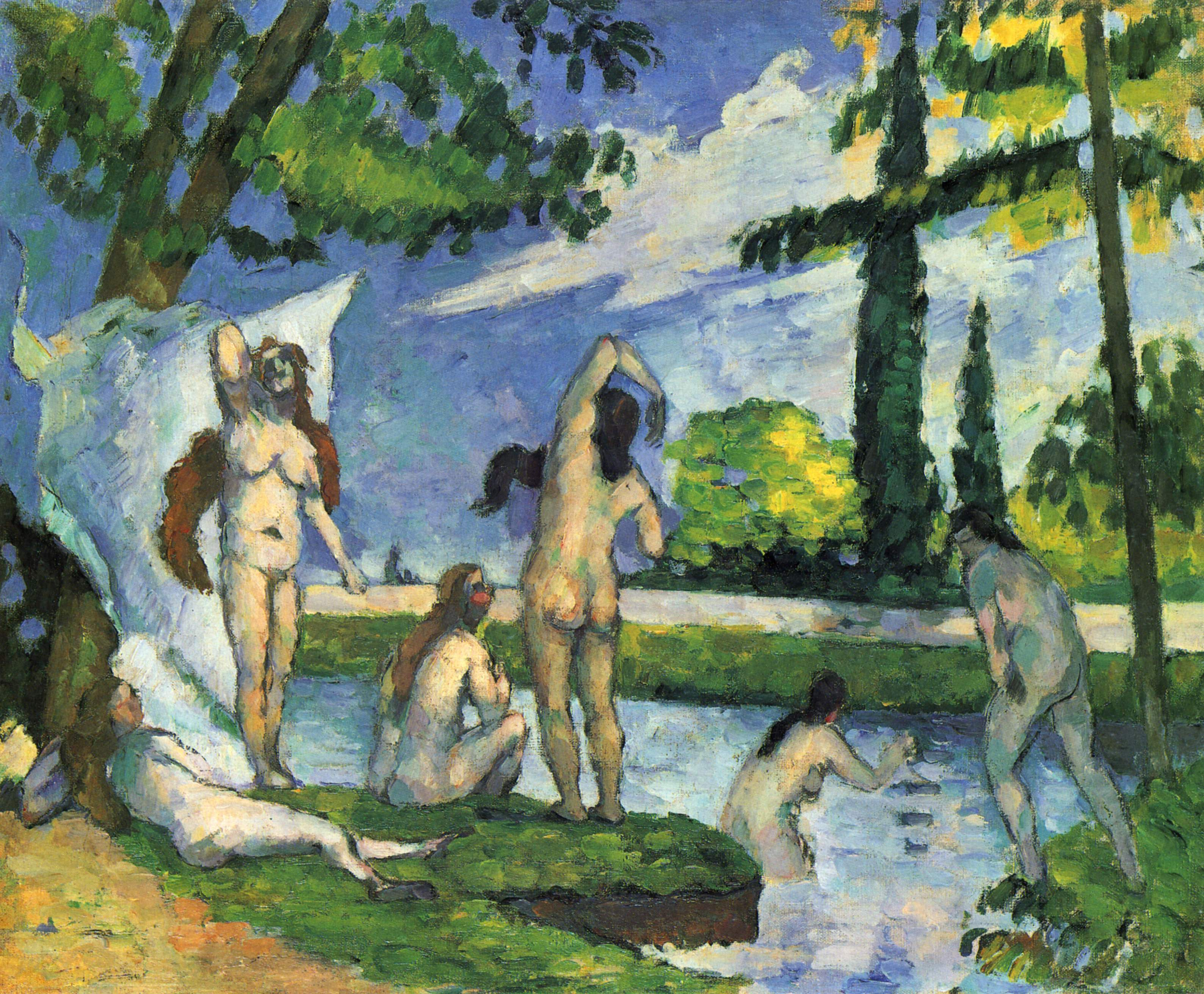
Les Baigneuses (1874-1875), huile sur toile (38,1 × 46 cm), Metropolitan Museum of Art, New York.
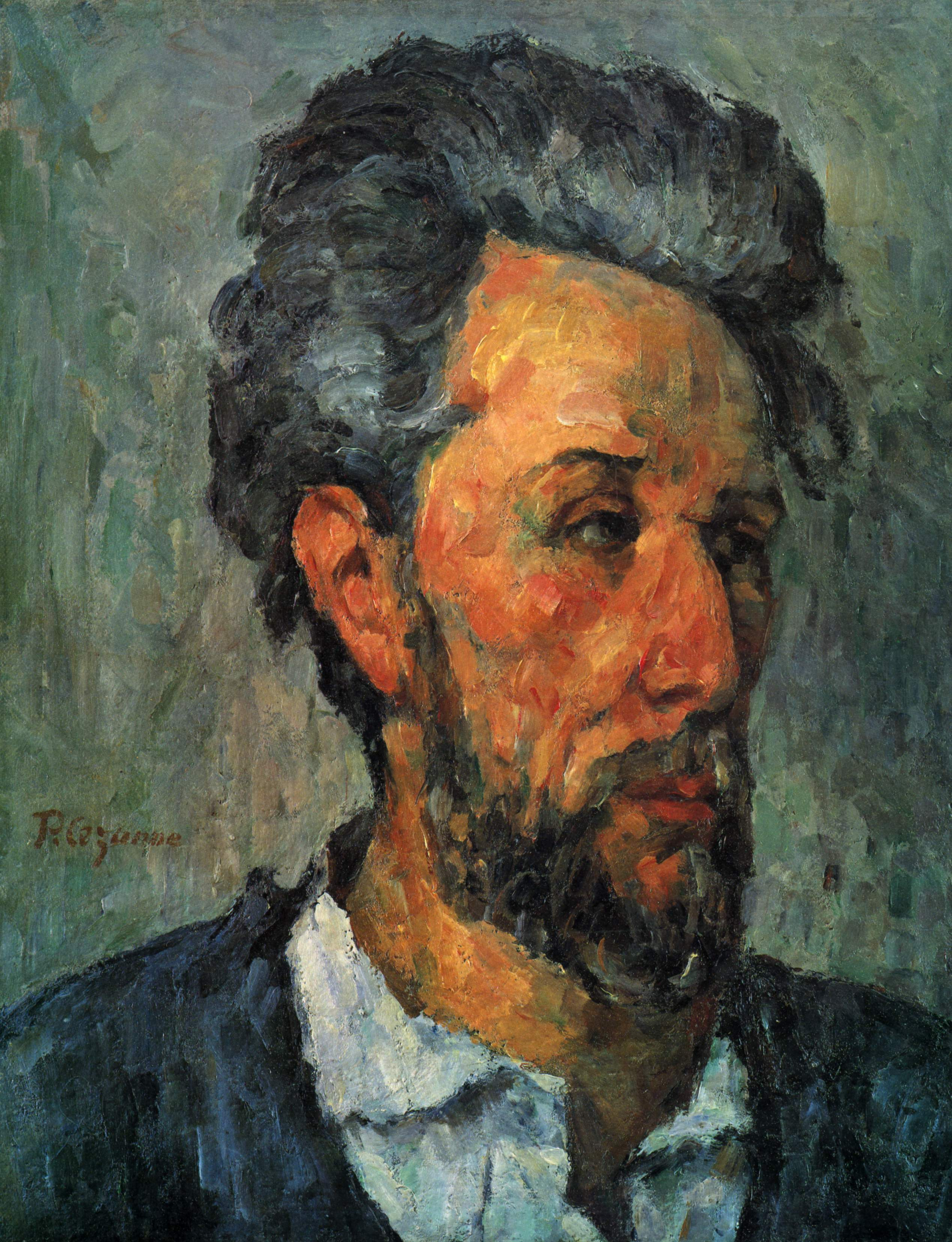
Portrait de Victor Chocquet (1875), huile sur toile (45,7 × 36,8 cm), collection Lord Victor Rothschild, Cambridge.
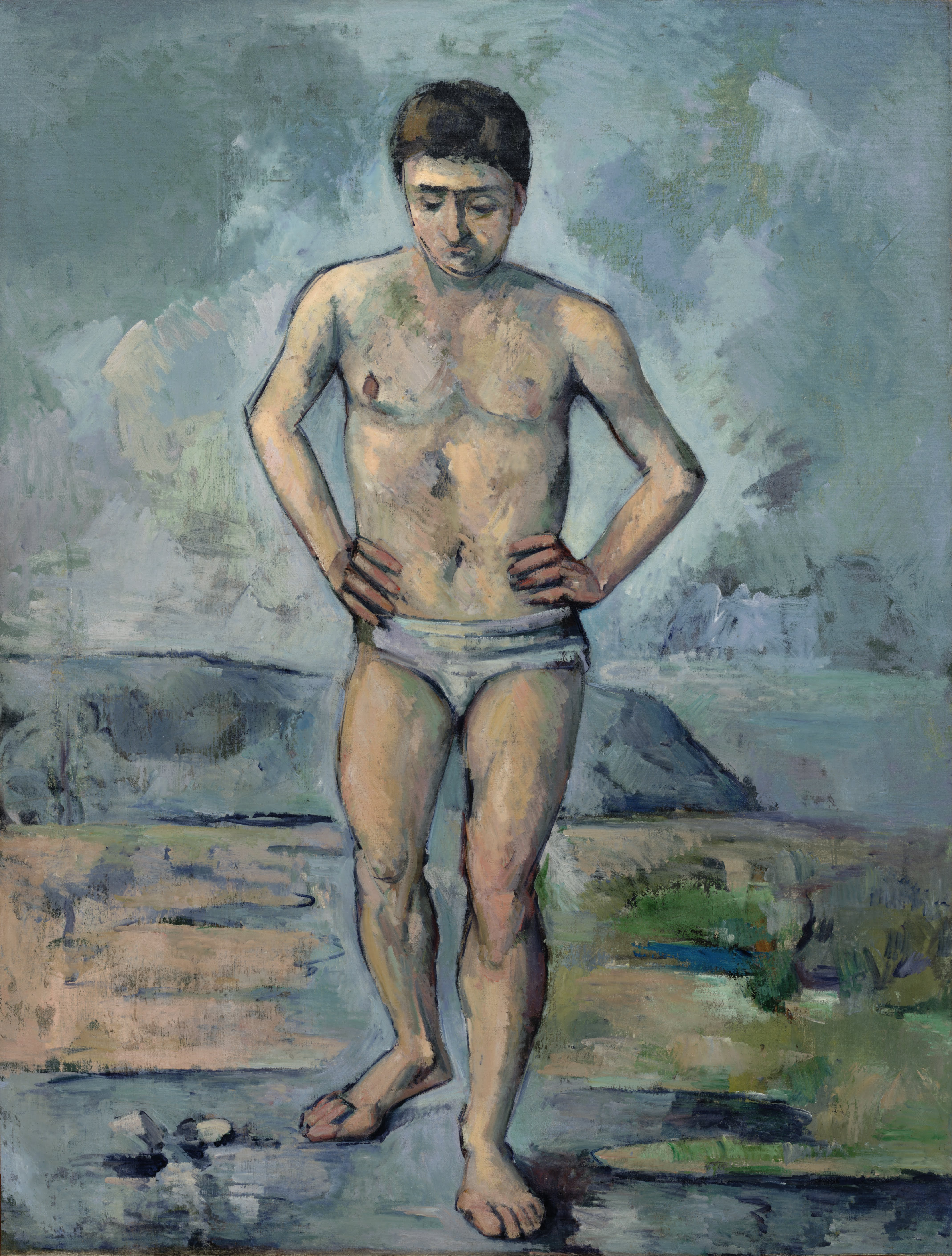
Le Grand Baigneur (1885), huile sur toile (127 × 96,8 cm), Museum of Modern Art, New York.
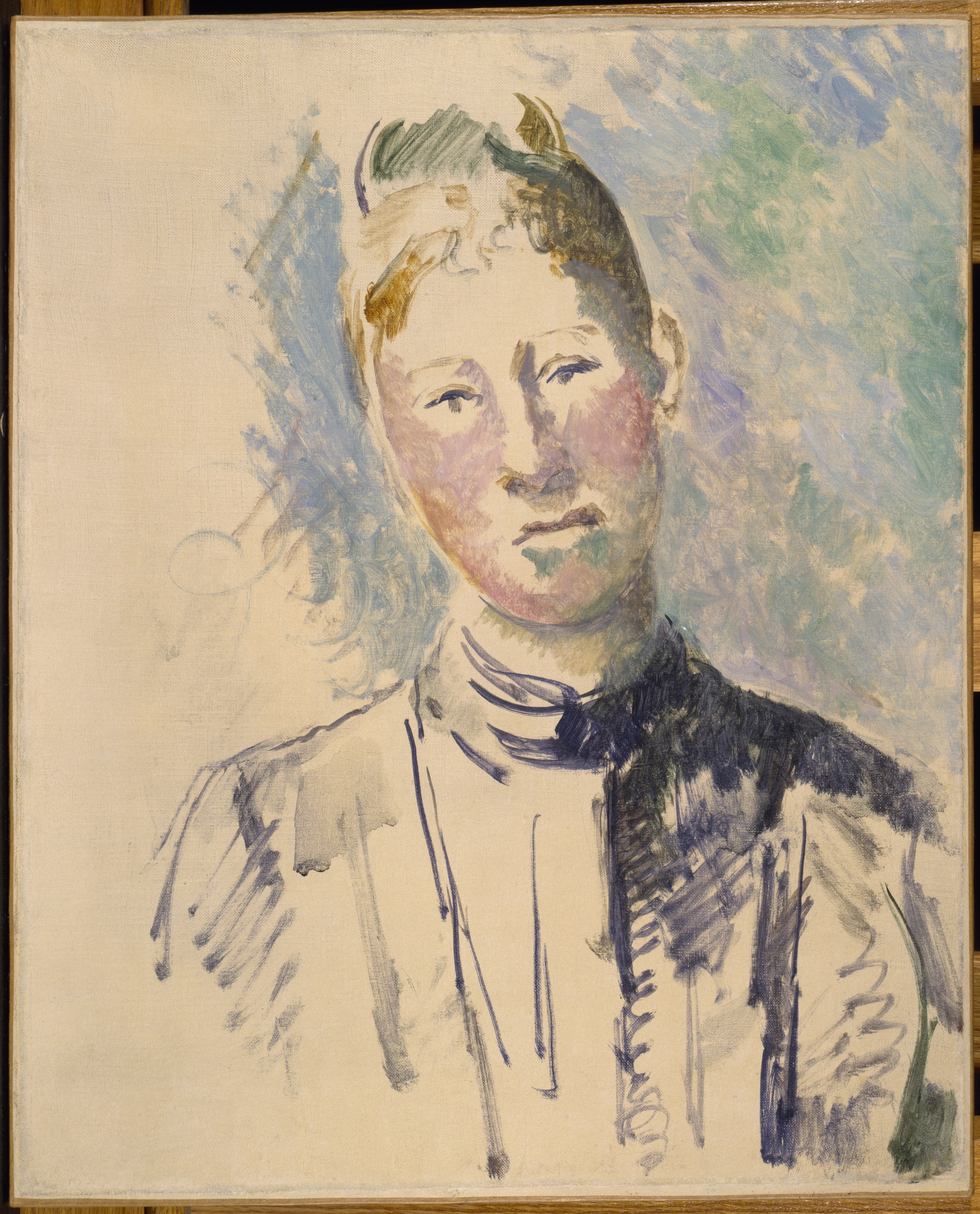
Madame Cézanne (1885-1887), huile sur toile (55,6 × 45,7 cm), musée Solomon R. Guggenheim, New York.
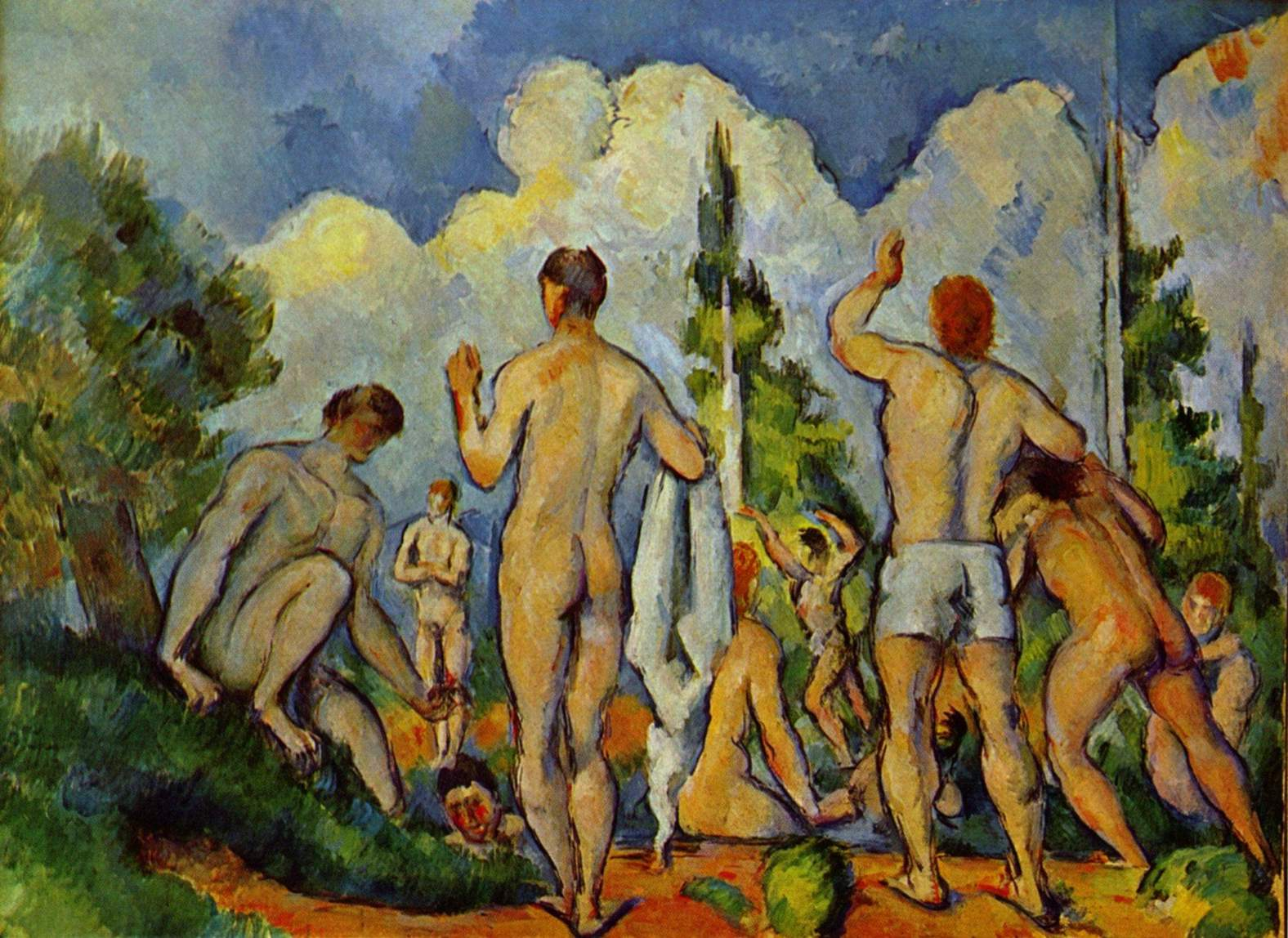
Baigneurs (1892-1894), huile sur toile (50 × 60 cm), musée d'Orsay, Paris.
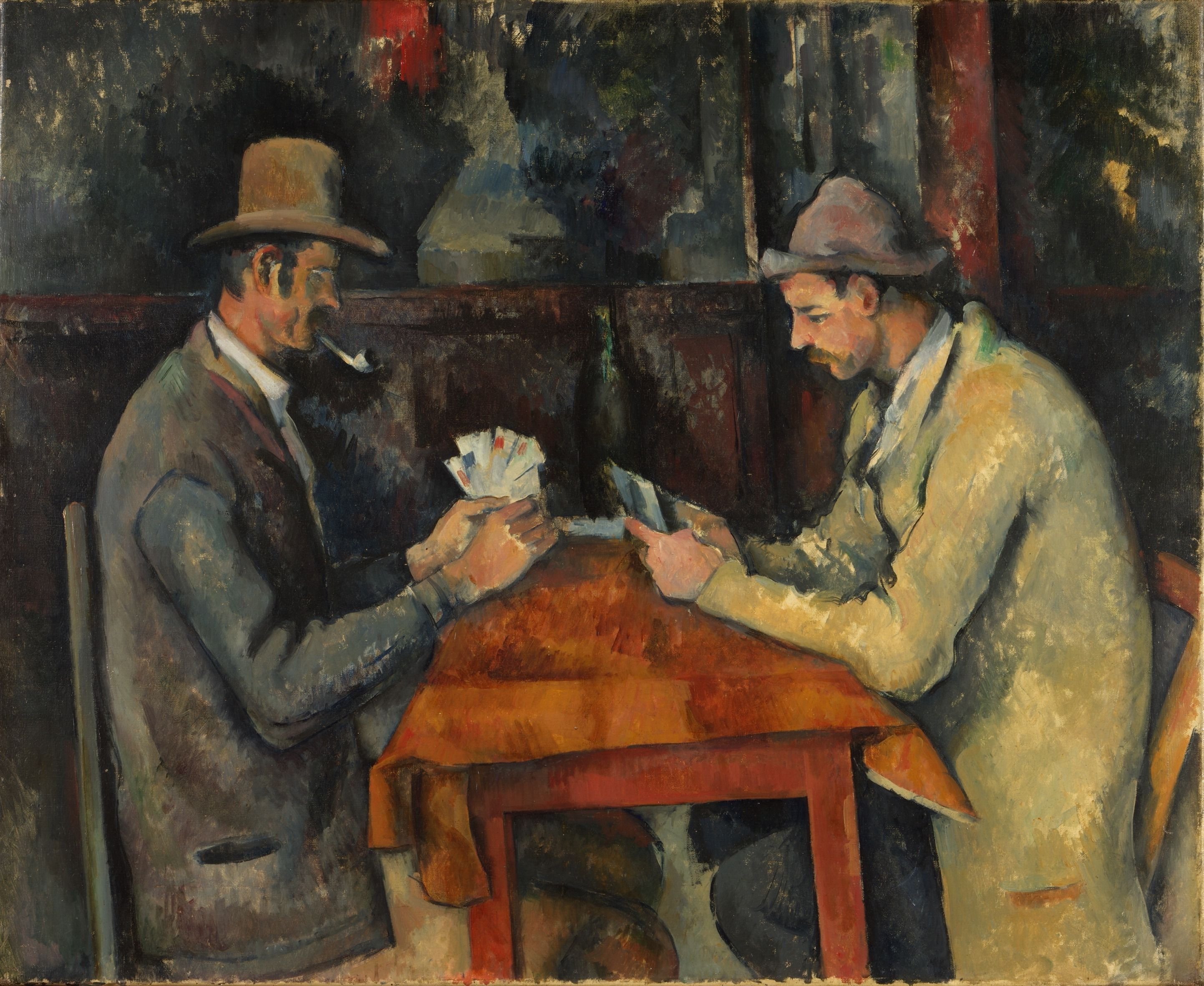
Les Joueurs de cartes (1892), huile sur toile (60 × 73 cm), Institut Courtauld, Londres.
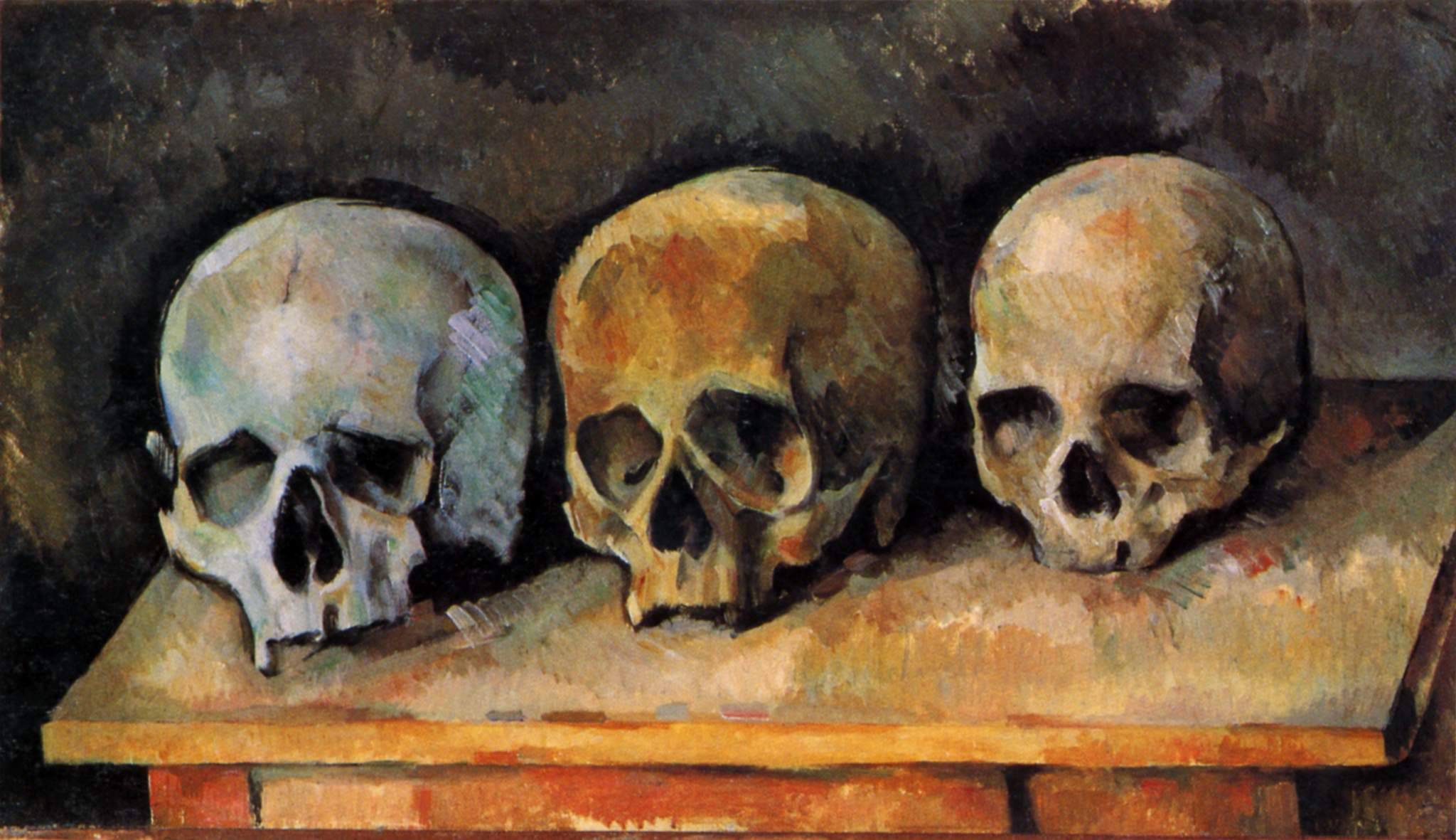
Nature morte aux trois crânes (1900), huile sur toile (34 × 60 cm), Detroit Institute of Arts, Détroit.
Montagne Sainte-Victoire (1904-1906), huile sur toile (65 × 81 cm), collection particulière, Philadelphie.
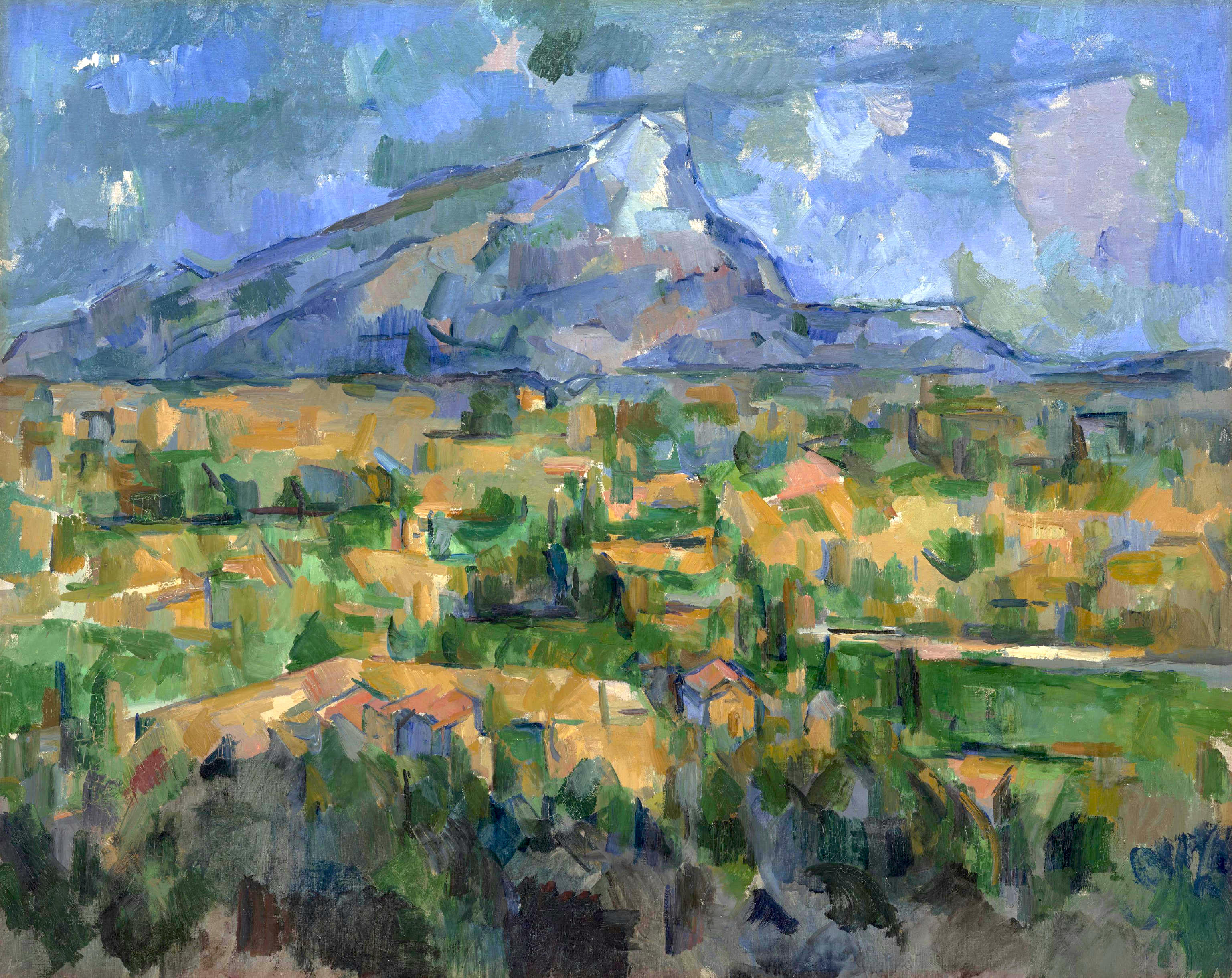
Montagne Sainte-Victoire (1904), huile sur toile (70 × 92 cm), Philadelphia Museum of Art, Philadelphie.
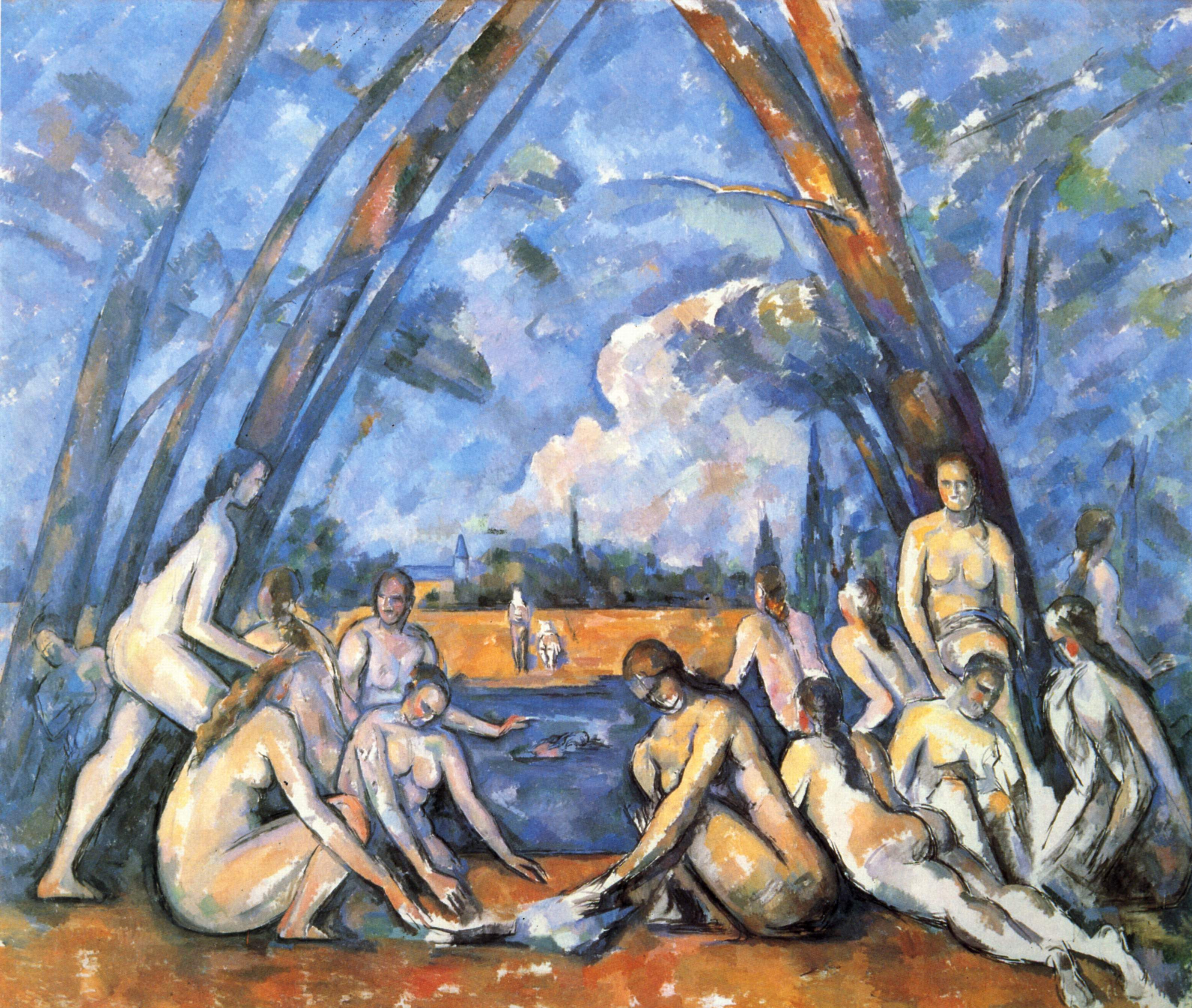
Les Grandes Baigneuses (1906), huile sur toile (208 × 248 cm), Philadelphia Museum of Art, Philadelphie.

#### Bases de données et dictionnaires
- (en) Site officiel
- Ressources relatives aux beaux-arts :   - AGORHA
  - Art Institute of Chicago
  - Art UK
  - Auckland Art Gallery
  - Bénézit
  - Bridgeman Art Library
  - British Museum
  - Collection de peintures de l'État de Bavière
  - Galerie nationale de Finlande
  - Grove Art Online
  - J. Paul Getty Museum
  - Kunstindeks Danmark
  - MNBAQ
  - Musée d'art Nelson-Atkins
  - Musée d'Orsay
  - Musée des beaux-arts du Canada
  - Musée national du Victoria
  - Musée Städel
  - Musée Thyssen-Bornemisza
  - Museo Nacional de Artes Visuales
  - Museum of Modern Art
  - MutualArt
  - National Gallery of Art
  - Nationalmuseum
  - Österreichische Galerie Belvedere
  - RKDartists
  - Tate
  - Te Papa Tongarewa
  - Union List of Artist Names
- Ressources relatives à la musique :   - Discogs
  - MusicBrainz
- Ressource relative à la santé :   - Bibliothèque interuniversitaire de santé
- Ressource relative à plusieurs domaines :   - Radio France
- Ressource relative à la recherche :   - Persée
- Ressource relative à l'audiovisuel :   - IMDb
- Notices dans des dictionnaires ou encyclopédies généralistes :   - Britannica
  - Brockhaus
  - Den Store Danske Encyklopædi
  - Deutsche Biographie
  - Enciclopédia Itaú Cultural
  - Gran Enciclopèdia Catalana
  - Hrvatska Enciklopedija
  - Internetowa encyklopedia PWN
  - Nationalencyklopedin
  - Proleksis enciklopedija
  - Store norske leksikon
  - Treccani
  - Universalis
- Notices d'autorité :   - VIAF
  - ISNI
  - BnF (données)
  - IdRef
  - LCCN
  - GND
  - Italie
  - Japon
  - CiNii
  - Espagne
  - Belgique
  - Pays-Bas
  - Pologne
  - Israël
  - NUKAT
  - Catalogne
  - Suède
  - Vatican

#### Autres
- Site officiel de la manifestation « Cézanne 2006 » : exposition au musée Granet, Cabanon de Cézanne des carrières de Bibémus, Bastide du Jas de Bouffan et autres événements.
- École Spéciale de dessin Quand Cézanne était élève à l'école de dessin d'Aix-en-Provence, premières œuvres, aquarelles, lavis, dessins de l'école et historique…
- (en) Paul Cézanne, Artcyclopedia.
- Compilation de réflexions de Paul Cézanne, en version audio .
- Société Paul Cézanne : Hortense Fiquet – Chronologie sommaire proposée par Raymond Hurtu.